# Pascolo

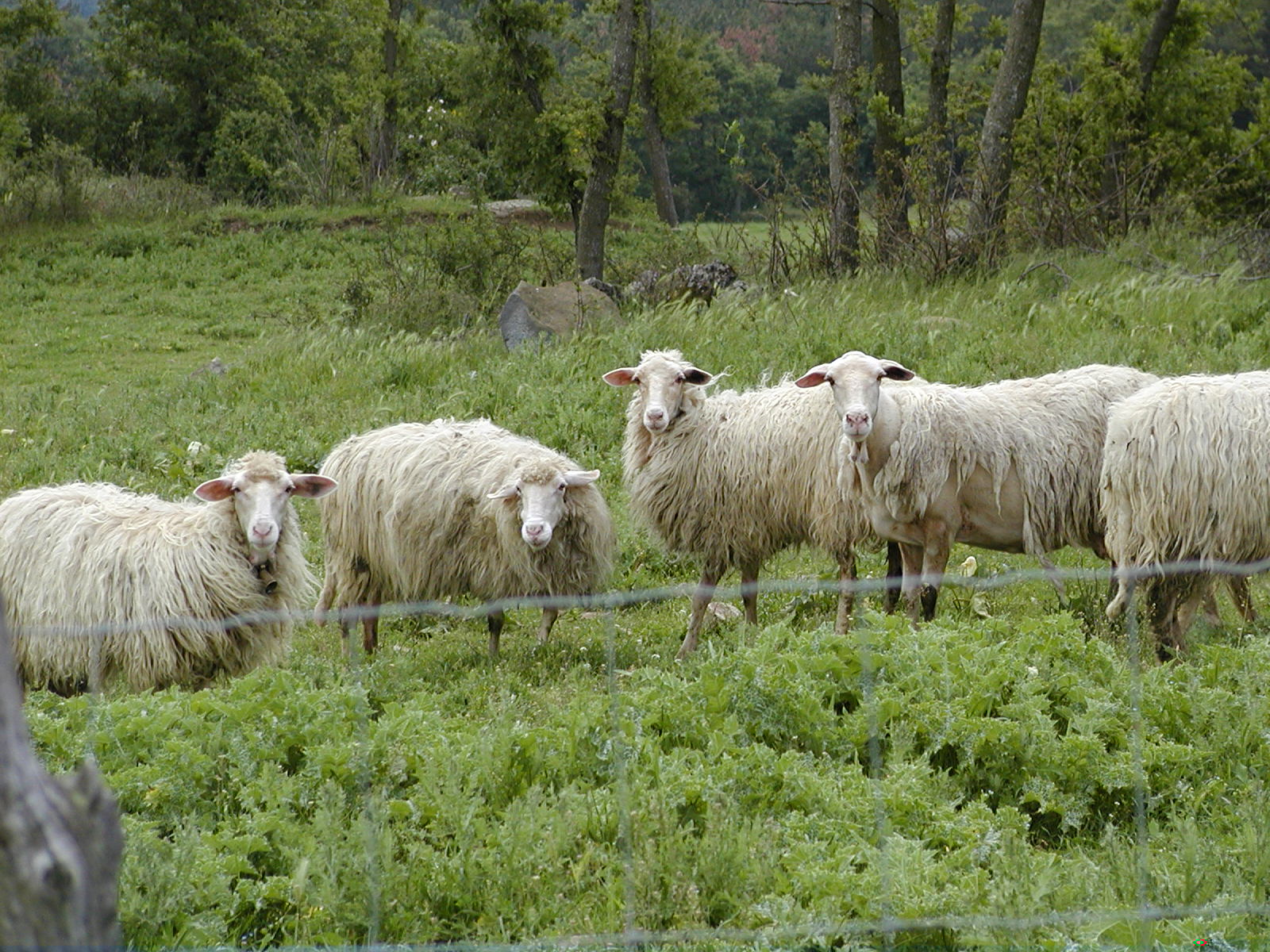
Un pascolo in Toscana

Il pascolo (dal latino pascuum) è una forma di agricoltura estensiva, in genere consistente in una distesa erbosa generalmente utilizzata nella pastorizia per il nutrimento di animali erbivori, come ovini, caprini, bovini ed equini, spesso riuniti in mandrie e greggi. Il termine in generale può riferirsi anche all'attività di pascolo in sé, da parte degli animali includendo in questi anche gli animali selvatici erbivori (cervi, caprioli, daini, camosci, stambecchi ecc...) durante i rispettivi momenti di alimentazione nel loro habitat naturale. Sono ambienti tipici della montagna ovvero presenti solitamente in zone non utilizzabili per la coltivazione, spesso ricavati da zone boscose dal lavoro millenario dei pastori. Le specie vegetali maggiormente presenti nei pascoli sono poacee e fabacee.

## Descrizione

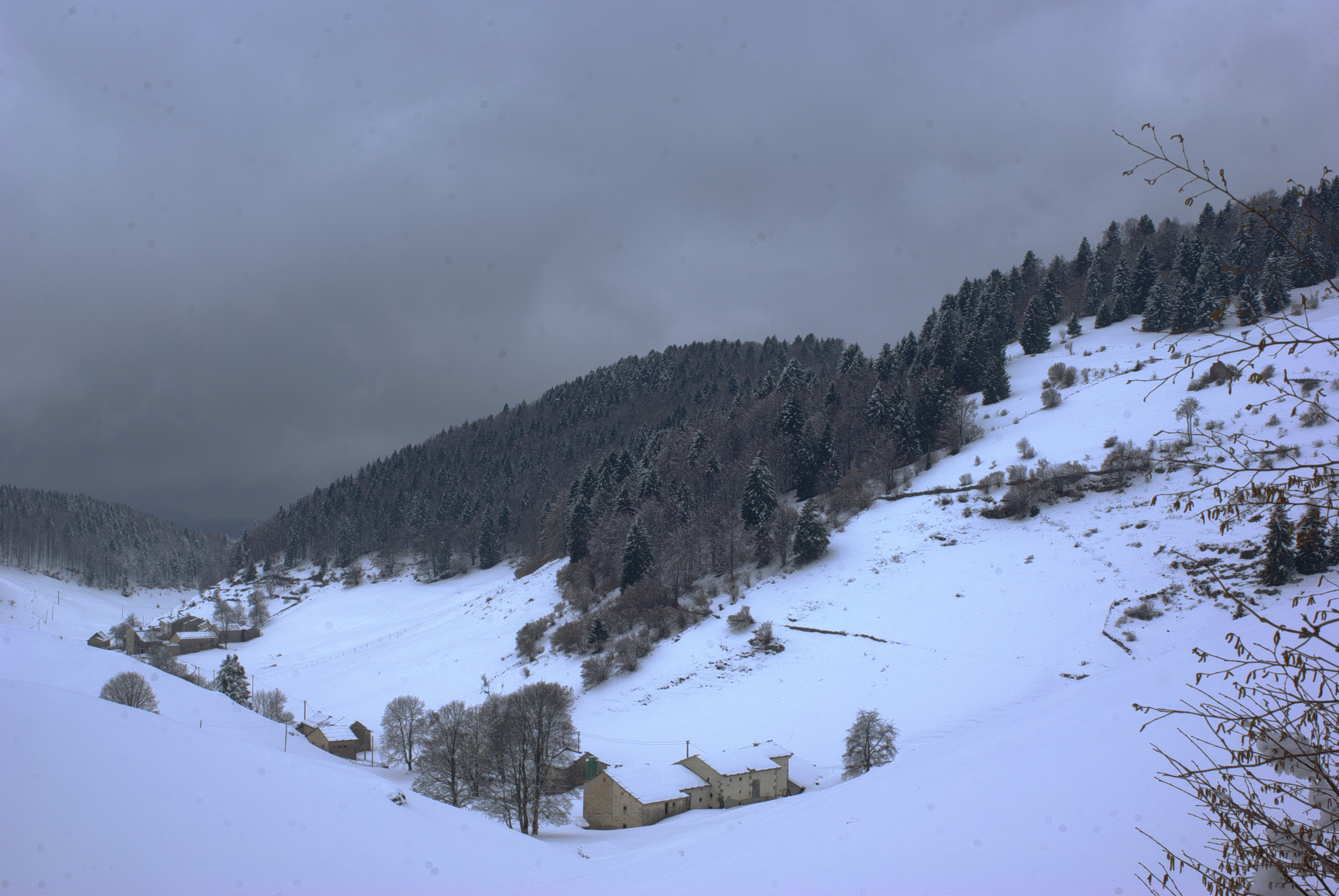
Pascolo innevato Contrada Tinazzo, Bosco Chiesanuova Italia ctg Lessinia 2013

Zone di pascolo si trovano frequentemente in montagna (altopiani, valli, radure) o al di sopra del limite della vegetazione arborea (pascolo d'alta quota o alpeggio), ma possono trovarsi anche in collina e pianura in zone non coltivate sgombre di vegetazione. Il pascolo in montagna degli animali di allevamento è solitamente utilizzato d'estate, mentre i pascoli a quote altimetriche più basse (collina e pianura) durante le altre stagioni, com'era tipico dell'attività di transumanza.
Spesso in passato le aree boscose sono state soggette a diboscamento da parte dell'uomo, oltre che per approvvigionamento di legname, proprio per far posto allo sfruttamento dell'ambiente a pascolo. Nelle zone montane è frequente anche osservare lo spostamento da parte dell'uomo di materiali lapidei, che grazie al loro accumulo concentrato solo in alcune zone, consente un migliore e più rigoglioso alpeggio. Le zone di pascolo sono spesso segnate da sentieri, mulattiere e tratturi, spesso create proprio dal transito degli animali.
Gli animali tipicamente vengono lasciati liberi di pascolare (stato brado), a volte seguiti e controllati negli spostamenti da pastori tramite anche l'ausilio di cani da pastore contro eventuali minacce esterne (furti o attacchi di animali selvatici quali lupi, orsi, cani inselvatichiti ecc...). A volte il pascolo può avvenire direttamente in zone opportunamente recintate limitrofe a tenute di allevamenti e insediamenti di allevatori o pastori. Spesso inoltre nelle aree di pascolo sono presenti bivacchi, rifugi e stazzi per ricovero di pastori e animali e abbeveratoi.

### Tecniche

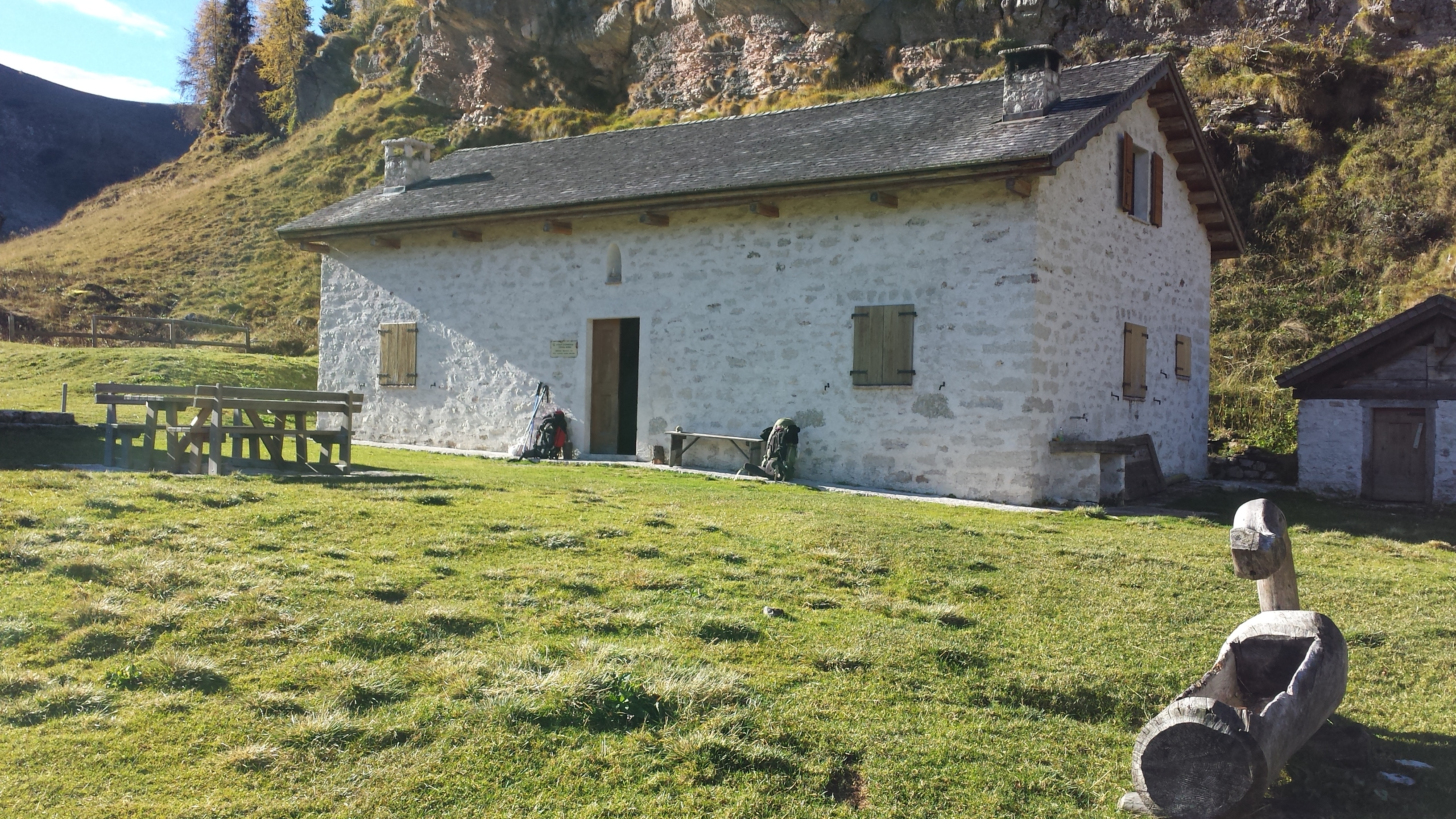
Casera nel parco nazionale delle Dolomiti Bellunesi

Esistono numerose tecniche di pascolo anche con modalità significativamente diverse a seconda del specie di animale interessato. Utilizzando il pascolo come pratica aziendale, diventa rilevante la disponibilità delle diverse specie vegetali variabile nell'arco delle stagioni. Vengono quindi messe in atto tecniche di pascolamento differenti e specifiche al fine di evitare periodi di scarsa disponibilità vegetale, che richiederebbero un maggior investimento economico in risorse alimentari da somministrare in stalla.
Si distinguono tecniche con confinamento, con utilizzo di recinzioni fisse o mobili, e senza confinamento.
Con confinamento
=Pascolo continuo=

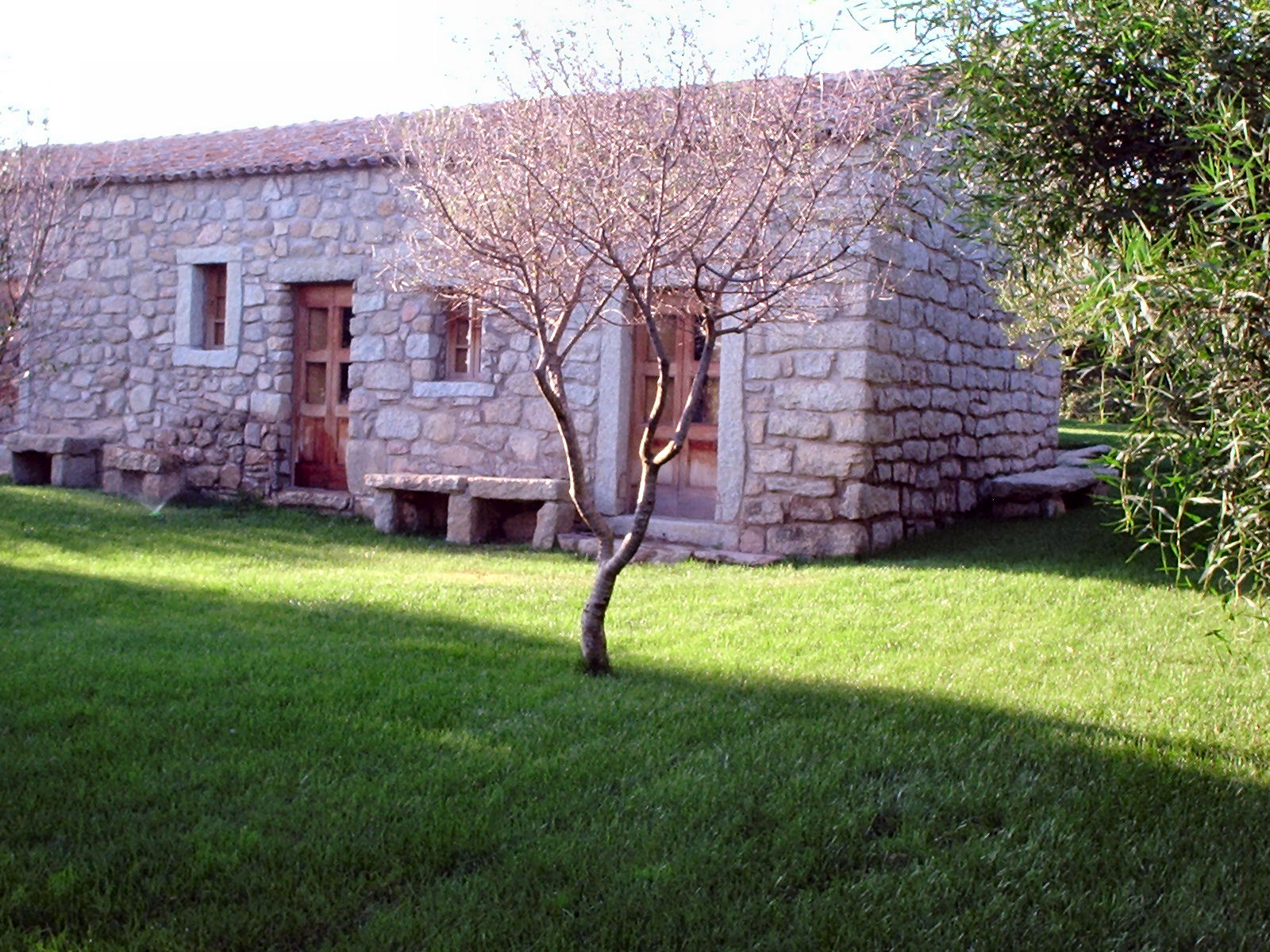
Stazzo nel gallurese restaurato

Nel pascolo continuo gli animali utilizzano l'erba del pascolo in modo continuativo, quindi la vegetazione non ha periodi di crescita indisturbata. Riduce le esigenze di manodopera, ma riduce anche il buon utilizzo del pascolo; la disponibilità quali-quantitativa del foraggio non è costante e ci sono ridotte possibilità di sfalcio.
=Pascolo turnato=
Nel pascolo turnato gli animali utilizzano la stessa parcella per alcuni giorni e dopo un certo intervallo di tempo (turno) vi ritornano. La mandria non verrà reintrodotta nella parcella fin quando il manto erboso non sarà sufficientemente ricresciuto. Richiede la suddivisione del pascolo in parcelle e una valutazione attenta delle superfici e dei turni.
=Pascolo razionato=
Tramite l’utilizzo di recinzioni mobili prevede la realizzazione di parcelle nelle quali gli animali permarranno per una sola giornata con una superficie tale da garantire la copertura dei fabbisogni giornalieri della mandria. Richiede più manodopera rispetto gli altri sistemi ma garantisce la massimizzazione della produttività del pascolo e del razionamento. Permette di contenere gli sprechi ed evitare l’eccessiva degradazione da calpestio del cotico erboso.
Senza confinamento
=Pascolo libero=
Nel pascolo libero gli animali possono muoversi liberamente e senza controllo durante le ore di permanenza al pascolo. È applicabile quando esistono ampie superfici su pascoli magri di montagna.
=Pascolo brado=
Nel pascolo brado gli animali permangono per lunghi periodi dell'anno su ampie superfici di pascoli magri e incolti, controllate saltuariamente dai pastori. Si tratta di allevamento destinato di solito alla sola produzione di carne o alla riproduzione.
=Pascolo guidato=
Nel pascolo guidato il pastore accompagna costantemente il gregge lungo un circuito. Questa tipologia implica forte impegno di tempo, ma può consentire un'elevata ingestione. Il circuito di pascolo è costituito da una sequenza di aree con diversi gradi di appetibilità e disponibilità alimentare, allo scopo di incrementare l'ingestione e di sfruttare anche le zone con essenze più disponibili, ma meno apprezzate. 

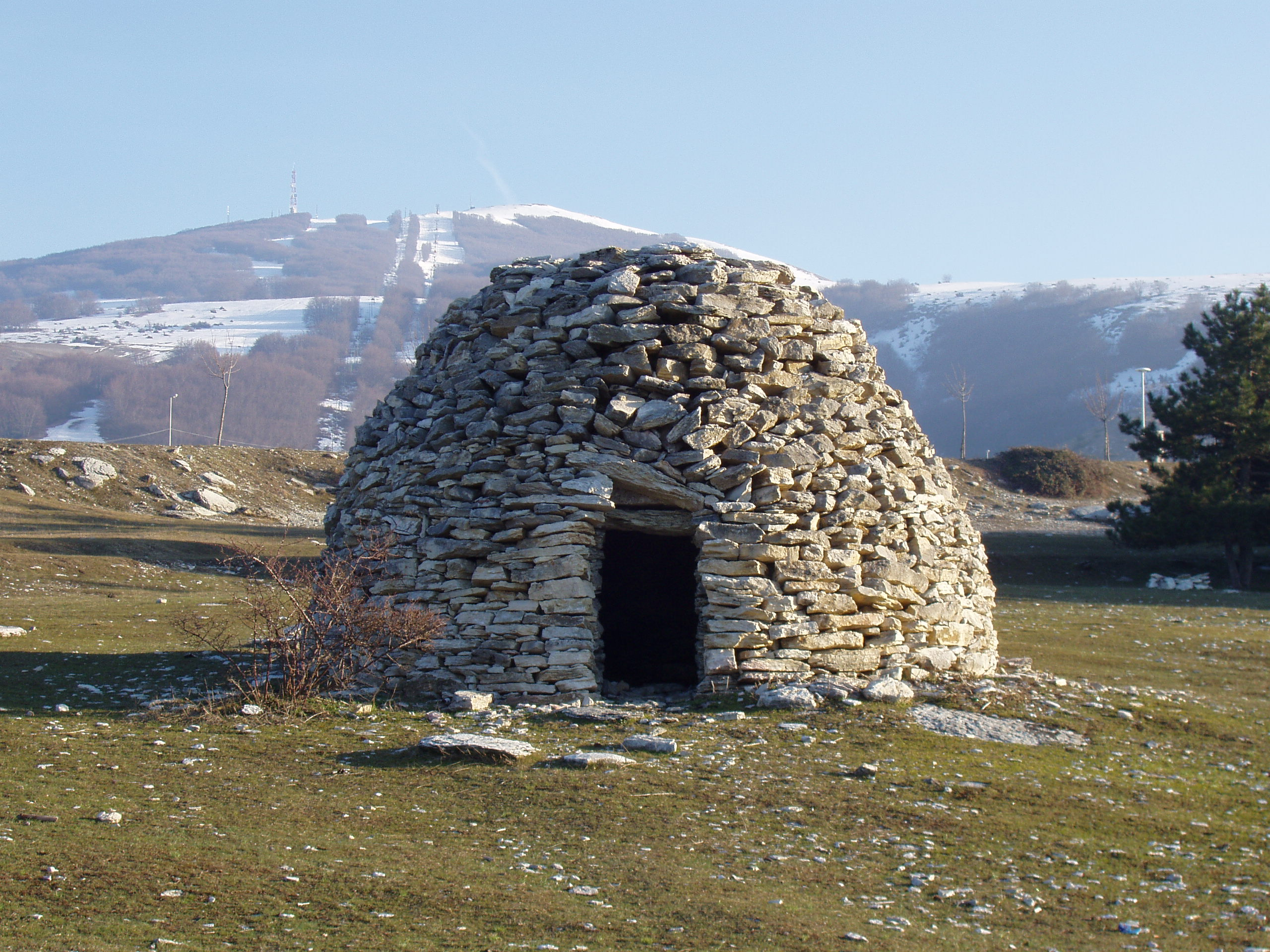
Caciara sulla Montagna dei Fiori (Monti Gemelli)

All'inizio del circuito, con animali molto affamati, si utilizzano zone con alimenti meno graditi, ma abbondanti, in modo da ridurre il forte appetito del gregge; poi ci si sposta su zone con bassa disponibilità ma elevata appetibilità e successivamente su zone con media disponibilità e appetibilità, dove gli animali effettueranno il loro pasto principale. Infine si possono scegliere zone con alta o media appetibilità in modo da concludere il circuito. Questo può essere attuato mediante l'utilizzo di recinzioni mobili e blocchi di sali minerali che stimolano gli animali a passare in determinate zone.
Nonostante durante le ore di buio l'attività di pascolamento si riduca molto, d'estate si predilige effettuare il pascolo notturno, in quanto la temperatura diurna non invoglia gli animali ad alimentarsi.
Nel sud Italia è piuttosto diffusa la pratica del pascolo misto o in successione, in cui specie con esigenze alimentari diverse vengono fatte pascolare sulla stessa area in successione, in modo da sfruttare al meglio la varietà di specie vegetali presenti.

## Sovrapascolo

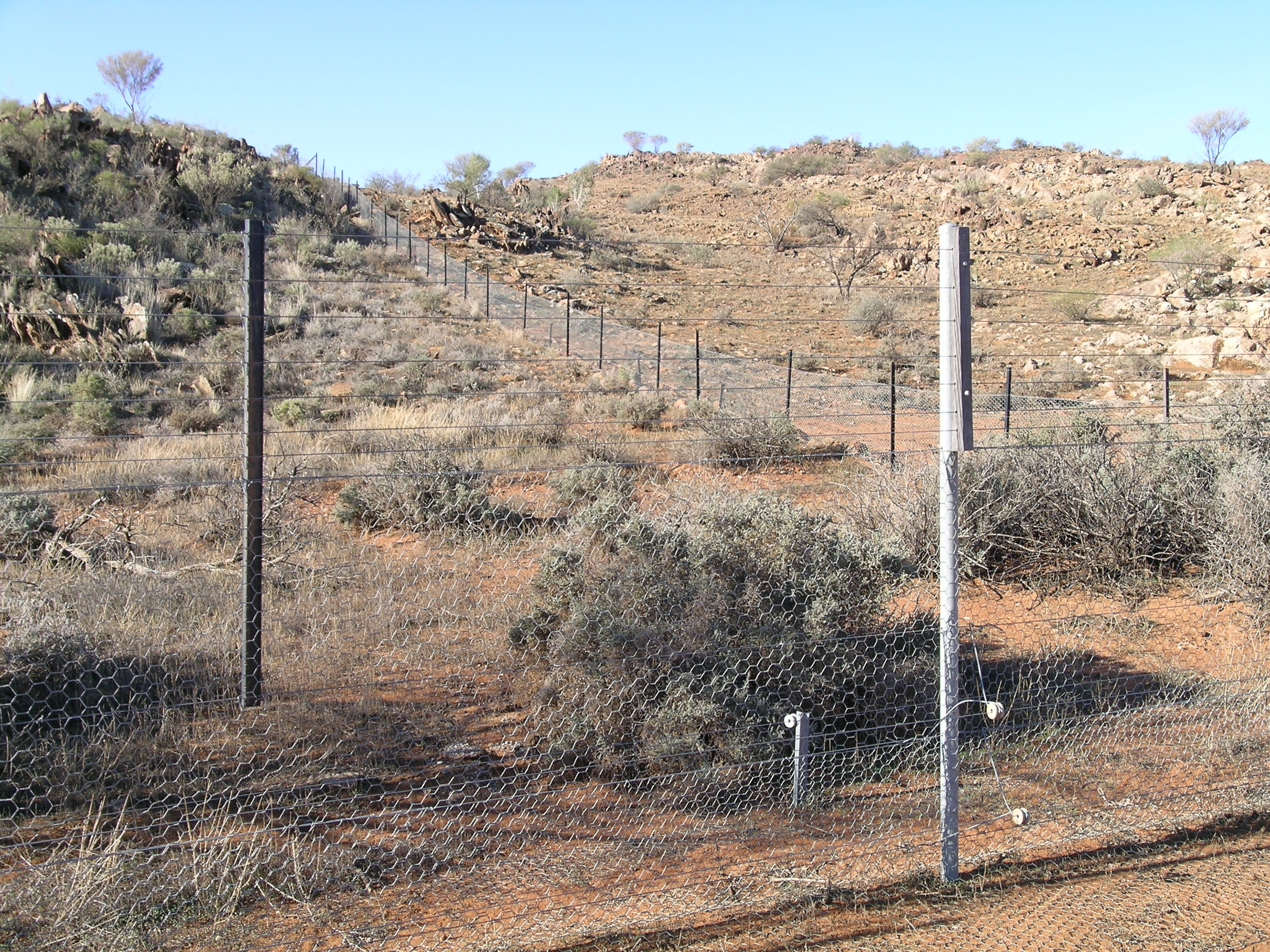
Area sovrapascolata nel Nuovo Galles del Sud occidentale (Australia) con perdita della flora autoctona, nell'angolo in alto a destra.

Il sovrapascolo si verifica quando le piante sono esposte a pascolo intensivo per lunghi periodi di tempo o senza sufficienti periodi di recupero.  Può essere causato dal bestiame in applicazioni agricole mal gestite, riserve di caccia o riserve naturali. Può anche essere causato da popolazioni immobili e con restrizioni di viaggio di animali selvatici nativi o non nativi. Non muovendosi da un determinato territorio per natura o per restrizioni, queste popolazioni animali lo sfruttano eccessivamente causando sovrapascolo.
Il sovrapascolo riduce l'utilità, la produttività e la biodiversità del territorio ed è una delle cause della desertificazione e dell'erosione. Il sovrapascolo è anche visto come una causa della diffusione di specie invasive di piante non autoctone e di erbacce. Il degrado del territorio, le emissioni derivanti dall'agricoltura animale e la riduzione della biomassa in un ecosistema contribuiscono direttamente al cambiamento climatico tra gli eventi connessi al pascolo. Strategie di pascolo pianificate di successo sono state a sostegno del bisonte americano delle Grandi Pianure, o degli gnu migratori delle savane africane, o tramite il pascolo pianificato olistico.

## Il pascolo in alcuni biomi e regioni
Di seguito, la succinta descrizione delle caratteristiche dei pascoli in alcuni biomi e regioni, ordinate per ecoregioni terrestri.

### Ecoregione neartica
Praterie canadesi

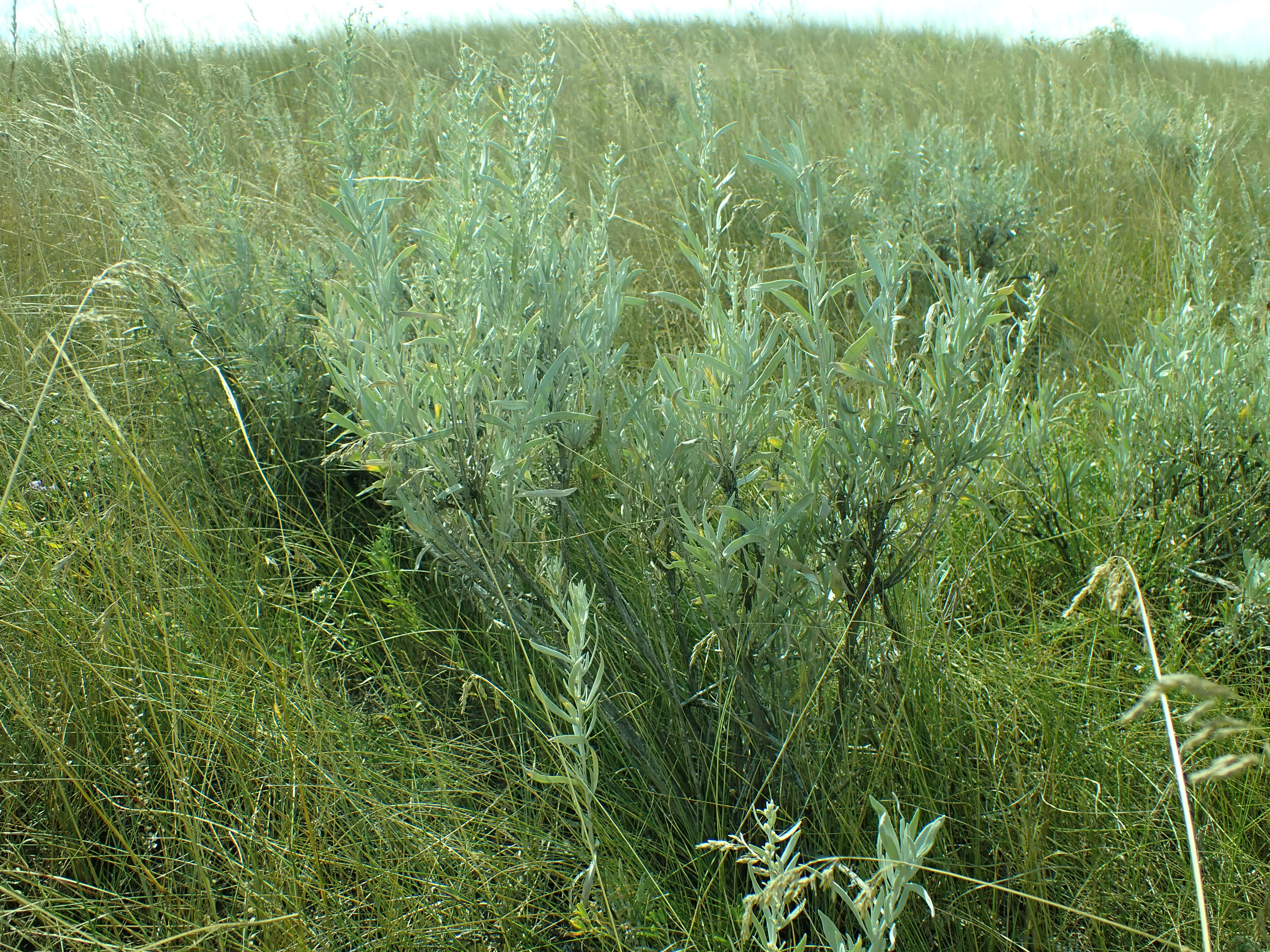
Artemisia cana

Le Praterie canadesi sono un bioma di praterie e arbusti temperati nel Canada occidentale dal clima semi-arido. Le regioni più meridionali delle Praterie beneficiano di climi continentali umidi con estati calde e inverni freddi. In media, ogni anno nelle praterie si hanno 450 mm di precipitazioni, la maggior parte delle quali si verifica nei mesi estivi (giugno e luglio). Nelle praterie di Alberta, Saskatchewan e Manitoba, che sostengono complessivamente oltre l'80% dei bovini canadesi, si distinguono varie sotto-ecoregioni. La prateria mista, che interessa più della metà delle praterie, fa parte delle aride pianure interne che si estendono dal Canada meridionale fino al Texas. La prateria mista asciutta, che si trova nell'Alberta sudorientale e nel Saskatchewan sudoccidentale oltre che nel Montana e nel Nord Dakota. In questa regione, le specie più diffuse sono Bouteloua gracilis, Agropyron dasystachyum, Hesperostipa comata, Koeleria macrantha e Pascopyrum smithii; gli arbusti più comuni sono Artemisia cana (foto) e Krascheninnikovia lanata (foto). La prateria di erba mista, che circonda la prateria di erba mista secca e si trova nell'Alberta e nel Saskatchewan meridionali, si estende verso est nel Manitoba sudoccidentale, nel Montana e nel Nord Dakota negli USA. La vegetazione è dominata da Elymus lanceolatus, Festuca campestris, F. idahoensis, Hesperostipa comata e Pascopyrum smithii; Krascheninnikovia lanata è l’arbusto più comune. La Prateria a Festuca occupa l'estensione settentrionale delle praterie nell'Alberta centrale e sud-occidentale e nel Saskatchewan centro-occidentale, con sconfinamenti nel Montana. La sua vegetazione comprende, oltre a Festuca campestris, Danthonia parryi, Elymus lanceolatus, Hesperostipa spartea, Pascopyrum smithii e Krascheninnikovia lanata. La prateria di Tall Grass si trova nel sud-est di Manitoba ed è un'estensione settentrionale dell'ecoregione della stessa prateria degli Stati Uniti che si estende verso sud fino al Texas. Comprende Hesperostipa spartea, Schizachyrium scoparium e Sporobolus cryptandrus. Le graminacee coltivate comprendono Agropyron cristatum, Bromus inermis e Poa pratensis, mentre Medicago sativa (erba medica), Trifolium pratense, T. hybridum e T. repens sono tra le leguminose più comuni.
Prateria nordamericana

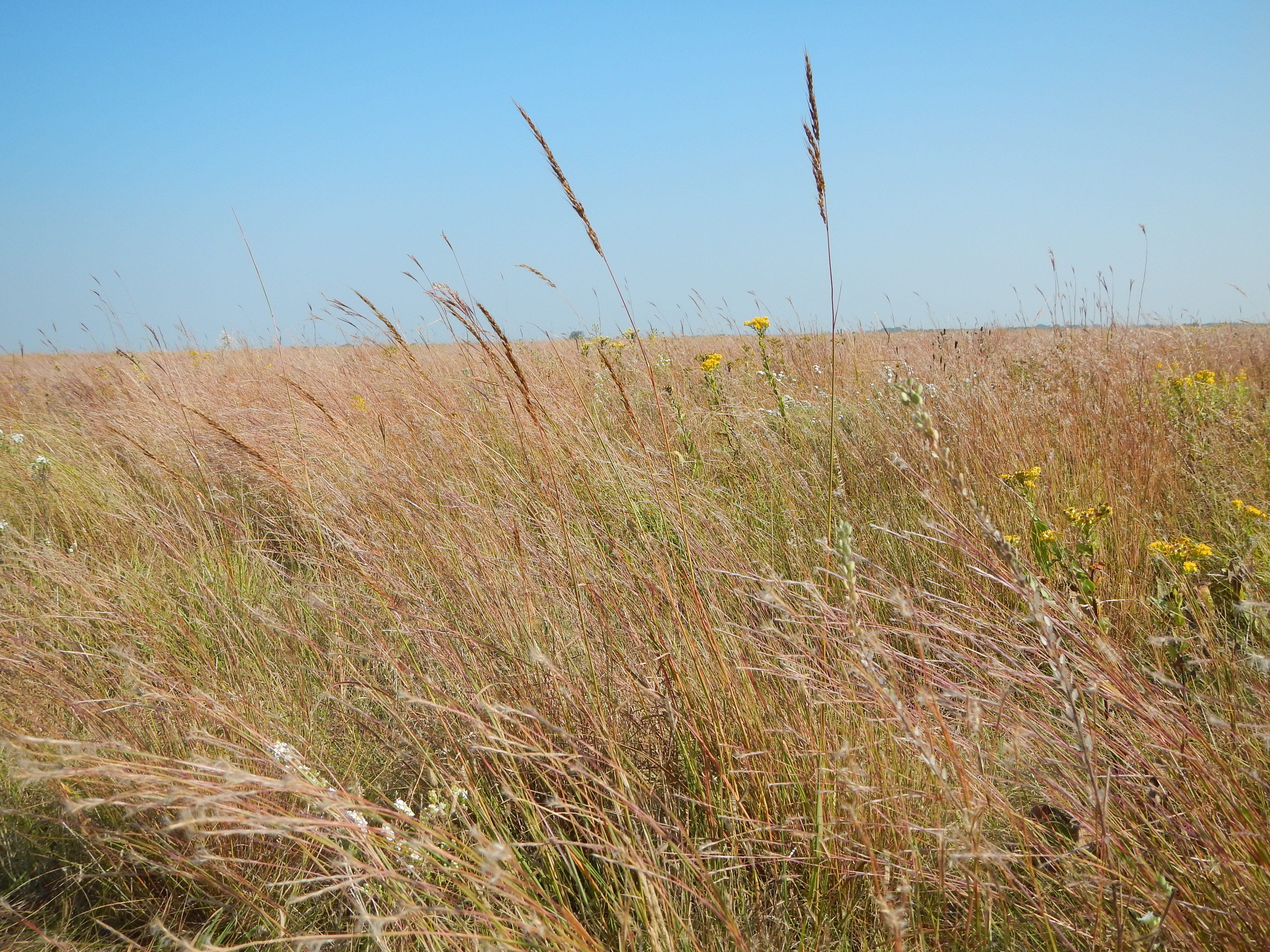
Sorghastrum nutans e Andropogon scoparium

Le praterie del Nord America hanno una topografia prevalentemente pianeggiante. Le Grandi Pianure sono suddivise in tre strisce che vanno dal Canada al Golfo del Messico: erba alta, erba mista ed erba bassa, con l'erba alta nella parte occidentale. Le precipitazioni annuali variano da circa 320 mm a Greeley (Colorado) a quasi 900 mm a Kansas City (Missouri), si verificano periodiche siccità. La piovosità è il principale fattore che governa la produttività dei pascoli. Il gradiente di temperatura va dalle temperature calde nelle praterie meridionali alle temperature più fresche nel nord. La vegetazione legnosa distribuita nella prateria include pioppi nel nord, savane di Prosopis-Acacia, di ginepro-quercia, foreste miste di querce e noci e querce, noci e pini nel sud. Negli ultimi tempi diverse specie di ginepro si sono diffuse nelle praterie. Le principali piante dominanti nelle praterie di erba alta sono Andropogon gerardii, Panicum virgatum (Panico verga), Schizachyrium scoparium (foto) e Sorghastrum nutans (foto). Nelle praterie miste, sono comuni Stipa comata e Pascopyrum smithii, ma molte altre specie abbondano in siti specifici. Bouteloua gracilis e Buchloe dactyloides dominano nella vegetazione a erba corta. Nelle praterie dell'America centrale tre specie (Carex obtusa, Festuca scabrella e Galium boreale) sono più abbondanti sui pendii umidi e freschi esposti a nord, mentre altre specie (Artemisia frigida, Carex filifolia, Phlox hoodii e Stipa comata) raggiungono la massima abbondanza sui pendii relativamente caldi e asciutti esposti a sud. Le specie che occupano habitat intermedi sono Agropyron dasystachum, A. smithii, Carex pennsylvanica, C. eleocharis, Koeleria cristata, Stipa comata (foto) e S. spartea sono le specie dominanti sugli altipiani con suoli a tessitura fine, mentre i siti a quote più basse con suoli a tessitura media ospitano popolamenti di Sporobolus heterolepis. Nella vegetazione a erba corta del Nuovo Messico, Bouteloua gracilis è presente in tutte le posizioni topografiche, mentre Aristida wrightii, Bouteloua curtipendula, Lycurus phleoides e Stipa neomexicana sono presenti sui pendii superiori. Muhlenbergia torrey insieme a Sporobolus cryptandrus e a Bouteloua gracilis sono dominanti sui pendii più bassi, con Brachiaria mutica, Hilaria jamesii e Muhlenbergia repens nelle depressioni più umide. Le piante introdotte possono causare problemi: Euphorbia esula è un'infestante aggressiva e Bromus japonicus spesso compete con le specie autoctone. Circa la metà dei bovini da carne degli Stati Uniti è allevato nelle Grandi Pianure.
Messico

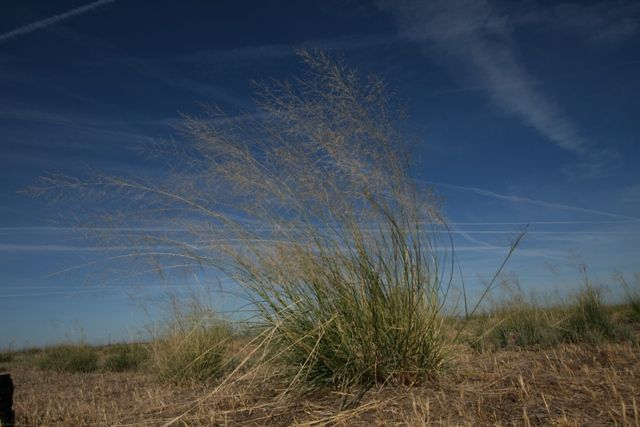
Sporobolus airoides

In Messico sono definite cinque regioni agro-ecologiche: 1) Aride e semi-aride, 2) Temperate, 3) Montane, 4) Tropicale umida e 5) Tropicale secca che occupano rispettivamente il 40%, 10%, 25%, 13% e 12% del territorio. Nel Messico settentrionale prevalgono le regioni arida e semi-arida. I tipi di vegetazione più importanti in questa regione sono gli arbusteti desertici (matorral, 65% dell'area), le praterie autoctone (pastizal, 26% dell'area) e le foreste (4% dell'area). Specie caratteristiche del deserto di Sonora sono Bursera spp., Cercidum floridum, Fouqueria spp., Larrea tridentata (foto), Olneya tesota, Prosopis spp. e Yucca spp., con specie di tipo chaparral quali Adenostoma, Ambrosia dumosa (foto), Arctostaphylos, Encelia farinosa, Simmonddsia chinensis e cactus. Le specie arbustive caratteristiche del deserto di Chihuahua sono Agave lechugilla, Dasylirion, Euphorbia antisyphillitica, Flourensia cernua, Larrea tridentata, Myrtillocactus, Nolina, Parthenium incanum e Prosopis spp., mentre quelle erbacee comprendono Bouteloua, Hilaria, Muhlenbergia e Sporobolus. Le specie più comuni del “matorral” sono Larrea tridentata, Acacia farnesiana, Bouteloua gracilis, Jatropha dioica, Mimosa turneri e quelle dei generi Prosopis e Tridens. Nella porzione settentrionale, nella zona di transizione verso il Deserto di Chihuahua, domina l’associazione Flourensia cernua - Larrea tridentata. Le praterie dominate da Bouteloua gracilis sono tipiche delle migliori condizioni di suolo e umidità mentre, in peggiori condizioni, le praterie sono dominate da Bouteloua curtipendula o B. hirsuta e, in presenza di pH o salinità elevati, predominano Distichlis spicata, Hilaria mutica e Sporobolus airoides (foto). Nelle foreste con predominanza dei generi Pinus, Quercus e Abies, il sottobosco è costituito principalmente da graminacee dei generi Aristida, Bromus, Festuca, Muhlenbergia, Pïptochaetium, Poa e altri. Nel Messico Centrale il clima è temperato sub-umido con piogge estive e precipitazioni annuali comprese tra 400 e 900 mm. La vegetazione comprende specie dei generi Andropogon, Aristida, Bouteloua, Elyonurus, Lycurus, Muhlenbergia, Panicum, Piptochaetium, Setaria e Stipa dominate da Bouteloua gracilis. Il Messico Meridionale corrisponde per oltre il 75% alle regioni tropicali secche e umide. In alcune aree la vegetazione forestale nativa della regione tropicale umida è stata sostituita da pascoli di graminacee introdotte come Digitaria decumbens, Panicum maximum, Cynodon plectostachyum, Pennisetum purpureum e Brachiaria spp.; in altre aree questa vegetazione è stata sostituita da praterie di specie autoctone dominate da Paspalum notatum (foto), P. conjugatum e Axonopus affinis. Diversi tipi di foreste decidue sono caratteristici del tropicale secco con Bursera simaruba, Enterolobium cyclocarpum, Ipomoea intrapilosa, Leucaena spp., Lysiloma spp., Pithecellobium spp., Prosopis juliflora e Tabebuia rosea come specie principali. Le graminacee sono rare, mentre sono presenti discrete popolazioni di leguminose di generi come Centrosema, Desmodium, Leucaena e Macroptilium. Tra le specie seminate autoctone si distinguono le graminacee Bouteloua spp. e quelle arbustive dei generi Atriplex e Opuntia, utilizzata quest’ultima anche per dissetare il bestiame. Le specie introdotte comprendono le graminacee Andropogon gayanus, Cenchrus ciliaris, Echinochloa polystachya, Hyparrhenia rufa, Pennisetum clandestinum e quelle dei generi Brachiaria, Cynodon, Eragrostis, Hyparrhenia rufa, Panicum e le leguminose dei generi Centrosema, Desmodium, Leucaena e Macroptilium.
 Deserto di Sonora 

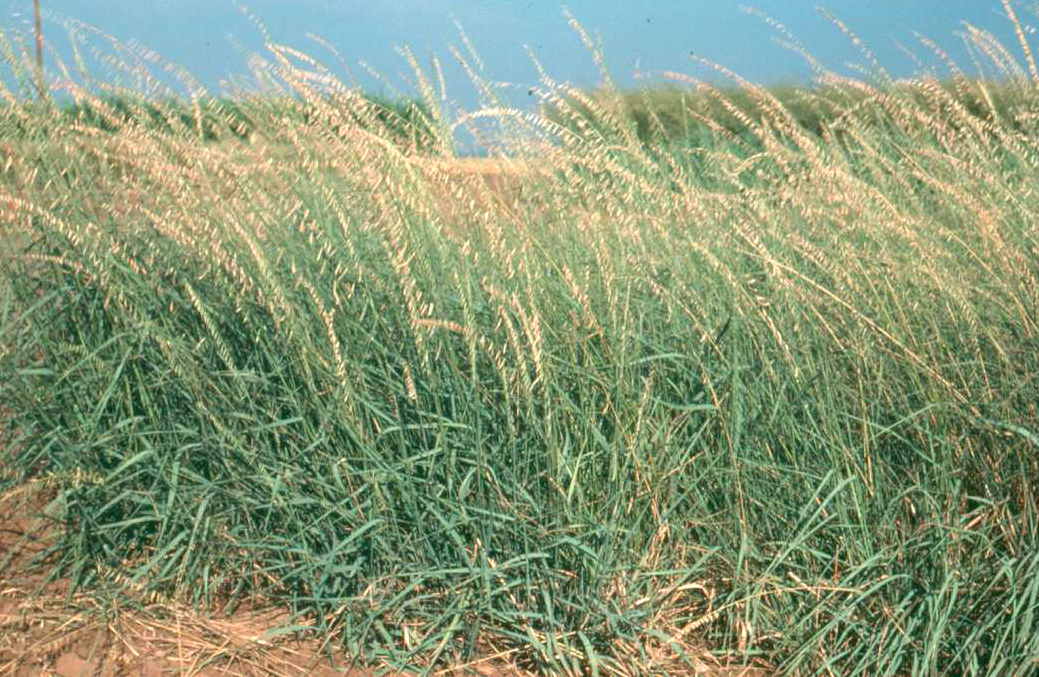
Bouteloua curtipendula

Il deserto di Sonora si estende attorno all'estremità settentrionale del Golfo della California, dalla Bassa California del Sud, a nord attraverso gran parte della Bassa California, la California sudorientale e l'Arizona sudoccidentale e meridionale (negli USA) fino alle parti occidentali e centrali di Sonora. Il deserto di Sonora comprende i deserti del Colorado, di Lechuguilla, di Tonopah, di Yuha e il Gran Desierto de Altar, in Messico. La regione ha un clima subtropicale arido. Le temperature sono elevate tutto l'anno, le precipitazioni, tra 100 e 300 mm, sono rare e irregolari, spesso inferiori a 90 mm all'anno nelle porzioni del deserto a quote inferiori. Il deserto comprende generi e specie vegetali delle famiglie delle agavi, delle palme, dei cactus, delle graminacee, delle leguminose e numerose altre. Alcune delle specie erbacee preferite dai bovini comprendono Aristida spp., Bouteloua spp. (foto), Ditaxis spp., Dyssodia spp., Eragrostis, Eriogonum spp., Erioneuron pulchellum, Hordeum, Janusia gracilis, Lepidium lasiocarpum, Muhlenbergia porteri (foto), Pleuraphis rigida, Plantago spp., Pleuraphis mutica, Porophyllum spp., Stipa, Siphonoglossa longiflora, Suaeda torreyana e Tridens spp.. Le specie brucate costituiscono il materiale vegetale più affidabile e disponibile tutto l'anno, ovvero foglie, ramoscelli, steli, fiori e frutti di numerosi arbusti o alberi, tra cui Acacia spp., Adenostoma spp., Ambrosia dumosa, Arctostaphylos spp., Argythamnia spp., Atriplex spp., Bursera microphylla (foto), Calliandra eriophylla (foto), Carnegiea gigantea, Cercidum floridum, Encelia farinosa, Ephedra trifurca, Fouquieria splendens, Hibiscus coulteri, Jatropha cinerea, Krameria spp., Larrea tridentata, Olneya tesota, Opuntia spp., Parkinsonia spp., Prosopis spp., Psorothamnus fremontii, Sebastiana bilocularis, Sphaeralcea ambigua, Simmondsia chinensis, [Stenocereus thurberi], Trixis californicus e Yucca spp.. Pennisetum ciliare è ampiamente riconosciuto come una minaccia a causa della sua capacità di competere la vegetazione autoctona e favorire gli incendi offrendo una biomassa importante. A seconda della zona, altre specie invasive preoccupanti sono Bothriochloa ischaemum, Schismus spp., Pennisetum setaceum e Bromus madritensis.

### Ecoregione neotropicale
Llanos

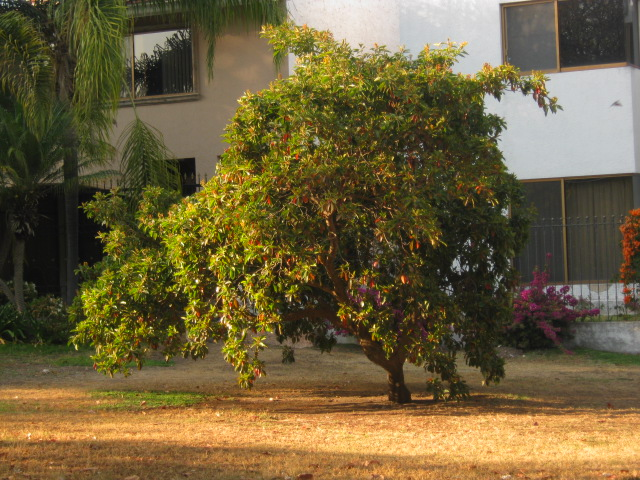
Byrsonima crassifolia

L'ecoregione degli Llanos copre una vasta area lunga 1.200-1.300 km, che si estende con una dolce curva in direzione nord-est, iniziando ai piedi delle Ande orientali della Colombia e estendendosi lungo il corso del fiume Orinoco fin quasi al suo delta. L'ecoregione ha un clima tipico della savana, con temperature elevate tutto l'anno e precipitazioni annuali che vanno da 2.500 mm nel sud-est, ai 1.200-1.600 mm al centro del bacino e 800-1.200 mm all'estremità nord-orientale. La stagione delle piogge può durare fino a dieci mesi nel sud-ovest e sette mesi nel nord-est. Le comunità vegetali degli Llanos comprendono praterie aperte, savane con alberi sparsi o gruppi di alberi e piccole aree di foresta. Ci sono praterie e savane allagate stagionalmente e praterie e savane che rimangono asciutte durante tutto l'anno. Gli Llanos del Venezuela (estesi 28 milioni di ettari) fanno parte delle savane nel bacino del fiume Orinoco estese 50 milioni di ettari. Le comunità vegetali possono essere suddivise in quattro sotto-regioni principali: 1) le Savane pedemontane, costituite da ampie zone alluvionali e terrazzamenti a sud-est delle Ande, che scendono gradualmente verso le pianure e sono caratterizzate da una ricca flora arborea, arbustiva ed erbacea. Queste savane comprendono Andropogon selloanus, A. semiberbis, Axonopus canescens, A. purpusii, Bulbostylis spp., Elyonurus adustus, Leptocoryphium lanatum, Panicum olyroides, Paspalum plicatulum, P. gardnerianum, Trachypogon plumosus, T. vestitus e T. montufari. 2) Le Savane degli altopiani o Mesas, che coprono i due terzi circa degli Llanos in Venezuela e sono molto estesi anche in Colombia, che si trovano a nord dell'Orinoco, a 150–270 m s.l.m, e sono ricoperti da una savana arborea decidua dove predomina lo strato erbaceo, con graminacee quali Trachypogon plumosus, T. vestitus, con Andropogon selloanus, Axonopus canescens e Leptocoryphium lanatum. Le leguminose sono rappresentate da erbacee ed arbusti perlopiù dei generi Mimosa, Cassia, Desmodium, Eriosema, Galactia, Indigofera, Phaseolus, Stylosanthes, Tephrosia e Zornia. Lo strato arboreo rado è composto da Curatella americana, Byrsonima crassifolia e Bowdichia virgiloides. 3) Le Pianure alluvionali inondabili, molto pianeggianti, che occupano una depressione di 3,8 milioni di ettari negli Llanos centrali tra l’area pedemontana e la pianura più elevata. Qui, i terreni più elevati fungono da argini naturali delle parti più basse che rimangono allagate durante la maggior parte della stagione delle piogge, ma hanno un'elevata capacità di carico nella stagione secca. L'area è utilizzata per il pascolo estensivo di bovini e bufali. I terreni permanentemente al di sopra dell'acqua sono colonizzati da Axonopus purpusii, A. affinis e Leptocoryphium lanatum; le sezioni moderatamente allagate contengono Panicum laxum e Leersia hexandra come dominanti, mentre le aree fortemente inondate sono dominate da Hymenachne amplexicaulis, Reimarochloa acuta e Leersia hexandra; abbondanti sono anche le Cyperaceae. 4) La Pianura Eoliana, che si estende a nord-est dalla zona pedemontana andina della Colombia fino al Venezuela meridionale, è caratterizzata da dune ricoperte da una vegetazione rada, quasi priva di alberi, dominata da Trachypogon ligularis e Paspalum carinatum; le depressioni interdunali sono occupate da una savana a Mesosetum. La parte colombiana dell'ecoregione (estesa circa 16 milioni di ettari) presenta tre tipi di paesaggio: le colline pedemontane, le pianure alluvionali e gli altipiani, che possono essere suddivisi in altopiani ben drenati e altopiani inondabili. Rispetto alle specie vegetali dominanti, si distinguono i seguenti tipi di savana: a) a Melinis minutiflora, b) a Trachypogon ligularis-Paspalum carinatum, c) a Paspalum carinatum, d) a Trachypogon vestitus, e) a Paspalum pectinatum, f) a T. vestitus-Axonopus purpusii, g) a T. ligularis; h) Leptocoryphium lanatum, i) del Mesosetum e j) dell'Andropogon. Le specie pabulari introdotte interessano cinque milioni di ettari. Si tratta principalmente di Melinis minutiflora, molto prospera nelle savane al di sopra dei 600 m s.l.m.; Hyparrhenia rufa, nelle savane di pianura con suoli poveri e marcata stagione secca; Panicum maximum, in zone umide e relativamente fertili e Brachiaria mutica nelle savane periodicamente allagate.
 Amazzonia 

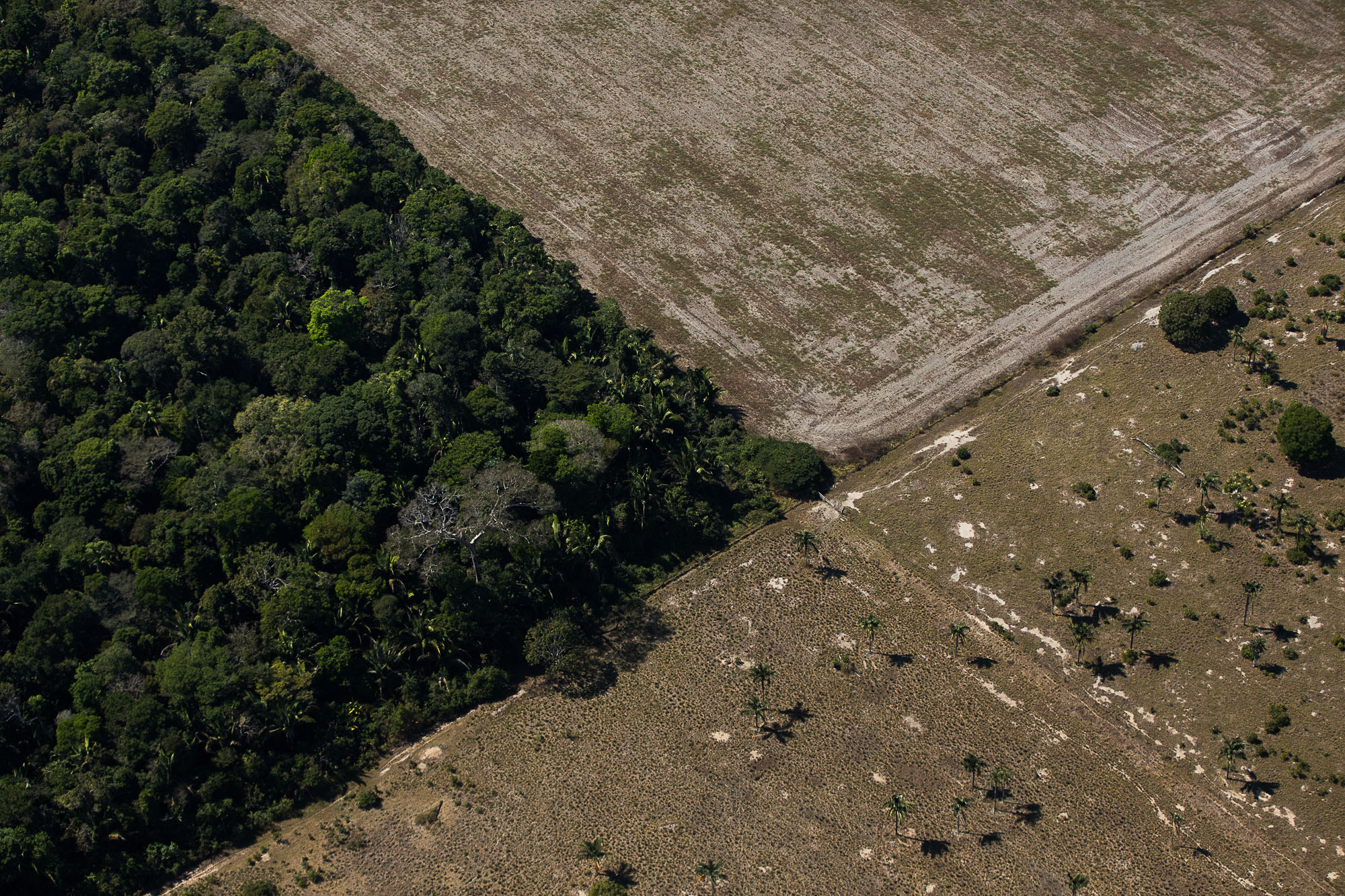
Immagine aerea di una piantagione di soia in un'area deforestata vicino a Porto Velho.

Estesa 7,5 milioni di chilometri quadrati, l’Amazzonia è la foresta tropicale più grande del mondo. Il bacino amazzonico interessa otto paesi: Brasile (67% della superficie), Perù e Bolivia (25%), Colombia, Venezuela, Ecuador, Guyana, Suriname e Guyana francese. Esso comprende ecosistemi ad alta diversità: pianure lungo il Rio delle Amazzoni orientale fino al suo delta, savane in Colombia e Brasile, rispettivamente situate a nord-ovest e a sud-est del bacino, altopiani andini amazzonici a ovest, altopiano della Guyana a nord e la tipica foresta amazzonica, che copre la maggior parte dell'area centrale del bacino. La foresta amazzonica occupa il nord del Brasile, abbracciando circa il 47% del territorio nazionale ovvero 4 milioni di chilometri quadrati. Si stima che nell'ultimo decennio il 62% della deforestazione sia dovuto all’allevamento bovino, con l’impianto e la coltivazione di 25 milioni di ettari di pascoli, principalmente Panicum maximum, Hyparrhenia rufa, Brachiaria decumbens, Andropogon gayanus. Oltre a 19 milioni di bovini, la regione contiene più di un milione di bufali. Le praterie di pianura vengono periodicamente inondate; specie dei generi Echinochloa, Hymenachne, Leersia, Luziola, Oryza e Paspalum ricoprono vastissime aree dai suoli più poveri. Tra le specie legnose, si ricordano Hancornia speciosa, Mauritia flexuosa e Couepia edulis. Le praterie montane, che rappresentano circa il 60% della regione, mostrano una composizione botanica somigliante, con i generi Andropogon, Axonopus, Paspalum e Trachypogon che determinano la produttività e la qualità del pascolo. Importanti per la rigenerazione dei pascoli sono anche le leguminose dei generi Centrosema, Dolichos Desmodium, Mucuna e Pueraria. Questo ampio substrato produce foraggi di qualità inferiore rispetto alle praterie di pianura. Brachiaria brizantha è diventata la principale specie foraggera coltivata in Amazzonia
 Caatinga 

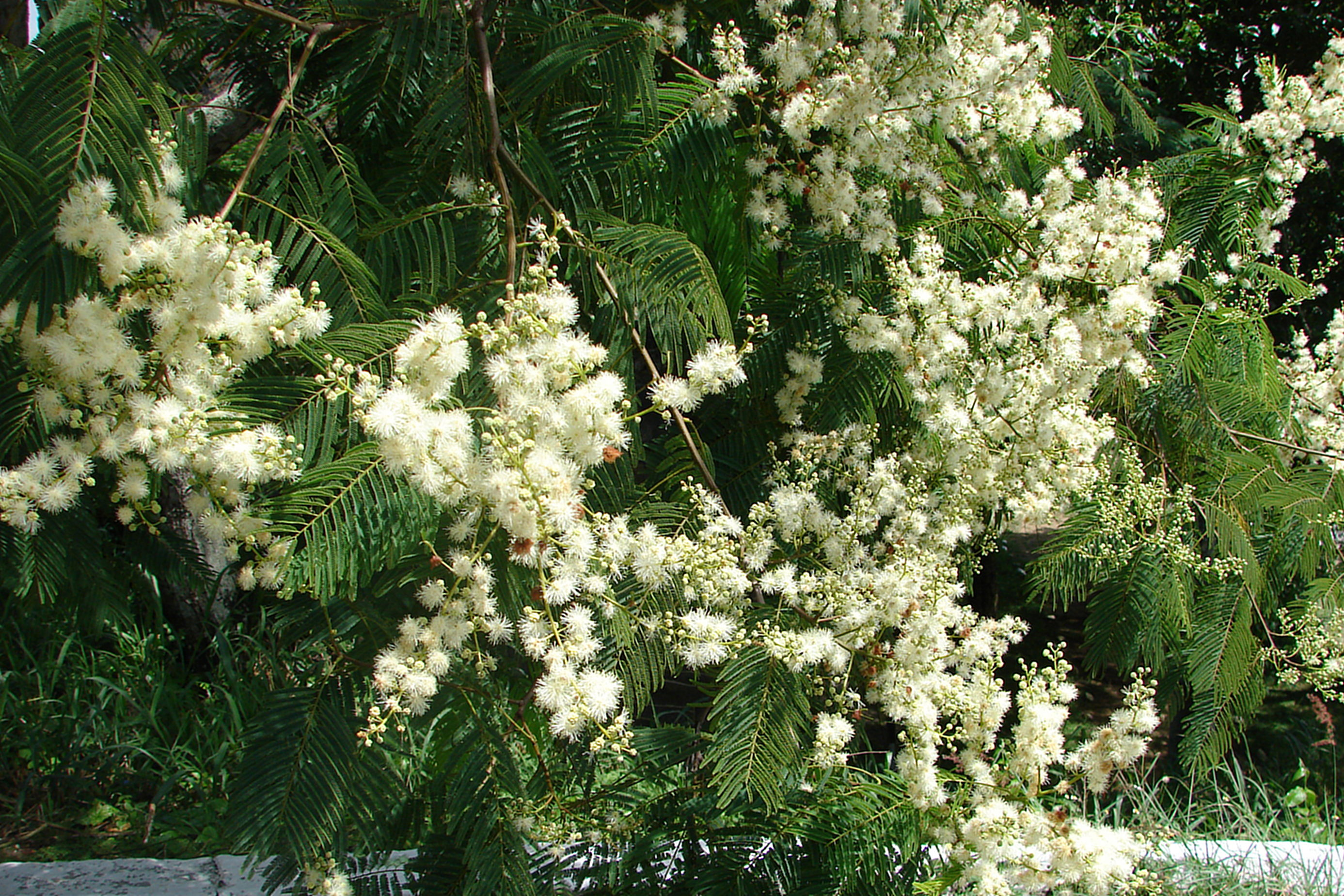
Anadenanthera colubrina

La Caatinga è una zona dalle precipitazioni incerte che abbraccia tutti gli stati del Nordest brasiliano (compreso il Sertão), oltre al nord del Minas Gerais. È una vasta area steppica comprendente macchia spinosa (Caatinga) e foresta secca decidua (Caatinga alta), nonché macchie isolate di foresta pluviale e affioramenti rocciosi. Le zone più alte o Agreste, soggette a siccità meno intense, si trovano più vicine alla costa. Il clima è semi-arido ricevendo in media 400–800 mm di pioggia concentrati in 3-4 mesi dell’anno, in una o due stagioni piovose: la temperatura media si situa intorno ai 28 °C, con minime di circa 8 °C e massime fino a 60 °C. L’allevamento di ovini e caprini è molto diffuso grazie alle capacità di adattamento di queste specie al difficile ambiente della Caatinga, mentre quello bovino da latte è estremamente vulnerabile a causa della scarsità di alimenti nella stagione secca. La vegetazione legnosa, predominante nella regione, può rappresentare fino al 90% della dieta del bestiame durante la stagione secca (con foglie, frutti e fiori), situazione che si inverte nella stagione delle piogge. Le specie arboree e arbustive più comuni (se ne contano circa 600) comprendono Anadenanthera colubrina (foto), Bauhinia cheilantha, Caesalpinia spp. (C. pyramidalis, C. bracteosa, C. microphylla), Cnidoscolus phyllacanthus, Combretum leprosum, Commiphora leptophloeos, Cordial leucocephala, Croton spp., Jatropha mollissima, Manihot pseudoglaziovii, Maytenus rigida, Mimosa spp. (M. tenuiflora, M. hostilis), Pilosocereus pachycladus, Piptadenia stipulacea, Poincianella pyramidalis, Spondias tuberosa, Tabebuia spongiosa e Ziziphus joazeiro (foto). Cereus jamacaru, Pilosocereus gounellei e P. pachycladus sono tra i più importanti cactus foraggeri del bioma. Tra le erbacee (graminacee e fabacee) si distinguono Amaranthus spp., Centrosema spp., Cenchrus spp., Dalbergia spp., Elionoru] spp., Euploca polyphylla, Ipomoea nil, Paspalum spp., Phaseolus lathyroides, Senna obtusifolia, Sida spp. (S. paniculata, S. cordifolia), Stylosanthes humilis, S. scabra, Talinum triangulare e le graminacee Axonopus purpusii, Brachiaria plantaginea, Aristida setifolia, Panicum spp., Setaria spp. e Zornia spp.. Tra le Specie locale ed esotiche coltivate in purezza o traseminate per il miglioramento dei pascoli le più comini comprendono le graminacee Andropogon gayanus, Brachiaria spp., Cenchrus ciliaris, Cratylia mollis, Cynodon dactylon, Desmanthus spp., Digitaria spp., Macroptilium spp., (M. atropurpureum, M. martii), Stylosanthes spp., Urochloa mosambicensis e le leguminose Cajanus cajan, Gliricidia sepium, Leucaena leucocephala, Neonotonia wightii e Prosopis juliflora. Le leguminose arboree e arbustive sono spesso potate o capitozzate per facilitare il brucamento delle loro foglie e frutti. Soffrendo di siccità prolungata, desertificazione, erosione del suolo e salinizzazione, la Caatinga ha perso il 50% della sua vegetazione autoctona. Al degrado ha contribuito in modo significativo il pascolo eccessivo di pecore e capre.
 Campos 

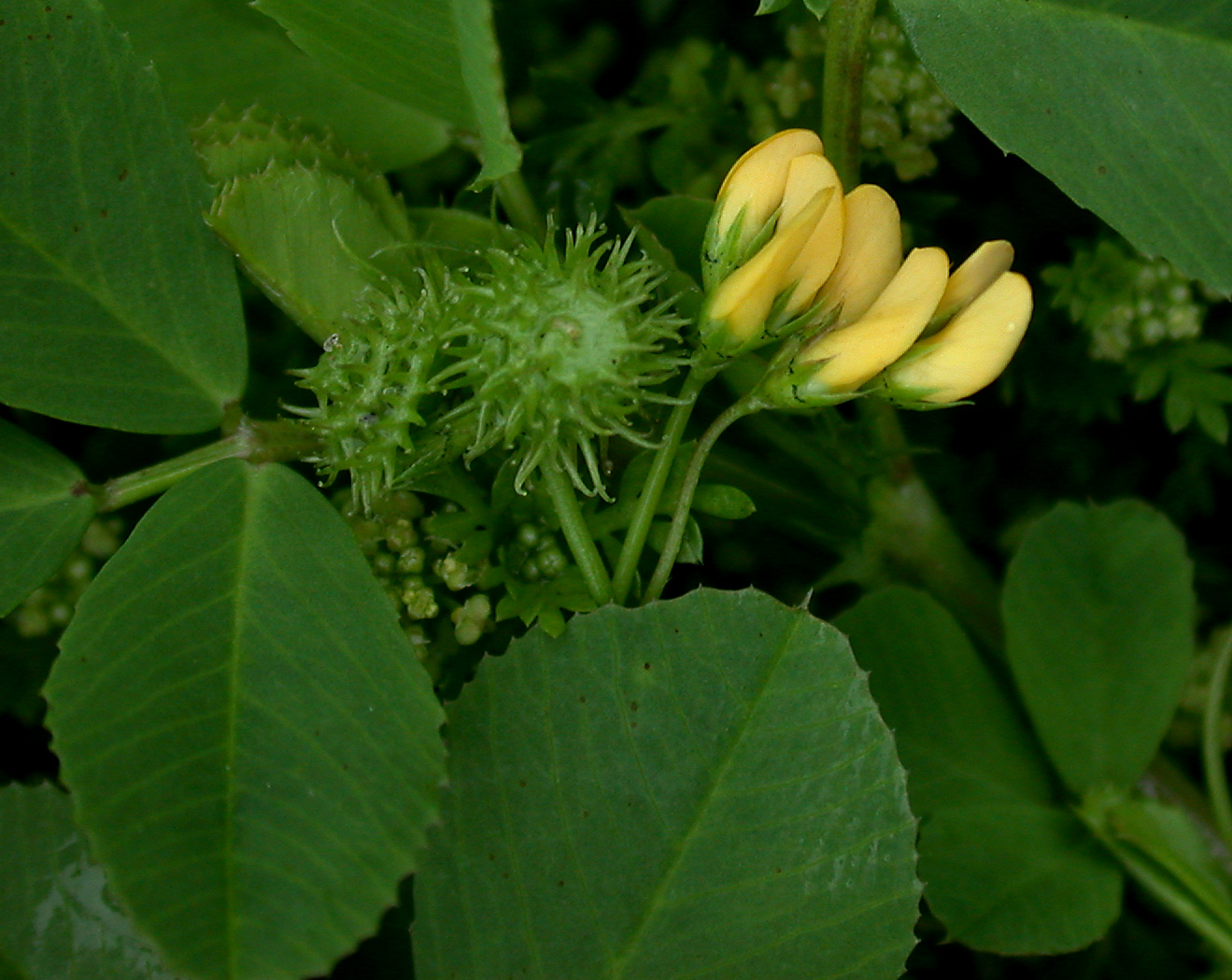
Medicago polymorpha

I Campos sudamericani comprendono parti del Brasile meridionale, del Paraguay meridionale e dell'Argentina nordorientale e l'intero Uruguay, compresi tra il paralleli 23 e 33 Sud, coprendo un'area di circa 500.000 chilometri quadrati. Si sovrappone in parte alla Ecoregione della Savana uruguayana. Il clima è da subtropicale a temperato, con fluttuazioni stagionali molto marcate. Le precipitazioni più elevate si registrano solitamente in estate e in autunno, le precipitazioni medie annue variano tra 1.200 e 1.600 mm, in aumento da est a ovest. Il patrimonio zootecnico è di circa 14 milioni di capi bovini ed altrettanti ovini, allevati in grandi aziende commerciali. Dove l'umidità è abbondante prevalgono le erbe alte, come Andropogon, Schizachyrium, Setaria, Bothriochloa, Paspalum, Stipa, Aristida e Axonopus. La specie dominante Andropogon lateralis è spesso associata a graminacee medie e basse di qualità accettabile come Axonopus compressus, Paspalum notatum (foto), P. dilatatum, alcuni altri Paspalum spp. (P. almum, P. plicatulum), Bothriochloa laguroides, Rottboellia selloana, Sporobolus indicus e Schizachyrium paniculatum. Poche sono le specie di leguminose come Adesmia, Vicia, Lathyrus, Trifolium (trifoglio), Medicago, Desmodium, Rhynchosia, Aeschynomene e Vigna. Rhynchospora praecincta è la Ciperacea più abbondante. Le erbe medie si trovano in campi aperti o con alberi sparsi di Prosopis spp. e Acacia spp. Graminacee quali Axonopus argentinus, A. compressus (foto), Bothriochloa laguroides, Paspalum notatum, P. dilatatum e Panicum milioides offrono foraggio di qualità durante la stagione calda. Questa prateria ha una grande capacità di recupero se pascolata moderatamente e, quando ne è consentito il riposo, compaiono alcune graminacee della stagione fresca (Stipa neesiana, Briza subaristata) e leguminose (Adesmia punctata, Desmodium incanum (foto), Rhynchosia senna, Medicago polymorpha (foto) e Trifolium polymorphum). Le erbe basse come Aristida jubata e Bouteloua megapotamica formano una copertura a bassa densità in terreni sterili e alcalini. Graminacee e Cyperacee con aerenchima come Echinochloa helodes, Eriochloa punctata, Paspalidium paludivagum, Leersia hexandra e Luziola peruviana ricoprono aree con 20–30 cm di acqua stagnante nelle praterie palustri. I foraggi coltivati più importanti sono le graminacee invernali come Avena strigosa e Lolium multiflorum nonché le leguminose dei generi Trifolium, Lotus e Medicago. Stanno diventando importanti anche le perenni (Panicum, Cynodon, Digitaria, Paspalum, altri Pennisetum). Setaria anceps, Digitaria decumbens e Brachiaria spp. sono le più comunemente coltivate in quella argentina
 Cerrado 

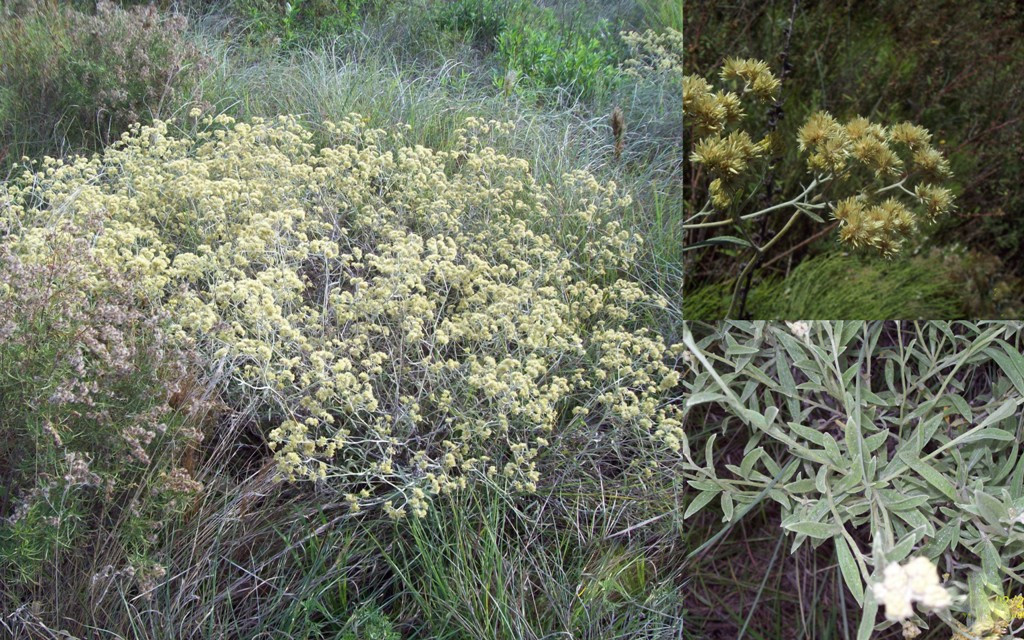
Achyrocline satureioides

Il Cerrado è la savana biologicamente più diversificata del mondo e la seconda formazione vegetale più grande del Sud America. Esso comprende il Brasile centrale (la maggior parte del Mato Grosso, Mato Grosso do Sul, Tocantins, Minas Gerais occidentale, Bahia, Maranhão meridionale e Piauí; tutto il Goiás e il Distrito Federal e piccole porzioni di San Paolo e Paraná), Paraguay nord-orientale e Bolivia orientale. A causa della sua posizione centrale in Sud America, il Cerrado confina con i più grandi biomi sudamericani: il bacino amazzonico (a nord), Chaco e Pantanal (a ovest), Caatinga (a nord-est) e la foresta atlantica (a est e a sud). Il clima è tropicale semi-umido. Il periodo secco, da maggio a settembre o ottobre, coincide con i mesi più freddi dell'anno. La piovosità media annua varia tra 1.250 e 2.000 mm e tra 800 e 2.000 mm per oltre il 90% dell'area. La temperatura media annua oscilla tra 20° e 26 °C. Il Cerrado copre oltre due milioni di chilometri quadrati dei quali il 67% circa è stato modificato in modo sostanziale con la creazione di piantagioni di grandi dimensioni a cereali, colture industriali e pascoli migliorati soprattutto con graminacee esotiche come Brachiaria, Hyparrhenia rufa e Panicum maximum. I pascoli occupano il 29% del territorio. Nel 1980 erano presenti 48 milioni di capi bovini, ma oggi la loro consistenza è probabilmente maggiore. In rapporto alla copertura vegetale, nel Cerrado si distinguono quattro categorie: Campo sujo (strato erbaceo con occasionali alberelli alti circa 3 m), Campo cerrado (densità leggermente più alta di alberi alti in media circa 4 m) ), Cerrado sensu stricto (vegetazione simile a un frutteto con alberi alti circa 6 metri) e Cerradão (copertura della chioma vicina al 50% con altezza generale 9 m). Si stima che circa 50 milioni di ettari siano degradati. Le famiglie botaniche con la maggiore ricchezza di specie sono le leguminose, le composite, le graminacee e le rubiacee. I dieci generi con il maggior numero di specie sono Paspalum (117 spp.), seguito da Panicum (60 spp.), Axonopus (28 spp.), Mesosetum (18 spp.), Aristida (17 spp.), Andropogon (17 spp.), Eragrostis (13 spp.), Ichnanthus (13 spp.), Digitaria (10 spp.) e Sporobolus (10 spp.). Altre specie comprendono graminacee tra cui Achyrocline satureioides, Anthaenantiopsis spp., Bothriochloa laguroides, Bromus spp., Cortaderia selloana, Ctenium cirrhosum, Echinolaena inflexa, Eleusine indica, Elionorus spp, Festuca spp., Leersia oryzoides, Leptochoryphium spp., Poa spp., Schizachyrium sanguineum, Stipa spp., Trachypogon spicatus, Tristachya chrysothrix, T. leiostachya e Vernonanthura polyanthes. Le leguminose sono rappresentate da generi quali Aeschynomene, Arachis, Centrosema, Clitoria, Desmodium, Macroptilium, Rhynchosia, Stylosanthes, (Acosmium dasycarpum, Senna rugosa, Peltophorum dubium) e altre. Le specie legnose comprendono, tra le altre, Bowdichia virgilioides, Buchenavia macrophylla, Caryocar brasiliensis, Curatella americana, Dipteryx alata, Fagara rhoifolia e Hymenaea stigonocarpa, mentre tra quelle arbustive si ricordano Annona coriacea, Bauhinia nítida, Lepidaploa aurea, Tocoyena formosa e Byrsonima intermédia. Brachiaria decumbens è una delle specie coltivate più diffuse, coprendo quasi 40 milioni di ettari della savana tropicale, importanti sono anche Panicum e Andropogon.
 Pantanal 

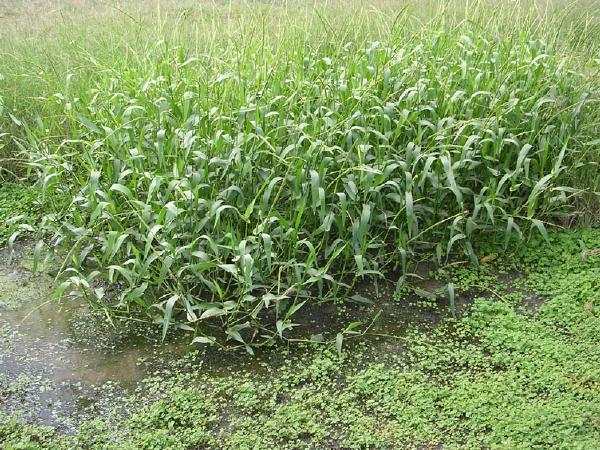
Hymenachne amplexicaulis

Il Pantanal copre un territorio in leggera pendenza di circa 160.000 chilometri quadrati, di cui 139.000 nel Mato Grosso do Sul nel Centro-Ovest del Brasile, ma si estende anche in porzioni della Bolivia e del Paraguay. Il Pantanal è una regione tropicale umida e secca con una temperatura media annua di 26 °C e precipitazioni annuali comprese tra 1.000 e 1.500 mm, concentrate tra novembre e marzo. Durante questa stagione, l’80% circa delle pianure alluvionali è sommerso. La popolazione bovina è di circa 3,8 milioni di capi dei quali la metà concentrato nelle due sotto-regioni più importanti, Nhecolândia e Paiaguás. La vegetazione, spesso definita "Complesso del Pantanal", in cui sono state identificate circa 2.000 specie vegetali, è una mescolanza di comunità vegetali tipiche di una varietà di regioni dei biomi circostanti che comprendono specie umide tropicali della foresta pluviale amazzonica, piante boschive semiaride tipiche del nord-est del Brasile, piante della savana brasiliana del cerrado e delle savane del Chaco della Bolivia e del Paraguay. Il Pantanal, relativamente al grado di inondazione, può essere distinto in Pantanal basso e Pantanal alto. Il Pantanal basso, inondabile, viene utilizzato seguendo l’evoluzione del livello dell'acqua. Lo strato erboso, di ottima qualità, è formato da Axonopus purpusii, Hemarthria altisima (foto), Hymenachne amplexicaulis (foto), Leersia hexandra (foto), Panicum laxum, Paspalum oteroi e P. plicatulum, tra le altre. Il Pantanal alto, che subisce inondazioni minori, è costituito da formazioni vegetali che si susseguono secondo gradienti topografici. Il Cerrado, che rappresenta il 30% del territorio, svolge un ruolo importante, soprattutto come rifugio per il bestiame durante le inondazioni. Esso è caratterizzato dalla predominanza di specie legnose come Bowdichia virgilioides, Buchenavia macrophylla, Caryocar brasiliensis, Curatella americana, Dipteryx alata e Hymenaea stigonocarpa e specie arbustive come Anacardium humile (foto), Annona coriacea, Bauhinia nítida e Tocoyena formosa. Nello strato inferiore, povero di graminacee, la Bromelia balansae predomina su specie come Attalea phalerata, Axonopus paraguayensis, Leptochloa virgata, Scleria spp., Setaria vulpiseta e Thrasya petrosa. Il Caronal copre vaste aree di Nhecolândia e Paiaguás, generalmente poco o affatto allagabili, dove la componente principale della flora è l'Elyonurus muticus (capim-carona), un'erba grossolana accettata dai bovini solo nella fase di ricrescita dopo gli incendi e che è considerata invasiva, perché predomina su specie foraggere autoctone di migliore qualità come Axonopus purpusii, Desmodium barbatum, Mesosetum loliiforme, Ichnanthus procurrens e Stylosanthes guianensis. Il Campo serrado è una zona di transizione tra il cerrado e campo limpo in cui la vegetazione legnosa della savana (Curatella americana, Fagara rhoifolia, Tabebuia impetiginosa) si alterna con graminacee quali Axonopus purpusii, Elyonurus muticus, Eragrostis bahiensis, Mesosetum loliiforme e Panicum laxum. Gli alberi sono più piccoli e radi che nel cerrado. Il Campo limpo, solitamente molto allagabile, è una formazione vegetale dallo strato erbaceo continuo, costituito principalmente da graminacee quali Axonopus purpusii, Hermathria altíssima, Hymenachne amplexicaulis, Leersia hexandra, Panicum laxum e Reimarochloa brasiliensis; Byrsonima intermedia è la componente arbustiva più comune in questa comunità vegetale. Le foraggere di alto valore nutritivo presenti in tutto il Pantanal sono le seguenti: Aeschynomene fluminensis, Cynodon dactylon, Desmodium barbatum, Hemarthria altissima, Leersia hexandra e Steinchisma laxum. Le essenze coltivate comprendono graminacee quali Andropogon gayanus, Brachiaria spp. (B. decumbens, B. dictyoneura, B. humicola, B. ruziziensis), Cynodon nlemfuensis, Panicum maximum, Paspalum spp. (P. guenoarum, P. notatum, P. plicatulum) e leguminose tra cui Calopogonium mucunoides, Leucaena leucocephala, Pueraria phaseoloides e Stylosanthes spp. (S. capitata, S. hamata, S. guianensis). 
L'erosione e la sedimentazione causate dall'agricoltura e dal pascolo alterano il suolo e le caratteristiche idrologiche degli ecosistemi delle pianure alluvionali del Pantanal.
 Chaco 

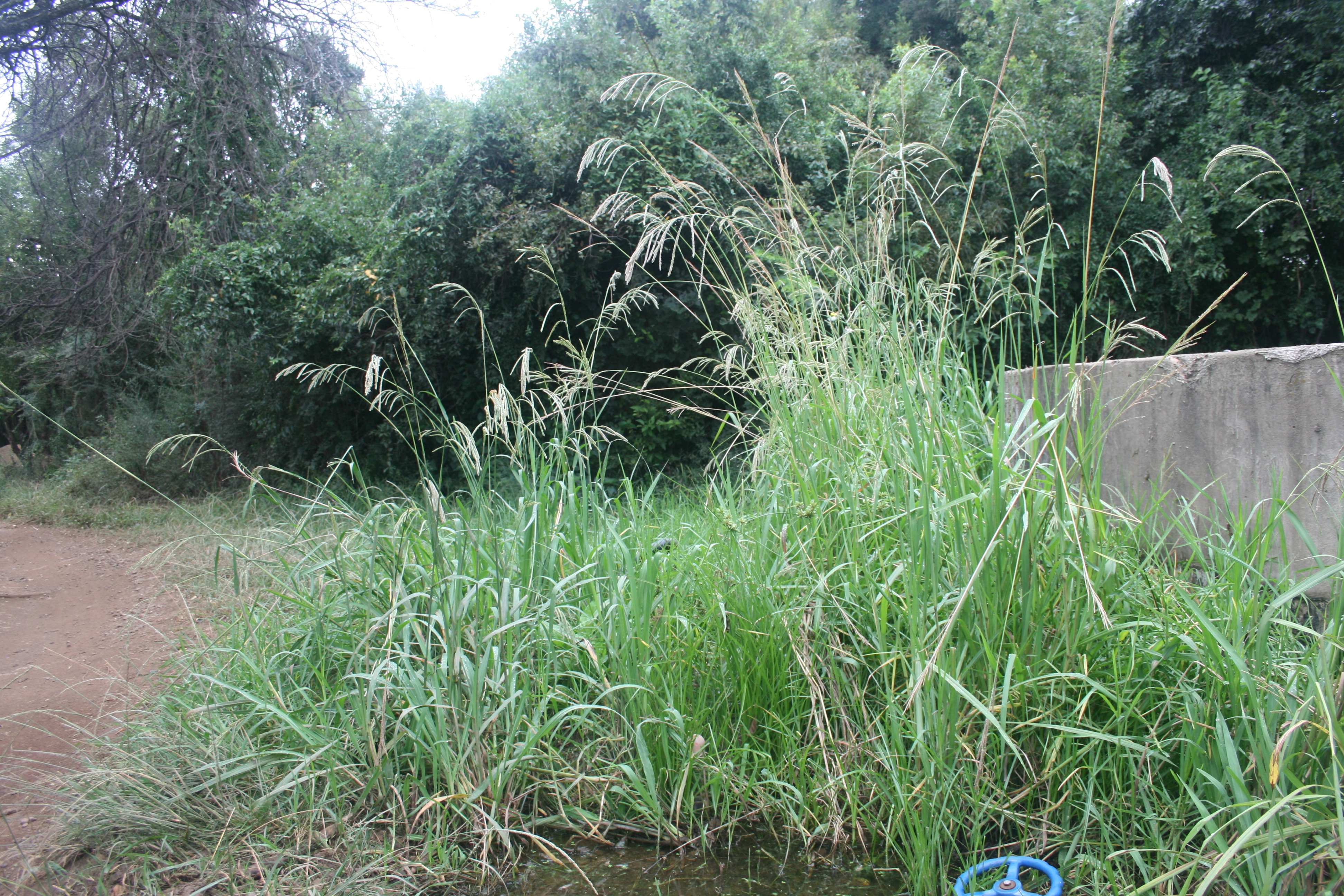
Paspalum urvillei

La savana subtropicale del Chaco occupa il territorio centro-settentrionale dell'Argentina e prosegue verso nord attraverso il Paraguay e la Bolivia, comprendendo complessivamente 80 milioni di ettari. Nella topografia pianeggiante di questa regione (da 100 a 200 m sul livello del mare), macchie boschive si alternano ad estesi pascoli. La sua fisionomia, densità vegetale e copertura delle specie variano lungo un gradiente di precipitazioni che consente la divisione del Chaco in: Chaco umido (1.000 – 1.250 mm), Chaco subumido e Chaco semiarido (450–1.000 mm). Le savane umide sono caratterizzate da Schinopsis balansae (foto), gli alberi più bassi comprendono Prosopis spp. (P. alba, P. nigra, P. algarrobilla), Geoffroea decorticans (foto) e Acacia praecox. Nei pendii intermedi crescono palme (Copernicia alba) e uno strato erbaceo dominato da erbe alte come Elionurus muticus (su suoli sabbiosi ben drenati), Sorghastrum agrostoides (su suoli periodicamente inondati) e Paspalum spp. (P. intermedium, P. urvillei, P. almum) (foto), Juncus capillaceus e J. macrocephallus (su suoli frequentemente inondati). La qualità del foraggio di queste praterie dipende dalla densità di graminacee come Chloris ciliata, Setaria geniculata e Sporobolus indicus. Nei pascoli subumidi e semiaridi la foresta xerofita diminuisce in altezza e densità da est a ovest. Lo stato arbustivo è costituito da Acacia spp. (A. praecox, A. furcatispina, A. aroma, Schinus faciculatus, Mimosa detinens e Larrea divaricata (foto), Leptochloa virgata, Prosopis alba e P. nigra. Gli strati inferiori ed erbacei sono ricchi di graminacee dei generi Aristida, Brachiaria, Bothriochloa, Chloris, Digitaria, Gouinia, Heteropogon, Neobouteloua, Pappophorum, Setaria e Tricloris. Molte aree aperte originate e mantenute da incendi sono dominate da Elionurus muticus, con riduzione delle leguminose dei generi Cassia, Desmanthus, Desmodium, Galactia, Indigofera e Rhynchosia. Foraggi coltivati: foraggi esotici come Cenchrus ciliaris, Digitaria eriantha e Panicum maximum vengono seminati in aree in cui le specie dominanti di arbusti o erbe alte sono state eliminate.
 Salar de Atacama 

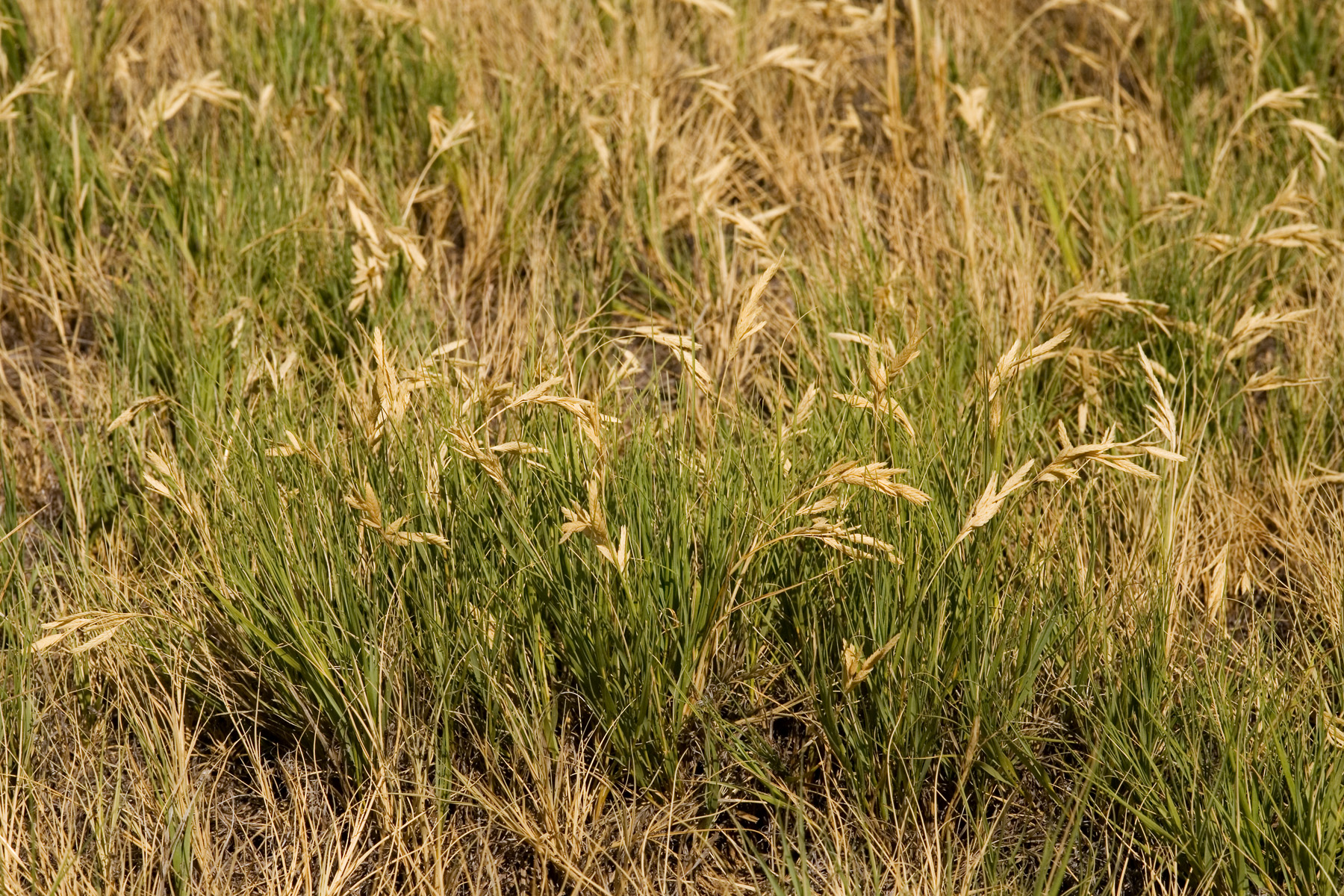
Distichlis spicata

Il Salar de Atacama è un lago salino che si estende nel deserto omonimo attraverso le regioni naturali del Norte Grande e del Norte Chico del Cile, coprendo le regioni di Arica e Parinacota, Tarapacá, Antofagasta, Atacama e il nord della regione di Coquimbo ed è delimitato dall'Oceano Pacifico a ovest e dalla catena montuosa delle Ande a est. Esteso circa 105.000 km², ha una lunghezza di quasi 1.600 km, una larghezza massima di 180 km, è situato ad un’altitudine media di circa 2.500 m s.l.m. e caratterizzato da un clima desertico-oceanico e da una forte escursione termica, con temperature oscillano tra i 5 °C notturni ed i 40 °C diurni e precipitazioni intorno ai 100 mm annui, concentrati nei mesi estivi.
In questo territorio camelidi e piccoli ruminanti sono allevati su pascoli in cui predominano le associazioni vegetali Prosopis tamarugo (foto); Atriplex atacamensis – Tessaria absinthioides (foto) e Distichlis spicata (foto) - Scirpus californicus con presenze di Atriplex glaucescens, Festuca deserticola e F. ortophilla, tutte caratterizzate da bassa capacità produttiva, anche per la limitata copertura del suolo, spesso inferiore al 20%. Esistono poi piantagioni di Prosopis tamarugo cui possono associarsi altre specie del genere Prosopis (P. burkartii, P. chilensis, P. strombulifera), Atriplex spp., Cressa cretica e Distichlis spicata.
 Pampa 

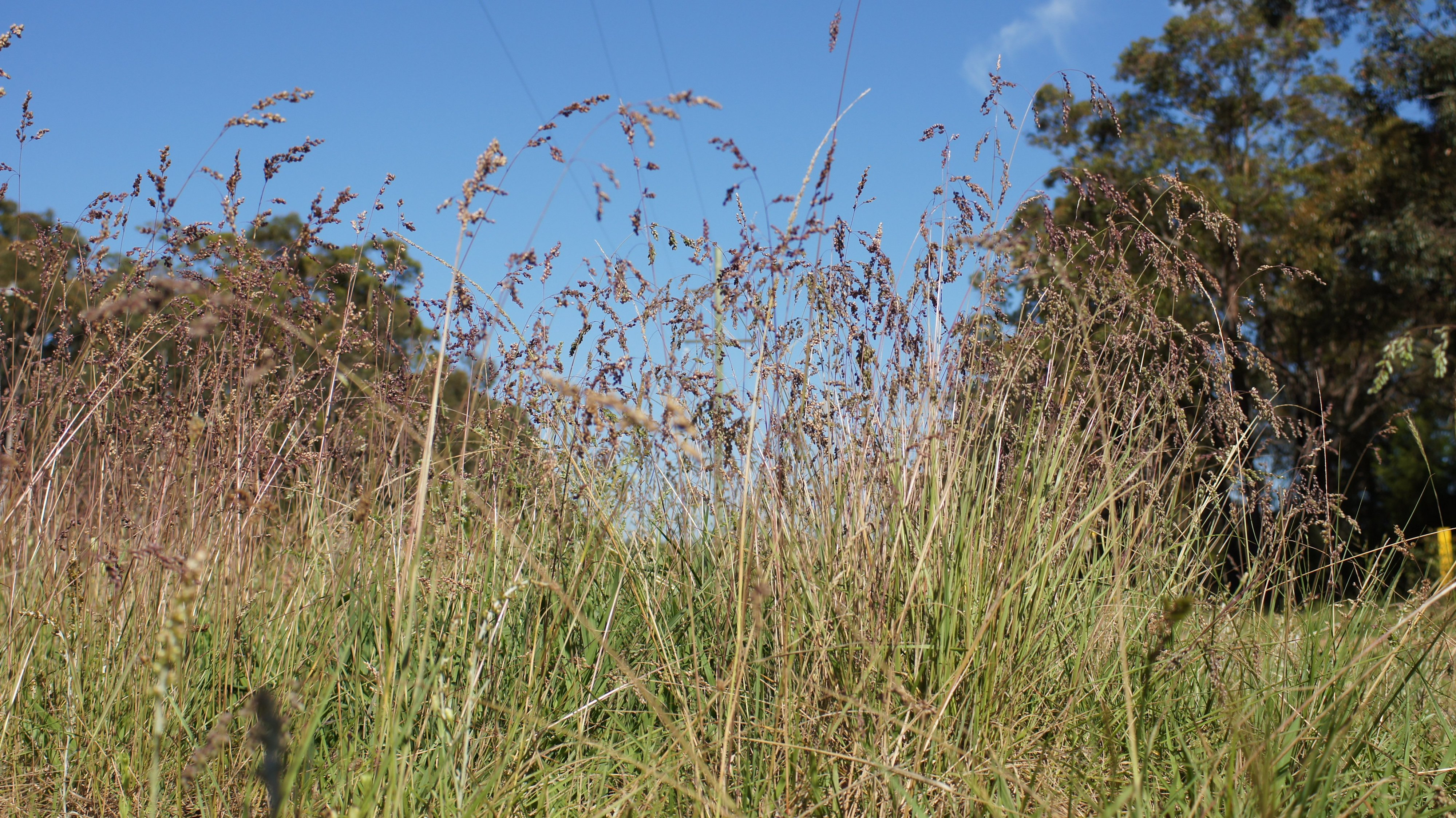
Briza subaristata

La Pampa è una pianura che occupa circa 50 milioni di ettari e gode di clima temperato. L'intervallo delle precipitazioni diminuisce gradualmente da 1.200 mm nel nord-est a 500 mm alla regione del Monte. Le precipitazioni sono distribuite uniformemente durante tutto l'anno nelle zone orientali più umide, mentre sono concentrate solo durante la stagione calda in quelle occidentali. Questa regione è caratterizzata dalla mancanza di alberi autoctoni e da fertili terreni coltivati e pascoli autoctoni o coltivati. Durante la stagione calda prevalgono piante delle tribù Panicoideae, Chlorideae, Andropogoneae e Oryzeae. Ad esse si alternano stagionalmente quelle delle tribù Agrosteae, Poeae, Festuceae, Phalarideae e Stipeae. Con l’aumento della fertilità del suolo a ovest del fiume Paraná e a sud del Río de la Plata, crescono molte leguminose erbacee tra cui quelle dei generi Cassia, Crotalaria, Desmanthus, Phaseolus e Vicia. Le Praterie allagabili della pampa comprendono le pianure del bacino di Laprida e del bacino del fiume Salado. La fisionomia tipica della regione è costituita da praterie estese e prive di alberi dominate da Bothriochloa laguroides, Briza subaristata (foto), Coelorachis selloana, Medicago polymorpha, Paspalum dilatatum, P. quadrifarium e Stipa spp. (S. trichotoma, S. juergensii e S. setigera). Dove l'acqua copre il terreno durante i mesi più freddi, la comunità vegetale è dominata da Echinochloa helodes, Glyceria multiflora, Leersia hexandra, Jarava plumosa (foto), Luziola peruviana e Paspalidium paludivagum. Le comunità vegetali su suoli alomorfi hanno un aspetto steppico basso, con copertura rada in cui le graminacee dominanti sonoChloris berroi, Diplachne uninervia, Distichlis scoparia, Hordeum stenostachys, Paspalum vaginatum (foto), Sporobolus pyramidatus (foto). I pascoli coltivati sono costituiti soprattutto daAgropyron elongatum, Bromus catharticus, Dactylis glomerata (dattile), Festuca arundinacea, Lolium multiflorum (loglio) e L. perenne loglietto) e sono utilizzati da vitellame e da bovini da latte.
 Monte 

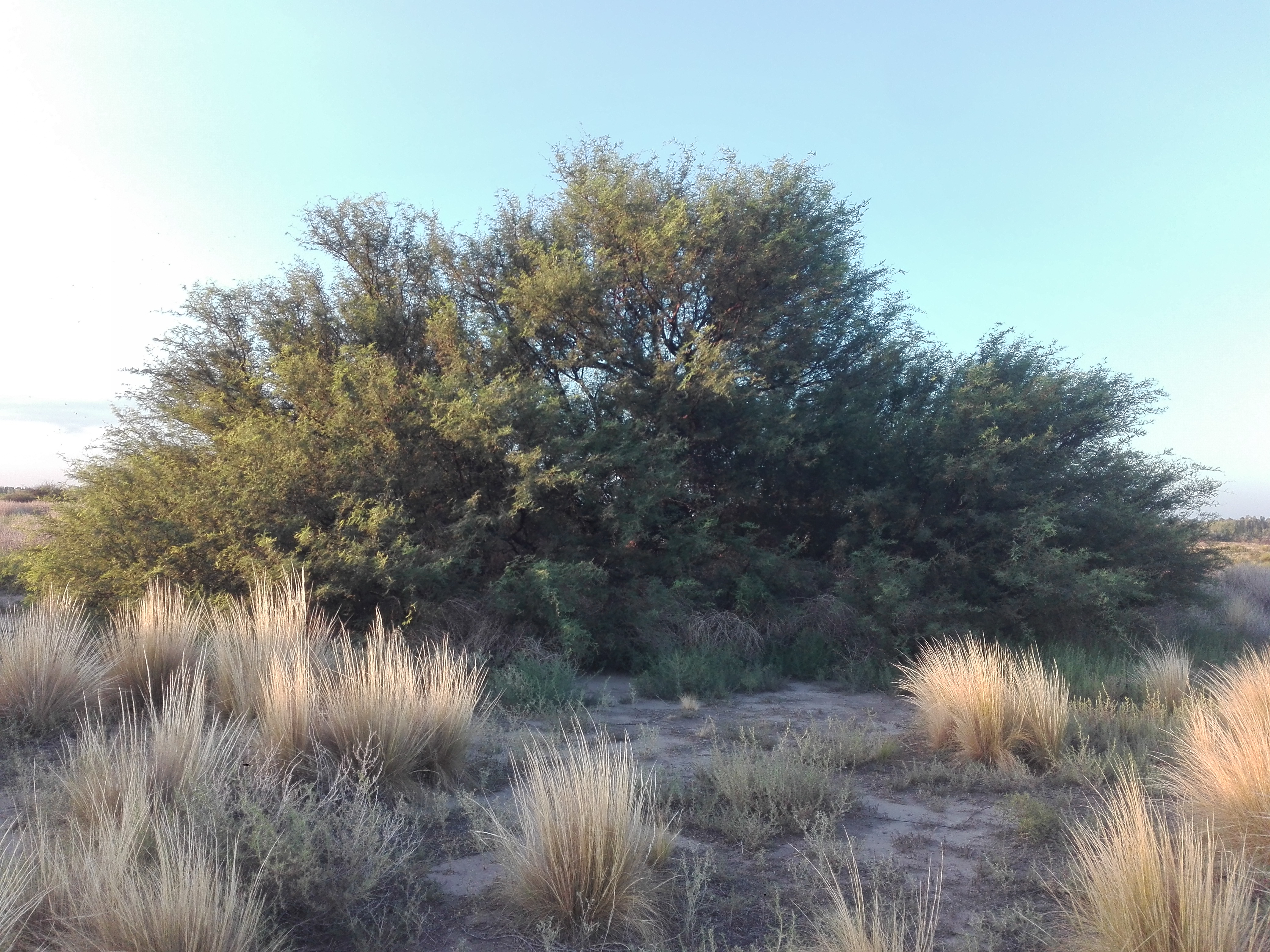
Prosopis alpataco

Le praterie semiaride, la foresta secca e gli arbusteti del Monte costituiscono una fascia estesa 50 milioni di ettari che si estende lungo il centro-ovest dell'Argentina, fino alla costa atlantica, circondando le regioni del Calden e del Chaco semiarido. Il clima è caratterizzato da un grave deficit idrico, poiché la media annua delle precipitazioni varia tra 200 e 550 mm. Gli eventi piovosi si verificano tra ottobre e marzo (primavera ed estate); in estate si verifica una grave siccità a causa dell'elevata evapotraspirazione. All’interno della regione si distinguono due zone: la foresta di Prosopis caldenia e la macchia arbustiva del Monte. La prima è una regione temperata e semiarida che confina a ovest con la Pampa subumida e si estende per quattro milioni di ettari. Il paesaggio è collinare e la vegetazione è costituita da boschi aperti dominati da Prosopis caldenia. Altre specie legnose sono Geoffroea decorticans, Larrea spp. e Schinus fasciculatus. Lo strato erbaceo è costituito da un gruppo di graminacee basse di buona qualità foraggera, come Poa ligularis, Piptochaetium napostaense, Stipa tenuis, Sporobolus cryptandrus (foto) e Digitaria californica. Graminacee di medie dimensioni e di inferiore qualità quali Nassella tenuissima (foto), S. gynerioides, S. brachychaeta ed Elionurus muticus aumentano con il deterioramento delle praterie. All'interno di queste steppe erbose possono essere presenti macchie di Geoffroea decorticans. Le graminacee estive di qualità accettabile più importanti sono Bothriochloa springfiedii e Schizachyrium plumigerum. Nelle zone vocate è presente il Sorghastrum pellitum, una graminacea di notevole valore pabulare. Nelle aree degradate domina l'Elionurus muticus, di qualità molto bassa. All'estremità settentrionale della provincia del Monte, la fisionomia della macchia arbustiva è dominata da specie del genere Prosopis (P. alpataco, P. flexuosa), mentre l'estremo sud è dominato da Larrea spp. (L. divaricata, L. cuneifolia e L. nitida) (foto) e Atriplex. All'estremità settentrionale della provincia del Monte lo strato erboso è composto da una mescolanza di piante C4 e piante C3. Verso nord domina il gruppo C4 (Panicum urvilleanum, Chloris castilloniana, Pappophorum caespitosum e P. phillippianum e a sud aumentano di importanza i C3 (Stipa tenuis, S. speciosa, Poa ligularis e P. lanuginosa). Le specie di Prosopis sono ampiamente consumate dai piccoli ruminanti, poiché i loro germogli e baccelli sono ricchi di proteine. Nelle zone orientali più umide la vegetazione naturale è sostituita da Eragrostis curvula o Digitaria eriantha. La deforestazione e il pascolo eccessivo hanno indotto una significativa desertificazione.
 Puna e Ande Alte 

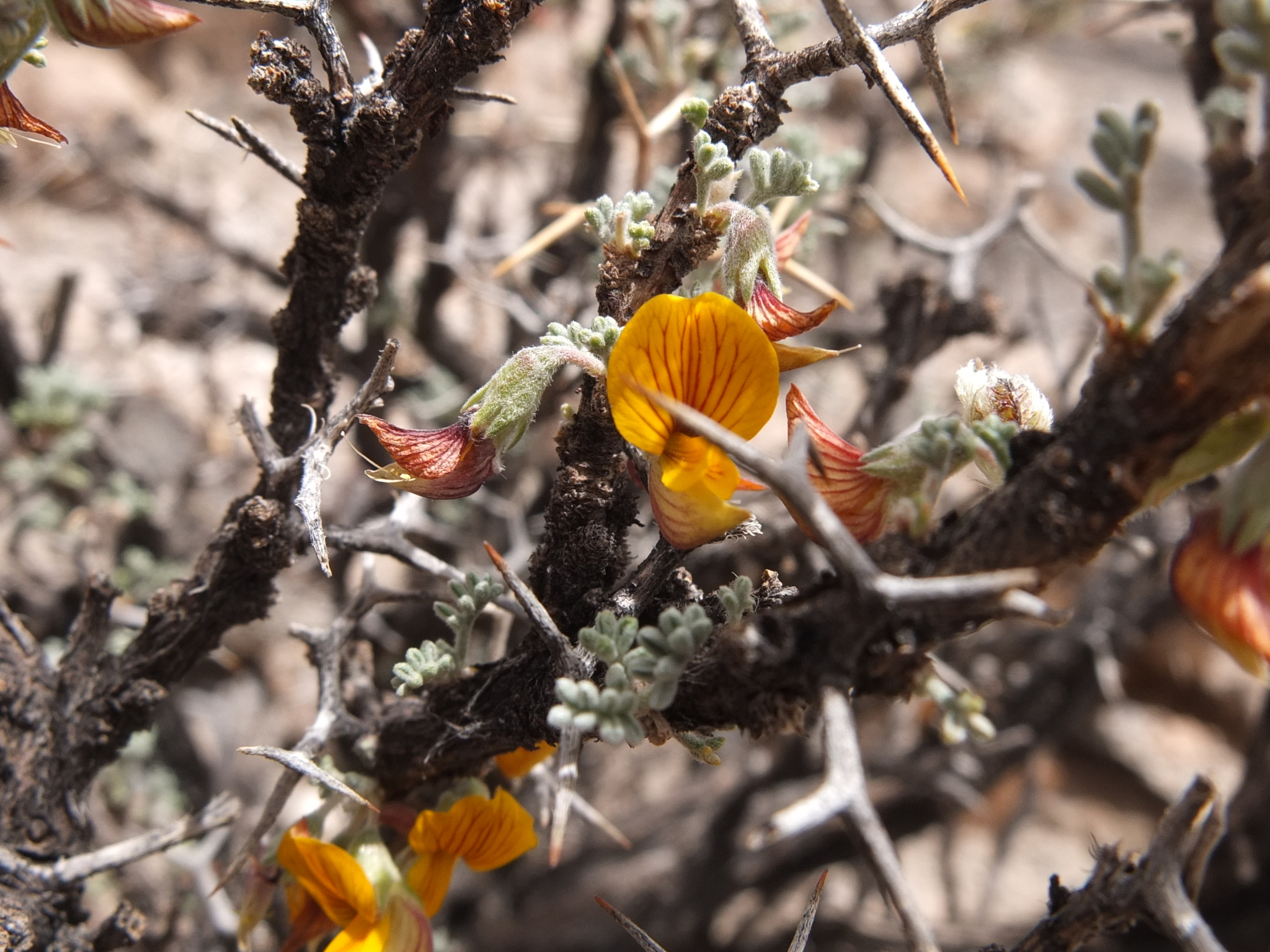
Adesmia horrida

Le steppe erbose della Puna e delle Ande Alte si estendono dall’estremo nord-ovest dell’Argentina alla Bolivia e al Perù. Il paesaggio è tipicamente montuoso, con cime innevate, alpeggi e laghi. La topografia è caratterizzata da altopiani, colline e valli che vanno dai 3.000 ai 4.300 m. e le alte Ande tra 4.300 e 6.600 m. Il clima secco varia da temperato a freddo, con precipitazioni medie comprese tra 250 e 500 mm annui. La vegetazione è caratterizzata da steppe erbacee ed arbustive, steppe alofite e prati. In termini di vegetazione, la Puna è strettamente imparentata con la Patagonia, a causa dei generi dominanti comuni. Le graminacee appartengono principalmente ai generi Agrostis, Calamagrostis e Festuca e gli arbusti ai generi Adesmia, Chuquiraga, Fabiana, Lepidophyllum, Mulinum e Nardophyllum. Le formazioni caratteristiche comprendono cinque comunità principali: 1) steppa arbustiva dominata da Adesmia horrida, Baccharis boliviensis e Fabiana densa, 2) Cardonales, dominata da Trichocereus pasacana, 3) una piccola foresta con Polylepis tomentella o Prosopis ferox nelle zone più umide, 4) prati con Heleocharis atacamensis, Hypsela oligophylla, Juncus depauperatus, Plantago tubulosa e Scirpus atacamensis, e 5) Festuca scirpifolia, Hordeum halophilum e Juncus balticus su suoli salini e temporaneamente umidi.
 Steppa patagonica 

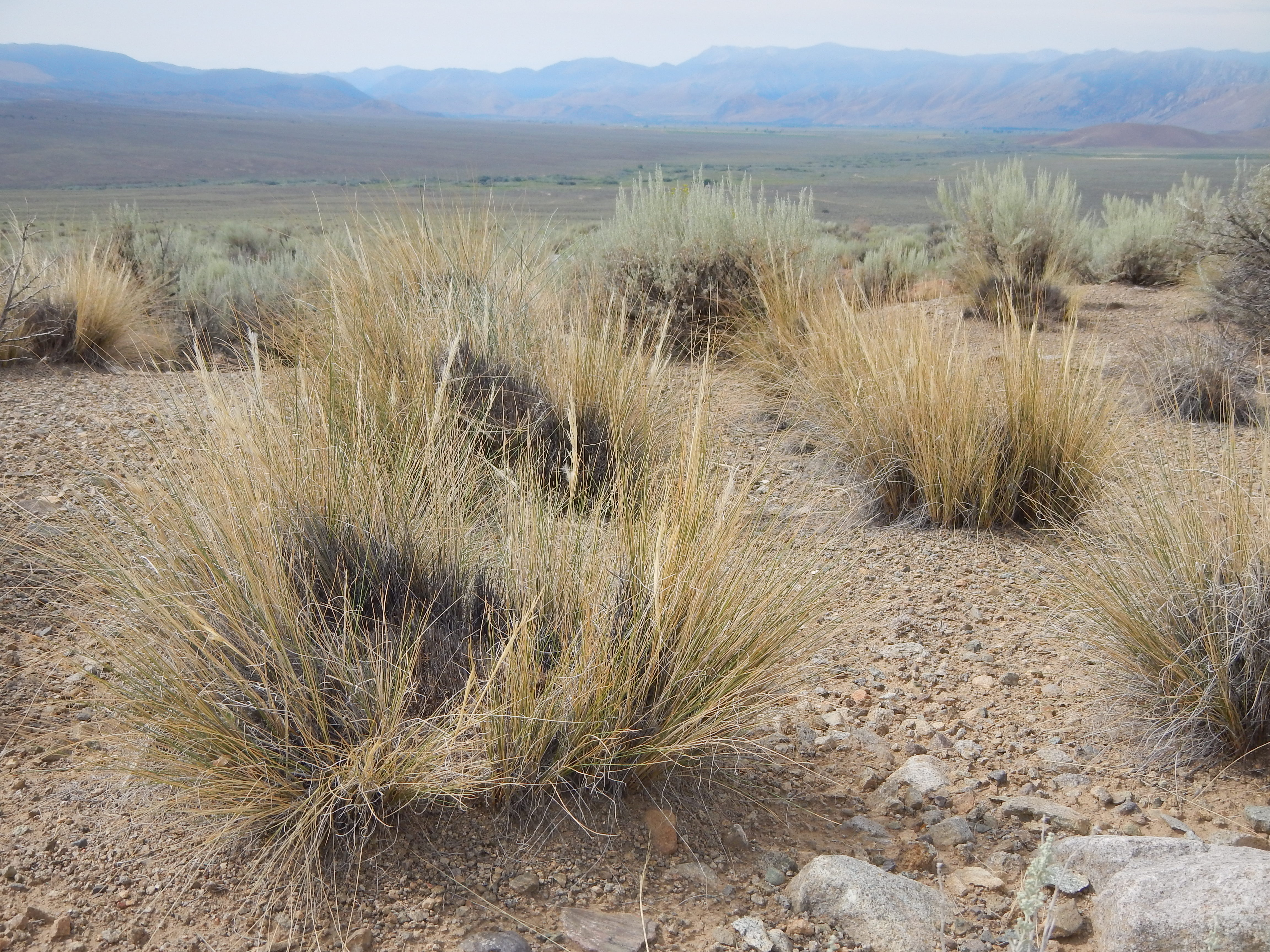
Stipa speciosa (Achnatherum speciosum)

La Patagonia argentina semi-desertica è estesa 770.000 chilometri quadrati e comprende le Ande al confine con il Cile, gli altipiani e le colline fino all'Oceano Atlantico. La temperatura media annuale varia tra 15 °C a nord e 5 °C a sud. Le precipitazioni nella maggior parte delle steppe patagoniche variano tra 125 mm al centro e 500 mm a ovest e si verificano principalmente in inverno (da aprile a settembre). Vi si distinguono quattro distretti: 1) Steppe arbustive del Distretto Centrale, 2) Steppe erbose arbustive occidentali, 3) Steppe erbose sub-andine e 4) Steppe erbose magellaniche. 1) Le steppe arbustive del Distretto Centrale costituiscono una zona di transizione tra la steppa semidesertica e quella arbustiva. La vegetazione più rappresentativa è una steppa arbustiva bassa costituita da Acantholippia seriphioides, Chuquiraga avellaneda, C. aurea, Nassauvia glomerulosa e N. ulicina. A seconda della latitudine e della posizione topografica si trovano principalmente i generi Poa e Stipa. 2) Le steppe arbustive del distretto del Golfo di San Jorge sono di due tipi principali: a) le steppe arbustive alte dominate da Colliguaja integerrima associata ad altri arbusti come Senecio filaginoides (foto), S. bracteolatus ed erbe del genere Stipa (S. humilis e S. speciosa) e b) una steppa erbaceo-arbustiva dominata da Festuca argentina e F. pallescens e da arbusti come Adesmia campestris, Mulinum spinosum (foto), Nardophyllum obtusifolium e Senecio filaginoides. 3) Nelle steppe erbose arbustive del distretto occidentale, la componente arbustiva copre circa il 50% del suolo. Una delle comunità più importanti è dominata dalle graminacee dei generi Stipa (S. humilis, S. speciosa) (foto) e Poa lanuginosa. Lo strato arbustivo è dominato da Adesmia campestris, Berberis heterophylla, Mulinum spinosum, Schinus polygamus e Senecio filaginoides. 4) La steppa erbosa del distretto di Magellano, che si trova nel sud di Santa Cruz e nel nord della Terra del Fuoco con un clima freddo e oceanico, è dominata dalla Festuca gracillima (foto). I piccoli produttori, indigeni Mapuche, pascolano i loro greggi di capre e pecore dai pendii andini alle steppe erbose. Le grandi aziende con ovini e bovini variano tra 20.000 e 200.000 ettari

### Ecoregione australasiana
Australia

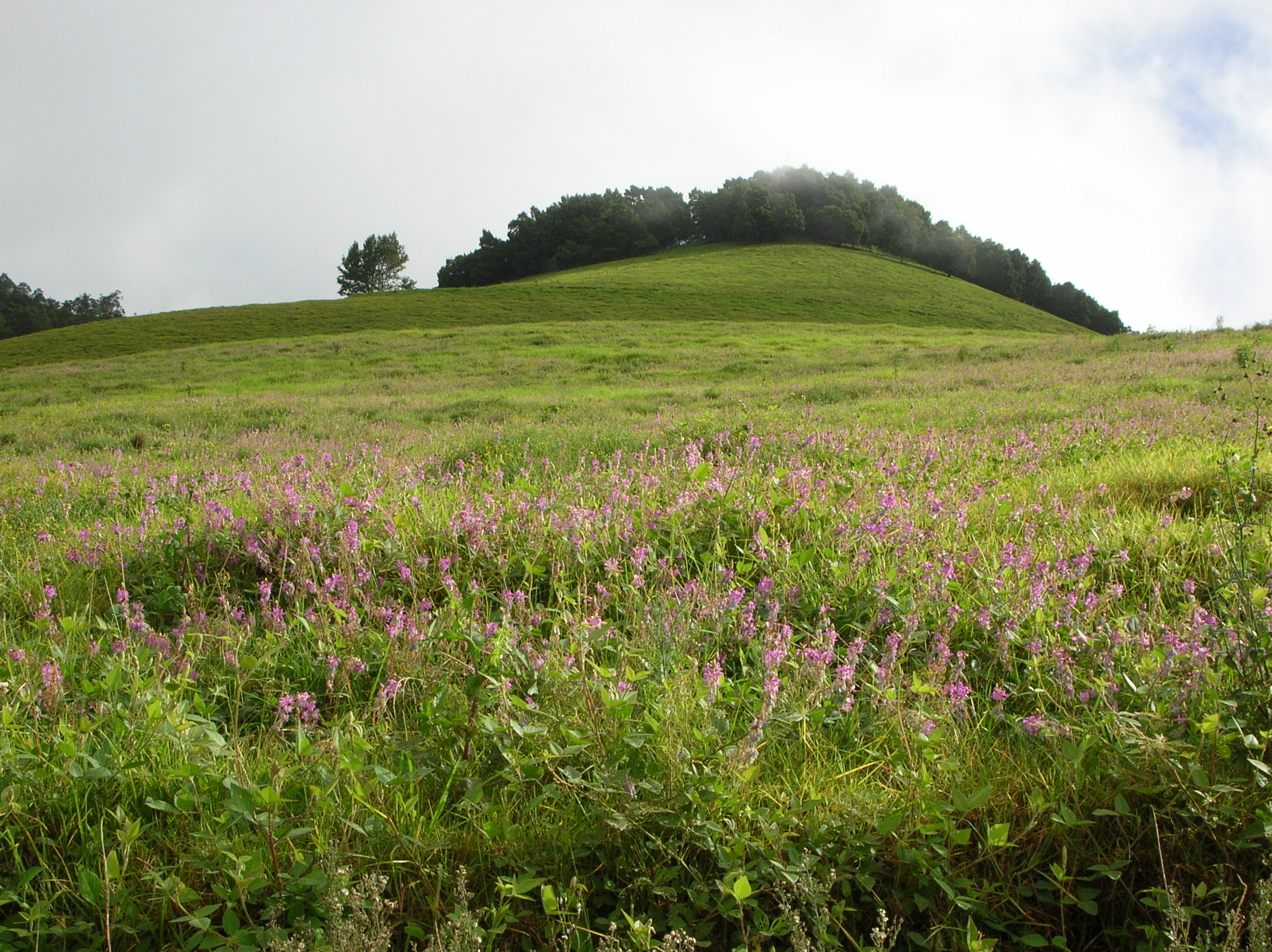
Desmodium intortum

In Australia, le precipitazioni annuali variano da oltre 4.000 mm nelle aree montuose del nord-est del Queensland a circa 100 mm nel nord dell'Australia meridionale. Circa un terzo del paese riceve più di 500 mm di pioggia, un terzo da 250 a 500 mm e un terzo meno di 250 mm; le precipitazioni sono maggiori nelle zone costiere e nell’entroterra meridionale. I terreni buoni, che non sono comuni, vengono utilizzati per la coltivazione, se il clima è adatto, lasciando i terreni più poveri per i pascoli, destinati ai bovini da carne ed alle pecore. Nel complesso, circa il 60-65% della dieta di una vacca da latte proviene da erba pascolata. La zona eminentemente pastorale comprende le regioni aride e semiaride e la maggior parte delle aree tropicali settentrionali. Nell'Australia settentrionale, lungo la costa tropicale orientale del Queensland e nelle vicine catene montuose e altipiani ci sono estese praterie, dominate da Heteropogon contortus nelle aree più secche e Imperata cylindrica in quelle più umide, entrambe intervallate da Themeda triandra e Bothriochloa bladhii. Nelle zone tropicali umide e secche si trovano erbe più alte, come le specie di sorgo perenni e annuali, Aristida spp., Chrysopogon spp., Oryza rufipogon e Schizachrium spp.. Più all'interno, la zona subumida centrale è dominata da boschi di acacia, con aree più piccole di praterie dominate da Dichanthium spp. e Bothriochloa spp.. Nelle aree boschive, comprendenti piante dei generi Callitris, Casuarina, Corymbia ed Eucalyptus si mantiene un sottobosco erboso di Aristida-Bothriochloa. Più all'interno, verso la zona semiarida, ci sono ampie aree di praterie perenni come quelle dominate da Astrebla spp. (Mitchell grass) molto apprezzata per il pascolo, insieme ad aree con Acacia aneura e un sottobosco di Aristida spp., Bassia spp., Enneapogon spp., Kochia spp. e Triodia irritans. Nell'Australia meridionale la vegetazione è dominata da alte erbe perenni come Themeda triandra, Austrostipa aristiglumis (foto) e Poa labillarderi. Diverse specie perenni come Austrodanthonia e Bothriochloa macra sono considerate utili per la loro tolleranza al pascolo, mentre Poa labillarderi e Microlaena stipoides occupano i siti più umidi. Nel Nuovo Galles del Sud, nell'Australia meridionale e occidentale, queste comunità sono caratterizzate da arbusti, alti solitamente meno di un metro, dei generi Atriplex (foto), Maireana, Sclerolaena, Rhagodia ed Enchylaena. Le specie erbacee introdotte adatte al pascolo comprendono quelle adatte al clima temperato delle regioni meridionali come Lolium perenne, Cenchrus clandestinus, Trifolium repens (trifoglio rosso) e Medicago sativa che sono le più comuni specie impiegate nella produzione di latte. Altre specie comprendono Dactylis glomerata, Festuca glauca, Phalaris spp. e leguminose come e Trifolium spp. (T. pratense, T. resupinatum, T. subterraneum). Le specie tropicali includono Centrosema molle, Chloris gayana, Digitaria eriantha, Panicum maximum, Paspalum dilatatum, Setaria sphacelata; Desmodium spp. (foto), Macroptilium spp., Neonotonia wightii, Pueraria phaseoloides e Stylosanthes spp.. All’inizio del millennio erano coltivati circa 200.000 ettari di alberi e arbusti da pascolo, dei quali la grande maggioranza a Leucaena leucocephala, Chamaecytisus proliferus e Atriplex spp. La superficie potenzialmente adatta alla coltivazione di queste piante in zone aride e semiaride supera i nove milioni di ettari.
Savane settentrionali

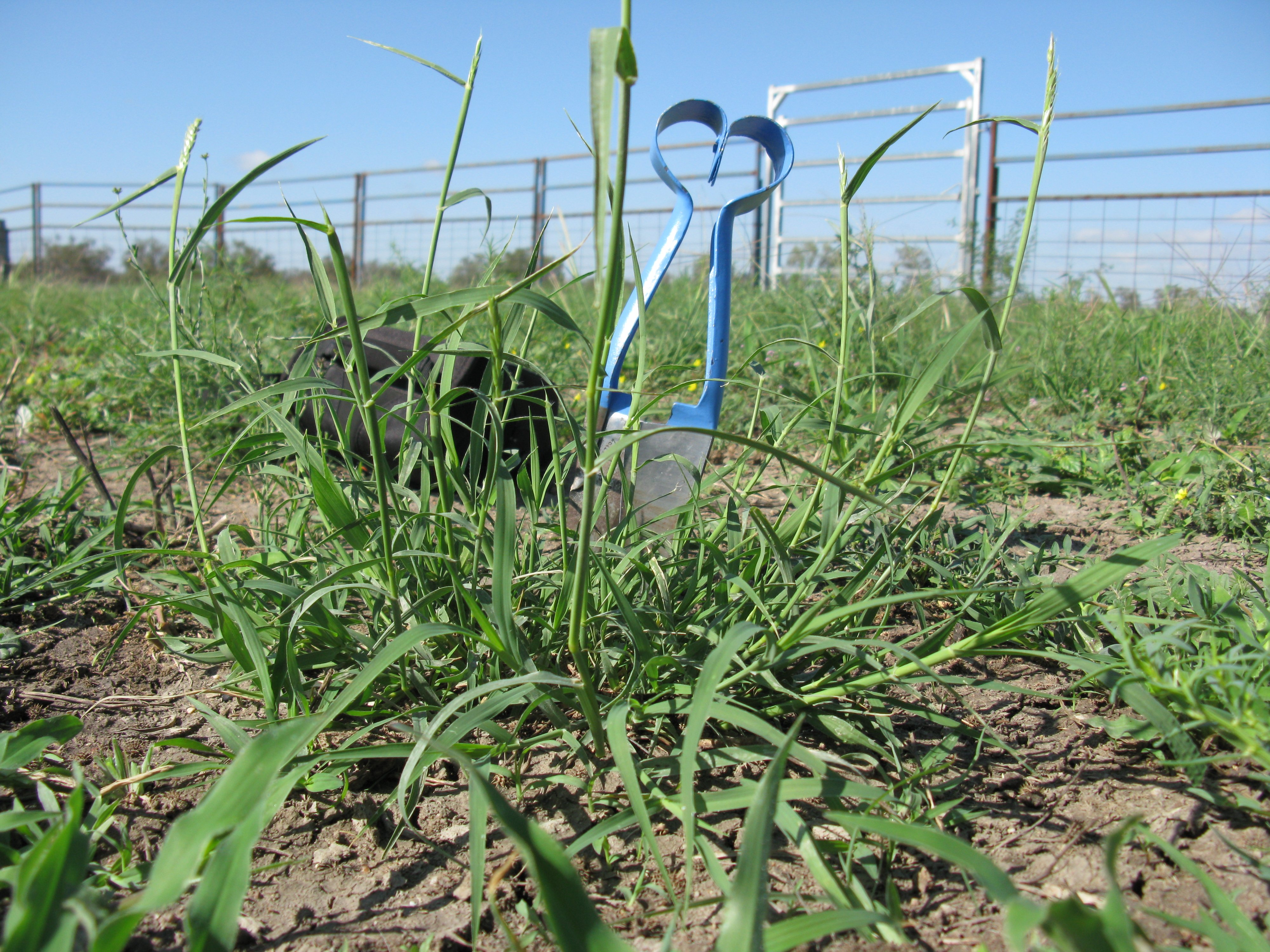
Astrebla lappacea

Le savane settentrionali dell’Australia formano la regione semiarida e subtropicale, costituita prevalentemente da pianure con moderati rilievi, che si estende nelle bioregioni Arnhem Land, Brigalow Belt, Carpentaria, Einasleigh Uplands, Kimberley, Mitchell Grass Downs e Victoria Plains, dall’Australia occidentale, attraverso il Territorio del Nord e nel Queensland nord-occidentale e centrale, coprendo più di 1,5 milioni di chilometri quadrati. Il clima della regione è caratterizzato da una stagione calda e umida da novembre a marzo e da una secca lunga e più fresca. Le precipitazioni medie annue variano dai 1.600 mm nel nord ai 400 mm nel sud. Le temperature sono elevate durante tutto l'anno, con medie massime mensili che vanno dai 25° ai 35 °C. Generalmente i terreni sono ben drenati, ma dotati di limitata fertilità. La savana è costituita da numerosi e diversi tipi di habitat, generalmente dominata da boscaglia aperta con sottobosco erboso. La composizione della vegetazione varia con il variare delle caratteristiche climatiche e dei suoli e della gestione del territorio. Caratteristica è l’estrema stagionalità del periodo di crescita, con condizioni molto favorevoli durante l'estate, seguite da un declino rapido della crescita con l'inizio della stagione secca invernale. In gran parte della regione, lo strato superiore delle piante legnose (l'altezza della chioma varia da 5 a 15 m) è costituito da eucalipti (E. tetrodonta, E. dichromophloia, E. crebra, E. alba ed E. melanophloia). A questi si alternano leguminose come Acacia cambagei, A. harpophylla ed Erythrophleum chlorostachys e una varietà di arbusti (Atalaya, Capparis, Eremophila mitchellii, Petalostigma) e alberi come Melaleuca spp. (foto). Nella savana a erba alta, il sottobosco è costituito dalle graminacee perenni Astrebla spp. (foto), Bothiochloa spp., Chrysopogon fallax, Heteropogon contortus (foto), Sehima nervosum, Sorghum spp. e Themeda australis. Nella savana a erba media (che ha una produttività inferiore rispetto alla savana a erba alta) Aristida, Bothiochloa e Chloris sono i generi dominanti nel sud, mentre Aristida, Chrysopogon fallax, Dichanthium fecundum, D. sericeum, Eulalia fulva e Paspalidium spp. lo sono al nord. Le specie alloctone coltivate comprendono le graminacee Aeschynomene americana, Brachiaria mutica, Cenchrus ciliaris, Chloris gayana e Urochloa mosambicensis e le leguminose Stylosanthes hamata e S. scabra. Il pascolo eccessivo interessa quasi tutte le aree dell'ecoregione, insieme all’introduzione di specie foraggere alloctone e agli incendi, sta influenzando la composizione delle praterie e creando estese aree sterili

.
Nullarbor Plain

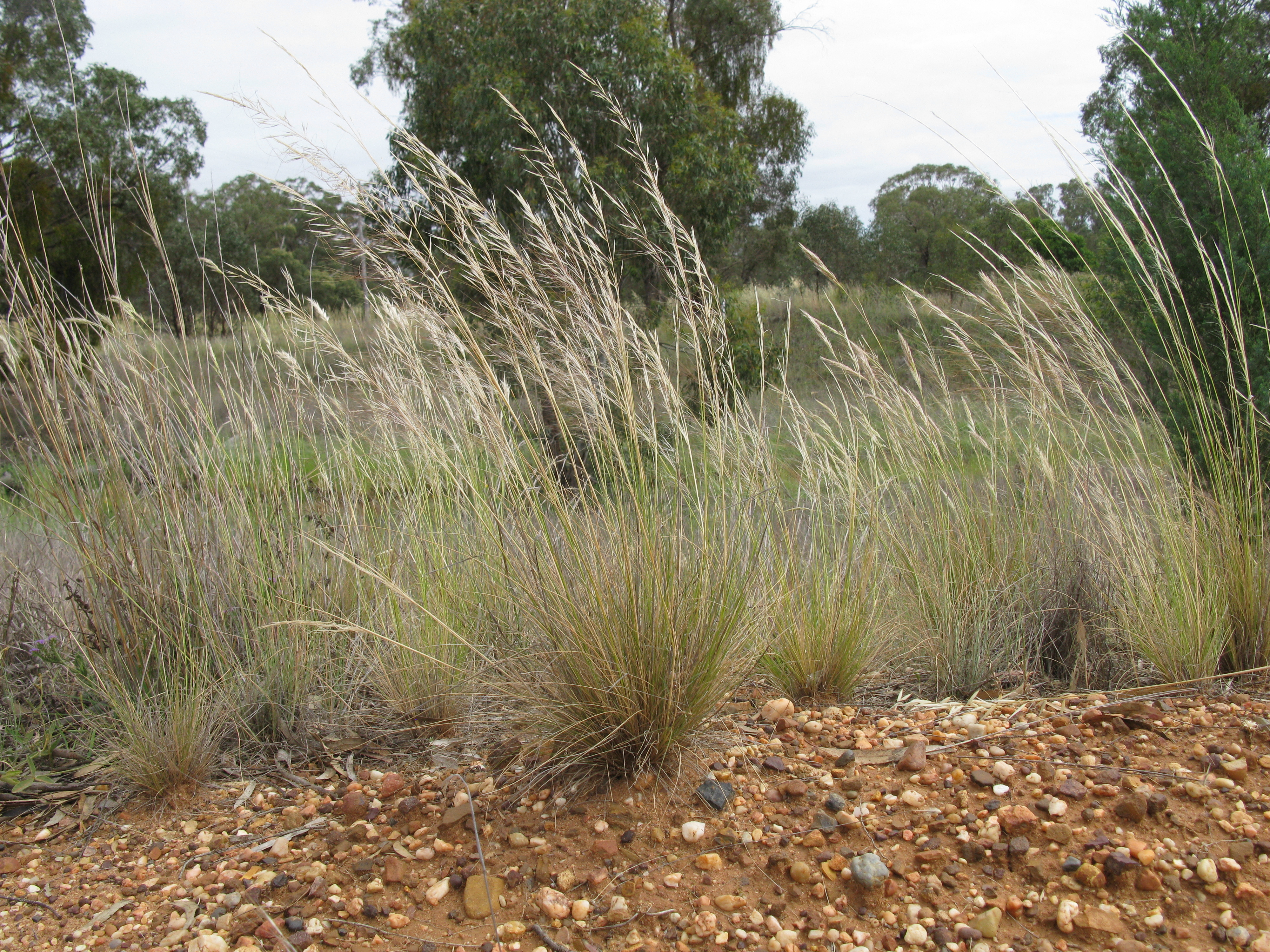
Austrostipa scabra

Nullarbor è una vasta pianura calcarea dolcemente ondulata con moderati rilievi dell'Australia centro meridionale, estesa circa 4,3 milioni di ettari, con scarsissima vegetazione arborea e caratterizzata da un clima arido e semi-arido con temperature medie mensili che variano da 26 °C in gennaio a 18 °C in luglio e precipitazioni medie annue da 70 a 440 mm. La pastorizia è l'uso del territorio più importante con un valore dei pascoli moderatamente elevato. Su questi pascoli la scarsa disponibilità di fonti affidabili di acqua dolce rappresenta un grave limite allo sviluppo. Nella regione sono conosciute oltre 200 specie di piante. La maggior parte delle comunità vegetali sono costituite da arbusti bassi. I pascoli sono prevalentemente costituiti da Maireana sedifolia (foto) e Atriplex vesicaria (foto), la prima predilige le aree più elevate e la seconda le depressioni. Comunissima è l'erbacea perenne Austrostipa scabra (foto), mentre meno diffuse sono A. platychaeta, Eragrostis dielsii, E. setifolia e Rytidosperma caespitosus e le specie dei meno appetibili generi Sclerolaena e Sida. Nelle aree con precipitazioni più elevate a sud e a ovest crescono arbusti tra cui Alectryon oleifolius, Cratystylis conocephala e Eremophila scoparia e alberi come Acacia aneura, A. papyrocarpa, A. tetragonophylla, Myoporum platycarpum e alcuni eucalipti. Le principali minacce per l’ecosistema sono rappresentate dalle specie vegetali alloctone (tra cui Cenchrus ciliaris e Eragrostis curvula) e l'impatto di grandi erbivori introdotti come i cammelli. Anche gli incendi possono rappresentare un problema per i cambiamenti nella struttura e nella composizione della vegetazione in rapporto alle specie infestanti e ai parassiti.
 Nuova Zelanda 

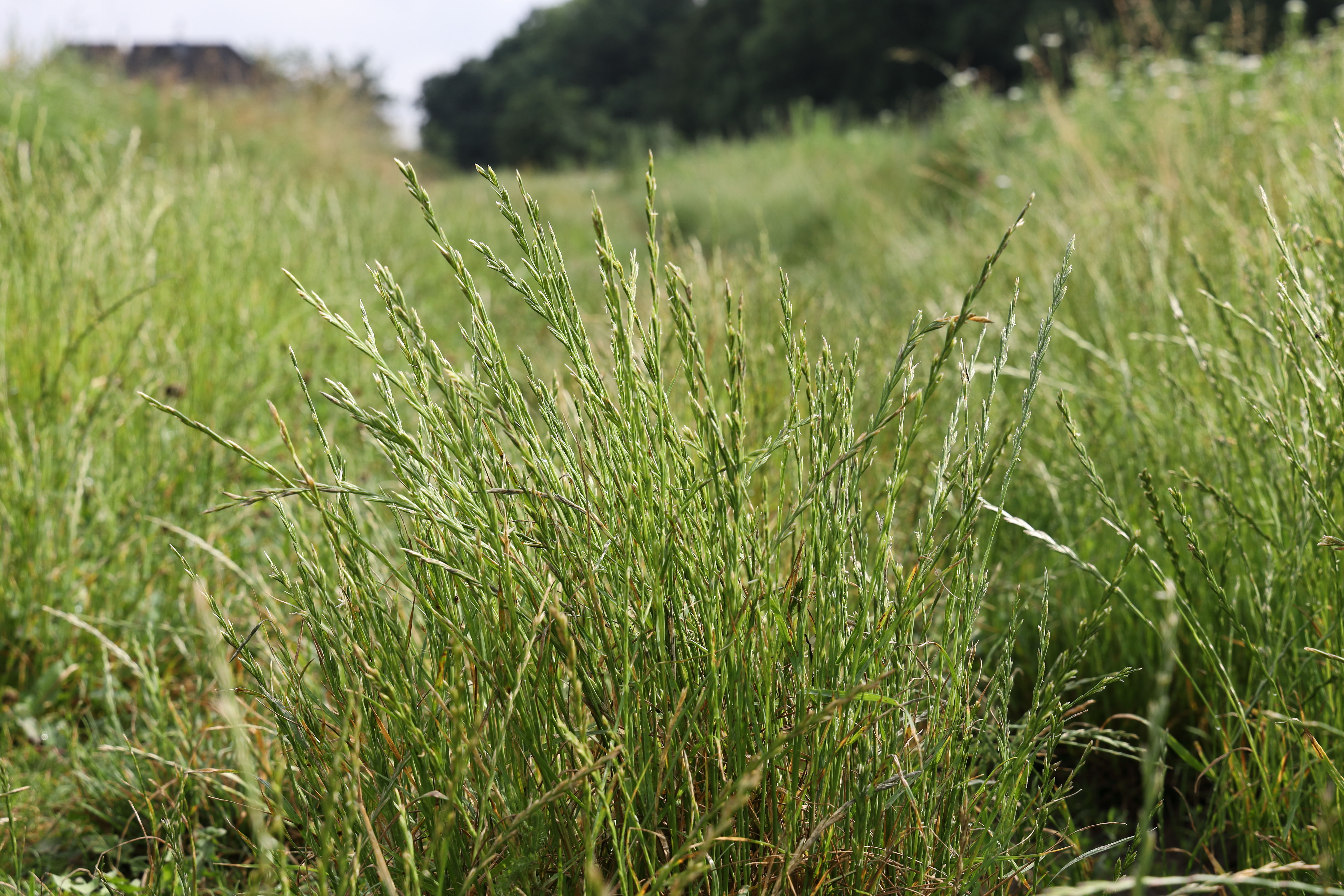
Lolium perenne

La Nuova Zelanda è costituita da due isole principali, l'Isola del Nord e l'Isola del Sud, e da numerose isole minori, situate a sud-est dell’Australia. Le condizioni climatiche variano notevolmente tra le regioni, da estremamente umide sulla costa occidentale dell'Isola del Sud a quasi semi-aride nell'Otago centrale e nel bacino di Mackenzie nell'entroterra di Canterbury, fino al clima subtropicale nel Northland. I massimi e i minimi storici delle temperature variano da 42 °C a Rangiora, Canterbury a −25 °C a Ranfurly, Otago. I pascoli assicurano l’alimentazione della maggior parte del bestiame nazionale - 3,9 milioni di capi bovini da carne, 6,2 milioni di bovini da latte e 26 milioni di ovini (e caprini) - durante tutto l’anno, con qualche integrazione di foraggi freschi o conservati per le lattifere. Il bestiame da carne predomina nel Northland, quello da latte nelle regioni di Waikato, Bay of Plenty, Taranaki e della costa occidentale. L'allevamento ovi-caprino si pratica nel resto del Paese. I pascoli consistono in 2,2 milioni di ettari a tussock o Danthonia e 7,4 milioni di ettari di pascoli migliorati. Questi ultimi sono costituiti generalmente da graminacee e trifogli esotici, spesso naturalizzati. Tra le graminacee, la specie più diffusa è il Lolium perenne (con numerosi ibridi), mentre il Trifolium repens (trifoglio bianco o ladino) lo è tra le leguminose. Le principali zone vegetazionali sono: 1) la foresta pluviale marittima e temperata, nella quale predominano i pascoli a base di Lolium multiflorum e Trifolium spp.; 2) le praterie semiaride a tussock dove sono comuni le specie delle zone aride, come ad esempio Dactylis glomerata, Trifolium repens, T. subterraneum e Medicago sativa e 3) la zona subtropicale in cui significativi sono Pennisetum clandestinum e Paspalum dilatatum. Tra le altre graminacee coltivate si ricordano anche Festuca spp. (F. arundinacea, F. rubra), Bromus spp., Phleum pratense (fleo), Phalaris aquatica, Holcus lanatus, Agrostis capillaris, Cynosurus cristatus e Poa spp. (P. annua, P. pratensis). Tra le leguminose, sono diffuse, oltre a varie specie del genere Trifolium, Lotus pedunculatus e L. corniculatus, Achillea millefolium, Anthoxanthum odoratum, Centella uniflora, Cerastium glomeratum, Cirsium vulgare, C. arvense, Hypochaeris radicata, Leontodon taraxacoides, Nertera setulosa, Ranunculus repens e Rytidosperma spp.. Cichorium intybus e Plantago lanceolata sono specie di altri generi particolarmente appetite dal bestiame. Arbusti promettenti comprendono specie dei generi Chamaecytisus, Atriplex, Dorycnium, Kochia e Medicago arborea (medicago arborea).

### Ecoregione paleartica
Tundra

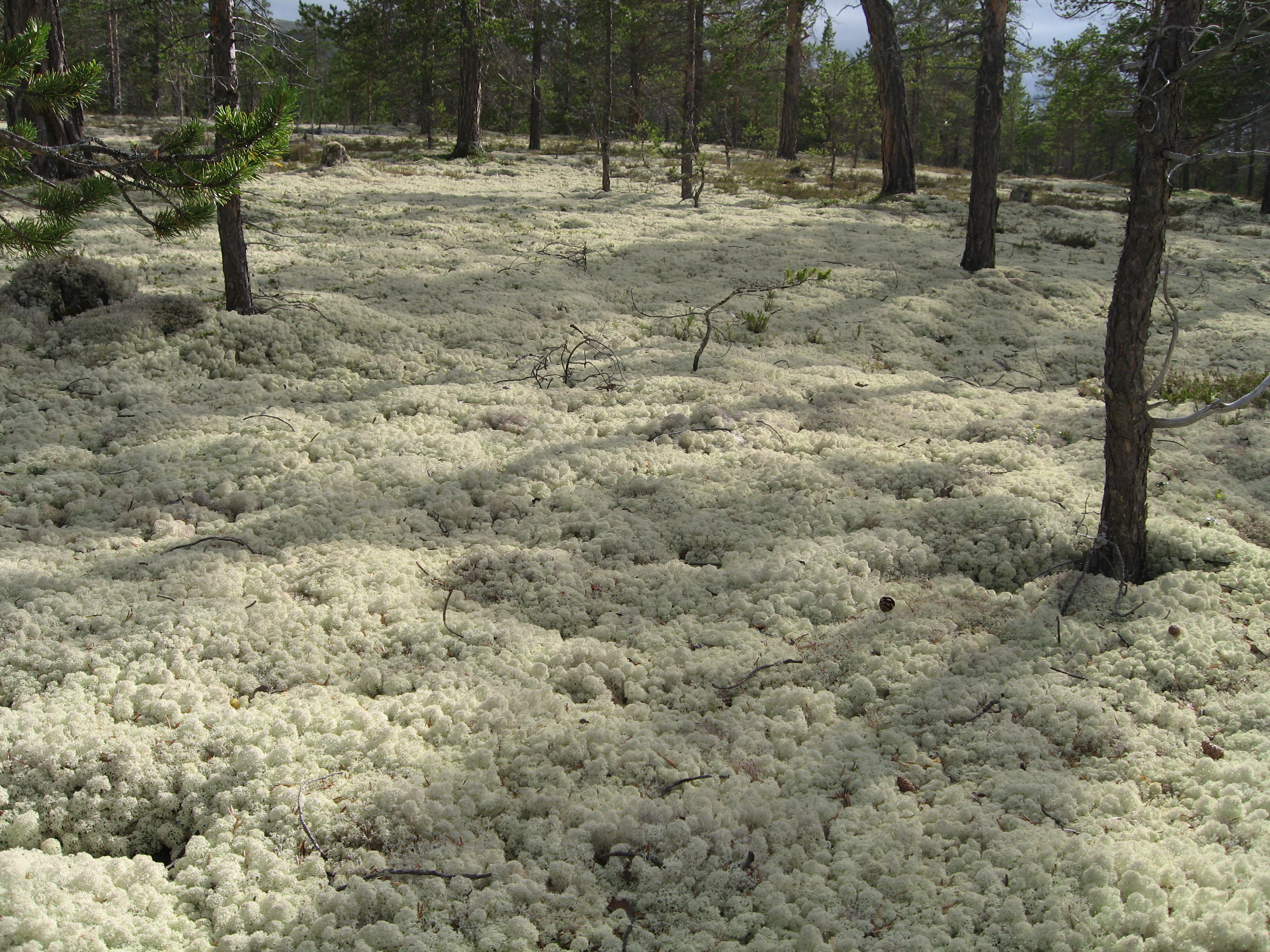
Cladonia stellaris

La tundra è una vasta formazione vegetale propria delle regioni subpolari e occupa zone dell'emisfero, principalmente boreale, in aree appartenenti a Finlandia, Groenlandia, Norvegia, Russia, Cina e America settentrionale. Il suo limite settentrionale sono i ghiacci polari perenni, mentre a sud si arresta alle prime formazioni forestali della taiga. Il clima è caratterizzato da precipitazioni annuali tra 150 e 250 mm (concentrate in estate e in primavera) e da temperature medie fino a -40 °C, mentre durante l'estate le temperature si aggirano intorno ai 10 gradi. Le renne, selvatiche e domestiche, si cibano di circa 350 specie vegetali. Il pascolo riguarda muschi, licheni - tra questi ultimi, Cladonia stellaris (nella foto) è una specie ecologicamente importante che forma tappeti sul terreno ed è un alimento preferito di renne e caribù durante i mesi invernali - e arbusti nani. Tra questi, Alnus, Betula, Empetrum, Erica, Populus, Rhododendron, Rubus, Salix, Sorbus, Vaccinium e specie erbacee di generi tra cui Carex e Juncus. Nella breve stagione estiva, sono privilegiate specie di generi quali Alopecurus, Cyperus (Scirpus caespitosus), Comarum, Deschampsia, Dupontia, Festuca, Nardus e Poa. Il genere Eriophorum, delle Ciperacee, comprende specie la cui massa fogliare rimane in gran parte verde durante l’inverno. E. angustifolium (nella foto) si trova in zone umide e brughiere aperte, particolarmente abbondanti nella tundra artica. Carex aquatilis, Comarum palustre, Deschampsia caespitosa, D. flexuosa e ]uncus trifidus sono tra le specie con il più alto contenuto proteico.
Steppa eurasiatica

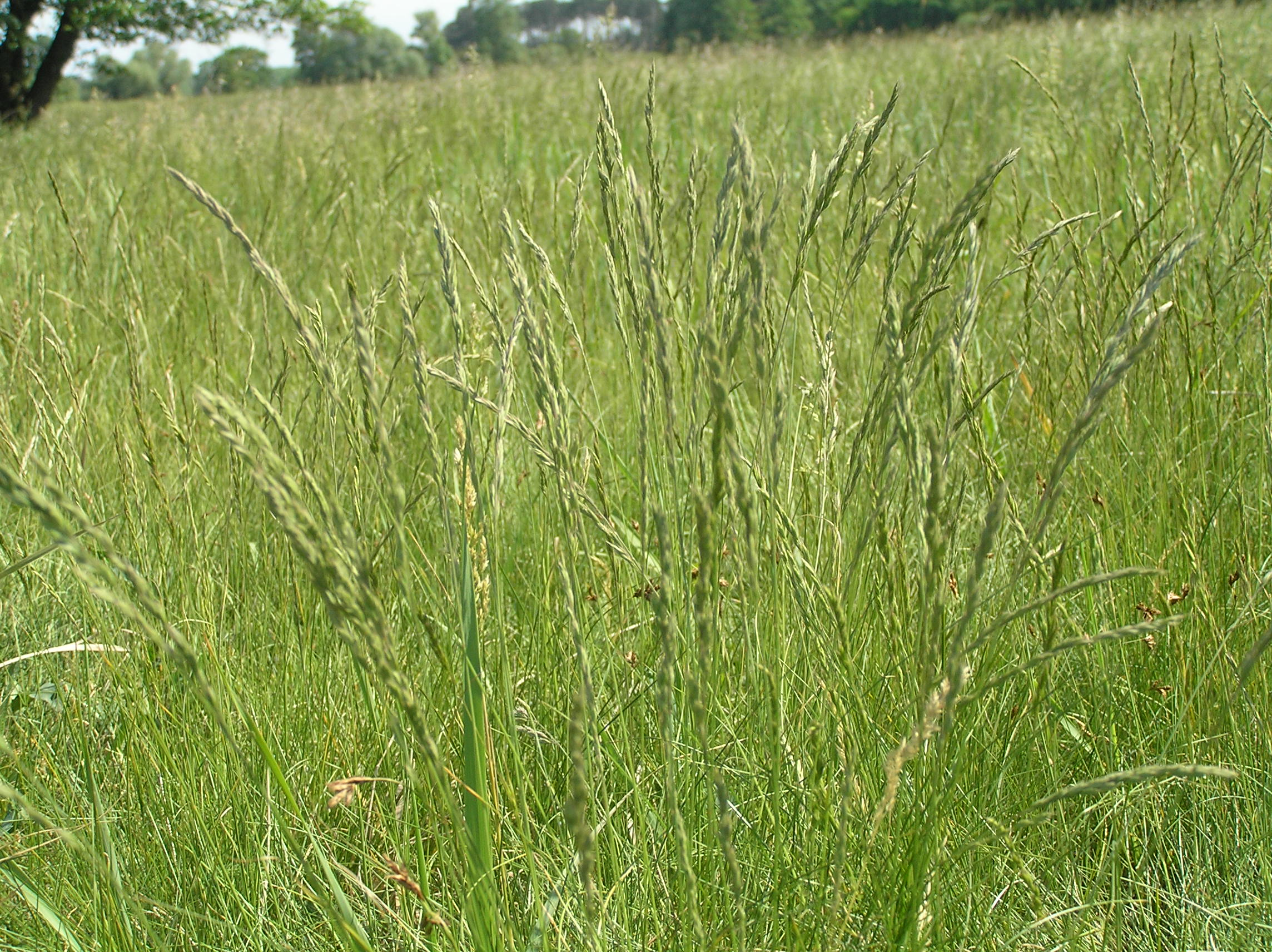
Festuca rupicola

La cintura steppica inizia lungo la costa del Mar Nero, comprende la metà occidentale della pianura caucasica settentrionale e si estende a nord-est attraverso il basso Volga, gli Urali meridionali e le parti meridionali della Siberia occidentale coprendo un'area di 143 milioni di ettari. In essa si distinguono la steppa vera e propria e la zona semi-desertica. Il clima è continentale, diventando più umido verso le pendici delle catene montuose (Caucaso, Urali e contrafforti dell'Altaj). Caratteristiche della steppa sono le pianure prive o quasi di alberi con predominanza di Stipa spp. e Festuca sulcata (o F. rupicola) (foto). Alberi e arbusti sono confinati in depressioni e burroni e comprendono Caragana frutex (foto), Spiraea spp., Amygdalus nana e Cytisus spp.. La zona semidesertica si estende a mezzaluna lungo le coste settentrionali del Mar Caspio nella Russia europea e copre gran parte del Kazakistan. Le aree pianeggianti a est del Volga sono coperte da Artemisia pauciflora e Kochia prostrata, intervallate da effimeri ed efemeroidi (ad esempio Poa bulbosa, Tulipa spp. e Allium spp.). In prossimità di depressioni poco profonde, la vegetazione erbacea è costituita prevalentemente da Festuca sulcata e da Agropyron pectiniforme (foto), Stipa lessingiana (foto) e S. capillata. Nelle pianure alluvionali, le inondazioni prolungate sono la regola. Tipiche di questa zona sono i liman, prati alluvionali diffusi nei tratti inferiori dei fiumi nei quali predominano specie alofite o tolleranti la salinità (Artemisia spp., Puccinellia spp., Atriplex verrucifera e Agropyron repens). Piante tipiche delle aree sabbiose e limose sono Artemisia arenaria, A. astrachanica, Carex colchica, Kochia prostrata, Agropyron sibericum, Stipa capillata e S. joannis. Nelle aree soggette a inondazioni, la vegetazione appartiene perlopiù a specie dei generi Agropyron, Agrostis, Alopecurus, Artemisia, Deschampsia, Euagropyron, Festuca, Glycyrrhiza, Lathyrus,  Phleum e Puccinellia. Nelle praterie golenali, Phalaris spp., Bromus inermis, Stipa pratensis e molte specie di Carex sopportano inondazioni prolungate di oltre 40 giorni.
Kazakhstan

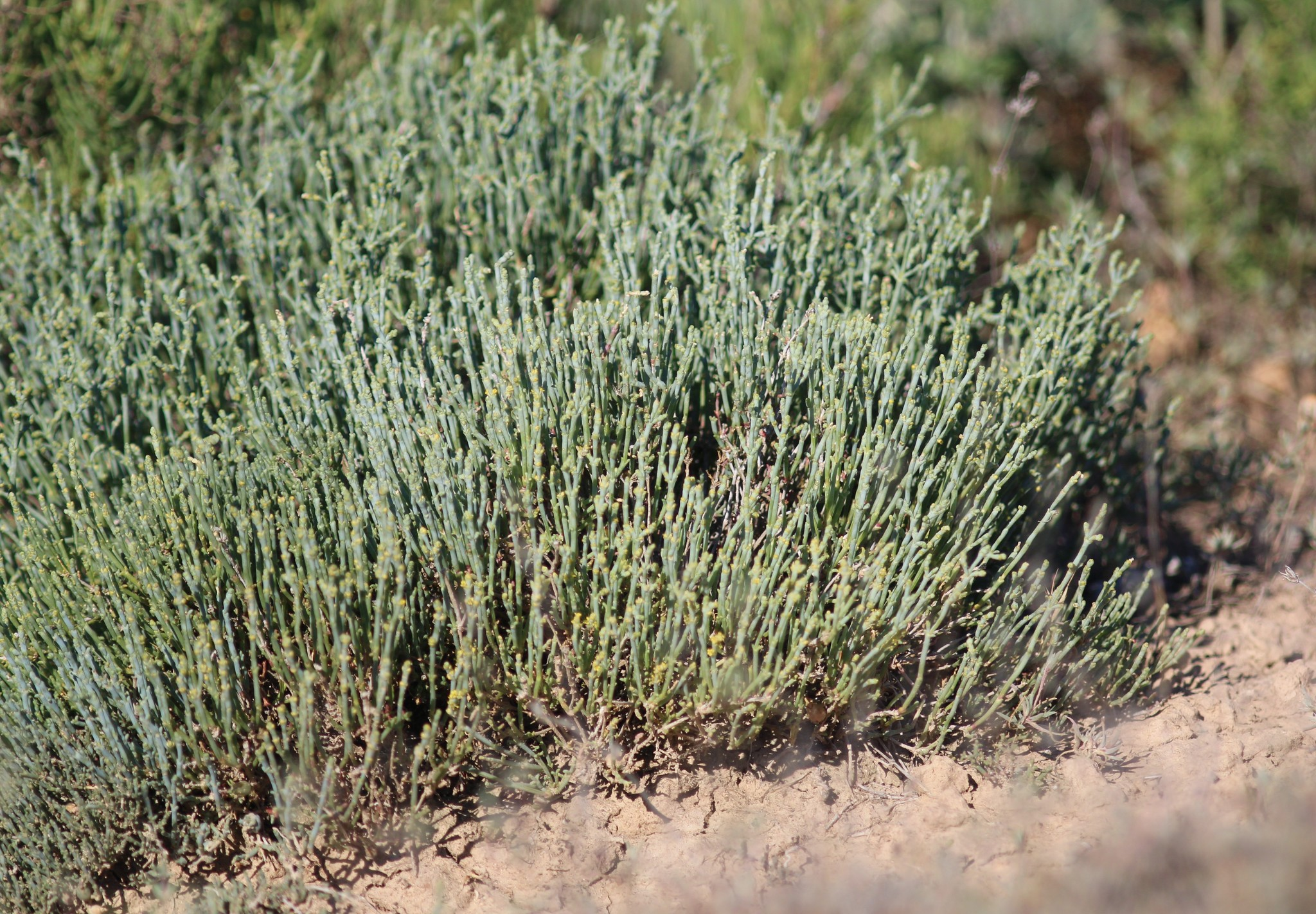
Anabasis salsa

Il Kazakhstan confina con la Russia, a nord ed ad ovest, il Turkmenistan, l'Uzbekistan e il Kirghizistan a sud e la Cina ad est. La maggior parte del suo territorio è relativamente pianeggiante ed è caratterizzato da estati calde e inverni rigidi, durante i quali la temperatura può scendere fino a -40 °C. Nel territorio nazionale sono definite le seguenti zone: 1) la steppa boscosa, 2) la zona steppica, 3) la zona semidesertica e 4) il deserto. 1) La steppa boscosa, in cui le precipitazioni superano i 300 mm all'anno, forma una fascia larga 150–250 km che si estende dai monti Urali fino alle pendici dei monti Altai e Sayan. Il suo confine meridionale coincide con gran parte del confine con la Russia. Le principali specie pabulari della steppa includono Galium verum, Lupinus tidestromii, Artemisia latifolia e Phlomis fruticosa (foto). Nelle molte aree con suoli salini, sono presenti comunità vegetali alofile con specie che comprendono Hordeum brevisubulatum, Festuca psuedovina, Leymus paboanus (foto), Saussurea salsa e Artemisia nitrosa. 2) La zona steppica, in cui le precipitazioni annuali si aggirano sui 300 mm, si trova principalmente nelle regioni di Kostanay, Kokchetav, Kazakistan settentrionale e Pavlodar. Queste aree sono dominate da graminacee come le specie del genere Stipa (S. lessingiana, S. capillata, S. sareptana), S. zalesskii, Festuca valesiaca, F. sulcate, Poa, Kochia e Agropyron, con Koeleria cristata quale co-dominante. In altre aree i pascoli sono dominati da Poa pratensis, Agropyron desertorum, A. fragile, Artemisia marschalliania, A. albicurata e Spirea hypericifolia. In alcune aree dell’altipiano di Kokchetav si trovano comunità formate da Stipa lessingiana (foto), Galina ruthenicum e Salvia dumetorum in altre, Leymus ramosus, Galatella divaricata, G. tatarica, Phlomoides agraria e Tanacetum achilleifolium. Sono poi diffuse anche qui le comunità tolleranti il sale, con specie come Halocnemium strobilaceum, Artemisia paucifora, Atriplex cana e Salicornia europaea. Lungo i corsi d'acqua e nelle zone con falda freatica alta, si trovano la betulla bianca, la Betula kirghisorum e il pioppo tremulo. Specie arboree e arbustive endemiche comprendono Berberis karkaralensis, Astragalus kasachstanicus, Euphorbia andrachnoides e Thymus cerebrifolius. 3) La zona semi-desertica, nella quale si registra una piovosità di 200–250 mm all'anno, comprende parti dell'oblast del Kazakistan orientale, la maggior parte degli oblast di Akmola, Karaganda e Senlipalatinsk e l'oblast settentrionale di Aktiubinsk e Dzhezkazgan. Questa zona è prevalentemente ricoperta da praterie (>67% della superficie), con alcune zone di terreno nudo nelle zone desertiche. In queste aree sono presenti anche associazioni di Stipa spp. (S. sareptana, S. kirghizorum), Festuca spp., Caragama pumula e Agropyron fragile. Numerose aree sono anche dominate da specie di Artemisia. Nelle depressioni che, a causa dell'accumulo e della successiva evaporazione dell'acqua, si salinizzano, le associazioni tendono ad essere dominate da Artemisia terrae-albae, A. pauciflora, A. lercheana, Atriplex cana, Salsola arbusculiformis, Anabasis salsa (foto) e Haloxylon. 4) La zona desertica comprende all'incirca aree con precipitazioni inferiori a 200 mm. A nord è dominata dalle specie Artemisia (A. terrae-albae, A. pauciflora e A. turanica). Più a sud e ad est, verso il fiume Chu e il lago Balkhash e sull'altopiano di Ustiurt tra i mari d'Aral e Caspio, si trovano comunità dominate da salicornie, specie xerofite come Atriplex cana, Anabasis salsa, Salsola spp. (S. orientalis, S. arbusculiformis, S. rigida). La vegetazione arbustiva è rappresentata da Haloclemum strobilaceum, Haloxylon aphyllum e specie di Calligonum che crescono sulle dune. Tuttavia, il mix di specie varia ampiamente tra i deserti, come ad esempio nel caso di Artemisia spp., Nanophyton ennaceum, Kochia prostrata e Ceratoides papposa. Tra le specie annuali si distinguono Acroptilien repens, Ceratocarpus spp. (C. utriculosus, C. arenarius, C. orthoceras), Alyssum desertorum e Lepidium spp..
 Caucaso centrale 

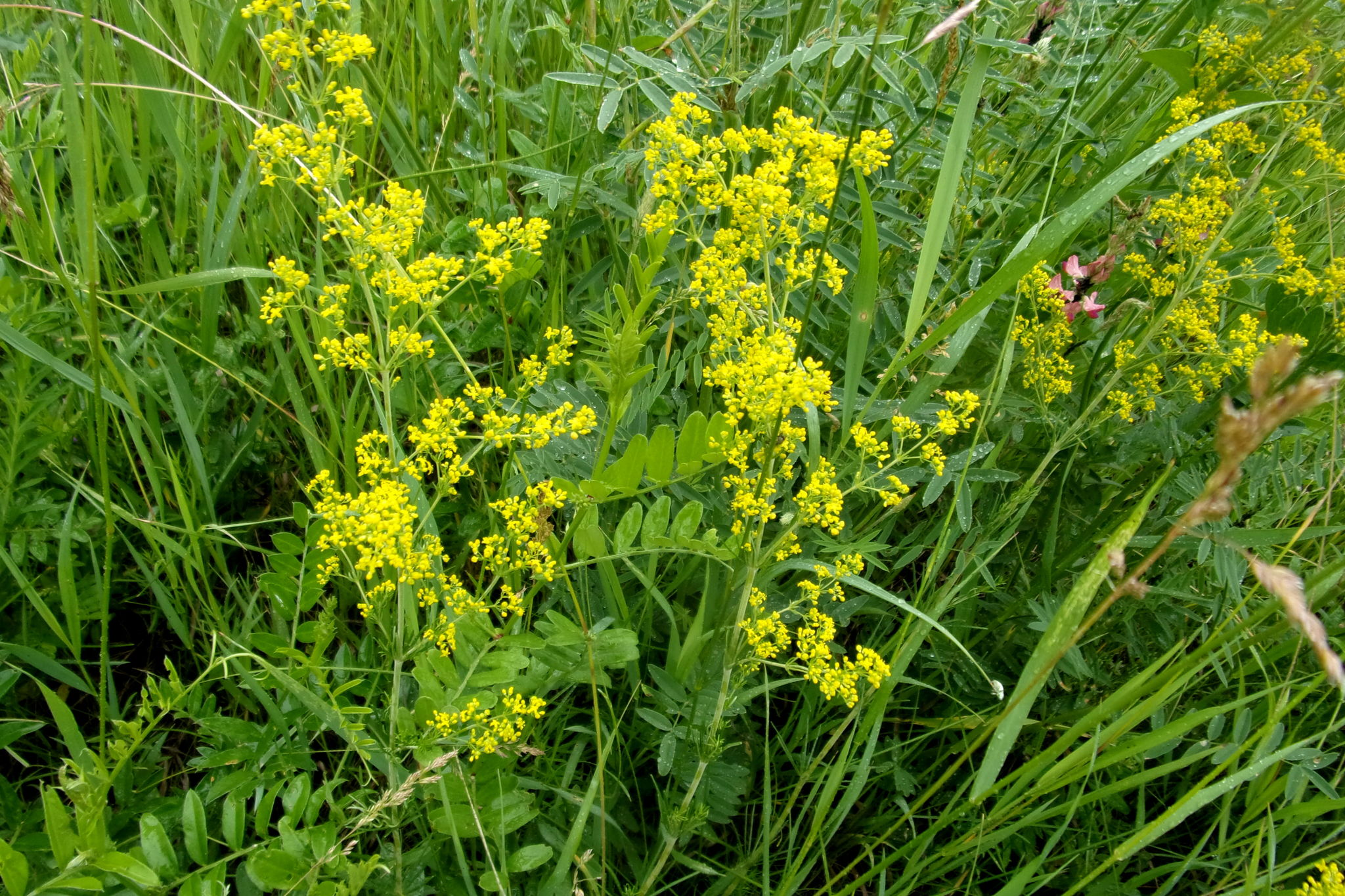
Galium verum

Il Caucaso centrale, nell'Ossezia Settentrionale-Alania (Russia), comprende le montagne situate tra il monte Elbrus a ovest e il monte Kazbek a est il cui clima è caratterizzato da estati umide, brevi e fredde e inverni molto freddi. Nelle montagne del Caucaso si trovano tutte le fasce altitudinali comuni alla parte occidentale dell'Eurasia. Nella vegetazione del bacino di Uallagkom, situato nel distretto di Iraf, e i bacini di Tsey e Upper Zgid nel distretto di Alagir, si distinguono le comunità vegetazionali presenti in diverse fasce altitudinali, che sono le seguenti: 1) le Steppe Montane tra 1.000 e 1.500 m s.l.m., 2) la Fascia Montana Superiore (1.500 - 1.900 m s.l.m.), 3) la Fascia subalpina di praterie e boschi (1.900 - 2.500 m s.l.m.), 4) la Fascia Alpina (2.500 - 3.000 m s.l.m.) e 5) la Fascia Sub-nivale (3.000 - 3.650 m s.l.m.). 1) La copertura erbacea delle Steppe Montane è costituita prevalentemente da Andropogon ischaemum (foto), Artemisia marschalliana, A. chamaemelifolia, Astragalus spp., Bromopsis riparia, Bromus inermis, Carex spp., Elytrigia gracillima, Festuca ovina, Galium verum, Koeleria gracilis, Phleum pratense, Stipa pennata, S. daghestanica e Thymus spp.. 2) Le comunità prative-steppiche della Fascia Montana Superiore comprendono, oltre alle specie dei prati subalpini caucasici, specie delle steppe prative montane quali Achillea millefolia, Anthyllis variegata, Artemisia spp. (A. chamaemelifolia, A. splendens, A. marschalliana), Aster alpinus, Astragalus oreades, Bromopsis riparia, Carex humilis, Festuca valesiaca, Galium verum (foto), Koeleria cristata, Linum nervosum, L. hypericifolia, Medicago furcata, Pentaphylloides fruticosa, Onobrychis petraea, Salvia verticillata, Stipa pulcherrima, Stipa pennata, Tephroseris caucasigena, Thymus collinus e Veronica caucasica. 3) Nelle praterie subalpine della Fascia subalpina dominano le comunità di Bromopsis variegata, Anthoxanthum odoratum, Scabiosa caucasica e Astrantia maxima, insieme ad altre specie tipiche delle praterie di alta montagna del Caucaso quali Alchemilla caucasica, Alchillea millefolium, Amoria ambigua, A. montana, Anthemis sosnovskyana, Campanula hohenackeri, Centaurea fischeri, Dactylorhiza spp., Festuca ovina, F. valesiaca, Galium boreale, G. verum, Gentiana cruciata, Helictotrichon versicolor, Leontondon hispidus, Lotus corniculatus, Myosotis alpestris, Poa alpina, Ranunculus oreophyllus, Pedicularis sibthorpii, Phleum montanum, Plantago medium, P. atrata, Polygala anatolica, Potentilla crantzii, Pulsatilla albana, Silene ruprechtii, Scabiosa bipinnata, S. caucasica, Seseli libanotis, Trifolium medium, T. canescens, Veronica gentianoides, V. chamaedrys e Vicia alpinum. Le specie forestali comprendono Betula pubescens, B. litwinowii, Acer trautvetterii, Quercus macranthera, Salix caprea, Sorbus caucasigena e S. aucuparia ed arbusti quali Altherbosa sosnowskyi, Aconitum nasutum, Cephalaria gigantea, Rhododendron caucasicum, Vaccinium myrtillus, V. vitis-idaea (foto) e Telekia speciosa. Tra questi, si possono incontrare anche specie erbacee quali Agrostis tenuis, Amoria montana, Anthoxanthum odoratum, Avenella flexuosa, Brachypodium sylvaticum, Calamagrostis arundinacea, Carum carvi, Cruciata laevigata, Gentiana cruciata, Inula orientalis, Luzula multiflora, Primula ruprechtii, P. macrocalyx e Stachys macrantha. 4) Nella Fascia Alpina le specie erbacee comprendono Festuca varia, F. supina, Geranium ibericum, Kobresia capilliformis e Nardus stricta, Pedicularis armena, Poa alpina, Sibbaldia semiglabra e Taraxacum stevenii, mentre quelle arbustive sono rappresentate da Empetrum nigrum (foto), Rhododendron caucasicum (foto), Vaccinium myrtillus e V. vitis-idaea). 5) Specie tipiche della Fascia Sub-nivale (pascolabile solo nei brevi periodi estivi) sono Alopecurus dasyanthus, Cerastium pseudokasbek, Colpodium versicolor, Draba supranivalis, Pseudobetckea spp. e Pseudovesicaria digitata, Saxifraga spp. (S. moschata, S. exarata, S. flagellaris, S. sibirica), Senecio karjagini, Symphyoloma, Tripleurospermum subnivale, Veronica minuta e V. telephiifolia.
Mongolia

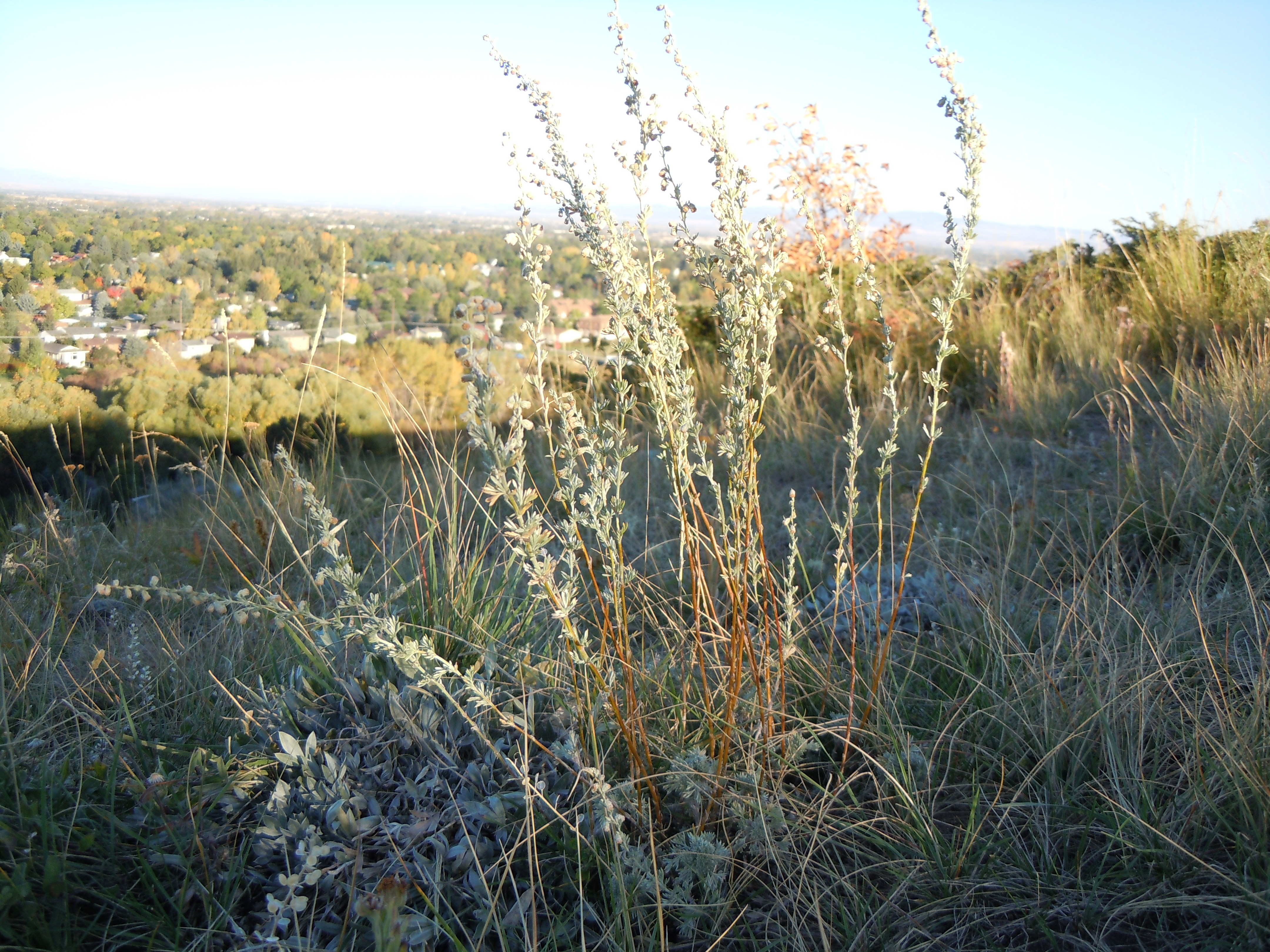
Artemisia frigida

La Mongolia confina con la Federazione Russa e la Cina, con confini naturali ben definiti che delimitano la steppa mongola: i monti Altaj e Gobi Altai a ovest e sud-ovest, i monti Khangai al centro-nord, il deserto del Gobi a sud e la taiga a nord. Circa la metà del territorio si trova al di sopra dei 1.400 m. Il clima è freddo, semiarido e marcatamente continentale, con un lungo inverno freddo, con temperature fino a -30 °C e scarse precipitazioni. Le aree di pascolo più estese, la steppa e la foresta montane, ricevono tra i 200 ei 300 mm all'anno; la steppa desertica riceve tra 100 e 200 mm e il deserto meno di 100 mm. Il clima freddo e arido è adatto solo al pascolo estensivo e tutti i pastori praticano la transumanza. Praterie e pascoli aridi coprono 1,2 milioni di kmq (circa l'80% del paese). Le principali zone biogeografiche sono: alta montagna (70.000 kmq), taiga montana (60.000 kmq), foresta - montagna e steppa - foresta mista e pascolo (370.000 kmq), prateria steppa secca (410.000 kmq) e Gobi - steppa desertica e deserto (580.000 kmq). L’economia della Mongolia dipende in gran parte dall’allevamento. Il parco bestiame è costituito 32,3 milioni di capi ovini, 29,3 milioni di capre, 4,7 milioni di capi bovini, 4,2 milioni di cavalli e 0,5 milioni di cammelli. Le principali zone di allevamento sono la regione di Khangai-Khosvol nel nord-ovest, montuosa con foreste di larici sparse e pascoli misti dove gli yak prevalgono alle altitudini più elevate. Altai è una zona alta e montuosa pascolata dai principali tipi di bestiame insieme agli yak. Le steppe centrali e orientali sono caratterizzate da ampie pianure prive di alberi dove l'attività principale è l'allevamento di cavalli, bovini, pecore, capre e cammelli. Gobi è una steppa desertica e un deserto, utilizzati per il pascolo di cammelli, cavalli, bovini e capre. Le vaste praterie steppiche costituiscono un'importante fascia di transizione nell'Asia interna e nell'Asia centrale tra le foreste e le cinture desertiche. La vegetazione della steppa è caratterizzata dalla predominanza di specie dei generi Stipa e Festuca. Le leguminose sono scarse, le più comuni sono Medicago sativa subsp. falcata e Astragalus spp. L'Artemisia frigida (foto) è la principale pianta della steppa desertica. Nella steppa della foresta montana dominano Festuca spp. e Artemisia spp.. I pascoli di alta montagna dono dominati da Kobresia bellardii, Ptilagrostis mongolica, Arenaria, Formosa e Potentilla nivea. La steppa boscosa è dominata da Festuca lenensis, Carex pediformis, Aster alpinus e Androsace villosa (foto). La copertura vegetale della zona steppica è costituita da Stipa capillata (foto), Elymus chinensis, Cleistogenes squarrosa, Koeleria macrantha, Agropyron cristatum (foto), Carex duriuscula, Artemisia frigida e Potentilla acaulis. Le specie prevalenti nella steppa desertica sono Stipa gobica, S. glareosa, Allium polyrhizum, Artemisia xerophytica, A. caespitosa ed Eurotia ceratoides. La zona desertica è caratterizzata da vegetazione arbustiva che comprende Anabasis brevifolia, Salsola passerina, Sympegma regelii e Nanophyton erinaceum. Oltre che da Medicago spp., coltivata su piccola scala, il fieno si ottiene dallo sfalcio dei prati e dal pascolo naturale. Nelle zone di pascolo più elevate sono frequenti le Cyperaceae; nei pascoli di alta montagna è dominante una comunità di Carex-Kobresia. Nella steppa di montagna, le graminacee principali sono Leymus chinensis, Stipa krylovi, Festuca lenensis e Koeleria cristata associate a Carex duriscula, Artemisia lacenata, A. glauca, A. commutata e Plantago adpressi come specie principali. Nei prati ripariali le graminacee più comuni sono Leymus chinensis, Koeleria cristata e Agropyron cristatum, con specie diverse quali Carex pediformis, Artemisia lacenata, Potentilla tanacetifolium, P. anserina, Galium verum e Plantago adpressa. Nei prati di montagna il manto erboso è costituito da graminacee quali Agropyron cristatum, Poa subfastigata, Festuca spp. e da specie di altre famiglie come Carex pediformis, Artemisia lacenata, A. dracunculus, A. glauca, Thalictrum simplex e Galium verum. Alla costituzione del manto erboso dei prati di montagna esposti a settentrione partecipano le graminacee Bromus inermis, Calamagrostis epidois, Elymus turczanovii, Stipa baicalensis, Carex pediformis ed altre erbacee quali Artemisia lacenata, Geranium pratensis e Galium boreale.
 Steppa del Gobi 

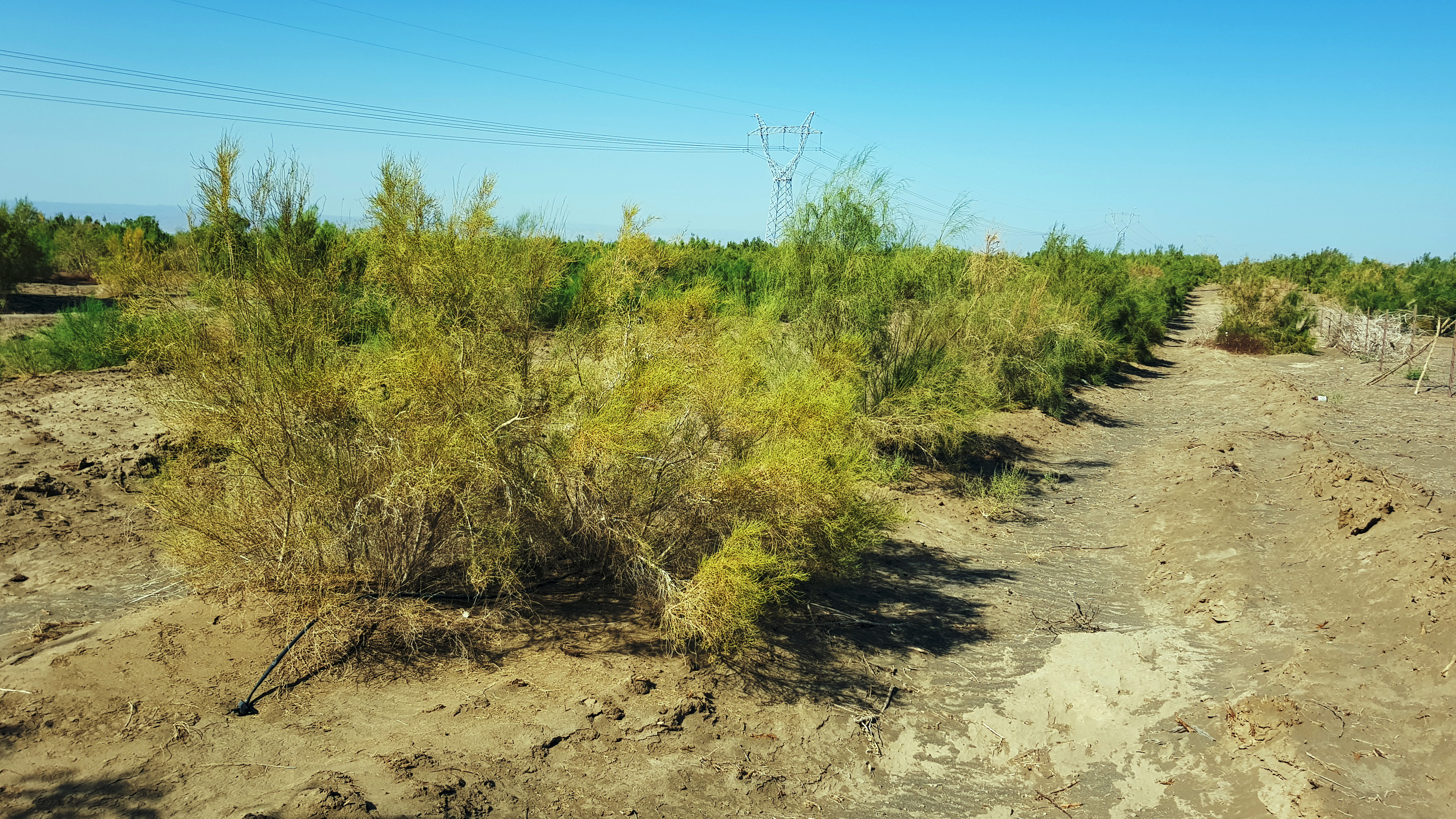
Haloxylon ammodendron

La steppa desertica del Gobi orientale è un'ecoregione di deserti e macchia xerofila in Mongolia e Cina settentrionale facente parte del deserto del Gobi. Si trova compresa tra le praterie più umide della Mongolia e della Manciuria a nord, est e sud-est, e il semideserto più secco dell'altopiano dell'Alashan a ovest, ad un’altitudine tra i 1.000 ei 1.500 metri. Il clima è arido e continentale. Gli inverni sono intensamente freddi, con temperature medie di gennaio comprese tra -20 e -28 °C. Le temperature estive variano a seconda dell'altitudine. La temperatura media annuale oscilla da -2 a -6 °C. Le precipitazioni annuali variano da 100 a 150 mm, concentrate in estate e con notevoli variazioni inter-annuali. La vegetazione predominante è una steppa di arbusti ed erbe basse. La composizione dei pascoli risente del regime pluviometrico e della estrema variabilità delle temperature. Schematicamente, si individuano le seguenti ecoregioni principali. 1) La steppa desertica del Gobi orientale in cui la vegetazione predominante è una steppa di arbusti resistenti alla siccità e di erbe basse. Arbusti caratteristici sono le leguminose Caragana bungei e C. leucocephala, altri arbusti includono Salsola passerina, Artemisia xerophytica, Potaninia mongolica, Kalidium gracile e Nitraria sibirica. Le graminacee comprendono Stipa gobica, S. glareosa, Lasiagrostis splendens e Cleistogenes prestogorica. Anche Allium polyrhizum è un’erba molto appetita. 2) Semi-deserto dell'Altopiano dell'Alashan, situato a ovest e sud-ovest della steppa desertica del Gobi orientale. Arbusti come Haloxylon ammodendron (foto) e la semi-perenne Reaumuria songorica popolano le aree più siccitose, aree più umide sostengono comunità di Artemisia spp., Zygophyllum xanthoxylon e Calligonum mongolicum. 3) Steppa desertica delle valli lacustri del Gobi che si trova a nord del semideserto dell'Altopiano di Alashan. Le specie dominanti comprendono Stipa gobica, Allium polyrhizum, Anabasis spp. (foto) e Ajania spp.. Intorno ai laghi si trovano arbusti tolleranti la salinità dei generi Caragana, Salsola e Haloxylon ammodendron. Il pascolamento intenso e il calpestio del bestiame, in particolare in corrispondenza dei punti d'acqua, contribuiscono al progressivo degrado delle risorse. Gli allevatori, Mongoli e Cazaki semi-nomadi, effettuano migrazioni stagionali con le mandrie di cammelli, ovi-caprini e cavalli.
 Steppa tibetana 

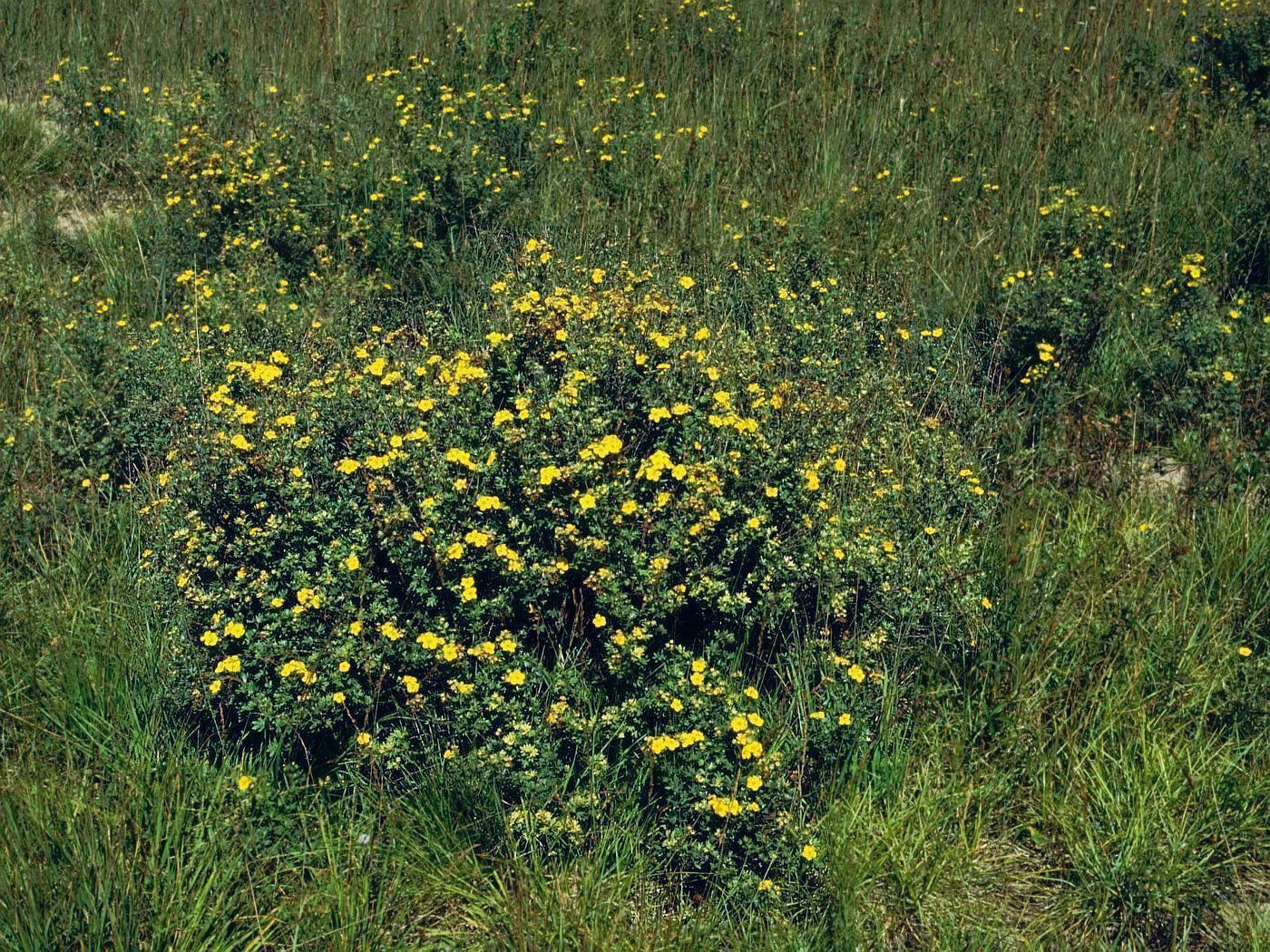
Dasiphora fruticosa

La steppa tibetana ricade nella Repubblica popolare cinese e nelle regioni adiacenti del Bhutan, del Nepal e dell'India comprendendo le praterie nella regione autonoma del Tibet e nella provincia del Qinghai (118,4 milioni di ettari), sui fianchi settentrionali dei monti Kunlun nello Xinjiang meridionale (15 milioni), nel Sichuan occidentale (14 milioni), nello Yunnan nordoccidentale (5 milioni) ) e Gansu occidentale (12 milioni). Meno dell'1% della steppa è coltivato e sui pascoli si alimentano circa 12 milioni di yak e 30 milioni di pecore e capre. La steppa ha un severo clima continentale. La steppa centrale, in un'ampia fascia che va dal Gansu e dal Qinghai a ovest, è sub-frigida, umida a est e semi-arida a ovest, la parte settentrionale è gelida e arida: la maggior parte dell'area riceve meno di 400 mm di pioggia all'anno. In Tibet sono state identificate oltre 2.000 specie di piante, principalmente nelle famiglie Compositae (330 specie), Gramineae (277), Leguminosae (123), Rosaceae (102), Cyperaceae (102) e Polygonaceae (63). Oltre 1.720 specie, che rappresentano l'86% delle piante foraggere, si trovano nei pascoli umidi e subumidi del Tibet orientale e 540 specie, ovvero il 27% delle piante foraggere, si trovano nelle praterie aride e semiaride del nord-ovest. Le principali regioni vegetazionali sono descritte di seguito. I prati alpini del Tibet orientale, che costituiscono il 45% circa delle praterie, sono dominati da carici del genere Kobresia (K. pygmaea, K. humilis, K. capillifolia, K. setschwanensis, K. schoenoides e K. littledalei). Carex atrofusca, Polygonum viviparum e P. macrophyllum sono le specie sottodominanti del prato alpino, inoltre si rinvengono numerose specie dei generi Leontopodium, Anemone, Anaphalis, Polygonum, Pedicularis, Rheum, Androsace, Gentiana, Ranunculus, Aconitum, Astragalus, Oxytropis, Primula e Potentilla. Le graminacee comprendono Elymus nutans, Roegneria nutans, Koeleria litwinowii, Helictotrichon tibeticum, Brachypodium sylvaticum, Stipa aliena, Festuca rubra (festuca rossa), F. ovina e Deschampsia cespitosa. Ampie aree di pascolo produttivo sono dominate da Elymus nutans. Comunità arbustive di piante come Salix spp., Caragana jubata, Potentilla fruticosa e Rhododendron spp. sono comuni sui versanti settentrionali dei prati alpini. La steppa alpina nel Tibet settentrionale comprende quasi il 29% dell'area della steppa centrale e occidentale. Qui dominano le graminacee del genere Stipa (S. purpurea e S. subsessiliflora), le specie associate sono principalmente graminacee xerofile e meso-xeriche: Poa alpina, P. crymophila, P. dolichachyra, Roegneria nutans, R. thoroldiana, Agropyron cristatum, Stipa aliena, Orinus thoroldii, Calamagrostis spp., Festuca rubra, Kobresia spp. e Carex moorcroftii. Gli arbusti includono Potentilla fruticosa, Ajana spp., Artemisia spp. e Ceratoides compacta. Le specie spontanee comprendono Potentilla bifurca, Dracocephalum heterophyllum, Heteropappus altaicus, Leontopodium spp., Pedicularis spp., Allium spp., Oxytropis spp. e Astragalus spp., associate con Androsace tapete, Arenaria musciformis e Oxytropis microphylla. Nella macchia e nella steppa xerofila lungo le valli dello Yarlung Tsangpo e del fiume Indo nel Tibet meridionale, la vegetazione dominante è costituita da graminacee xerofile quali Aristida triseta, Stipa bungeana, Pennisetum flaccidum, Elymus nutans e Orinus thoroldii. Artemisia webbiana, Berberis spp., Sophora moorcroftiana, S. viciifolia, Lonicera spinosa, Leptodermis sauranja e Ceratostigma griffithii costituiscono la vegetazione arbustiva. Nella steppa desertica alpina, l'arbusto nano Ceratoides compacta e il Carex moorcroftii sono dominanti; i generi di graminacee importanti dei prati montani temperati includono specie dei generi Festuca, Ptilagrostis, Poa, Helictotrichon, Agrostis, Bromus, Elymus, Roegneria e Deyeuxia. Le specie spontanee appartengono ai generi Polygonum, Aconitum, Delphinium, Rheum e Ligularia e gli arbusti includono Sorbus, Salix, Spiraea, Prunus e Lonicera. Nel deserto temperato del Tibet sudoccidentale dominano gli arbusti dei generi Calligonum, Haloxylon, Nitraria, Reaumuria, Salsola, Artemisia, Tamarix, Ephedra, Kalidium e Sympegma. Le densità del bestiame possono essere elevate e il pascolo eccessivo e il calpestio hanno causato un vasto degrado dei pascoli: circa un terzo dei pascoli è considerato da moderatamente a gravemente degradato, mettendo in discussione la sostenibilità dell’uso attuale a lungo termine
 Himalaya-Hindu Kush 

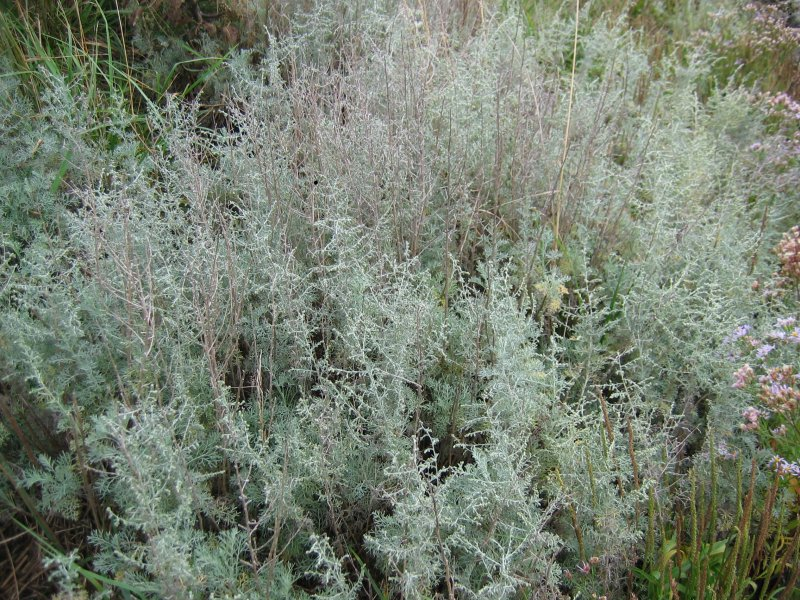
Artemisia maritima

Il Sistema Himalaya-Hindu Kush comprende Afghanistan, Bhutan, India, Nepal e Pakistan. L'Himalaya, che forma una barriera tra l'altopiano tibetano e le pianure dell'India e del Pakistan, corre obliquamente da nord-ovest a sud-est per circa 2.500 km. La zona di pascolo si estende oltre il vero Himalaya, attraverso le colline del Karakorum fino all’Hindu Kush e alla maggior parte delle montagne dell’Afghanistan, fino alle spalle del Pamir; nell'ovest del Pakistan comprende gli altopiani del Belucistan. I pascoli del Nepal e del Bhutan si trovano all'estremità orientale della zona. L'escursione altitudinale è ampia, dalla pianura a 200 – 300 m, al limite delle nevi, che in estate può superare i 5.000 m. Le precipitazioni aumentano verso sud-est e le temperature con la diminuzione della latitudine. Per la stragrande maggioranza dei pascoli di questa vasta area, Artemisia è il genere principale il cui intervallo altitudinale va da circa 300 a 3.000 m. La specie più comune è A. maritima (foto); Nel Turkmenistan e nell’Uzbekistan si riscontrano Artemisia herba-alba, A. turanica e A. maikara. In gran parte del suo areale, A. maritima è associata a Poa bulbosa, ma è frequente anche Stipa spp.. Arbusti associati all'Artemisia includono specie di Acantholimon, Acanthophyllum, Astragalus, Cousinia ed Ephedra. Nelle zone orientali vicine al Pakistan, dove le precipitazioni sono adeguate, si trovano specie di Cymbopogon, Chrysopogon, Heteropogon, Aristida e altre graminacee delle zone monsoniche, spesso associate ad Acacia modesta e Olea cuspidata. In Nepal, all'altra estremità dell'intervallo delle precipitazioni, i pascoli tropicali sono dominati dalle graminacee Acacia modesta e Olea cuspidata, Phragmites karka (foto), Saccharum spontaneum (foto), Imperata cylindrica, Cymbopogon jwarancusa e Bothriochloa intermedia. A causa del pascolo eccessivo, Imperata cylindrica è dominante ovunque e l’infestante Eupatorium spp. sta gradualmente sostituendo molte specie appetibili. I pascoli subtropicali, associati alle foreste di Pinus roxburghii, sono pesantemente pascolati e infestati da Eupatorium adenophorum, Pteridium aquilinum, Urtica parviflora e Artemisia vulgaris. Le principali specie foraggere sono Arundinella bengalensis, A. nepalensis, Bothriochloa intermedia, B. pertusa, Chrysopogon gryllus (foto), Cynodon dactylon, Heteropogon contortus, Apluda mutica, Brachiaria decumbens, Imperata cylindrica ed Eragrostis pilosa. I pascoli temperati sono associati a querce o specie miste di latifoglie o Pinus wallichianai, ma, a causa del pascolo intenso, si trovano specie meno appetibili come Arundinella hookeri. I foraggi comuni sono anche Andropogon tristis, Poa spp., Chrysopogon gryllus, Dactylis glomerata, Stipa concinna, Festuca spp., Cymbopogon spp., Bothriochloa spp., Desmodium spp. e Agrostis micrantha. I pascoli subalpini sono associati a una varietà di arbusti i cui generi più comuni sono Berberis, Caragana, Hippophae, Juniperus, Lonicera, Potentilla, Rosa, Spiraea e Rhododendron. In molte aree, Pipthantus nepalensis ha invaso pascoli produttivi un tempo dominati da Danthonia spp. Comuni sono Elymus spp., Festuca spp., Stipa spp., Bromus himalaicus, Chrysopogon gryllus, Cymbopogon schoenanthus e Koeleria cristata. L'Elymus nutans è di grande importanza ad alta quota. I pascoli alpini sono associati al rododendro. Le principali essenze pabulari sono Kobresia spp., Cortia depressa e associazioni Carex-Agrostis-Poa. Il sistema transumante è prevalente nella regione himalayana. È opinione generale che i pascoli himalayani siano sovraffollati e degradati
 Repubblica Popolare Cinese 

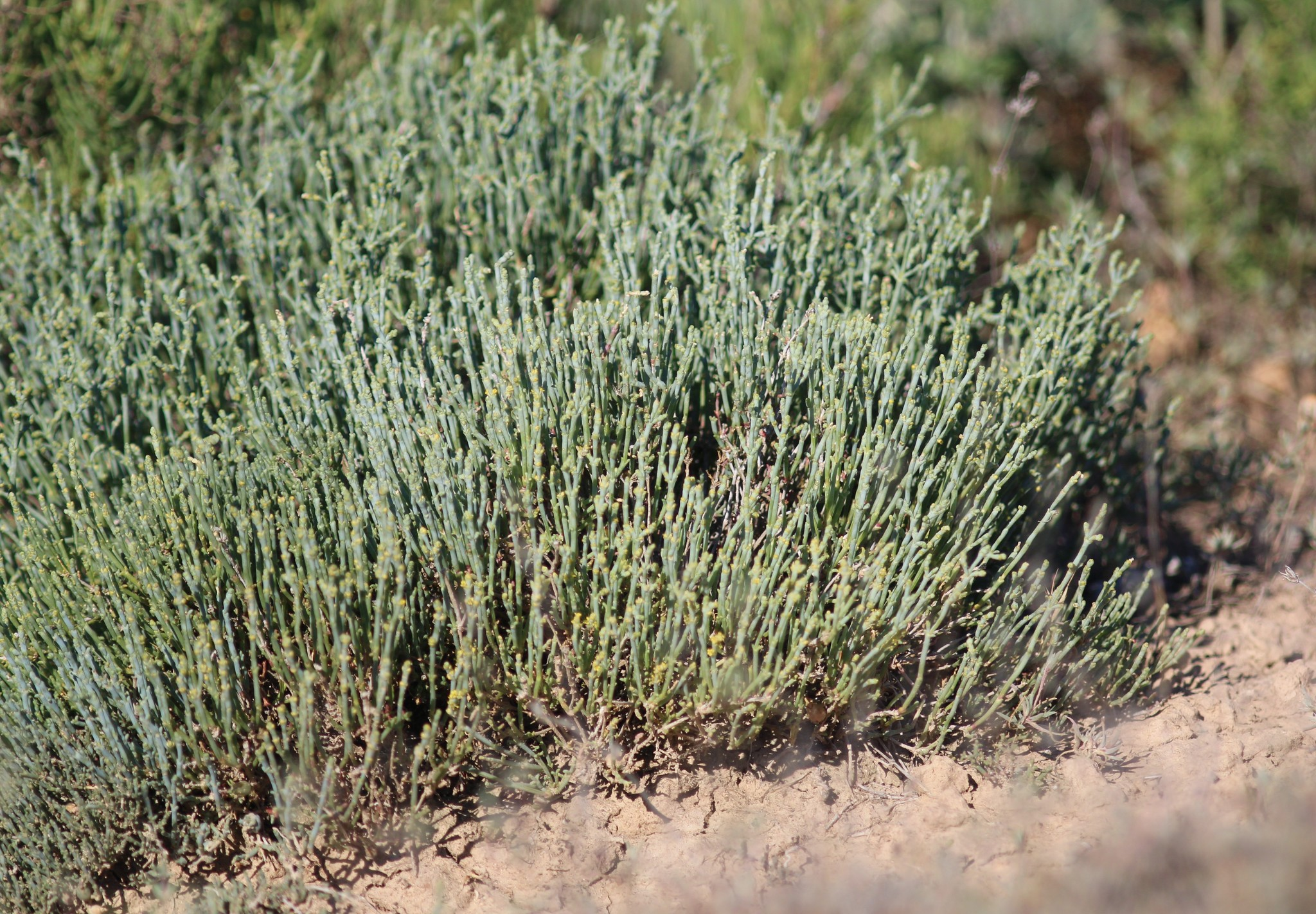
Anabasis salsa

La Repubblica Popolare Cinese è uno Stato dell'Asia orientale sulla costa orientale dell’Oceano Pacifico. Il suo patrimonio zootecnico è costituito da 1.378 milioni di capi bovini e bufalini, 15 milioni di yak, 367 milioni di ovi-caprini e da 20 milioni tra equini e camelidi. Agli inizi del secolo, la superficie totale dei pascoli utilizzabili ammonta a 331 milioni di ettari, di cui oltre la metà si trova nelle province pastorali settentrionali aride e fredde Mongolia, Xinjiang e Xizang (Tibet). Leguminose, Graminacee, Composite, Ciperacee, Rosacee, Chenopodiacee, Liliacee, Poligonacee e Salicacee sono le famiglie di piante foraggere più rappresentate. Le classi di praterie e le relative specie e le associazioni più importanti che le compongono sono le seguenti: 1) Steppe Temperate (20,01% del totale), 2) Steppe Alpine (14,87%), 3) Deserto Temperato (12,00%), 4) Deserto Alpino (1,69%), 5) Tussock Arbustivo Caldo (4,72%), 6) Tussock Arbustivo Tropicale (7,71%, con la più alta produttività), 7) Prati Temperati (10,87%), 8) Prati Alpini (17,75%) e 9) Pascoli Palustri (0,78%). 1) La classe delle Steppe Temperate comprende tipicamente Leymus chinensis, Stipa baicalensis, S. grandis, S. krylovi, S. bungeana, S. breviflora, S. glareosa, S. klemenzii, S. capillata, Festuca ovina, Cleistogenes squarrosa, Filifolium sibiricum, Artemisia frigida, A. halodendron, A. ordosica, A. intramongolica, Thymus serpyllum var. mongolium e Ajania fruticulosa. 2) Le specie delle Steppe Alpine, principalmente Graminacee e Composite, sono resistenti al freddo. Le più importanti sono Stipa purpureum, S. subsessiflora, Festuca ovina subsp. sphagnicola, Orinus thoroldii, Carex moorcroftii, Artemisia stracheyi e A. wellbyi. 3) Tra le specie dominanti del Deserto Temperato abbondano gli arbusti, tra i quali i più importanti sono Seriphidium terrae-albae, S. borotalense, Artemisia soongarica, Salsola passerina, S. laricifolia, Sympegma regelii, Anabasis salsa, Reaumuria soongarica, Ceratoides latens, Kalidium schrenkianum, Potaninia mongolica, Nitraria sphaerocarpa, Ephedra przewalskii, Haloxylon erinaceum e H. persicum. 4) Il Deserto Alpino si trova ecologicamente nell'ambiente più ostile. Le piante dominanti hanno un'eccellente capacità di resistere al freddo e alla siccità. Le più importanti sono la Rhodiola algida var. tangutica, Seriphidium rhodanthum e Ceratoides compacta. 5) La classe Tussock Arbustivo Caldo è dominata principalmente da graminacee di media altezza e da alcune specie erbacee autoctone. Le più importanti sono Bothriochloa ischaemum, Themeda triandra var. japonica, Pennisetum centrasiaticum, Spodiopogon sibiricus, Imperata cylindrica var. major e Potentilla fulgens. 6) Le specie dominanti della classe Tussock Arbustivo Tropicale sono quasi tutte graminacee della stagione calda. Le più importanti sono Miscanthus floridulus, M. sinensis, Imperata cylindrica var. major, Heteropogon contortus, Arundinella setosa, A. hirta, Eremopogon delavayi, Eragrostis pilosa, Eulalia phaeothrix, E. quadrinervis e Dicranopteris dichotoma. 7) La classe dei Prati Temperati è dominata principalmente da graminacee perenni mesofitiche temperate e medio-umide. Le più importanti sono Achnatherum splendens, Arundinella hirta, Agrostis gigantea, Calamagrostis epigeios, Bromus inermis, Deyeuxia angustifolia, D. arundinacea, Poa pratensis, P. angustifolia, Miscanthus sacchariflorus, Phragmites communis, Brachypodium sylvaticum, Festuca ovina, Carex duriuscula, Potentilla anserina, Sanguisorba officinalis, Iris lactea var. chinensis, Suaeda spp. e Sophora alopecuroides. 8) Le specie dominanti dei Prati Alpini sono principalmente perenni resistenti al freddo. La maggior parte sono Kobresia spp. e specie di altri generi. Le più importanti sono Kobresia pygmaea, K. humilis, K. capillifolia, K. bellardii, K. littledalei, K. tibetica, Carex atrofusca, C. nivalis, C. stenocarpa, Blysmus sinocompressus, Poa alpina, Polygonum viviparum e P. macrophyllum. 9) Le classi Palustri sono dominate principalmente da Ciperacee e Graminacee. Le più importanti sono Carex meyeriana, C. muliensis, C. appendiculata, C. stenophylla, Scirpus yagara, S. triqueter, Phragmites communis e Triglochin palustre. La superficie dei pascoli artificiali (soprattutto Lolium perenne-Trifolium e Medicago sativa), non supera i 20 milioni di ettari. Il degrado delle praterie, un problema mondiale, è un fenomeno grave in Cina: all’inizio del millennio, il 90% circa delle praterie mostra segni di deterioramento.
 Tundra e deserto d'altitudine del Pamir 

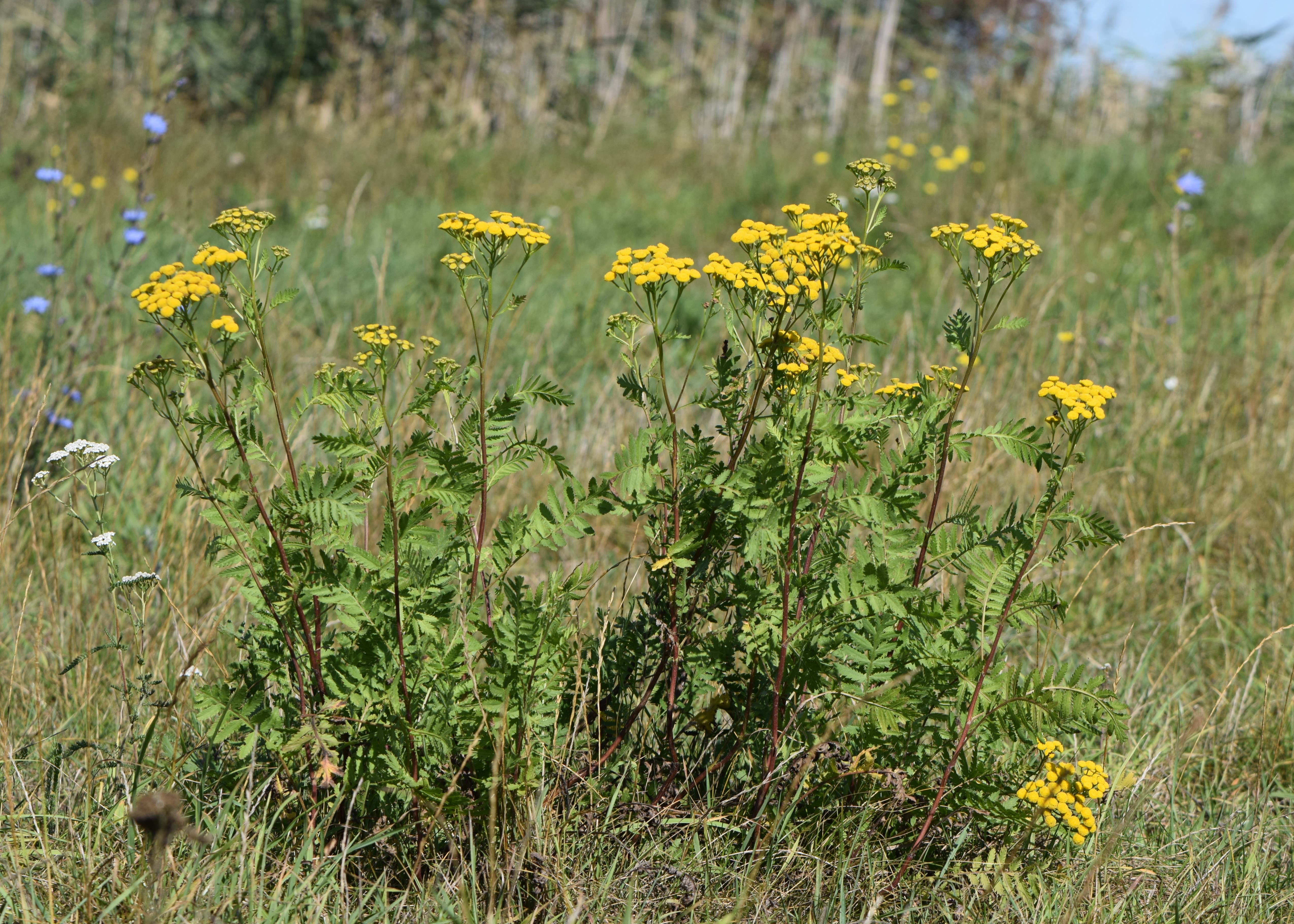
Tanacetum vulgare L.

Il Pamir è un elevato massiccio montuoso situato in Asia centrale, prevalentemente nella parte orientale del Tagikistan, ma anche nelle aree limitrofe di Afghanistan, Cina e Kirghizistan. Il clima è freddo, da desertico a semidesertico, con una temperatura media compresa tra 0 e –8 °C, le temperature medie estive sono comprese tra 2 e 10 °C e le precipitazioni medie annuali variano da 40 a 150 mm all'anno. Una fascia forestale formata da aceri, noci, susini e meli selvatici, ginepri, rododendri e betulle è presente quasi esclusivamente sul versante occidentale, tra i 1.500 e i 2.800 metri di quota. Lungo i fiumi si formano boschetti di salici, alaterni, pioppi, betulle e biancospini. La fascia subalpina, tra i 2.700 ed i 3.500 metri, presenta pochi arbusti sparsi, spesso in forma nana, in particolare ginepri della specie Juniperus pseudosabina. La maggior parte delle 620 specie della flora del Pamir è composta da specie dell’Asia centrale comuni all’altopiano tibetano, ma la sua flora alpina è influenzata anche dalla flora iraniano-afghana. Le specie alpine che provengono dall'Asia centrale piuttosto che dal Tibet includono Saponaria griffithiana, Arabis kokanika, Christolea pamirica, Didymophysa fedtschenkoana, Rosularia radicosa, Astragalus ophiocarpus, Braya scharnhorstii, Oxytropis bella, Astragalus alitschuri, Rhamnus minuta, Hackelia testimudi e Cousinia rava. Più in alto, fino a 4.400 metri di quota si trovano comunità di erbe corte a base di Festuca e Stipa spp., poi il piano nivale, e la scarsa copertura vegetale è costituita da piante perenni resistenti dei generi Rhodiola, Saussurea, Tanacetum e Saxifraga, molte delle quali hanno crescita a cuscino e un robusto, caudice sotterraneo. Nelle rare valli umide, i prati sono formati da carici, scrofulariacee e rosacee formano prati. Nelle steppe aperte intermedie la flora è generalmente costituita da piante grasse e piante a cuscino dei generi Acantholimon e Oxytropis, sono presenti anche Tanacetum vulgare (foto), Artemisia absinthium (assenzio maggiore) (foto), Astragalus spp. e Allium spp.. Le altre piante presenti in questa parte del massiccio sono di influenza tibetana: Krascheninnikovia ceratoides (foto) (la specie dominante), Acantholimon diapensioides, Artemisia leucotricha, Astragalus spp., Carex pseudofoetida, C. stenophylla (foto), Christolea crassifolia, Dracocephalum heterophyllum, D. paulsenii, Eurotia prostrata, Hordeum brevisubulatum, Juncus thomsonii, Kobresia spp., Nepeta longibracteata, Oxytropis chiliophylla, Pedicularis cheilanthifolia, Smelowskia calycina, Tanacetum spp. (T. gracile, T. xylorhizum, T. tibeticum) e Thylacospermum caespitosum, nonché vegetazione erbosa della steppa dei generi Festuca, Stipa, Poa e Ptilagrostis.
 Pakistan 

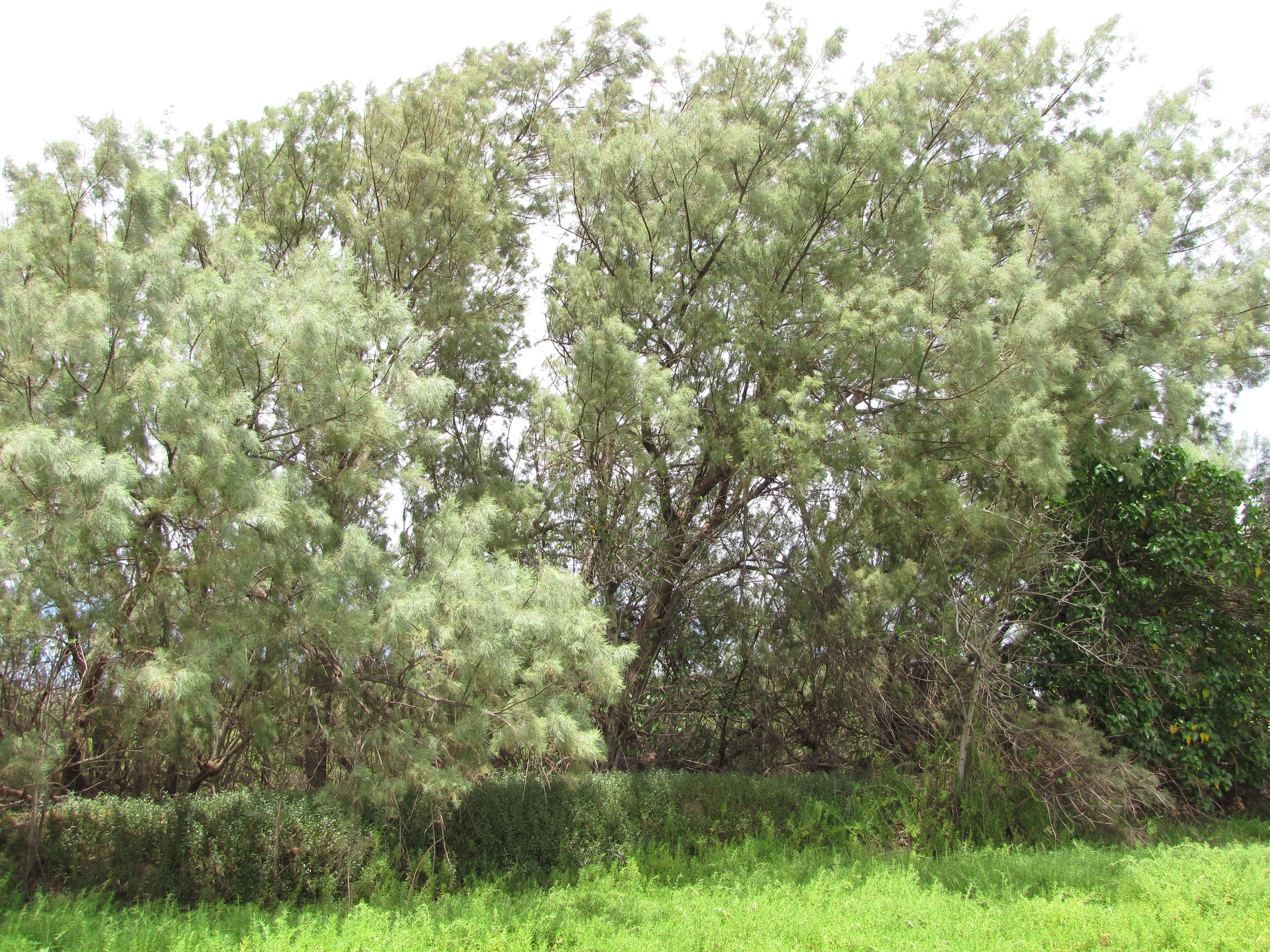
Tamarix aphylla

Il Pakistan, confinante con Cina, Afghanistan, India e Iran, si trova nella zona temperata, immediatamente sopra il tropico de Cancro, ed ha un clima tendenzialmente arido, con la maggior parte del territorio che riceve meno di 200 mm di pioggia all’anno. I pascoli coprono oltre 50 milioni di ettari, il 58% del territorio nazionale. Il patrimonio zootecnico è costituito da 61 milioni di capi bovini e bufalini e 84 milioni di capi ovi-caprini. Il Belucistan, la più grande provincia del paese, seguita da Punjab e Sindh, si trova nella parte sud-occidentale del paese ed ha un clima da iper-arido a semiarido, con precipitazioni annuali da 50 a 400 mm. Il manto vegetale è costituito da deserti, savane, steppe e boschi radi. I pascoli, che coprono 22 milioni di ettari, costituiscono il 90% dell’alimentazione del bestiame, gestito con sistemi agro-pastorali transumanti. Nel Baluchistan inferiore si trovano foreste aperte composte da Acacia senegal, A. jacquemontii, Prosopis cineraria (foto) e Tamarix. Tra le specie arbustive figurano Artemisia spp., Haloxylon griffithii, Sophora mollis, Astragalus stocksii, Caragana ambigua, Perowskia spp., Convolvulus leiocalycinus, Alhaj camelorum e Abenus stellatus. Nel Baluchistan sud-orientale dominano Acacia nilotica e Prosopis cineraria con Tamarix, Salvadora, Ziziphus, Acacia senegal, A. jacquemontii, mentre la vegetazione arbustiva include Haloxylon salicornicum, Sueda fruticosa, Capparis decidua e Leptadenia pyrotechnica. Graminacee come Lasiurus scindicus, Panicum turgidum, Saccarum spp. e Pennisetum divisum sono importanti specie della vegetazione desertica così come Euphorbia caducifolia, Aerua javanica e Leptadenia pyrotechnica. Comune è anche la vegetazione di Commiphora e Grewia. Verso sud-ovest, la Commiphora viene gradualmente sostituita da Zygophyllum, Calligonum e Haloxylon persicum, insieme a numerose altre specie di Chenopodiacee. Nelle vallate lungo i corsi d’acqua si trovano diverse specie di grandi arbusti o piccoli alberi come Tamarix spp. (T. aphylla, T. dioica, T. indica, T. baluchistanica, T. stricta, T. kermanensis, T. pakistanica), Acacia jacquemontii, Prosopis cineraria e Tecomella undulata. Alcune specie endemiche della regione costiera includono Sueda baluchistanica, Halothamnus iranicus, Abutilon pakistanicum. Nelle regioni settentrionale e nordorientale le principali specie erbacee comprendono Chrysopogon aucheri e Cymbopogon jwarancusa. Alcune delle specie endemiche associate alle foreste di Juniperus excelsa includono Berchemia pakistanica, Amygdalus brahuica, Cotoneaster afghanica, C. rechingeri, Cerasus rechingeri, Spirea brahuica, Aitchisonia rosea, Gaillonia afghanica e G. macrantha. Nella macchia bassa subalpina domina Onobrychis cornuta, le specie associate comprendono specie di Astragalus, Acantholimon e Acanthophyllum. Altre altre specie endemiche di queste montagne sono Tanacetum macropodum e Ziziphora clinopodioides. La vegetazione della steppa è costituita da piante cespugliose basse, principalmente Artemisia, Ephedra e Haloxylon, associate alle specie dei generi Sophora, Ephedra, Eremurus, Heliotropium. La provincia del Punjab ha un clima da arido a semi-arido- I suoi pascoli coprono 8,2 milioni di ettari e si possono suddividere nelle seguenti zone: 1) Pothwar, 2) Deserto del Thal, 3) Deserto del Cholistan e 4) Dera Gazi Khan. 1) Nel Pothwar la vegetazione erbacea è rappresentata principalmente da graminacee tra le quali Cenchrus ciliaris, Cynodon dactylon, Chrysopogon aucheri, Eleusine flagellifera, Digitaria bicornis e Aristida depressa. Le principali specie legnose comprendono Acacia modesta, Butea frondosa, Olea ferruginea, Tecoma undulata e Zizyphus nummularia e quelle arbustive Carrisa spinarum e Gymnosporea royaliana. 2) e 3) Nei Deserti del Thal e del Cholistan le specie erbacee comprendono Cenchrus ciliaris, Cynodon dactylon, Eleusine flagellifera, Panicum antidotale, Aristida depressa, Elionurus hirsutus e Cymbopogon jwarancusa. La vegetazione legnosa comprende tra gli alberi, Prosopis cineraria, Tamarix aphylla (foto), Salvadora oleoides e Prosopis juliflora e tra gli arbusti, Acacia jacquemontii, Capparis aphylla e Calligonum polygonoides. 4) Le graminacee più comuni del Dera Gazi Khan sono Cenchrus ciliaris, Cynodon dactylon, Saccharum spontaneum (foto), Eleusine flagellifera, Panicum antidotale, Aristida depressa e Elionurus hirsutus e, tra gli arbusti, Prosopis cineraria, Zizyphus mauritiana, Salvadora oleoides e Acacia nilotica. Nella provincia di Sindh i pascoli si estendono su 7,8 milioni di ettari. Le specie erbacee più comuni sono Aristida depressa, Bilipherous cindicus, Calligonum poligonoides, Cenchrus spp. (C. ciliaris, C. biflorus, C. colocunthis), Coccinia cordifolia, Cymbopogon jwarancusa e Panicum turgidum (foto). Le specie legnose comprendono Acacia spp. (A. senegal, A. seyal, A. nilotica, A. jacquemontii), Aerva tomentosa, Capparis aphylla, Colotropis procera, Prosopis spp. (P. juliflora, P. cineraria, P. glandulosa), Salvadora oleoides, S. persica, Tamarix aphilla, Tecoma undulata, Zizyphus nummularia e Z. mauritiana. Il degrado delle risorse pabulari, particolarmente grave nei pascoli del Balucistan, si deve a molteplici fattori, compresa la gestione irrazionale del bestiame. Trifogli ed erba medica sono le specie foraggere, entrambe alloctone, maggiormente coltivate.
 Penisola arabica 

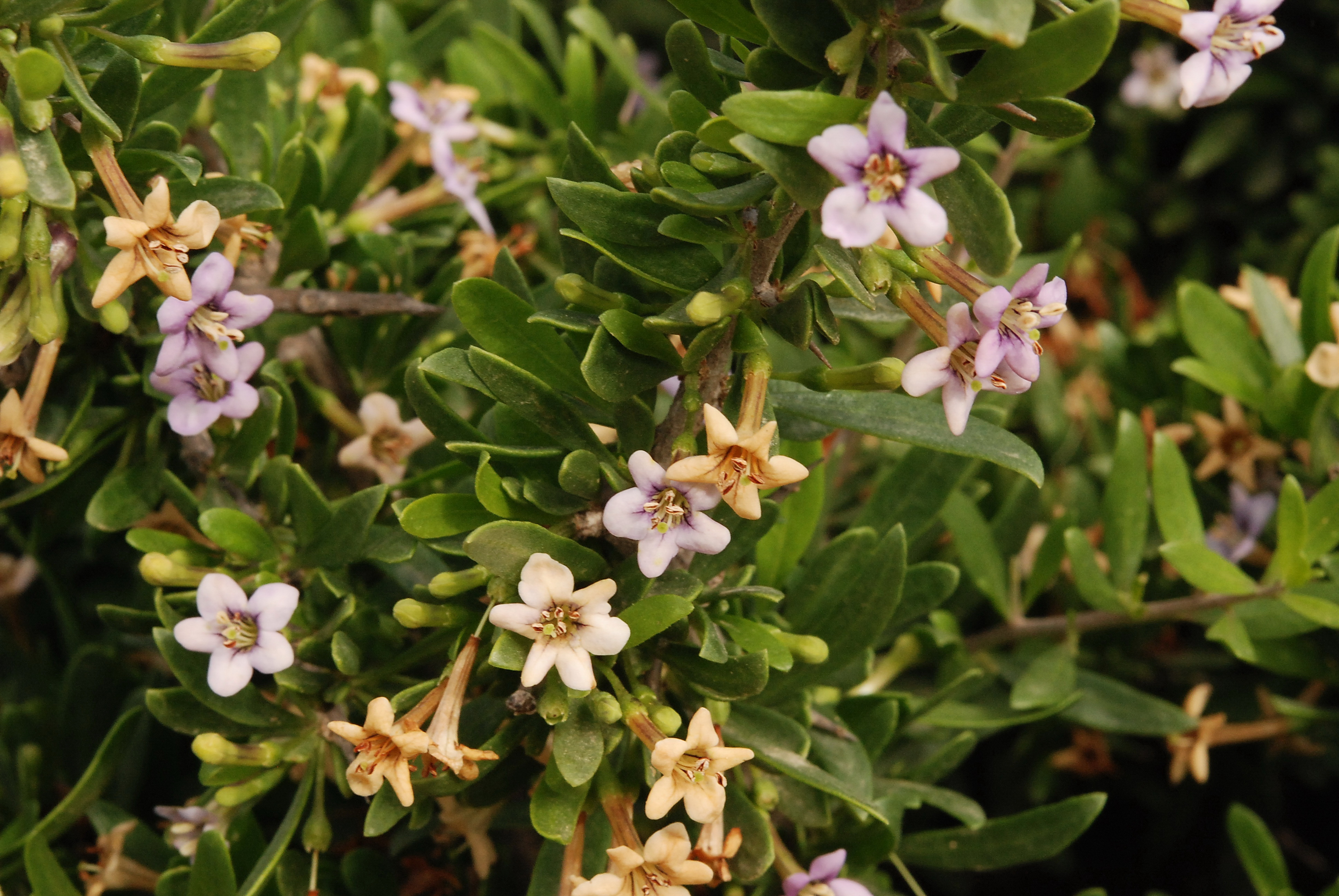
Lycium shawii

La Penisola arabica, di cui l’Arabia Saudita rappresenta oltre l’80%, comprende 14 ecoregioni per un totale di circa 333 milioni di ettari di superficie, con una grande diversità di habitat. Il clima della maggior parte della Penisola differisce notevolmente tra la costa e l'interno: lungo la costa prevale un'elevata umidità abbinata a temperature più moderate, mentre aridità e temperature estreme caratterizzano l'interno. La flora risulta da un mix di specie dell’Asia, dell’Africa e delle regioni mediterranee ed è composta principalmente da arbusti ed erbe psammofile e xerofile, generalmente sparse e dominate da arbusti o piccoli alber•	Cynodon, i dei generi Acacia, Anabasis, Artemisia, Haloxylon e Prosopis. Alberi come Tamarix spp. e Ficus palmata si trovano lungo i letti degli uadi. Canne, cannucce di palude, giunchi e pioppi sono frequenti nei dintorni di corsi d'acqua e stagni. Intorno alle oasi sono presenti piante alofite come Arthrocnemum fruticosum e Suaeda maritima. Una successione di piante annuali e graminacee tra cui Neurada procumbens, [Erodium cicutarium] e Danthonia forskallii si sviluppa sulle sabbie in seguito alle sporadiche piogge. Lungo la costa settentrionale della Penisola, abbonda la vegetazione della macchia mediterranea: olivo, carrubo e storace. A sud, la vegetazione desertica arbustiva mesopotamica è dominata da Artemisia tridentata, Achillea fragrantissima, Stipagrostis grosaplomosa, Anabasis, Haloxylon spp. e Astragalus spp.. Nella zona siriana sottostante dominano numerose specie xerofile e/o alofile come Poa bulbosa, Artemisia herba-alba e Anabasis syriaca, associate a Carex stenophylla, Ranunculus asiaticus, e sacche di Ferula communis e Ziziphus lotus. I pascoli dell’Arabia Saudita coprono circa il 75% del territorio nazionale. All’interno della vegetazione si possono individuare le comunità caratteristiche seguenti: Haloxylon salicornicum-Lycium shawii-Acacia raddiana (foto), Calligonum comosum-Tetraena propinqua, Haloxylon persicum-Haloxylon salicornicum-Stipagrostis drarii (foto) e Pulicaria undulata-Citrullus colocynthis (foto). In considerazione della sua distribuzione geografica, la vegetazione si può descrivere da nord a sud. La vegetazione della parte settentrionale è dominata da specie annuali. Tuttavia, componenti perenni come Salsola spp., Traganum nudatum, Haloxylon salicornicum, Haloxylon persicum, Artemisia spp. e Zilla spinosa formano grandi comunità in tutti i territori dell'areale. Queste aree sono principalmente suddivise in Tihama costiera, colline pedemontane e scarpate. La vegetazione nelle aree ad alta quota di queste montagne è dominata da Juniperus phoenicea, Olea europaea, Acacia etbaica, Commiphora spp., Prunus korschiniskii e Launaea acanthodes, tra le altre. Gli uadi e le colline pedemontane sono scarsamente vegetati. In queste aree si incontrano popolazioni sparse di Acacia tortilis, Maerua crassifolia, Ficus palmata, Moringa peregrina e Ocharadenus baccatus. La vegetazione delle montagne sud-occidentali è fitta e contiene una flora tipica con affinità dell'Africa nord-orientale. Juniperus procera, Olea europaea, Acacia asak, A. seyal, Teclea nobilis e Nuxia spp. insieme a Euryops arabicus, Lavandula dentata, Rumex nervosus, Dodonaea angustifolia e Cluytia myricoides, sono le specie dominanti delle zone d'alta quota. Anche i pendii delle montagne possiedono una fitta vegetazione, per lo più dominata da Acacia asak, A. hamulosa, Maesa lanceolata, Carrisa edulis, Delonix elata e Cadia purpurea. Le gole e i burroni ai livelli più bassi sono per lo più dominati da Ficus cordata ssp., Acacia etbaica, Cadia purpurea e Ziziphus spina-christi. Le specie dominanti delle aree ad alta quota sono Juniperus procera, Acacia mellifera, A. seyal, Ficus sycomorus, Euclea schimperi e Dracaena ombet, mentre a basse altitudini la composizione delle specie è dominata da varie specie di Commiphora, Trichellia emetica, Delonix elata e Mimusops laurifolia. Le aree basse e altre pianure aperte nella regione di Tihama presentano popolazioni sparse, tuttavia in alcune aree esistono fitti popolamenti di Acacia tortilis, Leptadenia pyrotechnica, Suaeda monoica, Hyphaene thebaica, Salvadora persica, Panicum turgidum e Tamarix nilotica. La vegetazione delle regioni centrali e orientali è generalmente scarsa. Le piante annuali, che costituiscono circa il 60% della copertura vegetale, dominano negli uadi e in altre depressioni poco profonde. Le specie perenni restano dormienti durante l'estate e producono nuovi germogli durante la stagione delle piogge (Gymnocarpos decander, Sclerocephalus arabicus, Anvillea garcinii e Moltkiopsis ciliata). Alcune delle specie perenni dominanti sono Acacia spp., Rhazya stricta, Pulicaria undulata, Rhanterium epapposum, Haloxylong salicornicum, Lycium shawii, Calotropis procera (foto) e Ziziphus nummularia. Gli arbusti delle dune di sabbia sono Artemisia monosperma, Haloxylon persicum, H. salicornicum e Calligonum comosum. Tutti questi arbusti sono solitamente associati con graminacee e specie perenni come Scrophularia hypercifolia, S. deserti, Moltkiopsis ciliata, Cyperus conglomeratus, Stipagrostis drarii e Centropodia fragilis. Lungo la costa del Mar Rosso, le paludi di mangrovie sono popolate da popolazioni di sotto-arbusti come Suaeda vermiculata, Zygophyllum coccineum e Halopeplis' perfoliata, dominate da specie del genere Avicennia. Acacia e Haloxylon dominano nelle aree desertiche, formando radi arbusteti insieme ad Artemisia, Anabasis e Ziziphus spina-christi. Erbe perenni come Panicum turgidum e Pennisetum divisum sono comuni nelle piccole dune di sabbia in tutta l'area. Il pascolo eccessivo del bestiame (principalmente pecore, capre e cammelli) e il taglio della legna da ardere hanno causato intensi processi di degrado ambientale in quasi tutti i pascoli della Penisola.
Israele

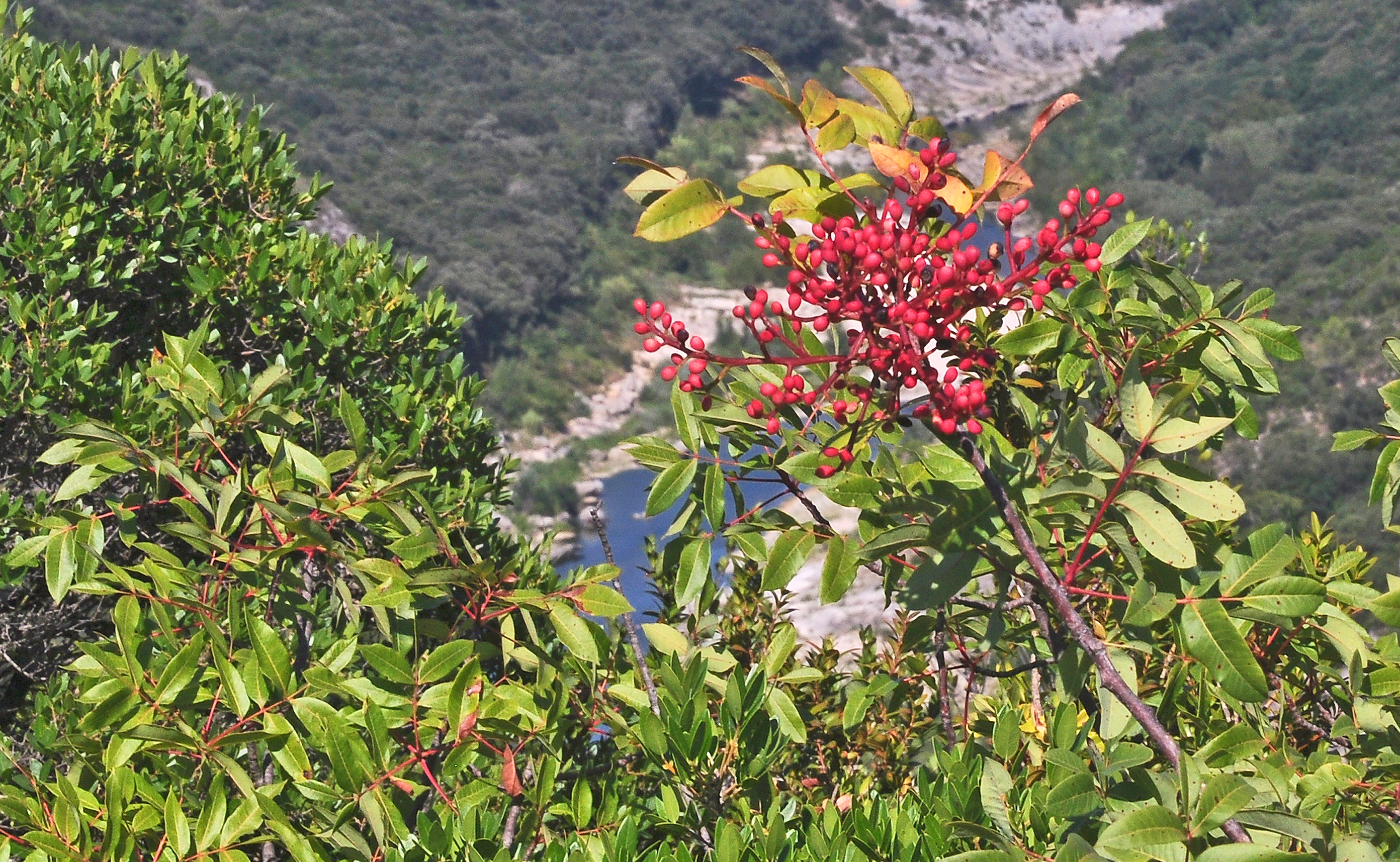
Pistacia terebinthus L.

Israele è un'area di incontro di regioni fito-geografiche e presenta un'elevata diversità climatica, litologica ed edafica. Questi fattori, insieme all'influenza prolungata dell'attività umana, hanno portato allo sviluppo di una vegetazione diversificata. Qui si incontrano specie mediterranee, distribuite intorno al Mar Mediterraneo, specie Irano-Turaniane, che popolano anche le steppe asiatiche del deserto siriano, Iran, Anatolia e deserto del Gobi, specie Saharo-arabe, che crescono anche nel Sahara, nel Sinai e nei deserti dell’Arabia, specie Sudanesi-Zambesiane, tipiche delle savane subtropicali dell'Africa e specie Euro-Siberiane, dei paesi con clima più umido e più fresco di Israele, che crescono prevalentemente in ambienti umidi e lungo le coste del Mediterraneo. La distribuzione delle diverse tipologie vegetazionali (boschi, praterie, savane, deserti e zone umide) sono descritte di seguito. I boschi più importanti si trovano nelle zone montane delle aree centrali e settentrionali e sono dominate da Quercus calliprinos, Pistacia palaestina (foto), Rhamnus alaternus e R. punctata. Nei boschi radi di Quercus ithaburensis si trovano spesso Styrax officinalis e Pistacia atlantica, Majorana syriaca e molte piante erbacee che forniscono un buon pascolo al bestiame bovino. Le specie erbacee dominanti delle praterie delle colline della Galilea sud-orientale sono le graminacee Stipa capensis e Avena sterilis, talvolta associate a grano selvatico, Hordeum spp., Cichorium spp., Eryngium creticum e Notobasis syriaca. In Galilea, Golan, Gilead e Samaria, Ziziphus spina-christi è il principale arbusto, presente nelle praterie di erbacee annuali mediterranee (grano selvatico, orzo, Poa bulbosa, Sinapis arvensis), ma anche associato a Desmostachya bipinnata. Al confine della zona mediterranea, dove la piovosità media annua è di 300–400 mm, si stendono steppe in cui diverse comunità, soggette a pascolo intenso, sono dominate da piante mediterranee come Sarcopoterium spinosum (foto). Nella maggior parte delle aree degli altopiani del Negev, del deserto della Giudea, del Sinai e della Giordania sudoccidentale, che ricevono 80–250 mm precipitazioni medie annuali, prevalgono le steppe arbustive. Le specie dominanti più comuni in queste steppe sono Artemisia sieberi, Noaea mucronata e Gymnocarpos decander. Nei terreni salini si sviluppano comunità dominate dalle alofile Spergularia diandra, Gymnarrhena micrantha, Mesembryanthemum nodiflorum, Aizoon hispanicum e Nasturtiopsis coronopifolia. Nella maggior parte delle steppe arbustive alberate dominano Artemisia sieberi, Noaea mucronata e Gymnocarpos decander. Gli alberi tipici di questo ambiente sono Pistacia khinjuk, Crataegus sinaicus e Ficus palmata. Le scarpate esposte a ovest del Gebel Serbal sono ricche di specie arbustive quali Moringa peregrina, Rhamnus disperma, Rhus tripartita, Periploca aphylla, Sageretia thea e Cotoneaster spp.. Nell'area di Dana-Petra si trova la più ricca flora arborea relitta del Vicino Oriente formata da Juniperus phoenicea, Quercus calliprinos, Pistacia spp., P. khinjuk, Crataegus aronia, Amygdalus korschinskii, Ceratonia siliqua, Olea europaea, Arbutus andrachne, Rhamnus spp., Ficus carica, F. palmata e Sageretia thea. Nell’ampia fascia di confine tra il deserto e le steppe, sono diffusi Anabasis articulata e Zygophyllum dumosum (foto), tipici semiarbusti del deserto. Affioramenti di gesso e marna sono popolati dalle comunità alofite di Suaeda asfaltica, Salsola tetrandra e Haloxylon negevensis. Alle comunità quasi monospecifiche di alofite semi-arbustive si accompagnano varie associazioni di piante erbacee in cui le specie comuni sono Aaronsohnia factorovskyi, Anastatica hierochuntica e Trigonella stellata, che crescono solo negli anni piovosi. Negli alvei degli uadi, si incontra vegetazione semi-arbustiva di breve durata come Pulicaria incisa, Helianthemum kahiricum, H. lippii e Diplotaxis harra o più longevi come Anabasis articulata, Zygophyllum dumosum e Gymnocarpos decander. Sulle dune della pianura costiera del Mediterraneo, nel Negev occidentale, in alcune valli del Negev nord-orientale e nella Valle dell'Arava, le specie dominanti sono gli arbusti Calligonum comosum e Anabasis articulata. Le piante annuali caratterizzate da Anastatica hierochuntica ed Erodium oxyrhynchum si trovano in siti quasi privi di arbusti. La vegetazione savannoide del deserto, formata da alberi di acacia e semi-arbusti, è caratteristica di gran parte delle valli dell'Arava e del Mar Morto, con la tipica vegetazione desertica degli uadi tra cui Anabasis articulata, Haloxylon salicornicum, Zygophyllum dumosum, Retama raetam e Lycium shawii. Acacia raddiana, è dominante alle quote più basse, mentre Acacia tortilis, che esige temperature più elevate, cresce nell'Arava meridionale o sotto il livello del mare nell'Arava settentrionale e nella Valle del Mar Morto. Nelle oasi si trovano specie arboree tipiche delle savane sudanesi tra cui Acacia raddiana, A. tortilis, Calotropis procera, Moringa peregrina, Balanites egyptiaca, Cordia sinensis, Maerua crassifolia, Dalbergia sissoo, Capparis decidua e Ziziphus spina-christi. La vegetazione delle zone umide comprende Phragmites australis, Typha domingensis, Suaeda monoica, S. fruticosa, S. vermiculata, Nitraria retusa, Seidlitzia rosmarinus, Sarcocornia fruticosa, S. perennis e alcune specie di Tamarix. Per anni in molte di queste aree si è praticato il pascolo comunitario con carichi di bestiame molto elevati con conseguente degrado.
 Africa settentrionale 

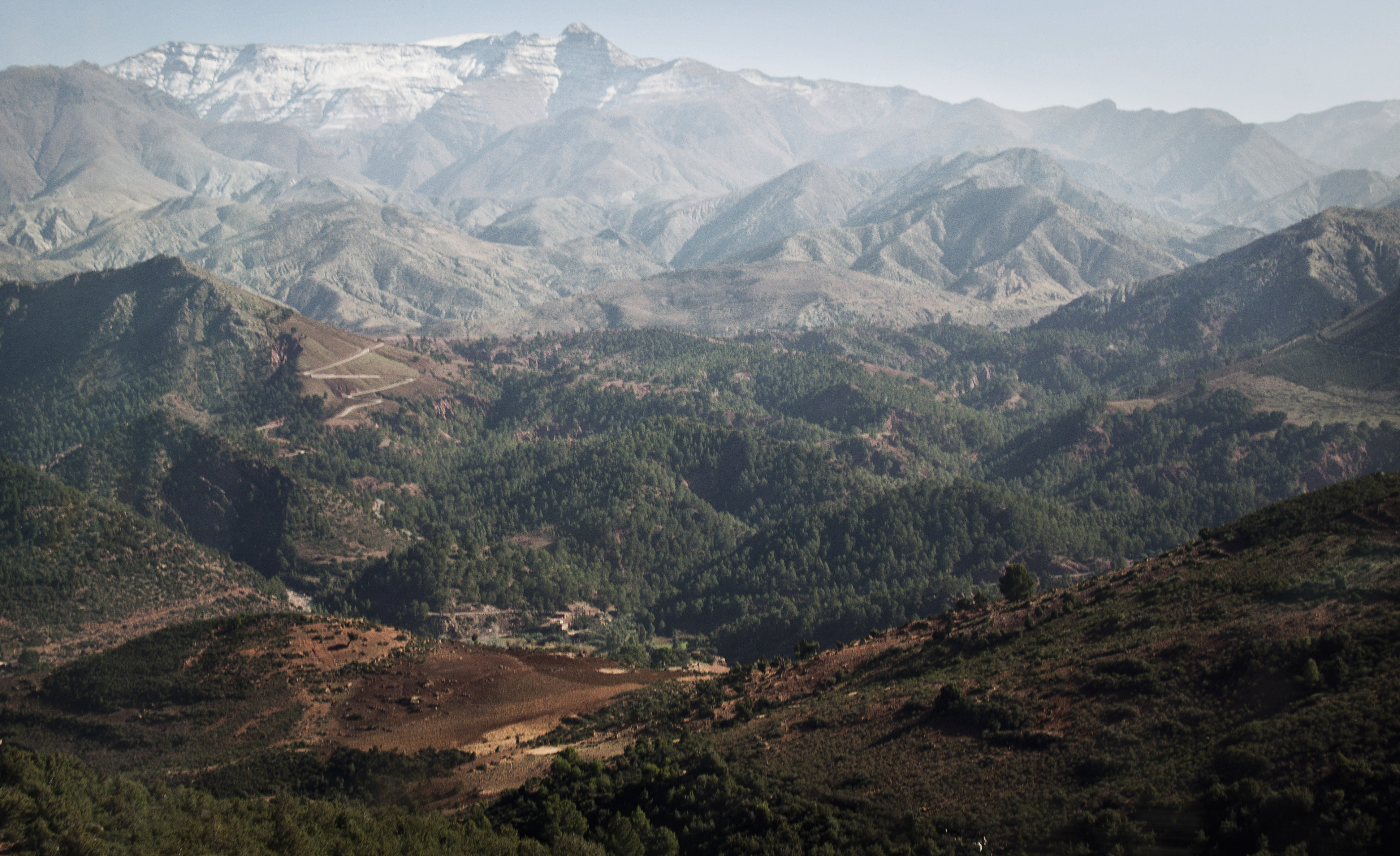
Montagne dell'Atlante

La regione affaccia a est sull’Oceano Atlantico, a nord sul Mediterraneo (per quasi 5.000 Km) e a est sul mar Rosso e il golfo di Suez. Una parte del territorio (la penisola del Sinai) si estende anche sul continente asiatico. Il clima della regione è sotto l'influenza del clima mediterraneo a nord e di quello desertico a sud, mentre la zona centrale tende a mostrare le caratteristiche di entrambi i climi. Tuttavia, a causa della presenza delle potenti catene montuose dell'Atlante e delle sue propaggini, le condizioni climatiche sono piuttosto diversificate. Il territorio è dominato a nord-ovest dall'Atlante, che forma una barriera tra la costa mediterranea e il Sahara. Questo copre gran parte dell'Algeria, della Libia e dell’Egitto, nonché molte parti del Marocco e della Tunisia e prosegue a est verso il Sudan e, a sud, verso le zone semiaride del Sahel ed è costituito prevalentemente da sistemi di dune (|“erg”), distese pietrose (“reg”) e altopiani rocciosi (“Hammada”) intervallati da depressioni come “uadi”, “daya” e “sabkhah”. La piovosità media annua varia da oltre 1.200 mm al nord a meno di 100 mm nell'estremo sud. L’allevamento è importante in tutta la regione. Gli ovini costituiscono la specie principale, le capre sono molto meno numerose e i cammelli sono tipici delle aree desertiche. I bovini sono allevati principalmente nelle aree agricole settentrionali più umide e sono comunemente nutriti con residui colturali, sottoprodotti e concentrati. I ruminanti minori tradizionalmente pascolano sulle colline e nelle steppe centrali e meridionali in inverno e sulle stoppie e sulle maggesi al nord in estate, durante la transumanza. Nelle zone costiere e in quelle più elevate esistono ampie aree di macchia (“maquis”) e pascoli aperti, dove si distinguono graminacee perenni tra cui Cynodon dactylon, Dactylis glomerata, Phleum pratense, Sorghum halepense e specie dei generi Avena, Festuca, Koeleria, Lolium, Phalaris, e di leguminose quali Anthyllis, Astragalus, Hedysarum, Lathyrus, Lotus, Medicago e Trifolium. Il bosco e la macchia sono costituiti, tra gli altri, da Arbutus unedo, Calicotome villosa, Cistus spp., Erica arborea, Juniperus spp., Myrtus communis, Olea europea, Phillyrea angustifolia, Pistacia lentiscus, Quercus spp. e Smilax aspera. La vocazione storica delle steppe, situate tra isoiete annuali comprese tra 100 e 400 mm, è l'allevamento estensivo integrato dalla coltivazione itinerante dei cereali. Le steppe ricoprono nei cinque paesi situazioni variegate che possono così sintetizzarsi: a) le cosiddette steppe “di pianura”, le più estese, che vanno dalla depressione di Hodna in Algeria alle basse pianure orientali marocchine o tunisine; b) le steppe pedemontane delle montagne dell'Atlante del Maghreb e le colline in prossimità di queste montagne; e c) quelle, più limitate, della frangia costiera di Gefara (Tunisia, Libia), Marmarica (Egitto) e Marocco sud-occidentale. A seconda del clima, si possono inoltre distinguere zone semiaride, aride e iperaride: 1) nella zona semiarida (con precipitazioni annue da 300 a 800 mm) talvolta viene praticato l'allevamento sedentario e la vegetazione è rappresentata da numerose specie erbacee, arbustive e arboree; 2) la zona arida, con precipitazioni annue tra 100 e 300 mm è caratterizzata dalla pastorizia e la vegetazione è generalmente rada, costituita soprattutto da graminacee perenni e annuali, oltre ad arbusti e piccoli alberi; 3) la zona iperarida, dove le precipitazioni raramente superano i 100 mm e si pratica la pastorizia nomade, comprende aree spesso prive di vegetazione, ad eccezione di pochi cespugli sparsi: è il deserto del Sahara . Secondo la loro composizione, le steppe si distinguono in graminacee e arbustive. Le prime sono dominate da specie perenni come Stipa tenacissima, Lygeum spartum e altre come Stipagrostis pungens, Stipa lagascae, S. barbata, S. parviflora e Cynodon dactylon. La specie più simbolica di queste steppe è Stipa tenacissima, che generalmente cresce su terreni poco profondi e ben drenati. Lygeum spartum presenta una gamma ecologica più ampia di quella della Stipa ed è spesso accompagnato da specie arbustive basse dei generi Artemisia, Salsola e Thymelaea. Tra le altre steppe erbose, Stipagrostis pungens è la specie più comune. Le steppe arbustive sono costituite da arbusti o sub-arbusti come Anabasis spp., Atractylis serratuloides, A. phaeolepis, Artemisia spp. (Artemisia herba-alba, A. campestris, A. monosperma), Hammada scoparia, Hammada schmittiana, Helianthemum spp. (H. cinereum, H. hirtum, H. lipii, H. virgatum), Noaea mucronata, Rhanterium suaveolens. Gli alberi di alto fusto più diffusi sono Acacia tortilis, Retama sphaerocarpa e Tamarix spp.. Poiché le piante perenni sono in declino, le piante “effimere”, caratterizzate dalla dormienza fisiologica estiva, tendono a dominare e scandire la produzione primaria in base ai rischi climatici interstagionali o interannuali. Tra le più comuni si citano Aristida plumosa, Moretia canescens, Neurada procumbens e Plantago albicans sulle dune e Diplotaxis acris, Echium plantagineum, Limonium sinuatum, Taraxacum leavigatum e Zygophyllum simplex nelle depressioni e nei letti degli “uadi”. Nelle aree interdunali e nelle depressioni più o meno salinizzate crescono cespugli (Genista saharae, Retama raetam e Ziziphus lotus) e alcuni alberi (Acacia spp., Calligonum spp., Tamarix aphylla). Le steppe alofite presenti nelle diverse zone pastorali sono costituite da vegetazione altamente appetibile attorno alle depressioni saline. Le piante più comuni in queste formazioni arbustive sono Atriplex halimus, A. glauca, Frankenia thymifolia, Salsola sieberi, S. vermiculata e Suaeda fruticosa. Sono soprattutto queste ultime ad assicurare il nutrimento a numerose mandrie dell'alta pianura durante la stagione secca. Il bestiame si alimenta anche sulle maggesi dall'autunno alla primavera e sulle stoppie (importante fonte di pascolo estivo). La flora pastorale delle maggesi pascolate comprende perlopiù specie caratteristiche delle zone umide costiere. I pascoli coltivati sono poco comuni nella regione, le principali essenze coltivate o impiegate per il miglioramento dei pascoli naturali comprendono le graminacee perenni Agropyron Dactylis, Festuca, Lolium e le leguminose Medicago annuali e trifogli, oltre agli arbusti foraggeri Atriplex, Acacia ed altri autoctoni. Le cause del degrado e della riduzione, talvolta grave, dei pascoli sono molteplici e spesso interconnesse. Tra queste figurano la trasformazione in terreni agricoli, l’eccessivo sfruttamento della copertura vegetale (pascolo e raccolta della legna da ardere) e l’irregolarità delle piogge
 Egitto 

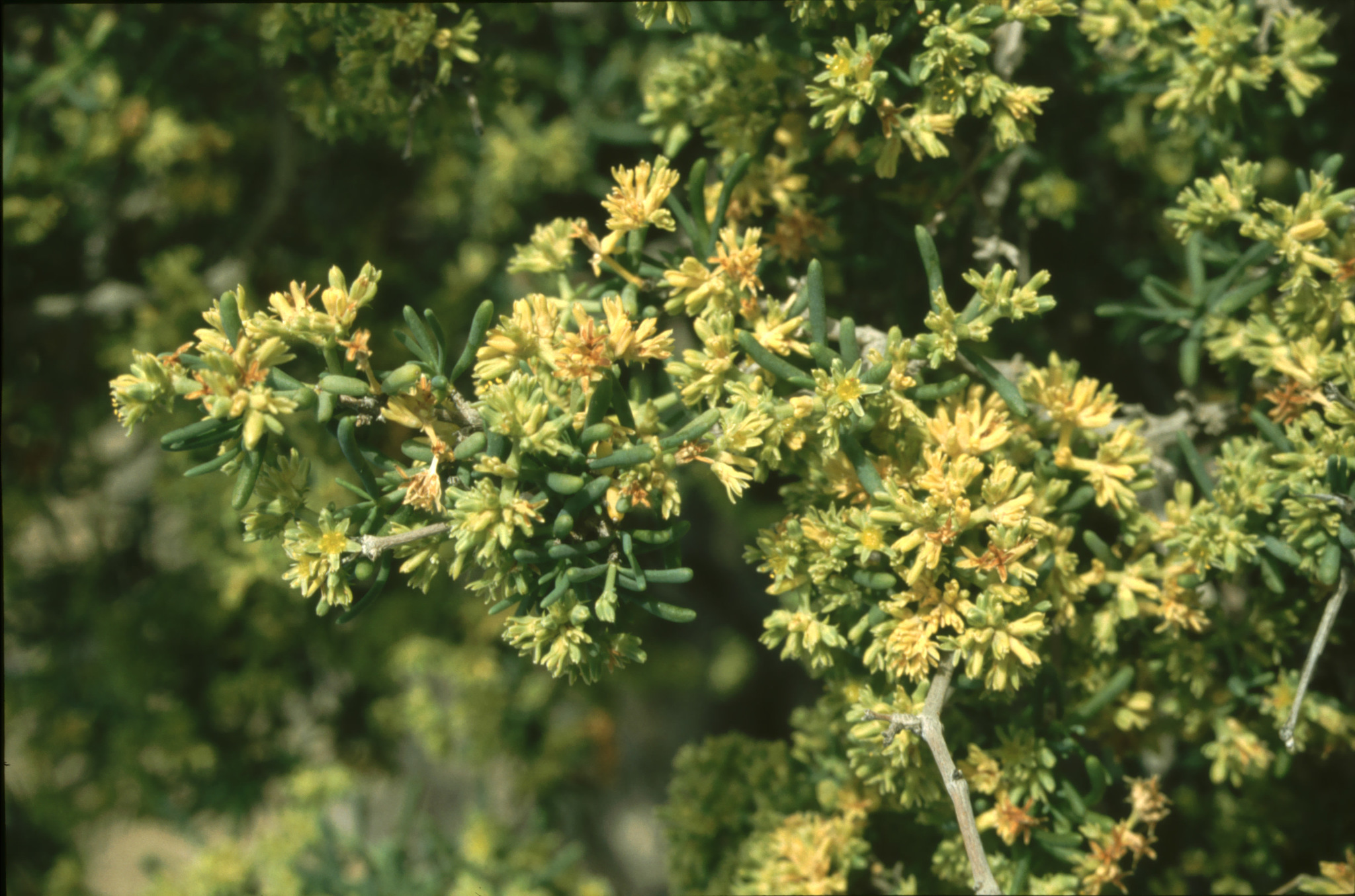
Gymnocarpos decandrus

L'Egitto si trova nell'angolo nord-orientale dell'Africa, confina a nord con il Mar Mediterraneo, a est con la Striscia di Gaza, Israele e il Mar Rosso, a sud con il Sudan e a ovest con la Libia. Esteso 1.001.000 Km², l'Egitto è prevalentemente desertico, con pascoli aridi e semi-aridi e ha scarse precipitazioni effettive, al massimo 200 mm distribuiti in modo disuguale e su aree limitate; pertanto ha pascoli poveri che contribuiscono solo per il 5% all'alimentazione animale. I capi sono circa 700.000 (pecore, capre, equini, bovini e cammelli). La maggior parte delle greggi insiste sui pascoli meridionali durante la stagione delle piogge, ma deve abbandonare questi pascoli nella stagione secca a causa della mancanza d'acqua. Le principali aree di pascolo sono distribuite nella costa nord-occidentale, nella penisola del Sinai e nella regione di Halayeb-Shalayin, nell'angolo sud-orientale al confine con il Mar Rosso. In queste regioni la principale fonte di alimentazione si basa sul pascolo. La vegetazione è caratterizzata prevalentemente da arbusti e semi-arbusti, con una copertura di piante ed erbe annuali di breve durata (“effimere”). La densità degli arbusti dominanti tende generalmente a diminuire allontanandosi dalla costa. I diversi tipi di areale si distinguono in sabbiosi, rocciosi, paludosi e salmastri, pianure costiere, colline pedemontane, aree di maggiore o minore altitudine e “uadi” e sulla base delle specie principali tra cui Gymnocarpos decander (foto), Artemisia herba-alba, Haloxylon scoparium, Plantago albicans (foto), Anabasis articolata, Suaeda pruinosa. Le tipologie principali includono: 1) Palude salmastra, caratterizzata da un'elevata densità di arbusti tolleranti la salinità; in genere la quantità di pascolo è esigua e generalmente limitata all'inizio dell'autunno, a causa della scarsa appetibilità degli arbusti dominanti che presentano un elevato contenuto di sale. 2) Terre rocciose, caratterizzate dalla dominanza del semi-arbustivo Gymnocarpus decander, presente su creste rocciose e pendii erosi. Sebbene la densità delle piante sia generalmente bassa, l'appetibilità della maggior parte delle specie da parte dei piccoli ruminanti è elevata. La vegetazione è pascolata prevalentemente nel periodo estivo ed autunnale. 3) Sub-desertico, simile a terreno roccioso per la presenza di Gymnocarpus spp., ma con una maggiore diversità di specie e produttività grazie alle condizioni più favorevoli del suolo. Questo tipo di vegetazione si trova prevalentemente a sud di Sidi Barrani ed è pascolato soprattutto in inverno e primavera. 4) Pianura costiera, dove Artemisia herba-alba è la specie dominante. Occupa aree con suoli relativamente profondi, di medio impasto. La densità di arbusti ed erbe aromatiche è elevata. Le comunità di Artemisia herba-alba si trovano spesso mescolate con Haloxylon e Anabasis spp.. Asphodelus microcarpos è spesso un’associata dominante nelle fasi degradate di questo tipo di areale a causa della sua bassa appetibilità e del basso valore di pascolo. Questo tipo di areale viene pascolato principalmente durante la fine dell'estate, l'autunno e l'inizio dell'inverno. Sebbene la copertura vegetale naturale dei deserti egiziani sia piuttosto bassa e dispersa, la flora della costa nord-occidentale è relativamente ricca e diversificata. 5) Pianura costiera erosa, caratterizzata da popolamenti aperti del basso arbusto Haloxylon articulatum e che occupa siti degradati nelle pianure settentrionali. La diversità delle specie è bassa, così come la densità delle piante annuali. 6) Dune interne stabilizzate e semi-stabilizzate, principalmente nella zona di Sidi Barrani. La specie caratteristica è la perenne Plantago albicans. Questo è uno dei tipi di areale più importanti e pregiati nel distretto di Sidi Barrani e sull'altopiano a sud di El-Omayed su depositi eolici medi e semi-stabilizzati. Le principali specie associate appetibili sono Echiochylon fruticosum, Helianthemum lippii (foto), Gymnocarpos decander, Salvia aegyptiaca (foto) e Pituranthos spp.. La densità di specie sia perenni che annuali è elevata nelle aree stabilizzate. Questa vegetazione è pascolata prevalentemente in primavera e all'inizio dell'estate. 7) Altopiani salini, caratterizzati da Suaeda pruinosa, semi-arbustivo tollerante la salinità, con bassa diversità e densità di specie, pascolati all'inizio dell'estate e in autunno. 8) Catena principale dell'area meridionale, dove la specie dominante è l'arbusto Anabasis articulata, pascolato tutto l'anno dai cammelli e in inverno, da pecore e capre. Alcune essenze foraggere quali Medicago sativa, Trifolium alexandrinum, Lolium multiflorum e Pennisetum purpureum sono coltivate principalmente per foraggio e occasionalmente destinate a pascolo. I pascoli, soprattutto nella zona costiera, sono stati esposti al degrado causato dalla trasformazione in terreni agricoli e al pascolo eccessivo che hanno portato al restringimento della composizione botanica.
 Libia 

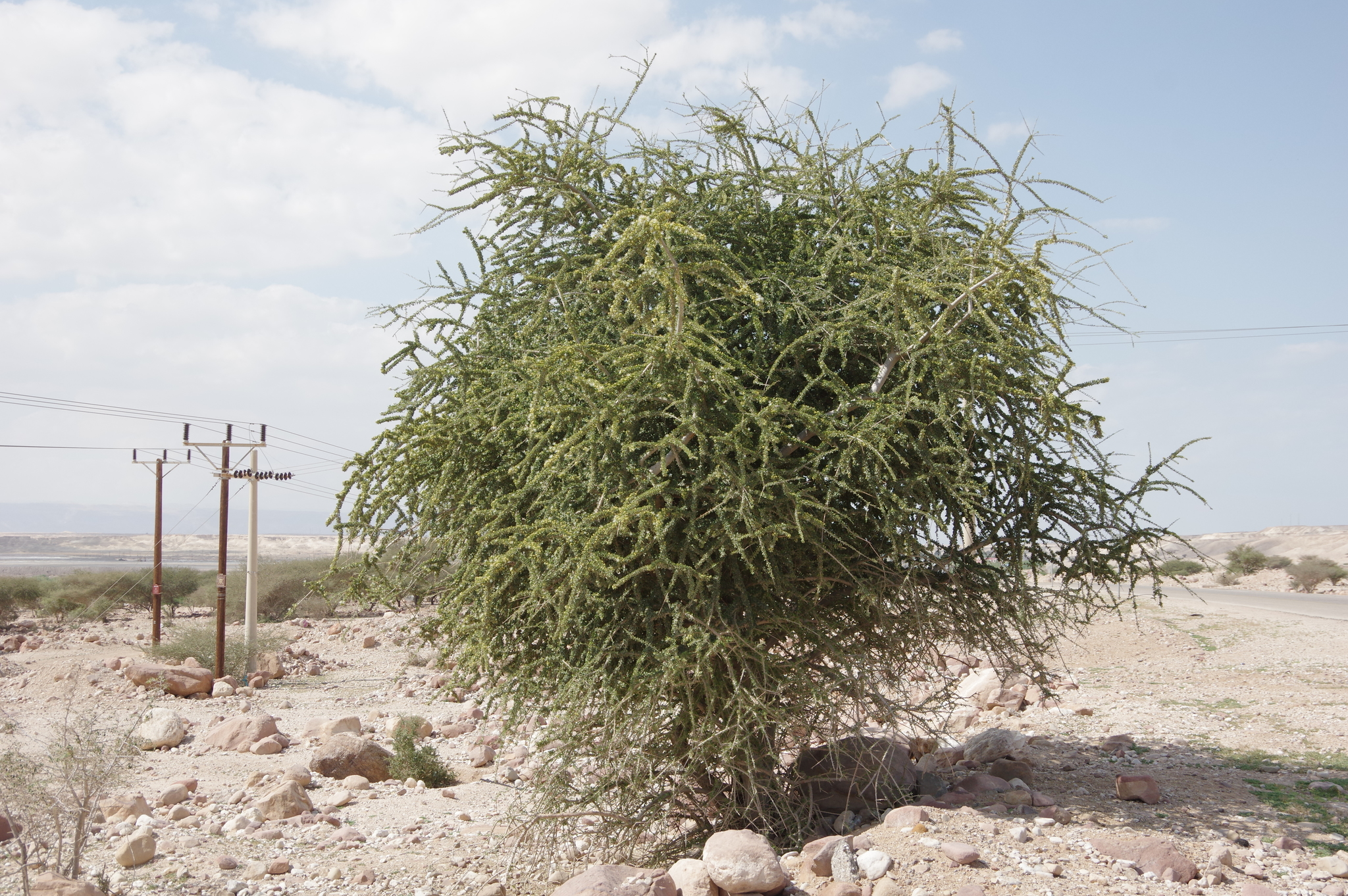
Maerua crassifolia

La Libia ha una superficie totale di circa 1,76 milioni di Km². Confina a nord con il Mar Mediterraneo, a est con l'Egitto, a sud-est con il Sudan, a sud con il Ciad e il Niger e ad ovest con l'Algeria e la Tunisia. Circa il 93% della superficie terrestre riceve meno di 100 mm di pioggia all’anno. I pascoli permanenti ammontano a 13,3 milioni di ettari, il bestiame a 7 milioni di ruminanti minori. Il periodo di pascolamento è breve e pecore e cammelli transumano dai pascoli di inverno a quelli estivi a nord. La composizione della vegetazione varia soprattutto in funzione della piovosità - che decresce procedendo dalla costa verso il deserto - e dell’altitudine. Si possono distinguere quattro regioni fisiografiche: 1) il Sistema costiero, una fascia larga alcune decine di chilometri che va dal confine con la Tunisia a quello con l’Egitto e riceve 200 – 250 mm di pioggia all’anno. 2) il Sistema montano, che comprende il Gebel Nefusa a ovest e gli altopiani del Jabal Akhdar a est, con piovosità di 100 – 210 mm. 3) il Sistema predesertico che riceve da 50 a 150 mm; e 4) il Deserto del Sahara nel quale le precipitazioni sono quasi nulle. Nella porzione occidentale del Sistema costiero le specie legnose più comuni comprendono Calotropis procera, Calicotome villosa, Helianthemum lippii, Lycium europaeum, Pistacia lentiscus, Searsia tripartita, Ziziphus lotus e varie specie di Tamarix. Nella vegetazione a macchia (“maquis”) della pianura di Bengasi, più umida, Juniperus phoenicea è la specie più abbondante insieme ad Arbutus unedo, Pistacia lentiscus e Rhus oxyacantha. Nei letti degli “uadi” crescono Ceratonia siliqua, Olea europaea e Quercus coccifera. Nello strato erbaceo dominano Adonis macrocarpa, Drimia maritima, Salicornia spp. e Stipagrostis pungens (foto). In altre aree sono diffusi Artemisia campestris (assenzio di campo), Dactylis glomerata, Lygeum spartum, Polygonum maritimum e le comunità Thymelaea-Helianthemum-Echiochilon, Lygeum-Artemisia e Suaeda-Halocnemum. Tra gli arbusti, Ziziphus lotus, Haloxylon articulatum e Lycium europaeum. Il Sistema montano comprende principalmente Jabal al Nafusa e Jabal al Akhdar. Il primo è una delle aree di transizione tra il Mediterraneo e il deserto, la cui vegetazione è composta da alberi e arbusti, tra cui Acacia tortilis (foto), Ballota deserti, Calligonum comosum, Ceratonia siliqua, Olea europaea, Pistacia spp. e Searsia tripartita. Alcune delle numerose erbacee perenni sono le seguenti: Anacyclus monanthos, Anthemis secundiramea, Briza maxima, Bromus madritensis, Centaurea spp., Crupina crupinastrum, Hedysarum spinosissimum, Helichrysum stoechas, Glebionis segetum, Ismelia carinata, Launaea udicaulis, Leopoldia comosa, Medicago polymorpha, Phagnalon rupestre, Plantago spp., Stipa tenacissima, Tripodion tetraphyllum, Trifolium tomentosum, Urospermum dalechampii, Vicia spp. e Volutaria inaica. Gli altopiani di Jabal Al Akhdar, presentano due formazioni vegetali: una densa macchia (“maquis”) che ne copre il 70-80% e la steppa. Il “maquis”, che contiene il 90% circa della flora libica, è in parte dominato da Ballota spp., Eryngium spp., Phlomis floccosa, Pistacia lentiscus e Thapsia garganica, mentre in altre parti presenta una mescolanza formata da Cistus spp., Olea europaea, Quercus coccifera, Rhamnus spp., Sarcopoterium spinosum (foto), Searsia tripartita e Ziziphus lotus. La steppa è dominata da Anabasis articulata, Artemisia spp., Atriplex halimus, Clinopodium insulare, Drimia maritima, Ononis spp., Retama spp., Sarcopoterium spinosum, Scilla spp., Thymbra capitata, Tolpis virgata, Zilla spinosa e Ziziphus lotus. Il Sistema predesertico presenta una grande varietà di comunità vegetazionali tra le quali prevalgono, nei suoli salini e sabbiosi, Lygeum-Artemisia, Retama-Artemisia, Suaeda-Halocnemum, Thymelaea-Helianthemum-Echiochilon e Plantago coronopus, Salsola spp., Stipa spp.. Nelle aree più umide e fertili abbondano Deverra tortuosa, Gymnocarpos-Anthyllis, Pistacia-Ziziphus, Ziziphus-Cynodon, Acacia spp. e Haloxylon scoparium. Artemisia herba-alba appare soprattutto nei suoli sfruttati da agricoltura e pascolo eccessivo. Nella piana di Bengasi e in Marmarica, la vegetazione legnosa è rappresentata dagli alberi Pistacia lentiscus, Rhus oxyacantha, Ziziphus lotus e da arbusti (Haloxylon salicornicum, Peganum harmala, Retama raetam e Thymelaea irsuta). Le specie erbacee dominanti comprendono Phalaris minor e Stipagrostis pungens, mentre Artemisia herba-alba, Phlomis floccosa, Rhamnus lycioides, Searsia tripartita, Thymus capitatus e Ziziphus lotus preferiscono le depressioni, più umide. Il Deserto comprende la zona montana di El Harouge la cui vegetazione è rappresentata da Acacia tortilis, Anabasis articulata, Bromus rubens, Citrullus colocynthis, Cornulaca monacantha, Cymbopogon schoenanthus, Echiochilon fruticosum, Fagonia spp., Genista spp., Hyoscyamus muticus, Monsonia nivea, Maerua crassifolia (foto), Panicum turgidum, Pergularia tomentosa, Retama raetam, Rhanterium suaveolens, Tamarix spp., Tetraena alba, Traganum nudatum, Zilla spinosa. Più a sud, si incontra una vegetazione di arbusti e alberi bassi costituita da Acacia spp., Balanites aegyptiaca, Nitraria retusa, Salvadora persica, Tamarix spp. e Ziziphus spina-christi.
 Tunisia 

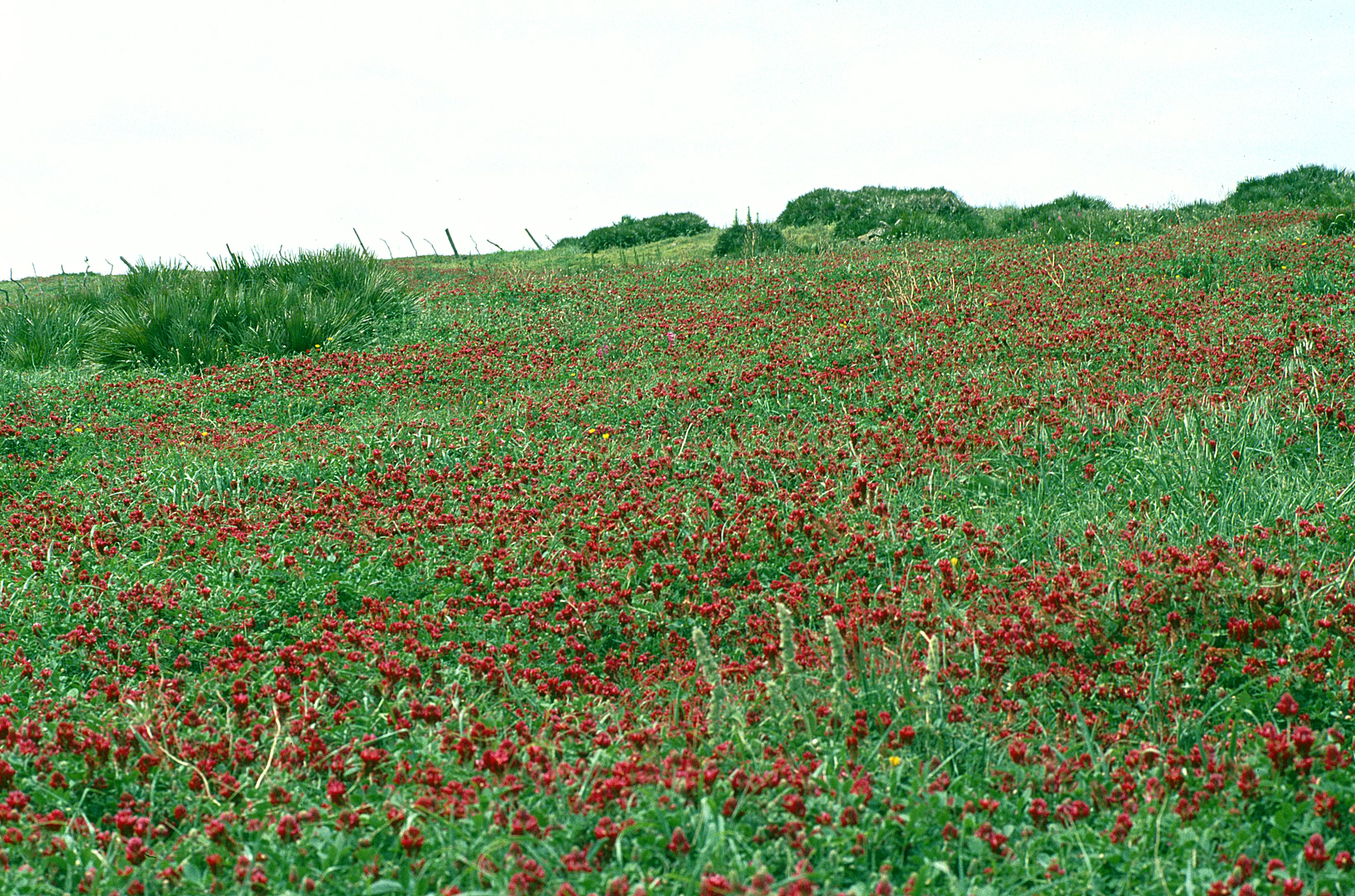
Hedysarum coronarium

La Repubblica di Tunisia confina a nord e ad est con il Mediterraneo, a sud con la Libia e ad ovest con l'Algeria. A causa della sua posizione geografica, il paese è sotto l'influenza del clima mediterraneo a nord e del clima desertico a sud, mentre la zona centrale mostra le caratteristiche di entrambi i climi. La piovosità media annua varia da meno di 100 mm nell'estremo Sud a oltre 1.200 mm nell'estremo Nord. Il patrimonio zootecnico è rappresentato da 750.000 capi bovini, 6,7 milioni di capi ovini e 1,4 milioni di caprini. L’allevamento bovino interessa soprattutto il Nord. I ruminanti minori pascolano sulle colline e nelle steppe centrali e meridionali in inverno e sulle stoppie al Nord in estate, durante la transumanza. Il bestiame si alimenta anche sulle maggesi dall'autunno alla primavera e sulle stoppie. Quasi un quarto del territorio è costituito da pascoli, che occupano circa 5,5 milioni di ettari, di cui l'87% si trova nelle zone aride e desertiche (rispettivamente 45% e 42%). Circa 135 specie sono specifiche dei pascoli desertici, le famiglie predominanti sono Asteracee, Poacee, Brassicacee, Chenopodiacee e Fabacee. Nel territorio nazionale si individuano tre zone agro-ecologiche: il Nord, il Centro e il Sud. 1) Al Nord la vegetazione è rappresentata dai boschi naturali, dalla macchia (“maquis”) e dai pascoli. Tra le graminacee più comuni si distinguono: Avena bromoides, A. sterilis, Dactylis glomerata, Festuca arundinacea, Hyparrhenia hirta, Imperata cylindrica, Koeleria spp., Lolium multiflorum, L. perenne, L. rigidum, Oryzopsis miliacea, Phalaris spp. (spesso associate a specie del genere Hedysarum), Phleum pratense, Sorghum halepense e leguminose quali: Anthyllis tetraphylla, A. vulneraria, Astragalus hamosus, A. caprinus, Hedysarum coronarium, H. spinosissimum, Lathyrus aphaca, Lotus spp., Medicago spp. (M. ciliaris, M. falcata, M. littoralis, M. orbicularis, M. polymorpha, M. sativa), Trifolium fragiferum (spesso in associazione con Festuca arundinacea),  T. cherleri, T. isthmocarpum, T. resupinatum e T. subterraneum). All’interno di questa zona, la Dorsale, che si allunga da ovest a est, rappresenta uno spazio di transizione tra il nord ed il centro-sud del paese. Nelle zone montane, il bosco e la macchia sono composti da Arbutus unedo, Calicotome villosa, Erica arborea, Myrtus communis, Olea europea, Phillyrea angustifolia, Pistacia lentiscuss, Quercus spp. e Smilax aspera. Nelle zone pianeggianti dominano associazioni di Stipa tenacissima e Lygeum spartum. 2) Nella Zona Centrale si riscontrano le associazioni tipiche che comprendono Traganum nudatum - Suaeda mollis e Hammada schmittiana - Retama raetam, sui suoli sabbiosi; Anthyllis sericea - Gymnocarpos decander e Calligonum comosum - Anthyllis sericea che si sviluppano su suoli sabbiosi o grossolani; Hammada scoparia - Helianthemum kahiricum e Hammada schmittiana - Hammada scoparia sulle steppe limose. Nelle aree basse ed umide, spesso caratterizzate da gradi diversi di salinità, le specie alofile legnose, di cui molte si trovano anche nel Sahara, sono Tamarix spp., Atriplex spp., Haloxylon spp., Limoniastrum guyonianum, Nitraria retusa, Salicornia spp., Salsola tetrandra, S. villosa, Suaeda mollis, Traganum nudatum e Zygophyllum album; specie perenni dei generi Aeluropus, Sporobolus e Puccinellia e le annuali Frankenia spp., Hordeum maritimum, Lepturus cylindricus e Melilotus spp.. Altre specie erbacee comuni sono Ampelodesma mauritanica, Aristida pungens, Artemisia herba-alba, A. campestris, Astragalus armatus, Cynodon dactylon, Stipa tenacissima e, tra gli arbusti, Fumana spp., Globularia alypum, Rosmarinus officinalis, Thymus spp.. A sud di Gafsa, grandi depressioni (“Chott”) segnano l’inizio del Grande Erg. 3) Il Sahara, con le caratteristiche dune di sabbia separate da depressioni sabbiose, talvolta anche umide, dove si sviluppa una vegetazione molto sparsa che comprende Anthyllis spp., Aristida pungens, Artemisia spp., Cynodon dactylon, Echiochilon fruticosum, Gymnocarpos decander, Helianthemum kahiricum,  Periploca angustifolia, Plantago albicans, Retama retam, Rhanterium suaveolens, Seriphduim herba-album, Stipa lagasca, S. tenacissima, Stipagrostis ciliata, S. pungens e Traganum nudatum. La flora pastorale delle maggesi pascolate comprende perlopiù specie caratteristiche della zona settentrionale. Il pascolo coltivato ed il miglioramento dei pascoli naturali si basano principalmente su varie specie di Medicago annuali, trifoglio sotterraneo, loietto e arbustive autoctone tra le quali Calligonum comosum, Periploca leavigata, Retama raetam, Rhus tripartitum e R. pentaphylla. Le cause della desertificazione sono molteplici e spesso interconnesse. Tra queste figurano il pascolamento eccessivo, il taglio esagerato delle piante per la legna da ardere, l’agricoltura inappropriata e la cattiva gestione.
 Algeria 

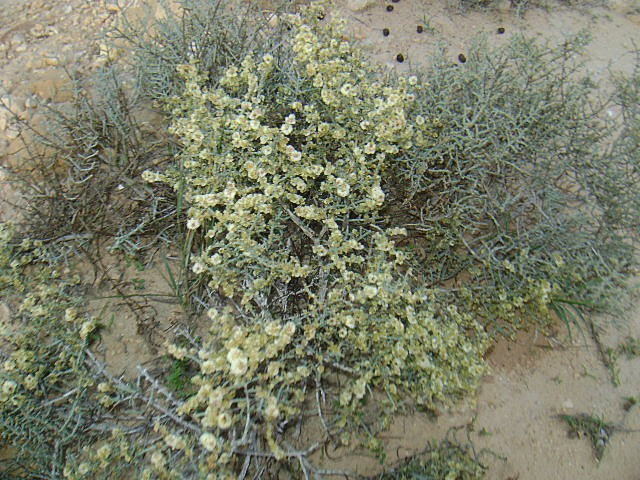
Arthrophitum scoparium

La Repubblica Democratica e Popolare d'Algeria confina a nord con il Mar Mediterraneo, a sud con il Mali e il Niger, a ovest con il Marocco e il Sahara occidentale ad est con Tunisia e Libia. La superficie totale è di 2,4 milioni di Km², di cui quasi il 90% in zone desertiche e aride. Il patrimonio zootecnico è costituito da 1,6 milioni di capi bovini, 18,7 milioni di ovini e 3,2 milioni di caprini. L’allevamento estensivo è basato sulla tradizionale transumanza tra alti pascoli e pianura. Il clima varia dal mediterraneo al nord all’iper-arido del sud. Le precipitazioni hanno gradiente negativo da est a ovest e da nord a sud. Le associazioni rappresentate da Stipa tenacissima, Arthophytum scoparium, Lygeum spartum e Artemisia herba-alba sono tra le più importanti formazioni vegetali che compongono le regioni steppiche algerine. Nel pascolo naturale, che si estende su circa 31 milioni di ettari, si distinguono le seguenti zone pastorali: 1) Il sistema Tell, che comprende una successione di massicci montuosi costieri e pianure nel nord dell'Altopiano di Algeri-Orano, sui pendii meridionali dell'Aurès, sui monti di Ouled Nâils e di Nemachas. Questo sistema, che beneficia di una pluviometria annua di 300 – 400 mm e corrisponde alla steppa del clima semiarido, è caratterizzata da vegetazione steppica come Artemisia, Stipa tenacissima e Lygeum spartum. I pascoli arbustivi dominano nelle regioni meglio irrorate (pendici dell’Atlante sahariano). Le principali famiglie di questo tipo di pascolo sono le Mimosoideae, le Euphorbiaceae, le Asclepiadaceae e le Capparidaceae. Negli “uadi” e nelle aree umide si incontrano Pistacia atlantica e arbusti tra cui Artemisia herba-alba, Atriplex halimus, Genista spp. (G. saharae, G. quadriflora), Thymus algeriensis e Ziziphus lotus. 2) Le Alte pianure steppiche, che comprendono le Pianure dell'Oranese Meridionale e dell'Algeria Meridionale e la steppa orientale, formata dagli altipiani nel sud di Costantina delimitati dai massicci dell'Aurès e del Némemchas. Questi pascoli costituiscono la parte più importante rappresentando la transizione con i pascoli specificamente sahariani. Le steppe di Artemisia herba-alba coprono circa tre milioni di ettari nella zona arida superiore e media con inverni freschi e freddi con precipitazioni comprese tra 100 e 300 mm. Le steppe di Lygeum spartum occupano due milioni di ettari. Le formazioni psammofile, principalmente steppe erbose con Aristida pungens e Thymellaea microphylla, e le steppe arbustive con Retama raetam caratterizzano la fascia con piovosità annua tra 100 e 300 mm corrispondente alle aride steppe meridionali e pre-sahariane che hanno una copertura vegetale molto più rada, con pascoli magri su suoli scheletrici. 3) Il Sahara a sud dell'Atlante è costituito da altipiani comprendenti il massiccio vulcanico dell'Hoggar, pianure (“reg” ed “erg”) e depressioni più o meno salinizzate. La vegetazione ad Hammada scoparia forma steppe camefite e cespugliose con una bassa copertura del suolo, caratteristiche delle aree con piovosità annua inferiore a 100 mm. La vegetazione erbacea (Aristida obtusa, A. pungens, Lithospermum collosum, Panicum turgidum, Rhanterium suavedens e Zilla spinosa) è psammofila. Nelle depressioni e nelle aree interdunali crescono cespugli (Calligonum comosum, Genista saharae, Retama raetam e Ziziphus lotus) e alcuni alberi (Acacia spp., Calligonum spp., Tamarix aphylla). Nelle depressioni dei “daya” e degli “uadi”, esistono endemismi come Anastatica hyrochuntina, Neurada procumbens e Pituranthos spp.. Anche le “hammada” presentano spesso specie endemiche, come Anabasis aretioides, Gymnocarpos decander e Helianthemum lippii. Le steppe alofite coprono circa un milione di ettari nelle diverse zone pastorali e sono costituite da vegetazione alofita attorno alle depressioni saline. Le piante più comuni in queste formazioni arbustive sono Atriplex halimus, A. glauca, Frankenia thymifolia, Salsola sieberi, S. vermiculata e Suaeda fruticosa. Le piante che compongono questi pascoli sono classificate in a) permanenti, con piante carnose, molto resistenti alla siccità e le cui foglie sono ridotte allo stato di spine (Zilla spinosa, Anabasis articulata, Aristida pungens) e b) annuali, principalmente Composite, Crucifere, Leguminose, Malvacee, Geraniacee e Resedacee (Aristida plumosa, Lolium perennee, Moretia canescens, Neurada procumbens e Plantago albicans sulle dune sabbiose o pietrose e Diplotaxis acris, Echium plantagineum, Limonium sinuatum, Taraxacum leavigatum e Zygophyllum simplex nelle depressioni e nei letti degli “uadi”), che germinano dopo le piogge, molto appetite dal bestiame, ma di breve disponibilità. L'introduzione di arbusti da foraggio come Atriplex nummularia, A. vescicaria, Medicago arborea e Opuntia ficus-indica ha permesso avviare il processo di miglioramento di pascoli degradati. Il grave degrado dei pascoli e la loro riduzione sono legati all'azione combinata dell’eccessivo sfruttamento della copertura vegetale dovuto alla modalità di utilizzazione basata non sui pascoli, ma sui punti d'acqua, e all’irregolarità delle piogge.
 Marocco 

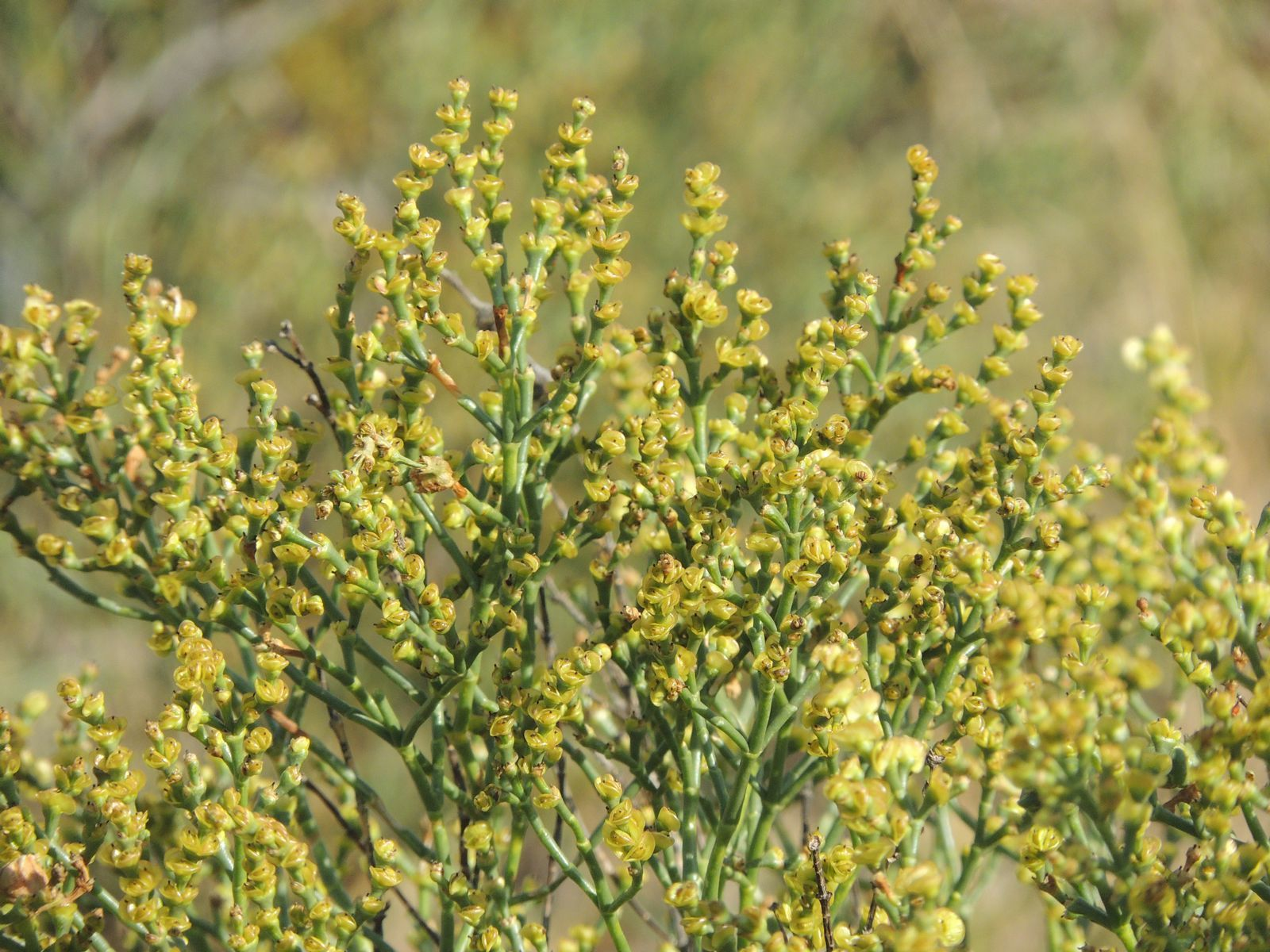
Anabasis aphylla

Il Regno del Marocco è situato nella parte nord-occidentale dell'Africa e confina a ovest con l'Oceano Atlantico, a nord con il Mar Mediterraneo, a est e a sud con l'Algeria e la Mauritania rispettivamente. La superficie totale è di 710.850 km², di cui il 78% in zone desertiche e aride. Il Marocco è dominato dal clima mediterraneo tuttavia, a causa della sua posizione latitudinale e dell'influenza dell’Oceano Atlantico e Mar Mediterraneo, e quello delle catene montuose dell'Atlante tra il nel sud del Sahara e nelle altre zone, le condizioni climatiche sono piuttosto diversificate. La piovosità media annua varia da meno di 100 mm a oltre 1.000 mm. Il patrimonio zootecnico è costituito da circa 2,7 milioni di bovini, 17 milioni di pecore e 5,3 milioni capre, oltre a 200.000 cammelli e 1,5 milioni di equini. I pascoli dell’Atlante sono utilizzati in estate dalle mandrie transumanti provenienti dalle zone più basse. Nel pascolo naturale, che si estende su circa 53 milioni di ettari, si distinguono le seguenti zone pastorali: 1) gli Altipiani orientali e la Valle della Moulouya; 2) il Medio e l'Alto Atlante; 3) il monte Rif ed aree confinanti; 4) la Mamora e l'Altopiano Centrale; 5) le pianure e gli altipiani a nord delle montagne dell'Atlante; 6) la meseta costiera atlantica; 7) l'area dell'Argan; 8) gli ecosistemi presahariani (11% del totale dei pascoli); 9) gli ecosistemi sahariani, che rappresentano l’88% del totale dei pascoli. 1) L'Altopiano Orientale e la Valle Moulouya, caratterizzati da steppe dominate da Stipa tenacissima, talvolta associata a specie dei generi Aristida, Festuca, Salsola, Thymus e dalle specie Artemisia herba-alba,  Anabasis aphylla (foto), Frankenia corymbosa, Hammada scoparia (foto), Lygeum spartum e Teucrium polium. 2) l'Atlante, ricoperto da boschi, arbusti e praterie con vegetazione erbacea comprendente Adenocarpus boudyi, Bromus spp., Cynosurus elegans, Dactylis glomerata, Festuca spp, Genista spp., Festuca spp., Globularia spp., Hieracium pseudopilosella, Medicago spp., Poa bulbosa, Scorzonera pygmea, Stipa spp. e Trifolium spp.. 3) i monti del Rif, che si estendono lungo i 400 chilometri della costa mediterranea e circa 100 chiliometri nell'entroterra. Boschi e cespugliati di questa zona sono composti da Arbutus unedo, Cistus spp., Erica arborea, Hyparrhenia hirta, Piptatherum miliaceum, Pistacia lentiscus e da erbe perenni tra cui Cynodon dactylon, Dactylis glomerata e Hyparrhenia hirta. 4) la Zona di Mamora-Zaers, situata in Mamora e sugli altopiani Centrali. La vegetazione è costituita da boschi e arbusti come Pistacia lentiscus, Phillyrea angustifolia, Rhus pentaphylla e piante erbacee perenni (Aristida tunetana, Cynodon dactylon, Dactylis glomerata, Holcus lanatus, Hyparrhenia hirta, Stipa gigantea) e annuali (Brachypodium distachyum, Bromus sterilis, Lolium multiflorum, Tolpis barbata e Trifolium spp). 5) le Pianure e Altopiani del Nord dell'Atlante, in cui le specie principali sono Asphodelus tenuifolius, Calendula bicolor, Cenchrus ciliaris, Chamaerops humilis, Diplotaxis spp., Eruca vesicaria, Hyparrhenia hirta, Lavandula dentata, Macolmia patula, Medicago spp., Notoceras bicorne, Peganum harmala, Stipa capensis, Ziziphus lotus. 6) la Meseta costiera, prevalentemente coltivata. La vegetazione naturale è costituita da specie erbacee quali Asphodelus microcarpus, Bromus rigidus, Lotus maroccanus, Paronychia argentea, Plantago coronopus, Rumex bucephalophorus, Spergularia fimbriata e Vulpia myuros. 7) la zona dell'Argania, che comprende le pianure costiere tra la regione di Essaouira e l'Atlante. L’argania (un albero sul quale le capre si arrampicano per brucarne le fronde e i frutti) (foto) è spesso associata con Chamaerops humilis, Genista spp., Olea europea e Pistacia lentiscus. Tra le specie erbacee: Artemisia herba-alba, Stipa capensis e Ziziphus lotus. 8) la zona Pre-sahariana, delimitata dalle isoiete di 100 mm e 200 mm, comprendenti i versanti meridionali sia dell'Alto Atlante che dell'Anti-Atlante. Le steppe sono composte da Anvillea radiata, Artemisia herba-alba, Launaea acanthoclada, Stipa parviflora e Thymus spp. Altre specie includono Aristida obtusa, Atractylis serratuloides, Cymbopogon schoenanthus, Farsetia spp., Fredolia aretioides, Gymnocarpos decandrum, Hammada scoparia, Launaea arborescens, Limoniastrum fei, Limonium spp. e Zilla macroptera. 9) la zona Sahariana in cui il tipo di savana più esteso ha una flora pabulare composta da Aristida spp. e Hammada scoparia. Le più produttive sono le steppe degli “uadi” composte da Atriplex halimus, Limoniastrum ifniense, Nitraria retusa, Retama retam, Tamarix spp., e le steppe alofile composte principalmente da Suaeda e Zygophyllum spp., tra le altre specie, Calligonum comosum, Launaea arborescens, Lycium intricatum (foto), Salsola tetrandra e Zygophyllum waterlottii. Ogni anno, più di due milioni di ettari sono lasciati a maggese e utilizzati per il pascolo stagionale, le specie più comuni appartengono a molti generi tra cui Bromus, Diplotaxis, Eryngium, Malcolmia, Medicago, Stipa e Vicia. Le principali essenze coltivate o impiegate per il miglioramento dei pascoli naturali sono le graminacee perenni Dactylis, Festuca, Agropyron e le leguminose Medicago annuali e i trifogli, oltre agli arbusti foraggeri Atriplex, Acacia ed altri autoctoni. Si devono in parte al pascolo eccessivo, alla coltivazione di terreni marginali e alla raccolta incontrollata di legna combustibile e di piante per scopi commerciali il degrado delle risorse pabulari, la perdita di fertilità e la salinizzazione del suolo.

### Ecoregione afrotropicale
Africa occidentale

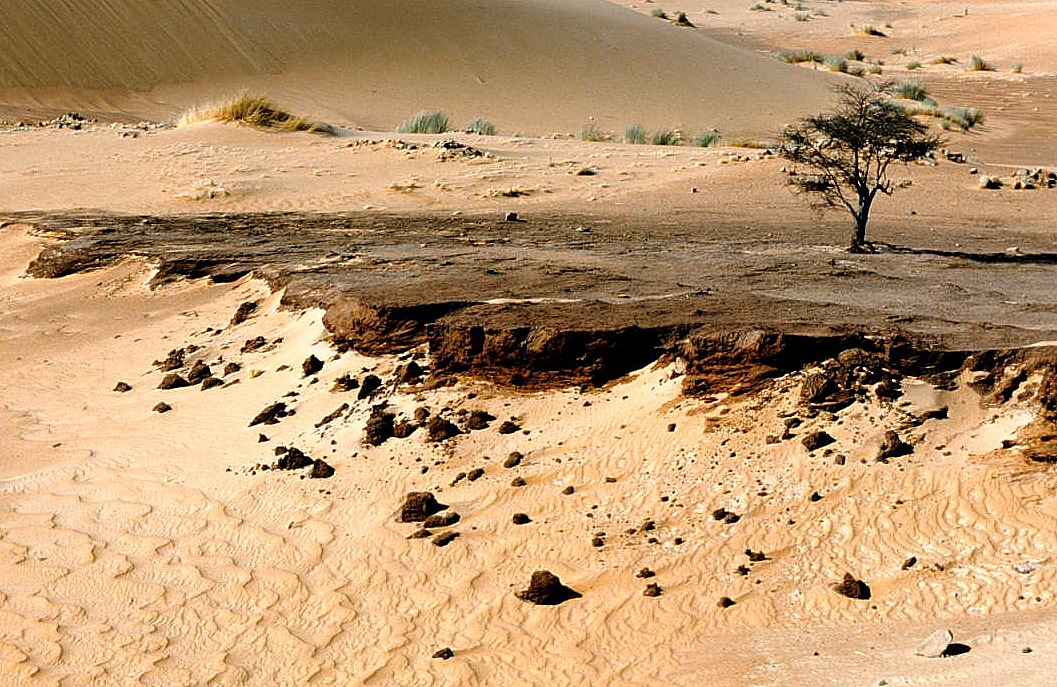
Albero solitario nella parte del deserto non ricoperta di sabbia in Mauritania.

Dal Tropico del Cancro al Golfo di Guinea, si possono considerare le seguenti zone principali: 
1. la zona dal clima desertico;
2. i pascoli del Sahel in climi da subdesertici a tropicali secchi, generalmente con un basso grado di copertura boscosa;
3. i pascoli sudanesi dei climi tropicali semi-umidi, con vegetazione derivata da foreste rade;
4. i pascoli guineani dei climi umidi equatoriali o d'alta quota, con vegetazione derivata da fitte foreste.

Due sono i principali gruppi etnici dediti all'allevamento del bestiame, i Tuareg, che vivono ai margini del deserto e dei quali alcuni sono pastori transumanti, e gli agro-pastori Fulani che occupano lo spazio meridionale del Sahel.
La zona sahariana è iperarida con precipitazioni scarse (meno di 100 mm annui), casuali o accidentali, le temperature sono elevate con grandi differenze tra il giorno e la notte. I terreni sono sabbiosi o sassosi, con scarsa capacità di ritenzione idrica. Il foraggio è spesso fornito da piante perenni e integrato dalle piante annuali che appaiono in seguito a precipitazioni casuali. Alcune Poaceae come Panicum turgidum, Lasiurus scindicus, Chrysopogon aucheri, Stipagrostis spp. svolgono un ruolo fondamentale. Altre annuali sembrano essere molto significative: Schouwia thebaica, Citrullus colocynthis o Astragalus vogelii. I terreni salini di questa zona si ricoprono nella stagione delle piogge di uno strato erbaceo molto denso formato da Atriplex halimus, Ipomoea verticillata, Suaeda e Zygophyllum spp..
La zona del Sahel è caratterizzata da una lunga stagione secca da 9 a 11 mesi, con precipitazioni comprese tra 200 e 600 mm. I terreni sono o sabbiosi di origine eolica e formano dune separate da numerosi penepiani, oppure scheletrici su affioramenti rocciosi e corazze. Nel Sahel predominano le erbe annuali, se il loro valore energetico rimane soddisfacente fino alla metà della stagione secca, il loro contenuto di azoto risulta insufficiente dalla fine delle piogge, a partire dalla fruttificazione. Lungo il gradiente climatico Sud-Nord del dominio saheliano, alcune specie vegetali sono molto estese. È il caso delle specie legnose Balanites aegyptiaca, Capparis decidua, Commiphora africana, Maerua crassifolia e Ziziphus spina-christi e della graminacea perenne Andropogon gayanus. La componente erbacea delle dune settentrionali è dominata da Aristida mutabilis, Cenchrus biflorus e Schoenfeldia gracilis. A sud è importante ancora Schoenfeldia gracilis; nelle pianure alluvionali dei fiumi, le praterie con piante perenni come Echinochloa stagnina, Oryza barthii e Vossia cuspidata forniscono un ottimo pascolo quando le inondazioni si sono ritirate. Varie specie di Acacia dominano la savana insieme a Balanites aegyptiaca; affioramenti di laterite e corazze sono colonizzati da Combretum nigricans, Guiera senegalensis, Lannea acida e Sclerocarya birrea.
La zona sudanese è da semiarida a subumida, con precipitazioni annuali comprese tra 600 e 1.100 mm, che consentono attività agricole più intense con una certa garanzia di successo. L'allevamento è sedentario con migrazione stagionale ed è sempre più integrato con la produzione agricola. Sui suoli sabbiosi ferralitici delle savane, le specie dominanti dello strato erboso sono Aristida mutabilis, A. sieberiana, Loudetia hordeiformis e Panicum nigerense e, su alcune dune isolate, Anropogon gayanus. Queste si trovano associate a Aristida stipoides, Cenchrus biflorus, Digitaria gayana, Diheteropogon grandiflorus, Eragrostis tremula e altre graminacee. Lungo l'alveo del fiume Niger si trovano specie come Andropogon gayanus, Brachiaria xantholeuca, Hyparrhenia involucrata e H. cyanescens; su suoli idromorfi sono frequenti Hyperthelia dissoluta e Andropogon pseudapricus. Sugli altopiani, lo strato erboso è costituito principalmente da piante annuali come Andropogon fastigiatus, A. pseudapricus, Aristida adscensionis, Brachiaria xantholeuca, Elionurus elegans, Eragrostis spp., Pennisetum pedicellatum, Schoenefeldia gracilis, insieme ad alcune piante perenni che talvolta dominano (Loudetia simplex o Loxodera lermannii). Le “Bourgoutières” sono pascoli temporaneamente inondati dal fiume Niger in Mali e in Niger, se ne possono distinguere diversi tipi con Brachiaria mutica, con Echinochloa stagnina e Oryza longistaminata, specie che possono colonizzare anche i bordi degli specchi d'acqua e dei fiumi calmi. Le maggesi costituiscono, come per l'area saheliana, importanti risorse foraggere complementari.
Nella zona guineana, le piogge durano da cinque a sette mesi. Lo strato arboreo è dominato da Daniella olivieri, Isoberlina doka, Lophira lanceolata. Il manto erboso è costituito principalmente da piante perenni in ciuffi generalmente distanziati. Hyparrhenia diplandra è la specie dominante, alla quale sono associate Hyparrhenia rufa, su suoli profondi e nelle regioni di alta quota; Loudetia arundinacea e Schizachryium spp., su terreni ghiaiosi e Imperata cylindrica nel settore forestale. Le parti meridionali e umide dell'Africa occidentale non sono aree di pascolo. Le mosche tse-tse (Glossina spp.), vettori della tripanosomiasi, rappresentano un grave ostacolo all'espansione dell'allevamento. I pascoli coltivati più comuni sono Brachiaria ruziziensis, Panicum maximum, Andropogon gayanus e Hyparrhenia rufa tra le graminacee e Centrosema pubescens, Mucuna pruriens, Puerariaphaseoloides, Stylosanthes guianensis e S. hamata tra le leguminose. Le parti meridionali e umide dell'Africa occidentale non sono aree di pascolo. Le mosche tse-tse (Glossina spp.), vettori della tripanosomiasi, rappresentano un grave ostacolo all'espansione dell'allevamento di animali.
 Savana ad acacia del Sahel 

Il Sahara (in arancione chiaro) e il Sahel (in arancione scuro)

Il Sahel è un'ecoregione di transizione di praterie semi-aride, savane e arbusti spinosi che si trovano tra il Sahara a nord e la boscosa savana sudanese a sud, situata tra le isoiete di 200 e 600 mm. È una fascia larga da poche centinaia a più di mille chilometri, che si estende dalla costa atlantica del Senegal e della Mauritania, fino alla costa del Mar Rosso del Sudan e dell'Eritrea; l'area è relativamente pianeggiante, interrotta da alcune montagne nel nord del Sahel e nel centro-est della regione. Allevatori stanziali e transumanti (Fulani, Tuareg e varie etnie di origine nilotica) vi allevano zebù, ruminanti minori e cammelli. Si distinguono le seguenti zone climatiche: 
1. al nord, la zona iperarida sub-desertica riceve meno di 200 mm di pioggia all'anno per due mesi (metà luglio - metà settembre); la vegetazione è rara e costituita prevalentemente da arbusti;
2. al margine meridionale del Sahara, la zona arida (il Sahel tipico) dove le precipitazioni sono rare, irregolari e relativamente scarse (meno di 400 mm all’anno), distribuite in un breve periodo, da giugno a fine settembre;
3. la zona di transizione Sahelo-Sudanese, con precipitazioni annuali che vanno dai 400 mm al nord ai 600 mm al sud;
4. l'area degli altopiani dell'Africa orientale;
5. i pascoli alluvionali-recessivi costituiti da prati acquatici inondati durante i periodi di piena dei grandi fiumi trans-saheliani, verso la fine della stagione delle piogge.

Il Sahel è prevalentemente coperto da praterie e savana, con aree di boschi e arbusti. La copertura è dominata da specie erbacee annuali come Aristida stipoides, Cenchrus biflorus, Schoenefeldia gracilis e perenni come Andropogon gayanus (foto). Le specie legnose dominanti, che forniscono alimenti proteici durante la stagione secca, sono acacie (Acacia tortilis che è la più comune, A. senegal e A. laeta). Altre specie molto diffuse includono Balanites aegyptiaca, Boscia senegalensis, Commiphora africana, Faidherbia albida e Guiera senegalensis. Nella parte settentrionale del Sahel, aree di arbusti desertici, tra cui Aristida sieberana e Panicum turgidum, si alternano ad aree di prateria e savana.
Nel Sahel sub-desertico le specie legnose sono sparse in formazioni molto aperte, con Acacia raddiana e Leptadenia pyrotechnica; il tappeto erbaceo è ricco di ciuffi di graminacee perenni come Aristida pallida, A. papposa, Cyperus jeminicus e Panicum turgidum, oltre alle graminacee annuali Aristida mutabilis e Cenchrus biflorus su substrato sabbioso; Aristida funiculata e Schoenefeldia gracilis nelle depressioni.
Nel Sahel tipico, Acacia spp. e Boscia senegalensis sono le specie legnose più comuni. Le specie arbustive comprendono Capparis decidua, Maerua crassifolia, Salvadora persica e Ziziphus spina-christi (foto). Le graminacee perenni (Cymbopogon proximus, Andropogon gayanus) non sono abbondanti, mentre le graminacee annuali diventano dominanti e costituiscono un tappeto erbaceo alto da 80 cm a 100 cm, con Aristida mutabilis e Cenchrus biflorus su terreni sabbiosi e Aristida adscensionis, A. funiculata, Panicum laetum e Schoenefeldia gracilis su penepiani e depressioni. Sui terreni sabbiosi sono comuni diverse specie erbacee tra cui Alysicarpus ovalifolius, Blepharis linariifolia, Tephrosia purpurea e Zornia glochidiata.
Nella zona di transizione Sahelo-Sudanese, numerose specie ubiquitarie sudanesi si mescolano con le specie tipiche del Sahel (Andropogon gayanus, Aristida hordeacea, Cenchrus biflorus, Diheteropogon hagerupii) e la copertura legnosa si fa più fitta con Acacia seyal, Bauhinia rufescens, Combretum spp., Erythrina spp.). Gliricidia sepium, Pterocarpus lucens e Sclerocarya birrea. Compaiono anche nuove graminacee: Aristida longiflora, Cynodon nlemfuensis; Desmodium spp., Hyparrhenia dissoluta, Imperata cylindrica, Melinis minutiflora e Setaria sphacelata. Le graminacee sudanesi sono dominanti e molte specie diventano indifferenti alla tessitura del suolo, in particolare Schoenefeldia gracilis con Diheteropogon hagerupii e Loudetia togoensis. Altre sono piuttosto localizzate su suoli sabbiosi come Aristida mutabilis, Cenchrus biflorus, Ctenium elegans ed Eragrostis tremula e altre su suoli da limosi ed argillosi (Andropogon pseudapricus, Aristida adscensionis, Elionurus elegans e Pennisetum pedicellatum). Anche la leguminosa Zornia glochidiata diventa indifferente alla tessitura del terreno.
L'area degli altopiani dell'Africa orientale è soggetta a un forte gradiente altitudinale con flora montana mescolata con elementi floristici sudanesi e saheliani dell'Africa occidentale. Il clima varia quindi notevolmente a seconda della regione e dell'altitudine. Questa parte dell'Africa orientale, che copre parte dell'Etiopia, è tra le zone più umide.
I pascoli alluvionali nei quali l'altezza e la durata delle inondazioni nonché la tessitura del suolo diversificano la flora: i prati con Andropogon gayanus, Cynodon dactylon, Oryza barthii (annuale) e Vetiveria nigritana, su terrazzi sabbiosi, sottoposti ad inondazioni ridotte a circa un mese; i prati con Echinochloa stagnina, E. pyramidalis, Oryza longistaminata, Vetiveria nigritans e Vossia cuspidata, su alluvioni da limo-sabbiose ad argillose, sottoposte ad inondazioni dell'ordine di un metro per tre mesi o più. Le specie coltivate più diffuse, spesso in irriguo sono Brachiaria mutica, Cenchrus biflorus, C. ciliaris, Chloris gayana, Clitoria ternatea, Eragrostis tremula e Panicum maxicum. I pascoli del Sahel hanno subito molti danni negli ultimi cinquant’anni, a causa dell’eccessivo avanzamento delle colture in aree molto marginali e della grave deforestazione, principalmente per la legna da ardere, il tutto esacerbato dalle ricorrenti siccità.
 Savana sudanese 

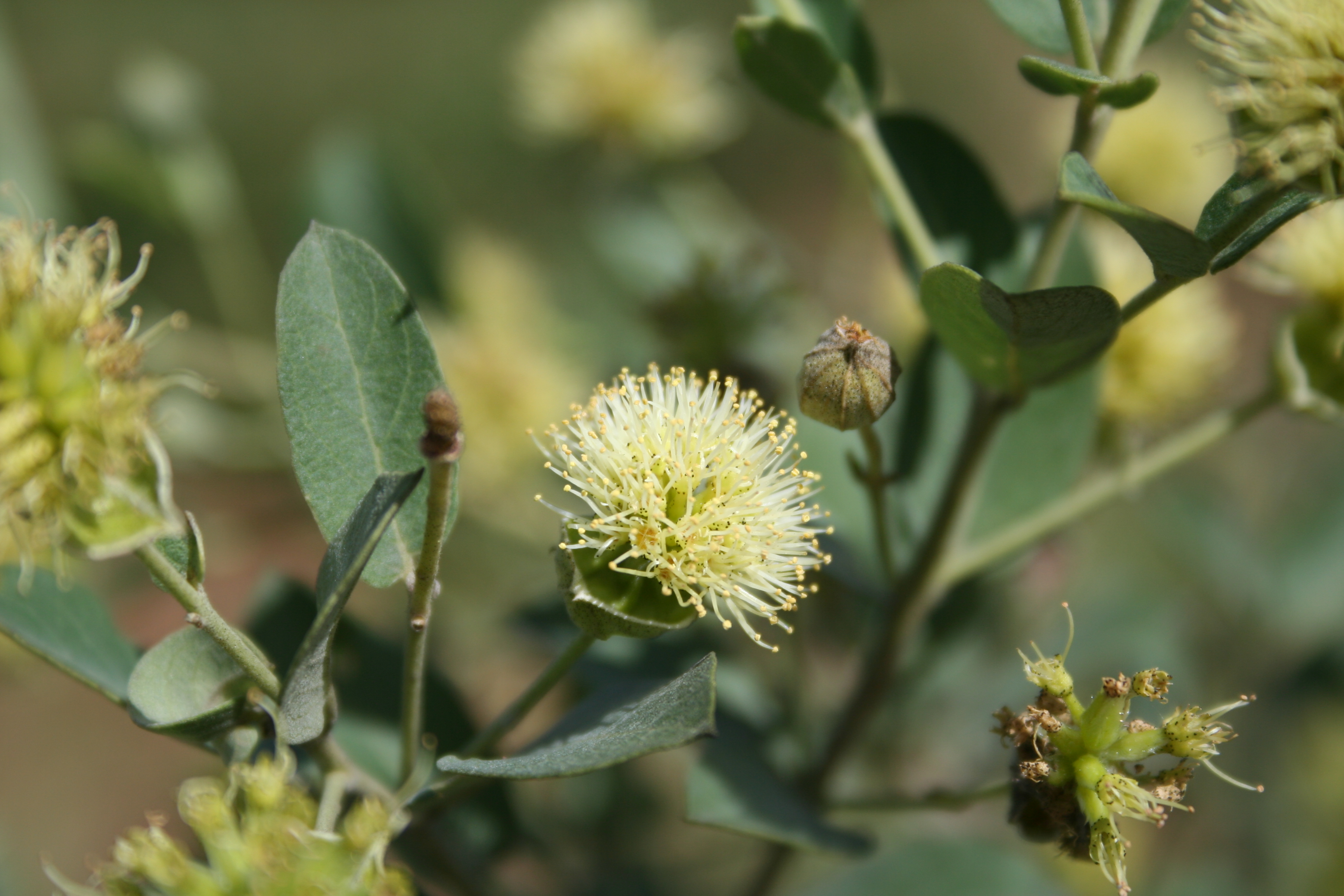
Guiera senegalensis

La Regione è costituita da una fascia di territorio pianeggiante compresa tra la savana ad acacia del Sahel a nord e il mosaico di foresta-savana a sud, estesa dalle coste atlantiche del Senegal fino all’Eritrea. Le precipitazioni annuali aumentano gradualmente dalle regioni tropicali e continentali verso le coste e le regioni equatoriali, da 600 mm a oltre 1.500 mm, con forti variazioni stagionali. L'aspetto della vegetazione dei pascoli sudanesi varia da nord a sud, parallelamente all'aumento delle precipitazioni annuali e si passa gradualmente dalla steppa con erbe mesofile alla foresta aperta. La zona ecologica corrispondente è il luogo di contatto tra gli allevatori transumanti del Sahel e gli agricoltori sedentari. La vegetazione è fortemente segnata dall'agricoltura itinerante. Gli effetti dell’aumento delle precipitazioni annuali vengono mascherati dalla durata del periodo di vegetazione attiva che diventa un criterio essenziale per l'individualizzazione dei pascoli. Il dominio sudanese è suddiviso in due unità ben distinte: settentrionale e meridionale. I pascoli nel settore settentrionale sono caratterizzati dalla scarsità di graminacee perenni. La copertura erbacea è infatti dominata da graminacee annuali (Andropogon pseudapricus, Diheteropogon hagerupii) e dalla graminacea perenne Anropogon gayanus nei terreni profondi, con un buon apporto idrico dalle profondità. Qui alcuni elementi saheliani sono ancora presenti e diventano dominanti le graminacee annuali (Eragrostis tremula, Loudetia spp., Schoenefeldia gracilis), che appaiono sul confine sahelo-sudanese, in associazione con specie saheliane: le ombrofile Andropogon pseudapricus, A. tectorum, Diheteropogon hagerupii, Pennisetum pedicellatum, P. subangustum. Sono presenti anche specie dei generi Aristida, Cenchrus, Digitaria, Hyparrhenia e Loudetia. La copertura boscosa diventa importante e le zone d'ombra spesso occupano più del 30% della superficie. L'azoto è fornito dalla ricrescita di Andropogon gayanus, dalle foglie e dai frutti di piante legnose (Guiera senegalensis (foto), Hyphaene thebaica, Piliostigma reticulatum). Sugli altipiani con suolo profondo, una particolare facies di Anogeissus leiocarpus indica la transizione tra i due settori. I pascoli del settore meridionale presentano una fisionomia e una flora molto diversificata, con nuove specie legnose ed erbacee. La copertura erbacea è sempre dominata da graminacee perenni, con Andropogon ascinodis e Diheteropogon amplectens su suoli con scarsa riserva idrica e Andropogon gayanus su suoli con buona riserva idrica. Le valli dei grandi fiumi presentano frequentemente un alveo maggiore costituito da un basso terrazzo alluvionale, soggetto a inondazioni di breve durata. Questo letto principale è occupato da una savana erbosa o da graminacee. Il limite di inondazione è indicato dalla presenza di Hyparrhenia rufa, in sostituzione di Andropogon gayanus che rimane piuttosto localizzato su terrazzi non allagabili. Nei periodi di maggiori inondazioni, la savana erbosa è dominata da graminacee perenni (Anadelphia afzeliana, Andropogon africanus, A. canaliculatus, Elymandra androphila, Panicum fluviicola, Setaria sphacelata e Sorghastrum trichopus). Le inondazioni prolungate per diversi mesi determinano la composizione floristica dei prati acquatici con Brachiaria mutica su suoli sabbiosi ed Echinochloa stagnina (foto) e Oryza longistaminata (foto) su suoli franco-argillosi (si tratta delle cosiddette “bourgoutières” del Mali e del Niger, molto apprezzate per la qualità del foraggio e per la sua prolungata disponibilità). Sui suoli idromorfi (ad esempio, al confine con il Lago Ciad) sono dominanti specie come Panicum repens, P. porphyrrhizos, Sporobolus spicatus e S. helvolus e su siti più sabbiosi, Schoenefeldia gracilis ed Echinochloa colona. La preponderanza della vegetazione arborea favorisce anche le mosche tse-tse, che trasmettono la malattia del sonno e, in questo settore, gli zebù del Sahel lasciano il posto alle razze taurine, più resistenti alla tripanosomiasi. Il regime pluviometrico favorisce l’agricoltura e sono diffuse le colture legnose il cui strato erbaceo fornisce ottimi pascoli. Le specie più importanti e che presentano un elevato valore foraggero in virtù della loro appetibilità, biomassa e posizione in associazioni stabili e redditizie nelle piantagioni di palma da olio della Costa d'Avorio sono Asystasia gangetica Axonopus compressus, Commelina forskalaei, Commelina spp., Diodia rubricosa, Desmodium adscendens, Eleusine indica, Paspalum conjugatum e Sporobolus pyramidalis. Le maggesi costituiscono, analogamente all'area saheliana, importanti risorse foraggere complementari. Dapprima le maggesi vengono invase dalle graminacee annuali, ma successivamente la produttività migliora con un numero crescente di piante perenni, tra cui Andropogon gayanus, Aristida spp. (A. funiculata, A. mutabilis, A. sieberiana), Cymbopogon schoenathus, Diheteropogon hagerupii, Eragrostis tremula, Hyperthelia dissoluta e Pennisetum pedicellatum. Le principali graminacee coltivate sono Brachiaria mutica (foto), B. ruziziensis, Cynodon nlemfluensis, C. plectostachyum, Cenchrus ciliaris e Panicum maximum, mentre le leguminose comprendono Centrosema pubescens, Pueraria phaseoloides (foto), Stylosanthes hamata e S. guyanensis.
 Mosaico di foresta e savana della Guinea 

Ecoregione AT0707: mosaico foresta-savana della Guinea.

L'ecoregione della foresta-savana della Guinea si estende da est a ovest attraverso l'Africa occidentale, raggiungendo la costa presso il Corridoio del Dahomey, una stretta striscia di habitat semi-aridi nel Ghana orientale e nel Benin che separa le foreste pluviali della Guinea da quelle della regione forestale del Congo. Il paesaggio è caratterizzato da pianure dolcemente ondulate con “inselberg” alti fino a 1.500 m. L'ambiente guineano è caratterizzato da foresta rada e savana arborata, in un clima caldo e umido (con oltre 1.000 mm di pioggia all’anno). La copertura erbacea è costituita da ciuffi, generalmente distanziati, di graminacee perenni appartenenti perlopiù a generi come Andropogon, Chloris, Hyparrhenia, Melinis, Panicum, Paspalum e Pennisetum, con Hyparrhenia diplandra dominante. La porzione settentrionale è costituita da boschi aperti e ospita specie di graminacee, tra le quali Andropogon spp. (A. gayanus, A. ascinodis, A. macrophyllus), Brachiaria spp. (B. brachylopha, B. brizantha), Digitaria spp., Echinocloa colonum, Hyparrhenia spp. (H. diplandra, H. rufa, H. smilhiana), Loudetia simplex, Panicum phragmiloides, Pennisetum pedicellatum, P. polystachion e Setaria sphacelata. La savana arborea, che rappresenta una zona di transizione tra le foreste e le zone della savana, ospita principalmente Andropogon spp. (A. tectorum, A. ascinodis), Brachiaria brachylopha, Cymbopogon giganteus, Imperata cylindrica, Megastachya mucronata, Megastachya mucronata, Panicum spp. e Pennisetum purpureum. Le specie forestali forniscono un'ombra significativa che lascia spazio solo a erbe forestali specifiche, come Oplismenus burmannii e O. hirtellus. Il pascolo è soddisfacente dal punto di vista energetico, ma povero in azoto. I giovani germogli legnosi di Daniellia oliveri, Isoberlina doka (in genere associati con Albizia zygia, Diheteropogon hagerupii, Hymenocardia acida, Schizachyrium rupestre e S. semiherbe sono ricchi in energia ed azoto e costituiscono un’interessante integrazione, in particolare durante la stagione secca. I bordi degli specchi d'acqua e dei fiumi possono essere colonizzati da praterie acquatiche con Echinochloa pyramidalis o Brachiaria mutica tra le specie più caratteristiche. Sulle maggesi – l’agricoltura è qui favorita dal regime pluviometrico - si trovano Panicum maximum e Pennisetum purpureum misti a specie erbacee o fruticose come Cardiospermum halicacabum, Merremia pterygocaulos, Momordica cissoides, Solanum torvum, cui si aggiungono arbusti come Harungana madagascariensis, Musanga cecropioides e Trema guineensis.
 Africa orientale 

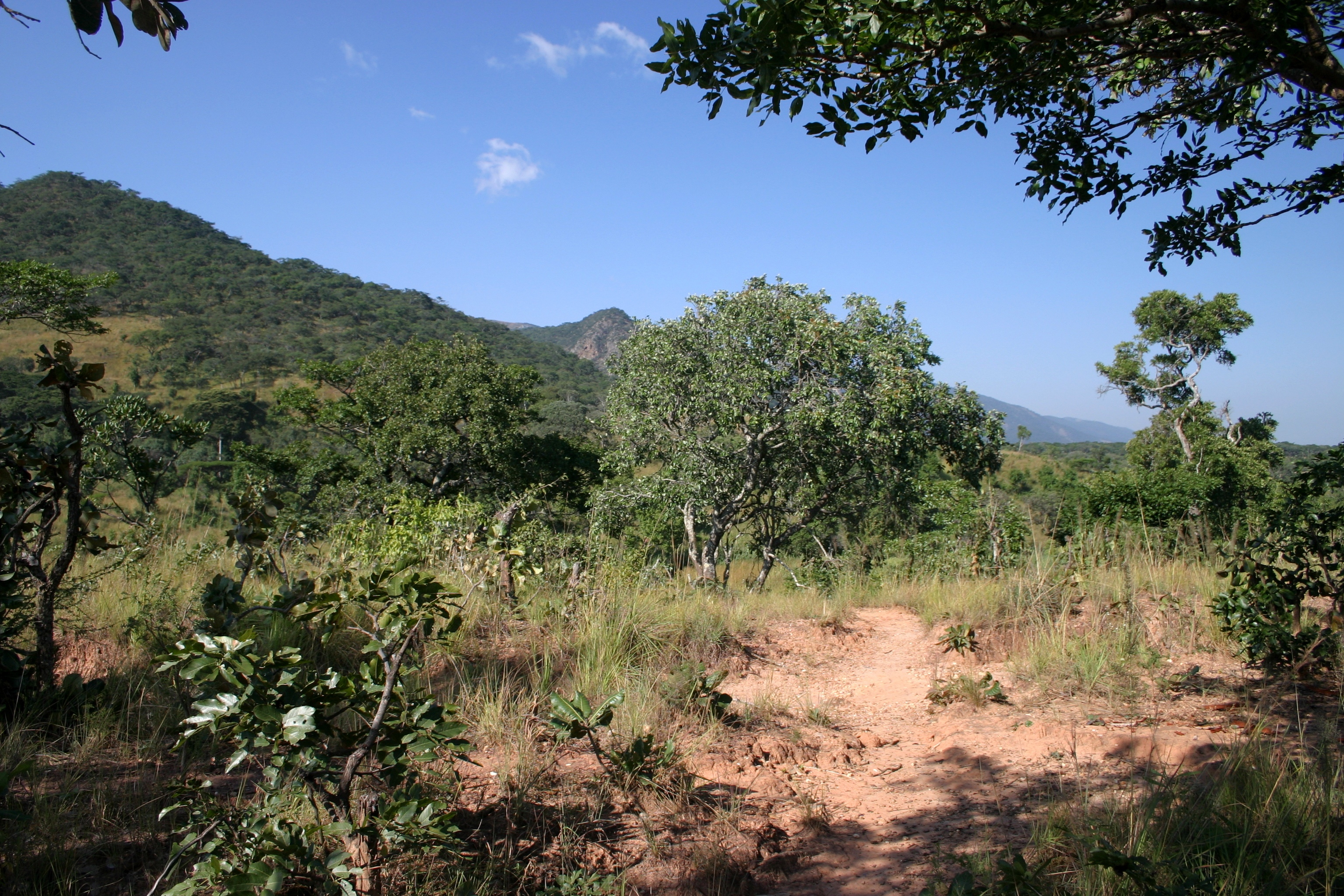
Tipica foresta di Miombo, Nyika settentrionale, Malawi.

La maggior parte dei sistemi pastorali della regione (i paesi cui si fa riferimento nel seguito sono Burundi, Eritrea, Etiopia, Kenya, Ruanda, Somalia, Sudan, Repubblica Unita di Tanzania e Uganda) ricade in aree aride e semi-aride, coprendo un’ampia gamma di altitudini. Il 75% del territorio è dominato da praterie, la vegetazione è in gran parte formata da cespugli e boschi. Bovini, ruminanti minori e cammelli competono con la fauna selvatica, molto abbondante. La maggior parte dei sistemi pastorali sono semi-aridi, estesi sistemi pastorali aridi si trovano in Sudan, Eritrea orientale, Etiopia settentrionale, Gibuti, Somalia e Kenya settentrionale; il pascolo semi-arido è il più comune in Kenya, Somalia, Etiopia e Sudan. I sistemi pastorali umidi si trovano in Tanzania, Uganda e Sudan. Le praterie sono molto diversificate, con una gamma di specie dominanti che dipendono dalle precipitazioni, dal tipo di suolo e dal sistema di gestione. L’Africa orientale è un centro di diversità genetica di specie di graminacee tropicali. Oltre il 90% delle principali graminacee foraggere coltivate ha origine nell’Africa sub-sahariana e in particolare dalle estese praterie dell’Africa orientale. La classificazione più recente della vegetazione, basata principalmente sulla specie dominante e sulla regione di vegetazione, distingue i seguenti tipi: Pennisetum-erba media; Pennisetum-erba gigante; Panicum-Hyparrhenia-erba alta; Hyparrhenia-erba alta; Hyparrhenia-Hyperthelia-erba alta; Themeda-mezz'erba; Chrysopogon-erba media; Leptothrium-erba media; Cenchrus-Schoenefeldia-erba media annuale; Panicum-annuale; Aristida-erba media e corta e Aristida-erba corta. La Themeda triandra, una delle graminacee più diffuse nell'Africa sub-sahariana, è dominante nella Tanzania centrale e settentrionale. Le specie erbacee dominanti nelle zone aride dell'Africa orientale includono Aristida, Cenchrus, Chrysopogon e Heteropogon. Le praterie di Aristida sono ampiamente distribuite nelle aree pastorali aride del Kenya, dell'Etiopia e del Sudan. La prateria di Cenchrus si trova spesso associata ad Aristida o, in Somalia, con Leptothrium. Chrysopogon plumulosus è la specie più diffusa nelle praterie e nei cespugliati semidesertici del Corno d'Africa. La vegetazione legnosa associata comprende la boscaglia di Commiphora-Acacia, i boschi aperti di Acacia etbaica e i boschi aperti di Acacia bussei in Somalia ed Etiopia. Le praterie di Heteropogon si trovano in boschi aperti o praterie nei pascoli semi-aridi e aridi in Somalia, Kenya ed Etiopia. Chloris roxburghiana è una specie dominante nelle zone aride del Kenya, Etiopia, Tanzania, Somalia e Uganda, e di solito si trova associata a Chrysopogon aucheri e Cenchrus ciliaris e le specie legnose di Commiphora e Acacia. Chloris gayana è un'importante specie autoctona e una componente del tipo di prateria Hyparrhenia nelle steppe aperte e nella vegetazione delle praterie boscose o nelle valli allagate nelle aree più piovose di Kenya, Etiopia, Tanzania, Somalia e Uganda. Questo tipo di vegetazione fa parte della regione delle erbe alte Hyparrhenia-Hyperthelia del bosco di miombo (foto). Hyparrenia è uno dei tipi di prateria più diffusi nell'Africa orientale. Questo tipo di prateria, caratterizzata da boschi e praterie boscose dominate da Hyparrenia rufa, copre parti dell'Uganda, del Kenya e dell'Etiopia. Nella regione si trovano diverse altre specie di Hyparrhenia, di cui le più importanti sono H. hirta, H. diplandra e H. filipendula. Comuni in Uganda l’associazione con Chloris gayana, Cynodon nlemfuensis e Setaria sphacelata. Le specie Loudetia si trovano spesso mescolate con Hyparrhenia spp. e Themeda triandra in praterie aperte su suoli poco profondi, rocciosi o sabbiosi. La Loudetia è ampiamente distribuita in Tanzania, Kenya ed Etiopia. Le aree montuose dell'Africa orientale coprono circa 80 milioni di ettari tra Etiopia, Kenya e Uganda. Le praterie di Exotheca abyssinica sono comuni sui suoli poveri e pantanosi nelle aree ad alta quota dell’Africa orientale, in particolare sui vertisuoli stagionalmente impregnati d’acqua. Questa specie è strettamente imparentata con Hyparrhenia e si trova spesso associata con Themeda triandra. Anche Setaria incrassata e S. sphacelata sono specie di prateria comuni che si trovano nei boschi di acacia fino a 2.600 m di altitudine sui vertisuoli di Uganda, Sudan ed Etiopia. Andropogon distachyus, Cenchrus validus, Hyparrhenia cymbaria (foto), Setaria sphacelata si trovano in altitudine (Monti Elgon e Ruwenzori in Uganda). Le aree prative del Pennisetum possono essere classificate in due tipologie: praterie d'alta quota di P. clandestinum e praterie di savana di P. purpureum. P. clandestinum è una pianta perenne stolonifera prostrata, ampiamente distribuita in aree comprese tra 1.400 m e oltre 3.000 m in Kenya, Etiopia, Tanzania e Uganda. Pennisetum purpureum cresce nelle praterie umide e nelle aree forestali fino a 2.400 m in Kenya, Tanzania, Uganda e Sudan. Lo si trova associato con Brachiaria spp, Cynodon nlemfuensis e Hyparrhenia rufa. Panicum maximum, ampiamente distribuito in Kenya, Etiopia e Tanzania, si trova spesso associato a Pennisetum, a Cenchrus e a Bothriochloa nei boschi di acacia. Sugli altopiani, è il caso dell’Etiopia, si trova un vasto assortimento di varietà annuali o perenni di Trifolium e di Medicago. Specie del genere acacia sono presenti in quasi tutte le aree. La vegetazione arbustiva e legnosa nella zona semi-arida comprende Albizia spp., Balanites aegyptiaca, Boswellia papyrifera, Diospyros mespiliformis, Sesbania spp., Ziziphus spp.. Nella Rift Valley (foto) dominano Combretum spp., Calotropis procera, Capparis tomentosa, Carissa edulis, Euclea schimperi, Dodonaea angustifolia, Grewia spp., Parkinsonia aculeata, Prosopis juliflora, Rumex nervosus, Salix subserrata, Tamarindus indica, Tamarix aphylla. Oltre i 2.000 m sono comuni arbusti come Erythrina spp., Erica arborea e Hypericum revolutum. Coltivati da tempo in Africa orientale sono Pennisetum purpureum e Chloris gayana, quest’ultima è utilizzata anche per il miglioramento dei pascoli, altre graminacee coltivata sono Brachiaria ruziziensis, Hyparrhenia rufa, Pennisetum clandestinum e Setaria sphacelata Tra le leguminose: Aeschynomene americana, Centrosema pubescens, Desmodium intortum, D. uncinatum, Stylosanthes guianensis, S. hamata e S. scabra. La variazione annuale della quantità e della distribuzione delle precipitazioni, il pascolo eccessivo, gli incendi e le attività umane si traducono nella ridotta produttività dei pascoli, le cui condizioni sarebbero peggiorate negli ultimi 30-40 anni.
 Sudafrica 

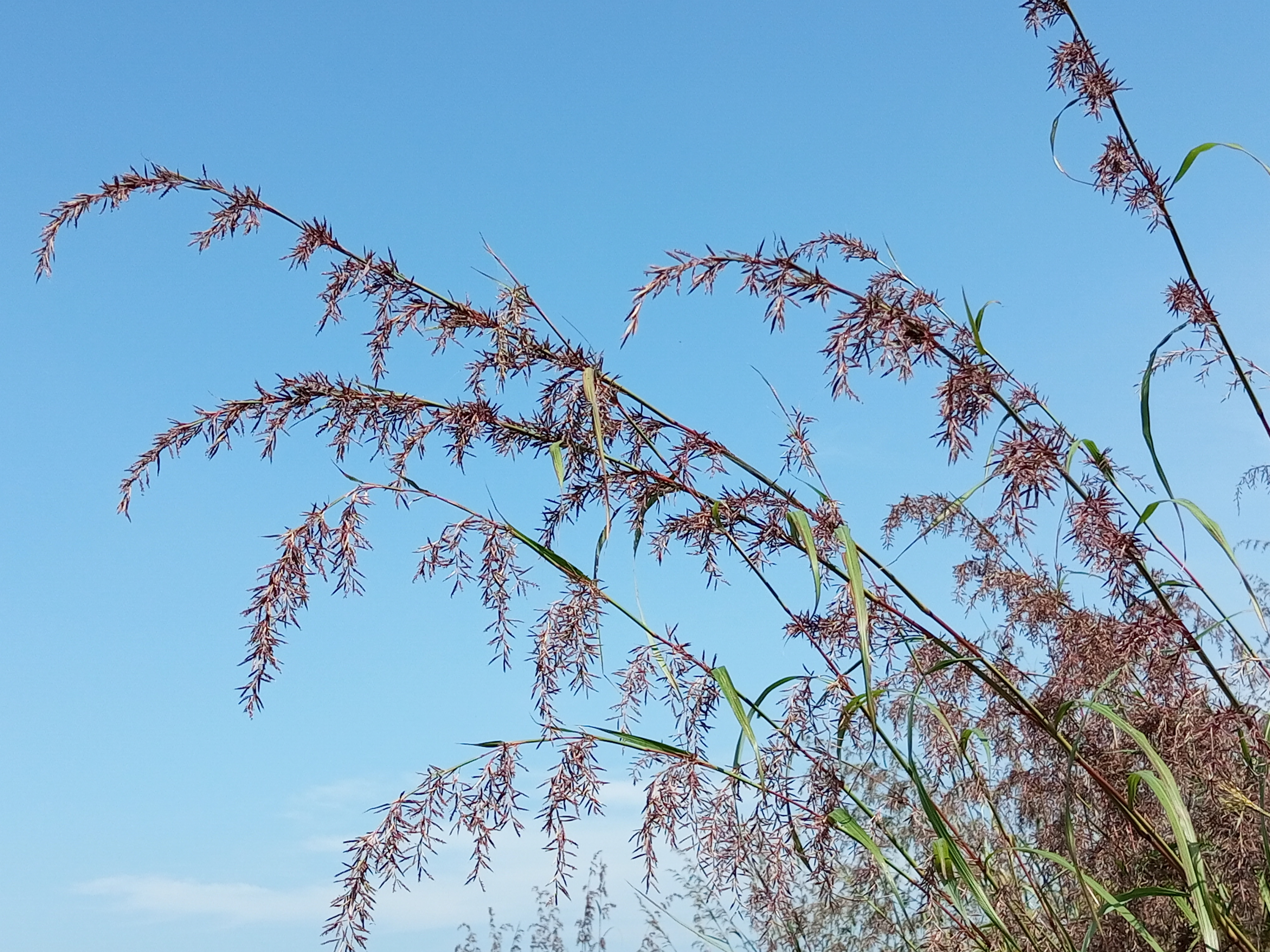
Cymbopogon

La Repubblica del Sudafrica è situata all'estremità meridionale dell'Africa. Confina a nord con Namibia, Botswana, Zimbabwe e Mozambico, a ovest dall'Oceano Atlantico e a sud e ad est dall'Oceano Indiano. Per quanto riguarda il pascolo, si distinguono i seguenti biomi: il Karoo succulento (foto), il Karoo Nama, la savana e le praterie. 1) Il Karoo succulento si trova nelle regioni piovose invernali delle porzioni meridionali e sud-occidentali del Paese. La flora del bioma comprende principalmente arbusti nani. La vegetazione arborea è ridotta, Aloidendron dichotomum, A. pillansii e Pachypodium namaquanum sono le specie più comuni. Alcune delle aree con elevata diversità floristica ricevono gran parte delle precipitazioni sotto forma di nebbia costiera durante i mesi più freddi dell'anno. Esistono molte specie in due famiglie (cioè Mesembryanthecaceae e Crassulaceae) e diverse specie del genere Pachypodium. Il bioma è un'importante regione di allevamento di pecore, capre e struzzi. 2) ll Karroo Nama è il più vasto bioma del paese, in gran parte situato nell'entroterra delle Southern Fold Mountains, associato alle regioni con precipitazioni moderate (250–450 mm all'anno) ed è ideale per l’allevamento dei ruminanti minori. La stagionalità estiva delle precipitazioni nelle parti orientali del bioma fa sì che vi sia spesso un'abbondante produzione di erbaggi durante la stagione di crescita. Il bioma è dominato da una vegetazione di tipo steppico, comprendente una miscela di arbusti, arbusti nani ed graminacee annuali e perenni. La vegetazione dominante è costituita da graminacee perenni tra le quali quelle dei generi Aristida, Digitaria, Enneapogon, Stipa, Stipagrostis e Themeda, da alberi nani che comprendono specie dei generi Acacia mellifera, Albizia anthelmintica (foto), Maerua, Rhizoghum trichotomum, e da arbusti come Blepharis, Drosanthemum, Eriocephalus, Galenia, Pentzia, Petalidium, Pteronia, Ruschia e Zygophillum. Lungo i corsi d’acqua crescono Cymbopogon plurinodis (foto), C. angolensis, Diospyros lycioides, Heteropogon contortus, Hyparrhenia hirta, Rhus lancea e Tamarix usneoides, associati ad Acacia karroo (foto), Faidherbia albida, Grewia robusta ed altri alberi e arbusti di maggiore sviluppo. 3) Il bioma della savana comprende le porzioni settentrionali e orientali del paese. La flora comprende uno strato legnoso (principalmente alberi e arbusti a fusto singolo), con uno strato sottostante di graminacee e specie diverse. Una forte stagionalità estiva delle precipitazioni favorisce la produzione di arbusti legnosi. Terminalia sericea è la specie legnosa dominante, mescolata in proporzioni variabili con Burkea africana. Più a nord, alcune specie di acacia (A. gerrardii, A. karoo, A. nigrescens, A. nilotica, A. rehmanniana, A. tortilis) diventano dominanti. La vegetazione erbacea è densa, alta e con ciuffi grossolani. Le specie dominanti comprendono, a seconda delle localizzazioni, Brachiaria serrata, Burkea africana, Eragrostis curvula, E. lehmanniana, Ischaemum afrum, Kirkia spp., Panicum coloratum, Peltophorum africanum, Sehima galpinii, Setaria incrassata, Terminalia sericea, Themeda triandra. Tra le altre specie erbacee, Crabbea acaulis, Helichrysum rugulosus e Rhynchosia totta. 4) Il bioma delle praterie è situato principalmente nelle regioni centrali ed elevate del paese. Il bioma abbraccia un gradiente di precipitazioni da 400 a oltre 1.200 mm all’anno e varia in altitudine dal livello del mare a oltre 3.300 m. Il gelo è comune e si verifica per 30-180 giorni all'anno. Le specie dominanti nelle porzioni settentrionale e occidentale e nei bassopiani orientali, ad altitudini comprese tra 500 a 1.400 m con piovosità annuale tra 450 e 850 mm sono Diheteropogon amplectans, Eragrostis lehmanniana, E. obtuse, Hyparrhenia hirta, Sporobolus pyramidalis, Stipagrostis obtusa e Trachypogon spicatus. Sugli altopiani centrali e orientali, ad altitudini tra 1.400 e 1.800 m, con precipitazioni da 600 a 950 mm, dominano Aristida junciformis, Eragrostis curvula, E. plana e Themeda triandra. Hyparrhenia hirta e Aristida diffusa sono le specie dominanti nelle zone montane e nella Grande Scarpata. I ruminanti minori, che sono i principali consumatori delle risorse pabulari, sono responsabili anche di fenomeni di degrado della flora e del suolo. Esistono problemi di invasione di arbusti, in generale più gravi nei terreni di proprietà comunale..
 Namibia 

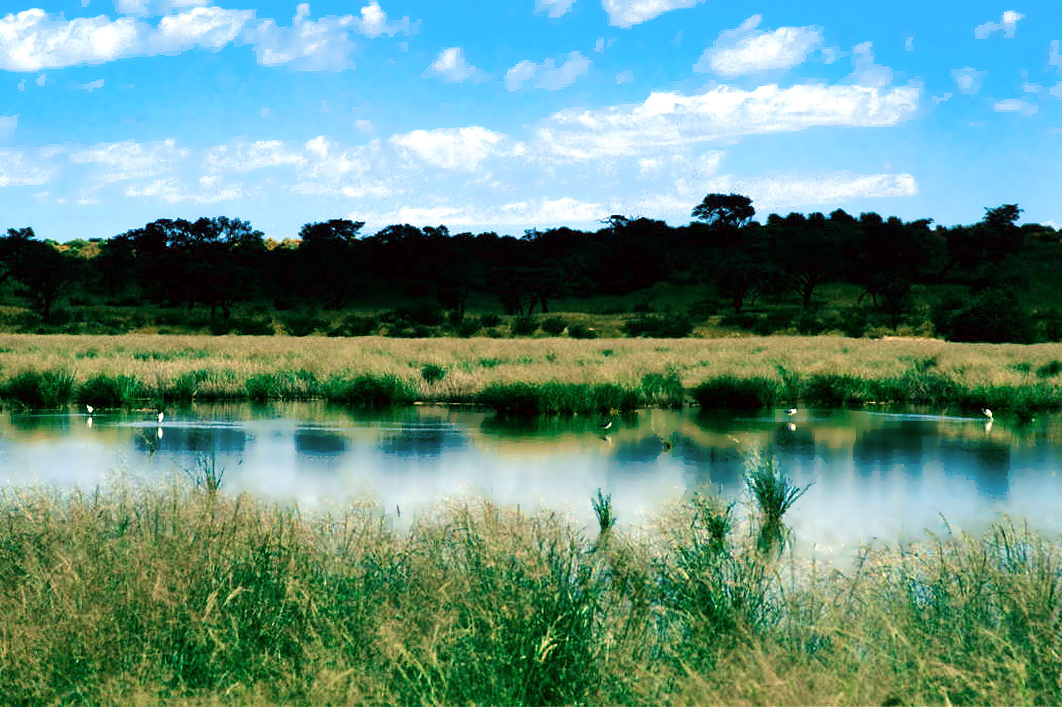
Zona umida nel Kalahari, Hardap, Namibia.

La Namibia è situata nell’Africa sud-occidentale ed è delimitata dall'Oceano Atlantico a ovest, da Angola e Zambia a nord, da Botswana a est e dalla Repubblica del Sudafrica a sud. Il pascolo è la principale risorsa foraggera, dal lato vegetazionale, si distinguono tre regioni principali: le savane, che occupano il 64% del territorio, la vegetazione desertica (16%) e la boscaglia arida (20%). 1) Il deserto del Namib si estende in una fascia lungo la costa e la copertura vegetale aumenta con le precipitazioni allontanandosi dalla costa. Le dune del Namib settentrionale e le pianure del Namib centrale sono in gran parte spoglie, ma ospitano erbe annuali sparse (Sporobolus e Stipagrostis spp.) che germinano immediatamente dopo la pioggia, come nel Namib meridionale, dove le aree tra le dune si ricoprono di Stipagrostis gonatostachys. La parte più meridionale del Namib è composta da pianure ghiaiose e sabbiose, intervallate da “inselberg”. La vegetazione è una steppa succulenta, caratterizzata dalla predominanza di piante grasse a foglia, come diverse specie di Brownanthus e Ruschia. Dopo le occasionali piogge, le pianure orientali del Namib si ricoprono di fitte graminacee perenni come Stipagrostis obtusa e S. ciliata. Queste aree desertiche (400 mm) sono l'Etosha Pan, un deserto salino con una frangia di savana arbustiva nana composta da Leucosphaera bainesii, Monechma genistifolia, Petalidium engleranum, Salsola etoshensis e altri arbusti che forniscono una preziosa vegetazione. Il manto erboso è costituito principalmente da specie di Sporobolus ed Eragrostis. 2) Le savane possono essere suddivise in tre tipologie principali di veld, vale a dire la savana ad arbusti nani nel centro-sud, le varie associazioni di savana ad alberi e arbusti a base di acacia nella parte centrale e orientale e la savana a mopane (foto) nel Nord Ovest. La savana arbustiva nana (prevalentemente 200 mm di precipitazioni) è caratterizzata da Rhigozum trichotomum, Catophractes alexandrii, Eriocephalus e vari piccoli cespugli di Acacia karoo. Le graminacee più comuni sono Stipagrostis spp. (S. uniplumis, S. brevifolia, S. obtusa e S. anomala), ma variano con i tipi di terreno e possono includere specie pregiate come Panicum arbusculum, Setaria appendiculata, Antephora pubescens e Digitaria eriantha. Ad eccezione della savana mista arborea e arbustiva, più adatta ai ruminanti minori, le associazioni della savana si prestano all'allevamento di bovini. La savana mista arborea e arbustiva del Kalahari meridionale (foto) è caratterizzata da Acacia haematoxylon, con varie specie di Acacia e Boscia sul più duro terreno interdunale. Le graminacee perenni comprendono Centropodia glauca, Antephora pubescens, Eragrostis lehmanniana, Stipagrostis uniplumis e S. ciliata, con l'annuale Schmidtia kalahariensis (foto) che domina nel veld disturbato. Questa savana è utilizzata per l'allevamento di pecore. La savana ad Acacia erioloba (300–400 mm di precipitazioni) del Kalahari centrale è una savana aperta. Gli arbusti comuni includono Acacia hebeclada, Ziziphus mucronata, Tarconanthus camphoratus, Grewia flava, Ozoroa panicosa e Rhus ciliata. È presente una buona copertura erbosa composta da graminacee grossolane e poco appetibili come Eragrostis pallens e Aristida stipitata. Schmidtia kalahariensis è un indicatore del deterioramento del veld. La savana spinosa (400–500 mm di precipitazioni) domina nella parte centrale del paese. L'invasione dei pascoli da parte di Senegalia mellifera (foto) e Dichrostachys cinerea è un problema abbastanza diffuso. Altre specie caratteristiche includono Acacia reficiens, A. erubescens e A. fleckii. Le graminacee comuni includono Antephora pubescens, Brachiaria nigropedata, Digitaria spp., Stipagrostis uniplumis e Schmidtia pappophoroides. La savana dell'altopiano (300–400 mm di precipitazioni), situata a sud della savana spinosa, è caratterizzata da alberi come Combretum apiculatum, Acacia hereroensis, A reficiens e A. erubescens. La copertura erbacea comprende Antephora pubescens, Brachiaria nigropedata, Digitaria eriantha e altre buone specie foraggere. La savana montana (500–600 mm di precipitazioni), che si trova a nord della savana spinosa, ha meno acacia ed è caratterizzata da alberi come Kirkia acuminata, Berchemia discolor, Pachypodium lealii e Croton spp. Tra le specie erbacee si trovano le pregiate specie foraggere Brachiaria serrata, Digitaria seriata e Panicum maximus. Caratteristico di questo tipo di tipo di vegetazione è l'annuale Danthoniopsis dinteri. Un complesso di questa regione è il Karstveld (aree con recenti depositi calcarei superficiali e suolo poco profondo) che ospita Combretum imberbe, Dichrostachys cinerea e Terminalia prunioides. La savana del mopane è un tipo di vegetazione dominato dal Colophospermum mopane, che si presenta sotto forma di alberi e arbusti, nel nord-ovest del paese, copre un ampio intervallo di precipitazioni da 50 a 500 mm ed è adatto sia all'allevamento di bovini che di ruminanti minori. Nelle zone occidentali meno piovose le graminacee sono prevalentemente annuali come Stipagrostis hirtigluma, Schmidtia kalahariensis ed Entoplocamia aristulata; nelle parti orientali più piovose si trovano graminacee perenni tra cui Stipagrostis uniplumis, Schmidtia pappophoroides, Digitaria spp. e Antephora pubescens. L'area della Grande Scarpata è una zona di transizione della savana semi-desertica caratterizzata da un mix di specie della savana e del deserto. Mentre le specie di acacia sono dominanti in molte parti, si trovano anche varie piante grasse a stelo come le specie di Commiphora e Cyphostemma. Diverse specie di Stipagrostis costituiscono la componente erbacea più importante. 3) La boscaglia arida nord-est si trova nella zona più piovosa del Paese (500–700 mm) e si confonde con la savana arborea del centro-nord. È caratterizzata da Baikea plurijugia, Burkea africana, Guibourtia coleosperma e Pterocarpus angolensis. Le graminacee tendono ad essere specie grossolane e sgradevoli come Eragrostis pallens, Sporobolus spp., Aristida spp. e Pogonarthria squarrosa, ma sono presenti anche specie più appetibili, tra cui varie specie di Brachiaria, Digitaria ed Eragrostis. Nelle zone meridionali più asciutte gli agricoltori mantengono comunemente piccole aree di Opuntia (varietà con o senza spine) come riserva per i periodi siccitosi. A causa del crescente degrado del veld, ai sistemi di riabilitazione e di gestione dei pascoli è stata assegnata la massima priorità.
 Madagascar 

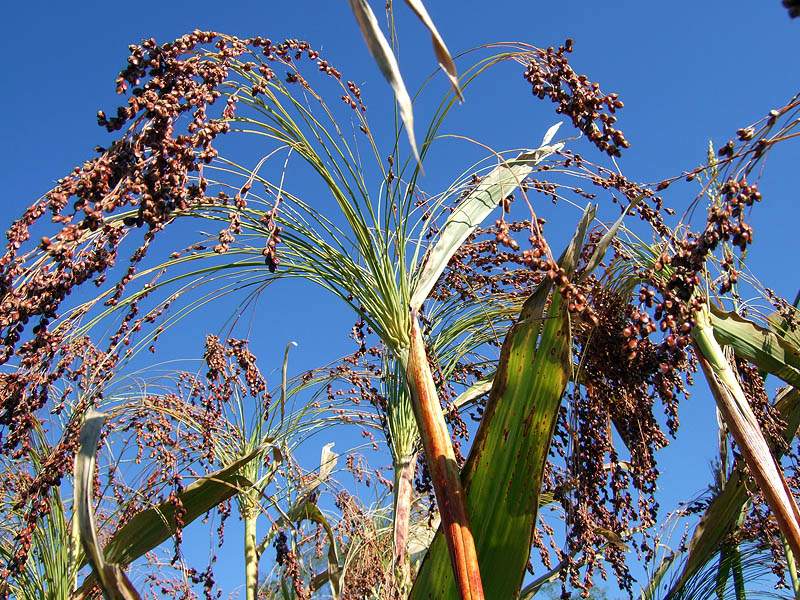
Sorghum arundinaceum

Il clima è tropicale unimodale, caratterizzato da una stagione delle piogge (novembre-marzo) e una stagione secca (aprile-ottobre). Anche l'altitudine ha i suoi effetti, soprattutto per quanto riguarda la temperatura. L'area della savana rappresenta il 68% dell'isola. La maggior parte delle savane (62%) si trova a ovest e a sud, e il 76% è al di sotto degli 800 m. Le principali aree di pascolo estensive si trovano nel nord-ovest, nel centro-ovest e nel sud. I pascoli sono praterie con pochi alberi o arbusti, tranne nell'estremo sud. I generi più abbondanti per numero di specie sono: Brachiaria (12 specie), Digitaria (18 specie), Eragrostis (22), Panicum (14), Sporobolus (13) e Setaria (9 ). Sono le graminacee pantropicali che forniscono la massa foraggera più importante nella dieta della mandria malgascia: Hyparrhenia (in particolare Hyparrhenia rufa), Heteropogon contortus, Cynodon dactylon, Cenchrus ciliaris, Leersia hexandra e Chrysopogon montanus. Esistono quattro divisioni territoriali principali: le regioni Orientale, Centrale, Occidentale e Sud-occidentale. 1) La regione Orientale è caratterizzata da un clima caldo e umido tutto l'anno. Sui suoli leggermente erosi si sviluppa una savana con Hyparrhenia rufa e Bothriochloa glabra. Sul fondo dei pendii e nelle alluvioni umide si trovano prati costituiti da Axoponus compressus, Paspalum conjugatum e Stenotaphrum dimidiatum. Sui terreni erosi domina Aristida similis. 2) La regione Centrale è caratterizzata da una stagione umida e calda da novembre ad aprile e da una secca e fresca da maggio a ottobre. Abbondano le savane erbose con Imperata cylindrica, Hyparrhenia rufa, Heteropogon contortus, le steppe con Aristida spp. (A. multicaulis e A. similis), Loudetia spp. e i prati con Cynodon dactylon e Digitaria Humbertii. I pascoli di alta montagna sono rappresentati soprattutto da quelli del massiccio dell'Ankaratra che, al di sopra dei 2.000 metri, sono caratterizzati da Pentaschistis Perrieri, accompagnato da Andropogon trichozygus e varie Agrostis. 3) Nella regione occidentale il clima è caldo con precipitazioni annue tra 1.000 e 1.500 mm, da novembre ad aprile e la stagione secca è molto severa. Nella savana arbustiva, le cui specie legnose sono Hyphaene shatan, Albizzia lebbek e Zizphus jujuba, lo strato erbaceo è formato da Hyparrhenia rufa, H. Ruprechtii e Heteropogon contortus. Nelle zone basse il prato, il più delle volte poco fitto, è formato prevalentemente da Aristida rufescens. La savana arbustiva è formata da Hyparrhenia rufa e Heteropogon contortus con Zizyphus jujuba. Nei punti bassi, più umidi a causa delle piogge, è comune la Bothriochloa glabra. Nei terreni alluvionali si sviluppa una savana erbosa, basata su grandi Andropogonaceae e Paniceae: Sorghum arundinaceum e Panicum maxima. In terreni ben forniti d'acqua, stessa situazione delle risaie, troviamo prati con Cynodon dactylon e Digitaria Humberti, oppure con Leersia hexandra ed Eragrostis curvula e numerose piccole Cyperaceae appartenenti ai generi Pycreus, Cyperus, Kyllingia, Lipocarpha. In alcune alluvioni sono presenti potenti vegetazioni di Phragmites. 4) Le savane sud-occidentali costituiscono la regione più estesa. Il clima di questa regione è semi-arido, con scarse precipitazioni (300–500 mm annui), da dicembre a febbraio, pochi giorni di pioggia e una grande variabilità da un anno all’altro. Heteropogon contortus è la graminacea più diffusa sui suoli non soggetti a ristagni idrici. A seconda della topografia e del grado di erosione, alcune specie possono prevalere; è il caso di Loudetia simplex e Aristida spp., che occupano pendii degradati. Hyparrhenia rufa, Hyperthelia dissoluta e Cynodon dactylon occupano le aree alluvionali. I cactus (Opuntia spp.) sono piante foraggere caratteristiche. L'estremo sud, su terreno calcareo, presenta caratteristiche macchie spinose (tra cui Euphorbia sienoclada), con numerose piante endemiche, dominate da alte Didieraceae. “I pascoli senza valore si espandono sempre di più, in conseguenza dello sfruttamento abusivo del territorio e di modalità di utilizzo troppo primitive.”.

### Ecoregione Indomalese
India

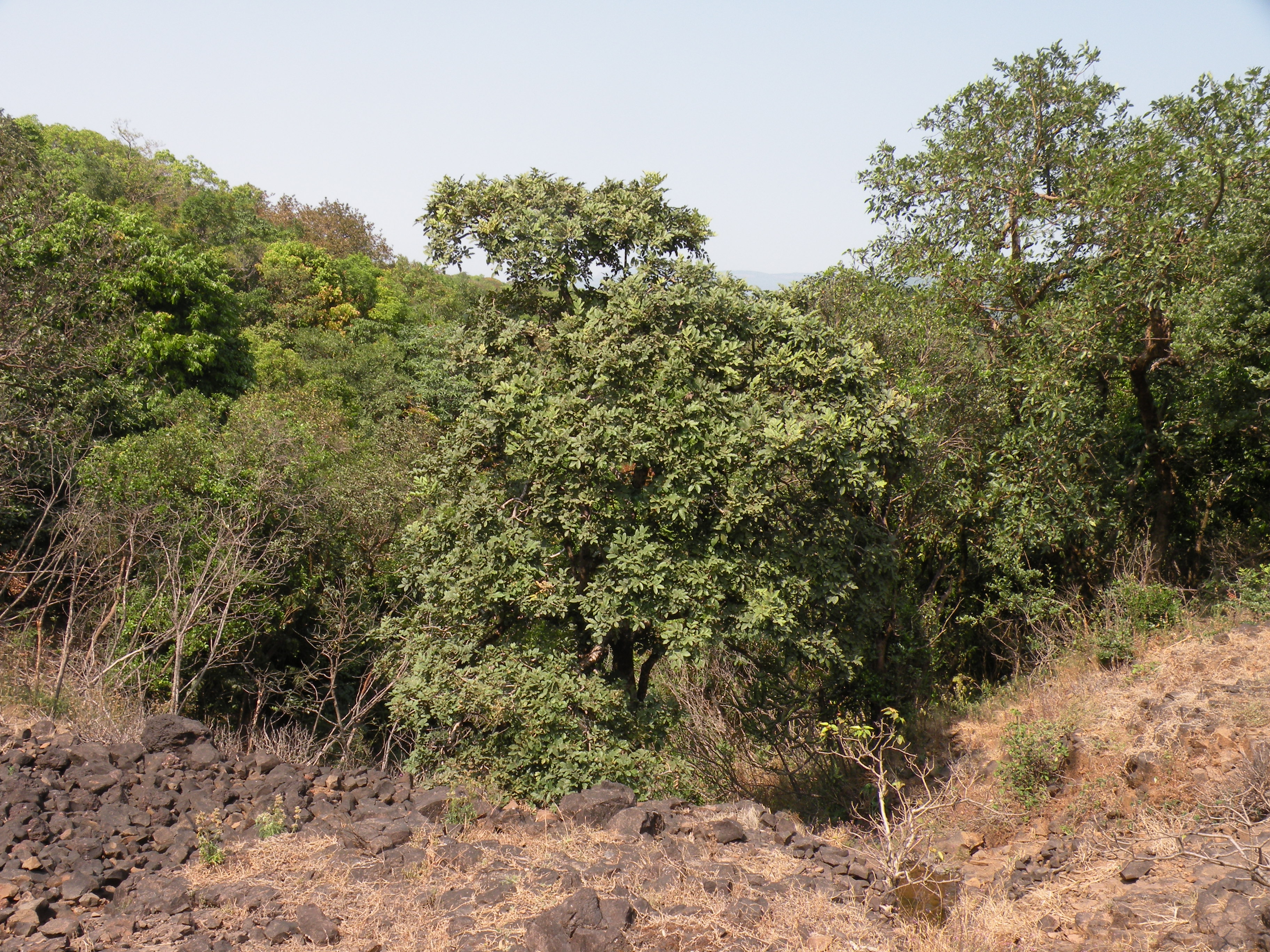
Soymida febrifuga

L'India comprende una vasta gamma di condizioni meteorologiche e climatiche, fortemente influenzate sia dalla scala geografica, che dalla varietà topografica e presenta un'accentuata biodiversità. I pascoli si estendono su oltre 10 milioni di ettari. L’India ha una mandria di 302 milioni di capi bovini, bufali e yak e 223 milioni di ovi-caprini, che vengono allevati principalmente da gruppi sedentari, ma il sistema transumante sussiste in alcuni stati situati nelle pianure, come Rajasthan, Madhya Pradesh, Tamil Nadu, Gujrat e Uttar Pradesh. Pascoli e praterie sono spesso il risultato del degrado e della distruzione delle foreste. I veri pascoli si trovano infatti solo nelle fasce subalpine e alpine dell'Himalaya. Nel paese si distinguono vari tipi di praterie, la natura delle quali è governata principalmente da fattori climatici e bio-edafici e che sono descritte di seguito. 1) Le Praterie Costiere, caratterizzate dalla presenza di una vegetazione anche alofila, adattata alla vita sulle sabbie costiere delle zone tropicali, che comprende Spinifex littoreus, Ipomoea pes-caprae, Trachis muricata, Stenotaphrum dimidiatum, Aleuropus lagopoides, Zoysia matrella e Sporobolus virginicus. 2) Le Praterie Alluvionali Fluviali, dominate da specie del genere Saccharum (S. spontaneum, S. arundinaceum e S. bengalense). 3) Le Praterie Montane, che si differenziano a loro volta come segue: a) Praterie Himalayane Sub-tropicali situate tra i 1.000 e i 1.800 m, dominate da Chrysopogon fulvus, Arundinella nepalensis, Pennisetum orientale, Apluda mutica, Heteropogon contortus, Cymbopogon distans, Imperata cylindrica, Capillipedium parviflorum, Microstegium ciliatum, tra le altre. b) Praterie Himalayane Temperate, a quote tra 1.800 e 3.000 m, dove dominano Chrysopogon gryllus, Andropogon tristis, Themeda anathera, T. tremula, Erianthus rufipilus, Miscanthus nepalensis, Brachipodium sylvaticum e Bromus onioloides. c) Praterie Alpine tra 3.000 e 5.000 m nelle quali domina la Dantonia cachemyriana associata a specie dei generi Poa, Festuca, Bromus, Briza, Calamagrostis e Agrostis. La vegetazione legnosa è rappresentata da arbusti quali Rodhodendron anthopogon, R. campalunatum, e Cassiope fastigiata, Cotoneaster spp., Juniperus spp. e Lonicera spp..d) Steppe Trans-Himalayane sopra i 4.000 m, dove dominano Elymus mutans e specie dei generi Stipa, Agropyron, Poa, Calamagrostis, Festuca, Colpodium e Puccinella. e) Praterie delle Colline Nord-orientali, con dominanza dei generi Poa, Cyathopus, Festuca, Bromus, Coix, Tripsacum, Cymbopogon, Themeda, Microstegium e Gymnopogon. f) Praterie degli Altopiani Centrali, dominate da Tripogon jacquemontii con graminacee quali Manisuris funiculata, Arthraxon spp., Pennisetum, Diectomis, Schizachyrium, Cymbopogon, Themeda ed Eragrostis. g) Ghat Occidentali ove dominano i generi Dimeria, Ischaemum, Manisuris, Arundinella, Heteropogon, Agrostis, Chrysopogon, Cymbopogon, Pennisetum, Themeda, Sporobolus. 4) Le Praterie Alte del Terai, dominate da Narenga porphyrocoma, Saccharum spontaneum, S. bengalense, Erianthus ravennae, Phragmites australis, Cymbopogon flexuosus, Sorghum nitidum e Botriochloa bladhii. 5) Le Savane Tropicali dominate da Sehima nervosum, Lasiurus scindicus, Heteropogon contortus, Cenchrus spp. (C. ciliaris, C. setigerus, C. biflorus), Aristida spp., Stipagrostis plumosa, Dichanthium annulatum, Imperata cylindrica, Botriochloa bladhii, Eleusine spp. La vegetazione arbustiva e arborea è rappresentata da cespugli spinosi come Acacia catechu (foto), A. senegal, Calotropis gigantea, Cassia auriculata, Prosopis cineraria, Salvadora oloides, Mimosa rubicaulis, Zizyphus spp., insieme ad alberi bassi di Anogeissus latifolia, Soymida febrifuga (foto). 6) Le Praterie umide popolate da Phragmites australis, Saccharum spontaneum, S. arundinaceum, S. bengalense, Erianthus ravennae, Paspalum distichum, P. longifolium, P. vaginatum, Ischaemum indicum, Echinochloa crus-galli, Panicum repens, P. paludosum, Erichloa procera, Coix gigantea e Typha, Saccharum e Phragmites spp.. Tra le specie flottanti, prevalgono Hygrorhyza aristata, Leersia hexandra, Sacciolepis interrupta, Himenachne acutigluma e Oryza rufipogon. Gli alberi e gli arbusti più comuni sono Acacia nilotica, Anogeissus latifolia, Butea monosperma, Phoenix sylvestris e Zizyphus nummularia. La maggior parte di queste comunità si trovano nelle ultime fasi di regressione e rappresentano le cattive condizioni dei pascoli. Tra le specie introdotte primeggiano le graminacee Panicum maximum e Chloris gayana e le leguminose Stylosanthes hamata, S. scabra, Calopogonium mucunoides e Phaseolus atropurpureum.
Deserto del Thar

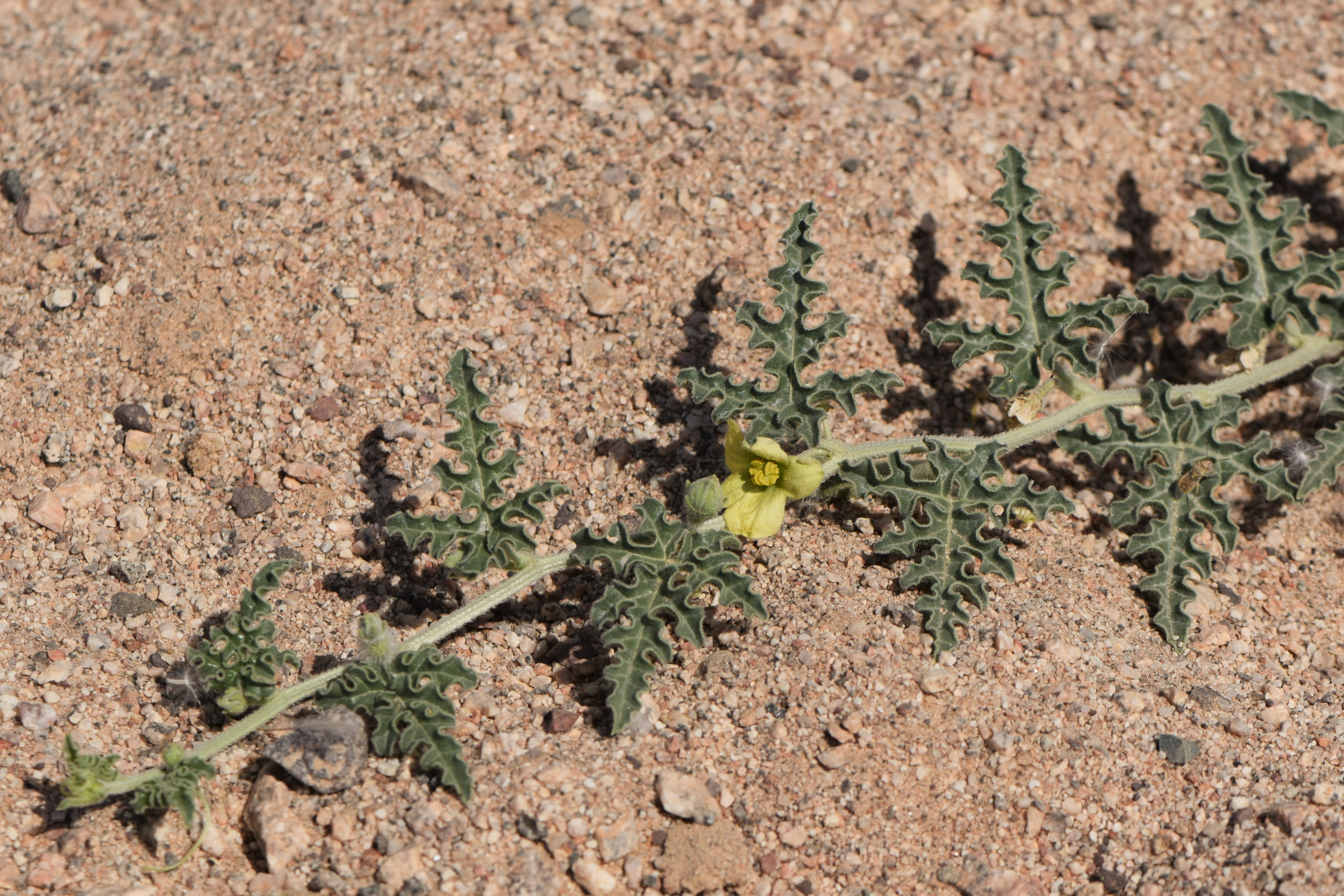
Citrullus colocynthis

Il deserto del Thar è una regione arida nella parte nord-occidentale del subcontinente indiano che si estende su un'area di 200.000 km² tra India (Rajasthan, Gujarat, Punjab e Haryana) e Pakistan (Sindh Punjab). La piovosità media annua varia da 100 a 500 mm e si concentra nel breve monsone estivo da luglio a settembre. La temperatura media varia con la stagione e gli estremi possono variare da zero in inverno a più di 50 °C nei mesi estivi. Il deserto ha una porzione molto secca a ovest e una semidesertica a est. Circa il 10% della regione è composto da dune di sabbia e il restante 90% da forme rocciose scoscese, fondali compattati di laghi salati e aree dunali. La rada vegetazione è costituita da praterie xerofile comprendenti principalmente Aeluropus lagopoides, Aristida adscensionis, Calotropis spp., Cenchrus spp. (C. biflorus, C. ciliaris, C. setiger), Citrullus colocynthis (foto), Cympogon spp., Cyperus spp., Cynodon dactylon, Dactyloctenium scindicum, Desmostachya bipinnata, Dichanthium annulatum (foto), Eleusine spp., Eragrostis spp., Ergamopagan spp., Lasiurus scindicus, Ochthochloa compressa, Panicum spp., (P. antidotale, P. turgidum), Phragmites spp., Saccharum spontaneum, Sporobolus spp., Tribulus terrestris e Typha spp.. La vegetazione legnosa comprende alberi bassi e arbusti come Acacia spp. , Aerva spp., Balanites roxburghii (foto), Calligonum polygonoides, Calotropis spp.,  Capparis decidua, Clerodendrum multiflorum, Commiphora mukul, Cordia sinensis, Crotalaria spp., Euphorbia caducifolia, Grewia tenax, Haloxylon spp., Leptadenia pyrotechnica, Lycium barbarum, Maytenus emarginata, Mimosa hamata,Prosopis spp. (P. cineraria, P. juliflora), Suaeda fruticosa. Vachellia jacquemontii, Zizyphus spp.. Nelle zone semi-aride, durante la stagione piovosa si coltivano Cenchrus ciliaris, C. setigerus, Lasiurus sindicus, Panicum antidotale, Sorghum, Vigna spp. (V. aconitifolia, V. unguiculata). Tra le specie arboree coltivate, Ailanthus excelsa, Prosopis cineraria, Zizyphus nummularia. Dichanthium annulatum. Medicago sativa, Megathyrsus maximus, Pennisetum glaucum e Trifolium spp. sono coltivati laddove acqua per irrigazione è disponibile. I residui colturali di cereali e leguminose (avena, mais, miglio, orzo, fagioli) rappresentano un’integrazione alimentare di rilievo. Questa regione è caratterizzata da un'economia che riflette l'interazione tra pascolo del bestiame e gestione delle colture, transumanza e migrazione nei periodi di magra. L’allevamento, soprattutto di pecore e capre, è l’attività dominante complementare a un’agricoltura marginale. Il pascolo è intenso, compromettendo la fertilità del suolo e distruggendo la vegetazione autoctona. Molte specie perenni appetibili sono sostituite da specie annuali non commestibili, modificando così la composizione della vegetazione e le dinamiche dell’ecosistema.
 Vietnam 

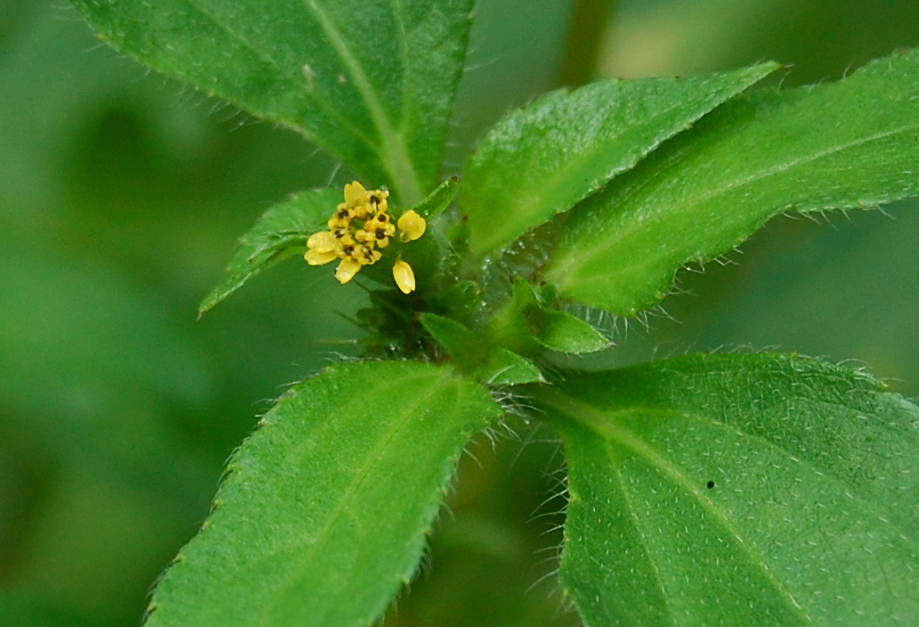
Synedrella nodiflora

Il Vietnam si estende per 1.600 km dalla Cina al Golfo della Thailandia, comprendendo foreste vergini, aspre montagne e fertili vallate. A forma di "S" allungata, il Vietnam copre l'intera penisola indocinese, confinando con il Mar Cinese a est, con il Laos e la Cina a nord e con la Cambogia a ovest. In generale, si hanno quattro stagioni nel settentrione del paese e due, una stagione secca e una piovosa, nel meridione. La maggior parte del paese riceve tra 1.400 e 2.400 mm di pioggia all’anno. Il patrimonio zootecnico è rappresentato da 5,25 milioni di capi bovini, 2,95 milioni di bufali e da 1,20 milioni di ovi-caprini, in allevamenti familiari. I pascoli, che coprono 534.000 ettari, sono costituiti per il 70–80% da specie dominanti come Axonopus compressus, Brachiaria dystachia, B. mutica, Chloris barbata, Cynodon dactylon, Cyperus rotundus (foto), Dactyloctenium aegyptium, Digitaria spp., Eragrostis nigra, Eulesine indica, Panicum repens, P. coloratum, Paspalum dilatatum e arbusti e alberi come Artocarpus heterophyllus (foto), Hibiscus rosa-sinensis, Flemingia spp., Synedrella nodiflora(foto), Pseudoelephantopus spicatus e Asystasia gangetica (foto), che crescono naturalmente nei frutteti e nelle terre incolte. Le specie utilizzate per i pascoli migliorati includono Brachiaria spp. (B. brizantha, B. decumbens, B. umidicola, B. ruziziensis), Panicum maximum, Paspalum atratum, Pennisetum purpureum, Setaria splendida, Tripsacum andersonii, Stylosanthes spp. (S. guianensis, S. hamata), Flemingia macrophylla, Arachis pintoi e Leucaena leucocephala.

### Esplicative
1. ↑  Le praterie naturali a tussock si trovavano nelle regioni subalpine o in quelle con meno di 600-700 mm di precipitazioni annuali nell’Isola del Sud e, in misura minore, nella regione dell'Altopiano Centrale e nell’Isola del Nord. La maggior parte delle specie appartiene a generi di specie perenni come Chionochloa (C. rigida, C. rubra, C. macra, C. pallens), Festuca (Festuca novae-zelandiae ed altre) e Poa (P. colensoi, P. cita, P. imbecilla) e Carex•	Cynodon, . In molte aree, queste specie sono state sostituite da graminacee introdotte.
2. ↑  Gli “erg” sono sistemi di dune, i “reg” sono deserti pietrosi; gli “uadi” sono letti di fiumi asciutti e “daya” si chiamano depressioni relativamente umide, non salate, mentre con il termine “sabkhah” si indicano le distese di sale o le depressioni incrostate di sale. “Hammada” è un tipo di deserto con aree consistenti in terreni aridi, brulli, altopiani rocciosi e con presenza di pietrisco dalle forme aguzze.
3. ↑  Secondo criteri climatici, è l’isoieta di 50 mm (+/- 50 mm), corrispondente al limite meridionale della Stipa tenacissima, a definire il limite settentrionale del deserto del Sahara. Il limite meridionale, anch’esso piuttosto indefinito, si può situare in corrispondenza delle isoiete 150-250 mm ovvero, dal punto di vista botanico, dalla presenza delle graminacee Stipagrostis pungens, Panicum turgidum e da varie specie erbacee tipicamente saheliane tra cui Calligonum comosum e Cenchrus biflorus e, tra le piante legnose, Acacia senegal, Boscia senegalensis, Commiphora africana, Cornulaca monachanta, Zyziphus lotus e Z. mauritiana).
4. ↑  Stipa tenacissima presenta un'ampia gamma ecologica, crescendo nelle regioni semiaride e sugli altipiani. Il limite inferiore per il suo sviluppo è 150 mm di pioggia all'anno. La produttività pastorale media di questo tipo di steppa consente un carico animale equivalente da quatto a sei ettari per pecora.
5. ↑  Lygeum spartum sopporta i terreni argillosi e leggermente salati e colonizza i bordi delle acque basse, così come i suoli più umidi degli altipiani, ricchi di elementi fini. La sua produttività pastorale media è da due a cinque ettari di pascolo per pecora).
6. ↑  Artemisia herba-alba è la specie più comune del suo genere, ha un alto valore foraggero ed è molto apprezzata come pascolo invernale. Le steppe di artemisia sono spesso considerate tra i migliori pascoli per il loro valore energetico. La sua produttività pastorale media è di tre ettari per pecora. Queste formazioni si trovano in zone più o meno umide, “dayas” e depressioni non salate.
7. ↑  Hammada scoparia è una pianta spinosa a cespuglio che cresce principalmente nei biomi desertico e arbustivo secco. Le steppe di Hammada sono situate nella parte meridionale della zona steppica. È un’essenza indicatrice di degrado, come lo sono anche Astragalus armatus e Thymelaea microphylla. La sua produttività pastorale media è da dieci a dodici ettari per pecora.
8. ↑  Queste piante germinano dopo le piogge, andando rapidamente a seme, e sono molto appetite dal bestiame, ma di breve disponibilità.
9. ↑  Dal punto di vista floristico, Al-Jabal Al-Akhder è una delle regioni fitogeografiche più ricche di tutta la Libia. Sono registrate in Libia 1.750 specie di piante vascolari, distribuite in 744 generi e 118 famiglie e il 50% di questo totale è limitato alla regione di Al-Jabal Al-Akhder.
10. ↑  Questo scriveva l’autore di “Les paturages naturels de Madagascar già nel 1954.”

### Bibliografiche
1. ↑   Sovrapascolo nelle torbiere - Aree protette dell'Ossola, su www.areeprotetteossola.it. URL consultato il 25 novembre 2024.
2. ↑   [129:TCOOAI2.0.CO;2.full The concept of overgrazing and its role in management of large herbivores], su bioone.org.
3. ↑  (EN) master, How does overgrazing cause desertification?, su Population Education, 24 gennaio 2014. URL consultato il 26 novembre 2024.
4. ↑   Desertification Cause - an overview | ScienceDirect Topics, su www.sciencedirect.com. URL consultato il 26 novembre 2024.
5. ↑   The relationship between overgrazing and the US environment., su ArcGIS StoryMaps, 13 marzo 2020. URL consultato il 25 novembre 2024.
6. ↑   Internet Archive, All Our Relations, South End Press, 15 ottobre 1999, ISBN 978-0-89608-599-2. URL consultato il 25 novembre 2024.
7. ↑   Bison Conservation: Saving an Ecologically and Culturally Keystone Species (PDF), su twp.duke.edu. URL consultato il 25 novembre 2024 (archiviato dall'url originale l'8 marzo 2012).
8. ↑  (EN) Terry Waghorn, Holistic Land Management: Key to Global Stability, su Forbes. URL consultato il 25 novembre 2024.
9. ↑  (EN) Arthur W. Bailey, Duane McCartney, Michael P. Schellenberg, Management of Canadian Prairie Rangeland (PDF), su beefresearch.ca, Agriculture and Agri-Food Canada. URL consultato l'8 settembre 2023.
10. ↑  (EN) Rex D. Pieper, Edited by J.M. Suttie, S.G. Reynolds and C. Batello, GRASSLANDS of the WORLD, Plant Production and Protection Series No. 34 (GRASSLANDS OF CENTRAL NORTH AMERICA), su fao.org, Food and Agriculture Organization of the United Nations Rome 2005. URL consultato l'8 settembre 2023.
11. ↑  (EN) Ricardo D. Améndola-Massiotti, Epigmenio Castillo & Pedro Martínez, FAO Country Pasture/Forage Resource Profiles Mexico, June 2005, su ReasearchGate, Food and Agriculture Organization of the United Nations Rome. URL consultato il 18 settembre 2023.
12. ↑  (EN) Hall, J.A., S. Weinstein, and C.L. McIntyre. 2005, The Impacts of Livestock Grazing in the Sonoran Desert: A Literature Review and Synthesis (PDF), su biologicaldiversity.org, The Nature Conservancy in Arizona, Tucson.. URL consultato l'8 settembre 2023.
13. ↑  (EN) Thomas R. Van Devender and Mark A. Dimmitt, Desert Grasses, su Arizona Sonora Desert Museum. URL consultato il 18 settembre 2023.
14. ↑  (EN) The Llanos estratto da GRASSLANDS of the WORLD - Plant Production and Protection Series No. 34, su FAO, FOOD AND AGRICULTURE ORGANIZATION OF THE UNITED NATIONS ROME 2005. URL consultato il 23 settembre 2023.
15. ↑  (EN) Tropical and subtropical grassland, savannas and shrublands - Northern South America -- in Colombia and Venezuela, su WWF. URL consultato il 28 settembre 2023.
16. ↑  (EN) Lourdes Peñuela Recio, Andrea Paola Fernández, Francisco Castro Lima y Álvaro Ocampo Duran, Uso y manejo de forrajes nativos en la sabana inundable de la Orinoquia, su Academia.edu, The Nature Conservancy y Corporinoquia. URL consultato il 28 settembre 2023.
17. 1 2  (EN) Paulo César de Faccio Carvalho, Country Pasture/Forage Resource Profiles Brazil, su Grassland and Pasture Crops. URL consultato il 28 settembre 2023.
18. ↑  (PT) FERREIRA, Marcio Harrison dos Santos; MENEZES, Romero Falcão; RIOS, Márcio Lima; CARVALHO, Aurélio José Antunes de, Plantas forrageiras da Caatinga utilizadas por ruminantes em áreas de “fundo de pasto”, comunidades tradicionais endêmicas do Semiárido baiano: estudo de caso na Fazenda Retiro, Uauá, BA - Cadernos de Agroecologia – ISSN 2236-7934 – Anais do VI CLAA, X CBA e V SEMDF – Vol. 13, N° 1, Jul. 2018., su Agroecologia 2017. URL consultato il 30 luglio 2023.
19. ↑  (PT) MATEUS, F.A.P.S.; FANTINI, A. C.; MELLO, A.A., Arbóreas forrageiras: Pastagemo ano inteiro na caatinga sergipana. Revista Cadernos de Agroecologia, V. 8, N. 1, 2013 - ISSN 2236-7934, su revistas.aba-agroecologia.org.br. URL consultato il 30 luglio 2023.
20. ↑  (PT) PEREIRA FILHO, José Morais; SILVA, Aderbal Marcos de Azevedo; CÉZAR, Marcílio Fontes, Manejo da Caatinga para produção de caprinos e ovinos1 Management of the Caatinga for the production of goats and sheep - Rev. Bras. Saúde Prod. Anim., Salvador, v.14, n.1, p.77-90 jan./mar., 2013 http://www.rbspa.ufba.br ISSN 1519-9940, su Scientific Electronic Library Online - SciELO. URL consultato il 30 luglio 2023.
21. ↑  (PT) Moreira, J. N.; Dubeux Junior J. C. B.; Mello A.C.L. de; Mistura C., Pastos e manejo do pastejo de áreas dependentes de chuva, 2011 (PDF), su Embrapa, Embrapa. URL consultato l'8 settembre 2023.
22. ↑  (PT) James P. Muir, Mércia V. Ferreira Santos, Márcio Vieira da Cunha, José Car. B. Dubeux Júnior, Mário de Andrade Lira Júnior, Rayanne T. de Almeida Souza, Toni Carvalho de Souza, Value of endemic legumes for livestock production on Caatinga rangelands, su agraria.pro.br, Revista Brasileira de Ciências Agrárias. URL consultato il 28 settembre 2023.
23. ↑  (EN) Olegario Royo Pallarés (Argentina), Elbio J. Berretta (Uruguay) and Gerzy E. Maraschin (Brazil), THE SOUTH AMERICAN CAMPOS ECOSYSTEM estratto da GRASSLANDS of the WORLD - Plant Production and Protection Series No. 34, su FAO, FOOD AND AGRICULTURE ORGANIZATION OF THE UNITED NATIONS ROME 2005. URL consultato il 23 settembre 2023.
24. ↑  (EN) Martín F. Garbulsky and V. Alejandro Deregibus, Country Pasture/Forage Resource Profiles ARGENTINA, 2006 (PDF), su FAO, e Food and Agriculture Organization of the United Nations (FAO). URL consultato il 18 settembre 2023.
25. ↑  (PT) Tarciso S. Filgueiras, Gramíneas do Cerrado, Rio de Janeiro 2021, su IBGE, Instituto Brasileiro de Geografia e Estatística - IBGE. URL consultato il 28 settembre 2023.
26. ↑  (PT) Comastri Filho, José Aníbal, Pastagens nativas e cultivadas no Pantanal Mato-grossense. Circular Técnica n. 13, 1984 (PDF), su EMBRAPA, Empresa Brasileira de Pesquisa Agropecuária - EMBRAPA/UEPAE de Corumbá. URL consultato l'8 settembre 2023.
27. ↑  (PT) Amildo Pott e Vali J. Pott, Plantas do Pantanal (PDF), su EMBRAPA, Empresa Brasileira de Pesquisa Agropecuária, Centro de Pesquisa Agropecuária do Pantanal - Corumbá, 1994. URL consultato l'8 settembre 2023.
28. ↑  (PT) Sandra A. Santos, Arnildo Pott, Evaldo L. Cardoso, Suzana M. Salis, José F. Montenegro Valls, João B. Garcia, Guia para identificação das pastagens nativas do Pantanal / 2020 (PDF), su oeco.org.br, Empresa Brasileira de Pesquisa Agropecuária Embrapa Pantanal. URL consultato l'8 settembre 2023.
29. 1 2 3 4 5  (EN) Martín F. Garbulsky and V. Alejandro Deregibus, Country Pasture/Forage Resource Profiles ARGENTINA (PDF), su gatewaytosouthamerica-newsblog.com, Food and Agriculture Organization of the United Nations 2006. URL consultato l'8 settembre 2023.
30. ↑  (EN) GABRIELA ISABEL LÓPEZ CONTRERAS, ESTIMACIÓN DE LA CAPACIDAD DE CARGA ANIMAL EN EL SECTOR BOSQUE DE TAMBILLO DE LA RESERVA NACIONAL LOS FLAMENCOS, COMUNA DE SAN PEDRO DE ATACAMA, REGIÓN DE ANTOFAGASTA, su repositorio.uchile.cl, UNIVERSIDAD DE CHILE FACULTAD DE CIENCIAS AGRONÓMICAS SANTIAGO, CHILE 2017. URL consultato il 15 giugno 2023.
31. ↑  (ES) Rolando Demanet Filippi, Pastizales de Chile Zona Desértica, 2017 (PDF), su Praderas y Pasturas. URL consultato l'8 settembre 2023.
32. 1 2  (EN) Wolfe E.C. (2019), Country Pasture Profile Australia, su Retrieved from Graham Centre website. URL consultato l'8 settembre 2023 (archiviato dall'url originale il 4 settembre 2023).
33. ↑  (EN) Ted Lefroy, Forage Trees and Shrubs in Australia – their current use and future potential May 2002 (PDF), su agrifutures.com.au, Rural Industries Research and Development Corporation. URL consultato il 1º settembre 2023.
34. ↑  (EN) John G. McIvor, Edited by J.M. Suttie, S.G. Reynolds and C. Batello, GRASSLANDS of the WORLD, Plant Production and Protection Series No. 34 (AUSTRALIAN GRASSLANDS), su fao.org, Food and Agriculture Organization of the United Nations Rome 2005. URL consultato l'8 settembre 2023.
35. ↑  (EN) J.J. Mott, John Williams, M.H. Andrew and A.N. Gillison, Australian Savanna ecosystems - January 1985. In book: Ecology and Management of the World's Savannas (pp.56-82), Chapter: 7, su Australian Academy of Sciences, J.C. Tothill and J.J. Mott. URL consultato il 1º settembre 2023.
36. ↑  (EN) Australasia, su one earth. URL consultato il 1º settembre 2023.
37. ↑  (EN) R. A. Perry, Pasture Lands of the Northern Territory, Australia, su publish.csiro.au, Commonwealth Scientific and Industrial Research Organization (C.S.I.R.O.), Australia Melbourne 1960. URL consultato il 1º settembre 2023.
38. ↑  (EN) Ryan, K., Page, B., Brandle, R., Jay, J., Ehmann, H. & Armstrong, D. (2012), Trends in the biodiversity of the Nullarbor region: a comparison between 1984 and 2012 (PDF), su data.environment.sa.gov.au, Government of South Australia, Adelaide. URL consultato il 15 giugno 2023.
39. ↑  (EN) Nullarbor pastures in the southern rangelands of Western Australia, su Department of Primary Industries and Regional Development. URL consultato il 1º settembre 2023.
40. ↑  (EN) COMPENDIUM OF NEW ZEALAND FARM FACTS 2021 (PDF), su beeflambnz.com, Beef + Lamb New Zealand Economic Service. URL consultato il 5 ottobre 2023.
41. ↑  (EN) J.F.L. CHARLTON and A.V. STEWART, Pasture species and cultivars used in New Zealand – a list (1999) (PDF), su grassland.org.nz, New Zealand Grassland Association. URL consultato il 5 ottobre 2023.
42. ↑  (EN) P.D. KEMP and I.F. LÓPEZ Massey University, Hill country pastures in the southern North Island of New Zealand: an overview (PDF), su grassland.org.nz. URL consultato il 5 ottobre 2023.
43. ↑  (EN) John R. Caradus, Stephen L. Goldson, Derrick J. Moot, Jacqueline S. Rowarth & Alan V. Stewart (2023), Pastoral agriculture, a significant driver of New Zealand’s economy, based on an introduced grassland ecology and technological advances, su Taylor & Francis online, Journal of the Royal Society of New Zealand. URL consultato il 5 ottobre 2023.
44. ↑  (EN) David Scott, L.A. Maunsell, J.M.Caughan, B.E. Allan, W.L. Lowther, G.G. Cossens, A Guide to Pastures and Pastures Species for New Zealand High Country, April 1995, su ResearchGate.net, Nick Round-Turner, AgResearch, Invermay David Ryde AgResearch, Lincoln. URL consultato il 5 ottobre 2023.
45. ↑  (EN) Alan F. Mark & Bruce McLennan (2005), The conservation status of New Zealand's indigenous grasslands, New Zealand Journal of Botany, 43:1, 245-270 (PDF), su ref.coastalrestorationtrust.org.nz, New Zealand Journal of Botany. URL consultato il 5 ottobre 2023.
46. ↑  (EN) Alan F. Mark, Barbara I.P. Barratt, Emily Weeks, ECOSYSTEM SERVICES IN NEW ZEALAND’S INDIGENOUS TUSSOCK GRASSLANDS: CONDITIONS AND TRENDS from TUSSOCK GRASSLANDS (PDF), su landcareresearch.co.nz. URL consultato il 5 ottobre 2023.
47. ↑  (EN) Warenberg, K., 1982., Rein-deer forage plants in the early grazing season. Growth and nutritional content in relation to climatic conditions (PDF), su diva-portal.org, Acta Phytogeogr. Suec. 70. Uppsala. URL consultato il 15 giugno 2023.
48. ↑  (EN) Joseph G. Boonman and Sergey S. Mikhalev, THE RUSSIAN STEPPE, Ch.10 estratto da GRASSLANDS of the WORLD - Plant Production and Protection Series No. 34 Edited by J.M. Suttie, S.G. Reynolds and C. Batello, su FAO, FOOD AND AGRICULTURE ORGANIZATION OF THE UNITED NATIONS ROME 2005. URL consultato il 9 ottobre 2023.
49. ↑  (EN) Kazakh Steppe, su one earth. URL consultato il 25 ottobre 2023.
50. ↑  (EN) Kazakh Forest Steppe, su one earth. URL consultato il 25 ottobre 2023.
51. ↑  (EN) Kazakh Upland Steppe, su one earth. URL consultato il 25 ottobre 2023.
52. ↑  (EN) Sarah Robinson, Pastoralism and Land Degradation in Kazakhstan, A thesis submitted for the degree of Doctor of Philosophy in Biological Sciences - May 2000 (PDF), su University of Warwick, University of Warwick. URL consultato il 25 ottobre 2023.
53. ↑  (EN) Olga Demina1 & Tatiana Bragina, Fundamental basis for the conservation of biodiversity of the Black Sea-Kazakh steppes, su ResearchGate, Haquetia. URL consultato il 28 ottobre 2023.
54. ↑  (EN) E. Belonovskaya, R. Gracheva, I. Shorkunov & V. Vinogradova, Grasslands of intermontane basins of Central Caucasus: land use legacies and present-day state, 2016, su Haquetia. URL consultato il 24 ottobre 2023.
55. ↑  (EN) George Sh. Nakhutsrishvili (1998), The Vegetation of the Subnival Belt of the Caucasus Mountains, 30:3, 222-226, su tandfonline.com, Arctic and Alpine Research. URL consultato il 24 ottobre 2023.
56. ↑  (EN) J.M. Suttie, GRAZING MANAGEMENT IN MONGOLIA, Ch.7 estratto da GRASSLANDS of the WORLD - Plant Production and Protection Series No. 34 Edited by J.M. Suttie, S.G. Reynolds and C. Batello, su FAO, FOOD AND AGRICULTURE ORGANIZATION OF THE UNITED NATIONS ROME 2005. URL consultato il 9 ottobre 2023.
57. ↑  (EN) Mongolia at a glance, su FAO, FOOD AND AGRICULTURE ORGANIZATION OF THE UNITED NATIONS. URL consultato il 9 ottobre 2023.
58. ↑  (EN) Eastern Gobi desert steppe, su WWF. URL consultato il 10 ottobre 2023.
59. ↑  (EN) Asia: China and Mongolia, su WWF. URL consultato il 10 ottobre 2023.
60. ↑  (EN) Bayart Mandakh, Ganchimeg J. Wingard, Richard P. Reading, Winter Pasture Conditions and Forage Use by Argali (Ovis ammon) in Gobi Gurvan Saykhan National Park 2005, su digitalcommons.unl.edu, e Institut für Biologie der Martin-Luther-Universität Halle-Wittenberg at DigitalCommons@University of Nebraska - Lincoln. URL consultato il 10 ottobre 2023.
61. ↑  (EN) Daniel J. Miller, THE TIBETAN STEPPE, Ch.8 estratto da GRASSLANDS of the WORLD - Plant Production and Protection Series No. 34 Edited by J.M. Suttie, S.G. Reynolds and C. Batello, su FAO, FOOD AND AGRICULTURE ORGANIZATION OF THE UNITED NATIONS ROME 2005. URL consultato il 10 ottobre 2023.
62. ↑  (EN) Himalaya-Hindu Kush Ch. 11 estratto da GRASSLANDS of the WORLD - Plant Production and Protection Series No. 34 Edited by J.M. Suttie, S.G. Reynolds and C. Batello, su FAO, FOOD AND AGRICULTURE ORGANIZATION OF THE UNITED NATIONS ROME 2005. URL consultato l'11 ottobre 2023.
63. ↑  (EN) Zizhi Hu and Degang Zhang, China Ch. 11 estratto da GRASSLANDS of the WORLD - Plant Production and Protection Series No. 34 Edited by J.M. Suttie, S.G. Reynolds and C. Batello, su FAO, FOOD AND AGRICULTURE ORGANIZATION OF THE UNITED NATIONS ROME 2005. URL consultato il 18 ottobre 2023.
64. ↑  (EN) C. Carpenter et al., Pamir alpine desert and tundra, su WWF. URL consultato il 23 ottobre 2023.
65. ↑  (EN) Pamir, su Animalia. URL consultato il 23 ottobre 2023.
66. ↑  (EN) Kim André Vanselow, The high-mountain pastures of the Eastern Pamirs (Tajikistan) - An evaluation of the ecological basis and the pasture potential, su ResearchGate. URL consultato il 23 ottobre 2023.
67. ↑  (EN) B. Khan, F. Bari, G.R. Kerio, M. Arshad, M.S. Shriani, N. Hayat, P.T. Evans, S.K. Anwar, RANGELANDS OF PAKISTAN Current status, threats and potential, 2016 (PDF), su FAO, Food and Agriculture Organization of the United Nations (FAO). URL consultato il 19 ottobre 2023.
68. ↑  (EN) Rubina Akhter, Sarwat Naz Mirza, Arid steppes of Balochistan (Pakistan) from Sécheresse 2006 (PDF), su jle.com, National Herbarium, National Agricultural Research Centre (NARC), Islamabad - 45500 Pakistan, Department of Range Management& Forestry, University of Arid Agriculture, Rawalpindi Pakistan. URL consultato il 19 ottobre 2023.
69. ↑  (EN) Range Management: Pothwar Scrub Rangelands, Thal Desert Rangelands, D- G. Khan Rangelands e Cholistan Desert Rangelands, su Forest, Wildlife & Fisheries Department, Government of Punjab. URL consultato il 19 ottobre 2023.
70. ↑  (EN) Dr. Jacob Thomas, Plant Diversity in Saudi Arabia, su Herbarium (KSU), Dept. of Botany & Microbiology, King Saud University, Riyadh. URL consultato il 2 novembre 2023.
71. ↑  (EN) Mohamed A. El-Sheikh, Jacob Thomas, Ibrahim A. Arif, Hady M. El-Sheikh, Ecology of inland sand dunes ‘‘nafuds” as a hyper-arid habitat, Saudi Arabia: Floristic and plant associations diversity from Volume 28, Issue 3, March 2021, Pages 1503-1513, su Science Direct, Saudi Journal of Biological Sciences. URL consultato il 2 novembre 2023.
72. ↑  (EN) The UNEP-WCMC author team comprising Emma Martin, Elizabeth Mattison, Katharine Taylor, Imogen Cripps, Marcelo Lima and Calum Maney, Red Sea-Arabian Desert Shrublands, su one earth. URL consultato il 2 novembre 2023.
73. ↑  (EN) Prof. Avinoam Danin and Dr. Ori Fragman-Sapir, Vegetation of Israel and Neighboring Countries, su Flora of Israel Online. URL consultato il 2 novembre 2023.
74. ↑  (EN) Ayed Mohammad, VEGETATION COVER AND PRODUCTIVITY OF THE RANGELAND IN THE SOUTHERN PARTS OF WEST BANK, su jstor.org, Bethlehem University Journal, Vol. 19 (2000). URL consultato il 15 giugno 2023.
75. ↑  (EN) Fatma H. Longo-Hammouda, Oum E. Siboukheur, Abdelmadjid Chehma, Aspects nutritionnels des pâturages les plus appréciés par Camelus dromedarius en Algérie ex. Cahiers Agricultures vol. 16, n° 6, novembre-décembre 2007 (PDF), su Semantic Scholar. URL consultato il 6 novembre 2023.
76. ↑  (EN) D. Nedjraoui (Algeria, 2001), O. Berkat and M. Tazi (Morocco, 2004) and C. Kayouli (Tunisia, 2000). Edited by J.M. Suttie, S.G. Reynolds and C. Batello, GRASSLANDS of the WORLD, Plant Production and Protection Series No. 34 Ch.11 (North Africa), su fao.org, Food and Agriculture Organization of the United Nations Rome 2005. URL consultato l'8 novembre 2023.
77. ↑  (EN) Ahmed Aïdoud, Édouard Le Floc, Henry N. Le Houérou, Les steppes arides du nord de l’Afrique extr. de Sécheresse 2006 ; 17 (1-2) : 19-30, su ResearchGate. URL consultato il 16 novembre 2023.
78. ↑  (FR) Lilia BENZID et al., Algérie, Egypte, Jordanie, Libye, Maroc, Mauritanie et Tunisie : Atlas des cartes d’occupation du sol - projet de coordination et de partage des connaissances sur les moyens de subsistance et les écosystèmes désertiques (MENA-DELP) - 2017 (PDF), su MENA-DELP, Observatoire du Sahara et du Sahel (OSS). URL consultato il 6 novembre 2023.
79. ↑  (EN) A. El Aich, Fodder trees and shrubs in range and farming systems in North Africa extrait from Legume trees and other fodder trees as protein sources for livestock - Proceedings of the FAO Expert Consultation held at the Malaysian Agricultural Research and Development Institute (MARDI) in Kuala Lumpur, Malaysia, 14–18 October 1991, su FAO, Food and Agriculture Organization of the United Nations, Rome, Italy. URL consultato il 6 novembre 2023.
80. ↑  (EN) Dr. Mohamed A. El-Nahrawy, Country Pasture/Forage Resource Profiles EGYPT 2011, su docplayer.net, Food and Agriculture Organization of the United Nations (FAO). URL consultato il 6 novembre 2023.
81. ↑  (EN) Selim Zedan Heneidy, Rangelands in Arid Ecosystem, su Research Gate. URL consultato il 16 novembre 2023.
82. ↑  (EN) FAO. 2016. AQUASTAT Country Profile – Libya (PDF), su FAO, Food and Agriculture Organization of the United Nations (FAO). Rome, Italy. URL consultato il 6 novembre 2023.
83. ↑  (EN) Flora of Libya, su Flora of Libya. URL consultato il 6 novembre 2023.
84. ↑  (EN) Klaus Braun, Jacqueline Passon & Aniela Jeworutzki sito = Springer Nature, Across the Sahara Tracks, Trade and Cross-Cultural Exchange in Libya, 2020, su link.springer.com, Springer Nature Switzerland. URL consultato il 6 novembre 2023.
85. ↑  (EN) Chedly Kayouli, Country Pasture/Forage Resource Profiles TUNISIA, su docplayer.net, Food and Agriculture Organization of the United Nations (FAO). URL consultato il 14 novembre 2023.
86. ↑  (EN) Ridha Ibidhi a,b,∗, Arjen Y. Hoekstrac,d, P.Winnie Gerbens-Leenes e, Hatem Chouchane - 2017, Water, land and carbon footprints of sheep and chicken meat produced in Tunisia under different farming systems (PDF), su ELSEVIER, Elsevier Ltd.. URL consultato il 18 novembre 2023.
87. ↑  (EN) Mouldi Gamoun, Azaiez O. Belgacem, Mounir Louhaichi, Diversity of desert rangelands of Tunisia FROM Plant Diversity Volume 40, Issue 5, October 2018, su Science Direct. URL consultato il 16 novembre 2023.
88. ↑  (FR) Mouldi GAMOUN et Azaiez O. BELGACEM, Cartographie et dynamique de la végétation saharienne de la Tunisie, extrait de Revue des Régions Arides n° 27 (1/2012) pp:35-60 (PDF), su camed.cirad.fr, Laboratoire d’Écologie Pastorale, Institut des Régions Arides 4119 Médenine - Tunisie. URL consultato il 6 novembre 2023.
89. ↑  (EN) D. Nedjraoui, Country Pasture/Forage Resource Profiles ALGERIA, 2006 (PDF), su Centre de Documentation Méditerranéen CIHEAM Montpellier, e Food and Agriculture Organization of the United Nations (FAO). URL consultato l'11 novembre 2023.
90. ↑  (EN) Merdes, Saifi; Kouba, Yacine (2020), Vegetation survey in the steppic rangelands of Algeria.xlsx. figshare. Dataset, su doi.org. URL consultato il 6 novembre 2023.
91. ↑  (EN) Boukerker Hassen, Boumedjene Mouna Rachida, Doghbage Abdelghafour, Belhouadjeb Fathi Abdellatif2, Kherifi Wahida, Hecini Lynda and Bekiri Fedia, State of pastoral resources in the Algerian steppe regions: main factors of degradation and definition of preservation and rehabilitation actions, 2021, su Livestock Research for Rural Development. URL consultato il 6 novembre 2023.
92. ↑  (EN) O. Berkat and M. Tazi, Country Pasture/Forage Resource Profiles - Marocco (PDF), su KU LEUVEN, Food and Agriculture Organization of the United Nations (FAO), Rome - 2006. URL consultato il 6 novembre 2023.
93. 1 2 3  (EN) Dieter Geesing e Hassane Djibo, Country Pasture/Forage Resource Profiles – Niger 2006 (PDF), su Ku LEUVEN, Department of Earth and Environmental Sciences, Food and Agriculture Organization of the United Nations (FAO). URL consultato il 6 novembre 2023.
94. 1 2 3  (EN) Almoustapha Coulibaly, Country Pasture/Forage Resource Profiles – Mali 2006 (PDF), su Ku LEUVEN, Department of Earth and Environmental Sciences, Food and Agriculture Organization of the United Nations (FAO). URL consultato il 6 novembre 2023.
95. 1 2  (FR) G. BOUDET, Inventaire et Cartographie des pâturages tropicaux africains (Actes du Colloque de Bamako; Mali 3 - 8 mars 1975) (PDF), su horizon.documentation.ird.fr, ClPEA - ILCA, Addis Abeba. URL consultato il 6 novembre 2023.
96. 1 2  (EN) Mahgoub G. Zaroug, Country Pasture/Forage Resource Profiles – Sudan 2006 (PDF), su cmi.no, Food and Agriculture Organization of the United Nations (FAO). URL consultato il 6 novembre 2023.
97. ↑  (EN) Eroarome Martin Aregheore, Country Pasture/Forage Resource Profiles THE REPUBLIC OF BENIN, 2009 (PDF), su Ku LEUVEN, Department of Earth and Environmental Sciences, Food and Agriculture Organization of the United Nations (FAO). URL consultato il 6 novembre 2023.
98. 1 2 3  (FR) Gabriel Boudet, Manuel sur les pâturages tropicaux et les cultures fourragères (PDF), su Horizon documentation IRD, Ministère de la Coopération Institut d'Elevage et de Médecine Vétérinaire des Pays Tropicaux. URL consultato il 30 dicembre 2022.
99. ↑  (FR) H. Breman, J.J.M.H. Ketelaars, H. van Keulen, N. de Ridder, Manuel sur les pâturages des pays sahéliens, su edepot.wur.nl, KARTHALA, ACCT, CABO-DLO et CTA, 1991. URL consultato il 6 novembre 2023.
100. ↑   Detalmo Pirzio Biroli, ll Sahel: sopravvivenza, autosufficienza, sviluppo, restaurazione dell'ecosistema, : Sansoni, Firenze 1986.
101. 1 2  (EN) Eroarome Martin Aregheore, Country Pasture/Forage Resource Profiles - Nigeria, 2009, su docplayer.net, Food and Agriculture Organization of the United Nations (FAO). URL consultato il 6 novembre 2023.
102. ↑  (EN) Dr Hamadé Kagone, Country Pasture/Forage Resource Profiles - Burkina Faso, 2006 (PDF), su ees.kuleuven.be, Food and Agriculture Organization of the United Nations (FAO). URL consultato il 6 dicembre 2023.
103. ↑  (EN) Eroarome Martin Aregheore, Country Pasture/Forage Resource Profiles - Côte d’Ivoire, 2009 (PDF), su Humanitarian Library, Food and Agriculture Organization of the United Nations (FAO). URL consultato il 6 dicembre 2023.
104. ↑  (EN) R.S. Reid, S. Serneels, M. Nyabenge and J. Hanson, THE CHANGING FACE OF PASTORAL SYSTEMS IN GRASS DOMINATED ECOSYSTEMS OF EASTERN AFRICA, Ch.2 estratto da GRASSLANDS of the WORLD - Plant Production and Protection Series No. 34 Edited by J.M. Suttie, S.G. Reynolds and C. Batello, su FAO, FOOD AND AGRICULTURE ORGANIZATION OF THE UNITED NATIONS ROME 2005. URL consultato il 9 dicembre 2023.
105. ↑  (EN) Sandra M. N. Mwebaze, Country Pasture/Forage Resource Profiles UGANDA - 2006 (PDF), su Ku LEUVEN, Department of Earth and Environmental Sciences, Food and Agriculture Organization of the United Nations (FAO). URL consultato il 12 dicembre 2023.
106. ↑  (EN) Alemayehu Mengistu, Country Pasture/Forage Resource Profiles Ethiopia, su docplayer.net, Food and Agriculture Organization of the United Nations (FAO). URL consultato il 13 dicembre 2023.
107. ↑  (EN) Tony Palmer and Andrew Ainslie, Country Pasture/Forage Resource Profiles SOUTH AFRICA, 2006 (PDF), su KU LEUVEN Department of Earth and Environmental Sciences, Food and Agriculture Organization of the United Nations (FAO). URL consultato il 13 dicembre 2023.
108. ↑  (EN) Emma Martin and Neil Burgess, Nama Karoo Shrublands, su One Earth. URL consultato il 13 dicembre 2023.
109. ↑  (EN) Amy Spriggs, Southern Africa: Southern Botswana, southern Zimbabwe, and northern South Africa, su WWF. URL consultato il 13 dicembre 2023.
110. ↑  (EN) Emma Martin and Neil Burgess, Highveld Grasslands, su One Earth. URL consultato il 13 dicembre 2023.
111. 1 2  (ES) J.M. Rattray, La cubierta herbácea de África [collegamento interrotto], su biblioteca.oapn.es, Organización de las Naciones Unidas para la Agricultura y la Alimentación 1960. URL consultato il 15 giugno 2023.
112. ↑  (EN) Jim Sweet and Antje Burke, Country Pasture/Forage Resource Profiles NAMIBIA, 2006 (PDF), su the-eis.com, Food and Agriculture Organization of the United Nations (FAO). URL consultato il 13 dicembre 2023.
113. ↑  (FR) J. BOSSER, ETUDES SUR LES PATURAGES NATURELS FAITES A L'INSTITUT DE RECHERCHE SCIENTIFIQUE DE MADAGASCAR - 1957 (PDF), su core.ac.uk, OFFICE DE LA RECHERCHE SCIENTIFIQUE ET TECHNIQUE OUTREMER - PARIS. URL consultato il 13 dicembre 2023.
114. ↑  (FR) J. Bosser, Les paturages naturels de Madagascar, 1954 (PDF), su Horizon. URL consultato il 13 dicembre 2023.
115. ↑  (FR) J. Bosser, GRAMINÉES DES PATURAGES ET DES CULTURES A MADAGASCAR, 1969 (PDF), su Horizon, OFFICE DE LA RECHERCHE SCIENTIFIQUE ET TECHNIQUE OUTREMER (ORSTOM). URL consultato il 13 dicembre 2023.
116. ↑  (EN) P.S. Pathak and J. C. Dagar, Indian grasslands and their management, Theme I Grassland and Grazing Resource Appraisal In book: Grassland: A Global Resource Perspective (pp.3-36) Chapter: 1 - January 2016, su Research Gate, Publisher: IGFRI Jhansi, India. URL consultato il 19 ottobre 2023.
117. ↑  (EN) M. L. Soni1, V. Subbulakshmi, N. D. Yadava, J. C. Tewari and J. C. Dagar, SILVOPASTORAL AGROFORESTRY SYSTEMS: LIFELINE FOR DRY REGIONS, Ch. 9 from Agroforestry Research Developments, su Research Gate, J. C. Dagar and J. C. Tewari. URL consultato il 19 ottobre 2023.
118. ↑  (EN) Rawat G.S. and Adhicari B.S., Ecology and management of grassland habitats in India, 2015 (PDF), su ENVIS, ENVIS. URL consultato il 19 ottobre 2023.
119. ↑  (EN) Gopal S. Rawat and Eric D. Wikramanayake, Southern Asia: Western India into Pakistan, su WWF. URL consultato il 15 maggio 2023.
120. ↑  (EN) Shekhawat S. S., FORAGE RESEARCH IN RAJASTHAN (PDF), su aicrponforagecrops.icar.gov.in, Rajasthan Agricultural University, Bikaner-334 006, Rajasthan, India. URL consultato il 15 maggio 2023.
121. ↑  (EN) P.D. CHARAN1, K.C. SHARMA, FLORAL DIVERSITY OF THAR DESERT OF WESTERN RAJASTHAN, INDIA in J. Phytol. Res. 29 (1 & 2) : 55-71, 2016, su ResearchGate. URL consultato l'8 settembre 2023.
122. ↑  (EN) Nguyen Thi Mui, Country Pasture/Forage Resource Profile Viet Nam, 2006 (PDF), su ees.kuleuven.be, Food and Agriculture Organization of the United Nations (FAO). URL consultato il 21 ottobre 2023.